# Dějiny Česka
Dějiny Česka jsou historií jak dnešní České republiky, tak států, které jí předcházely, a území, na kterém republika leží. Vzhledem k poloze ve střední Evropě se dějiny Česka z části prolínají především s dějinami Svaté říše římské, německými státy, s Rakouskem, Polskem a oblastí Uher. Od 16. století se pak dějiny českého národa v důsledku existence společného státu prolínají s dalšími státy Habsburské monarchie, v letech 1918–1992 se pak díky existenci Československa prolínají především s dějinami Slováků a Slovenska, od počátku 21. století pak s dějinami Evropské unie.

## Úvodní souhrn
Historie lidského osídlení na území České republiky trvá od nejstaršího paleolitu. Karel Valoch získal doklady o nejstarším osídlení našich zemí v době před asi 600 000 lety a předložil také jeden z nejstarších dokladů o užívání ohně v Evropě.
První lidé dnešního typu se objevili v Evropě v mladém paleolitu před asi 40 tisíci lety. Během krátké doby nahradili neandertálce, kteří žili na území Evropy stovky tisíc let. Moderní genetické výzkumy zjistily, že současní obyvatelé Česka jsou potomci několika pravěkých migračních vln. Na jejich původu se podíleli mezolitičtí lovci a sběrači pocházející z kromaňonské populace, která obývala Evropu během poslední doby ledové, dále neolitičtí zemědělci, kteří se do Evropy začali stěhovat před 9000 lety z Anatolie během neolitické revoluce v zemědělství, a nakonec pastevci jámové kultury, kteří se stěhovali z pontsko-kaspické stepi ve východní Evropě v souvislosti s indoevropskými migracemi před 5000 lety.
Nejstaršími obyvateli, které známe jménem, byli Keltové, po nich přišli Germáni a Slované. Slované zde vytvořili první politické celky, Sámovu říši (kolem roku 630) a Velkou Moravu (9. století). V té době sem proniklo křesťanství. sv. Cyril a Metoděj přišli na Velkou Moravu roku 863. V 10. století se kolem středočeského kmene Čechů začalo vytvářet České knížectví, vedené rodem Přemyslovců. Postupně se rozšířilo a upevnilo, získalo své světce (sv. Václav, sv. Ludmila a sv. Vojtěch z rodu Slavníkovců) a biskupství (973), jeho centrem se stal Pražský hrad. Václavův bratr a nástupce Boleslav I. (935–972) k přemyslovským državám připojil Moravu. Počátkem 11. století se knížectví stalo lénem Svaté říše římské.
Přemysl Otakar I. (1197–1230) získal prestižní titul dědičného krále, což stvrdila Zlatá bula sicilská (1212). Rozsáhlé územní zisky zaznamenalo České království díky dobyvačné politice krále Přemysla Otakara II. (1253–1278). V době vlády jeho syna, Václava II. (1278–1305) se začalo v Kutné Hoře těžit stříbro, což mělo pozitivní vliv na ekonomiku země. Vraždou Václava III. roku 1306 však vymřel rod Přemyslovců po meči a nastoupila dynastie Lucemburků. K nim patřil úspěšný vládce Karel IV. (1346–1378), mimo jiné zakladatel pražské univerzity (1348), první ve střední Evropě. Následující období však výrazně poznamenaly husitské války, které vznikly po smrti krále Václava IV. v souvislosti s odporem římskokatolické církve proti upevnění reformního proudu v českém křesťanství, v historiografii zvaného jako husitství. Významnou osobností tohoto hnutí byl Mistr Jan Hus, upálený v roce 1415 v německé Kostnici pro údajné kacířství. Mezi husity a katolíky se rozpoutala občanská válka, v jejímž průběhu husité na čas ovládli velkou část Českého království. Nadto bylo podniknuto několik křižáckých tažení z německého území, která však byla husitskými vojsky pod velením Jana Žižky z Trocnova a po jeho smrti v roce 1424 kněze Prokopa Holého úspěšně odražena. Tyto války a vládu husitů v zemi ukončila až dohoda římskokatolické církve s umírněnou částí husitů na Basilejském koncilu a následná bitva u Lipan roku 1434, ve které byli radikální husité poraženi. Spory mezi katolíky a husity byly dočasně urovnány a v osobě Jiřího z Poděbrad (kraloval v letech 1458–1471) Čechám úspěšně vládl umírněný husita, který jako jeden z prvních evropských politiků přišel s myšlenkou částečné evropské integrace s posláním zajistit mír. Po něm několik desítek let vládli králové z dynastie Jagellonců, pak roku 1526 nastoupili Habsburkové, kteří Českému království vládli až do roku 1918 a české země začlenili do rozsáhlé říše s centrem ve Vídni.
V době vlády Rudolfa II. (1576–1611) zažily České země kulturní a vědecký rozkvět. Roku 1618 došlo k neúspěšnému stavovskému povstání nekatolíků, jehož následkem byla rekatolizace a ničivá třicetiletá válka. V následujícím barokním období české země zažily kulturní rozkvět, čeština se však postupně stávala jazykem pouze nevzdělaných vrstev. Obtížná byla rovněž situace obyvatel venkova, kteří mnohdy museli část týdne povinně pracovat na panské půdě. Císařovna Marie Terezie (1740–1780) zahájila osvícenské reformy, například prosadila povinnou školní docházku a zreformovala armádu. Byla však nucena přenechat Prusku většinu Slezska a Kladsko, tedy tradiční součásti Českých zemí. V reformách pokračoval i její syn Josef II. (1780–1790), který roku 1781 zrušil nevolnictví a zlepšil tak postavení nižších vrstev na venkově. Císař Josef II. zavedl výlučné používání němčiny na úřadech i v českých zemích.
Koncem 18. století započalo národní obrození, jež umožnilo vznik moderního českého národa a upevnění jeho politické síly a také obnovu významu češtiny. Ve druhé polovině 19. století za vlády císaře Františka Josefa I. (1848–1916) proběhla rychlá modernizace a industrializace českého území, rozkvět zažila rovněž kultura. Toto období je však poznamenáno častými spory mezi Čechy a v Českých zemích žijícími Němci. Byly učiněny první kroky k ustanovení demokracie a moderní občanské společnosti, od roku 1861 platila poměrně liberální ústava a stále větší vrstvy obyvatelstva získávaly volební právo (roku 1907 jej pak získali všichni dospělí muži).
Habsburská říše zanikla první světovou válkou (1914–1918). Na jejích troskách mimo jiné vzniklo demokratické Československo (vyhlášeno 28. října 1918). Jeho prvním prezidentem byl filozof a vysokoškolský profesor Tomáš Garrigue Masaryk (1918–1935). Československá republika zavedla volební právo i pro ženy a v meziválečném období se postupně stala jediným demokratickým státem ve střední a východní Evropě. Zažila rovněž kulturní a hospodářský rozkvět. Problém však představovaly spory mezi Čechy a Němci, jejichž značná část se postupně dostala pod větší či menší vliv nacistického Německa. Roku 1938 nacistické Německo obsadilo část území obývanou většinově Němci a následujícího roku obsadilo i zbytek státu, kde mezitím demokracii nahradilo autoritářské konzervativní zřízení. Protektorát Čechy a Morava byl loutkovým státem v rukou nacistů. Na pozadí druhé světové války (1939–1945) ve velkém probíhalo vraždění nepřátel režimu, Židů a Romů. Zároveň probíhal vcelku výrazný odboj, a to jak domácí, tak vojenský ve spolupráci s Velkou Británií a Sovětským svazem. Po osvobození sovětskou a americkou armádou s přispěním vlastního československého odboje se roku 1945 Československo obnovilo, demokracie však již byla značně omezená. V letech 1945–1946 proběhl odsun sudetských Němců, který provázelo extrémně četné násilí a protiprávní jednání. V únoru 1948 provedli převrat komunisté, kteří vládli zcela autoritativně a plnili příkazy Sovětského svazu. Roku 1968 došlo k pokusu režim demokratizovat, takzvané pražské jaro však bylo 21. srpna 1968 poraženo vojenskou intervencí komunistických zemí v čele se Sovětským svazem. V roce 1989 se projevila celková krize sovětského bloku a Čechoslováci dokázali sametovou revolucí komunistický režim nenásilně svrhnout. Nedokázali však udržet jednotu státu, a tak se Československo k 1. lednu 1993 nenásilně rozdělilo na Českou republiku a Slovenskou republiku.
Česko se politicky vrátilo k Západu a liberální demokracii. Prezidentem byl zvolen někdejší protikomunistický disident a jeden z hlavních aktérů Sametové revoluce, spisovatel, dramatik a obhájce lidských práv Václav Havel (1989–2003). Roku 1999 bylo Česko přijato do Severoatlantické aliance a roku 2004 vstoupilo do Evropské unie.

## Před vznikem českého státu

### Prehistorie (do 5. století př. n. l.)

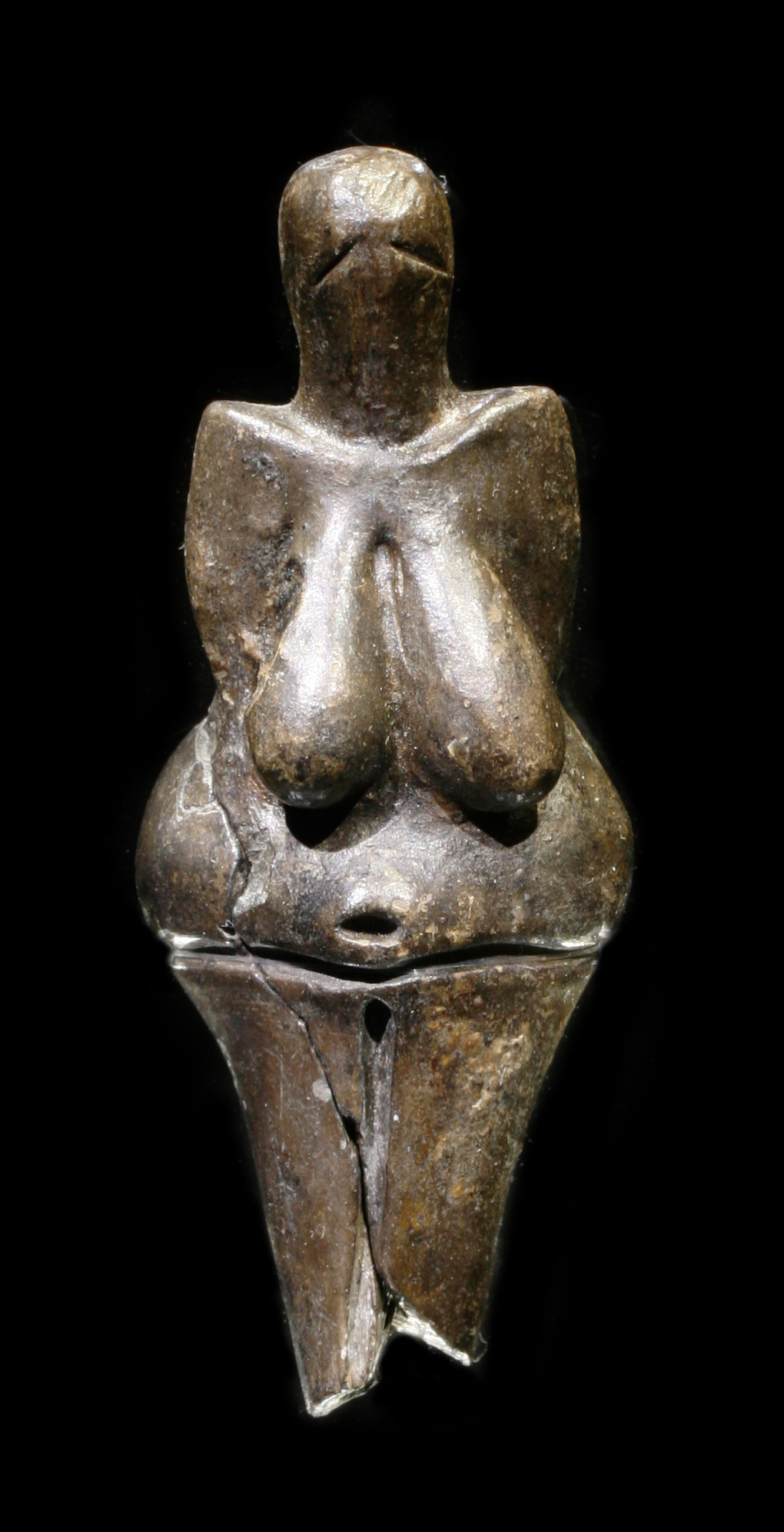
Věstonická venuše je nejstarší keramická soška na světě

Nejstarší nálezy člověka na území Česka pocházejí z období nejstaršího paleolitu (2.5 milionu – 750 tis. B. P.). V období starého paleolitu (750 tis. – 250 tis. B. P.), zde žil Homo erectus případně Homo heidelbergensis, tvůrci tzv. acheulské kultury, kteří používali mj. pěstní klín. V období středního paleolitu (250 tis. – 40 tis.) se na území ČR vystřídalo několik paleolitických kultur, jejichž nositelem byl v mladší fázi především Homo neanderthalensis.
S mladým paleolitem (45 tis. (Koněpruské jeskyně) – 12 tis. B. P.) je spojen první doložený výskyt člověka dnešního typu (Homo sapiens sapiens) na území České republiky. Pavlovienská naleziště na Moravě se stala světoznámými díky nálezům sídlištního i hrobového charakteru, které svědčí o lovecké společnosti, která již pravděpodobně žila polousedlým způsobem života, dokázala vypalovat keramiku či splétat z travin rohože a dále se vyznačovala uměleckým projevem se symbolickým podtextem (venuše, plastiky zvířat z pálené hlíny, šperky z ulit, mamutoviny a zubů, řezbami zdobené nástroje z mamutoviny atd.), který vedle dokladů o rituálních pohřbech svědčí o jisté duchovní kultuře. Kombinace sílícího lovu pravěkými populacemi člověka a změn klimatu během poslední doby ledové pravděpodobně přispěla k vymírání některých druhů pleistocenní megafauny.
Neolit na území Česka je reprezentován kulturou s lineární keramikou, na kterou navazuje kultura s vypíchanou keramikou. Na Moravě se na konci neolitu objevuje kultura s moravskou malovanou keramikou ovlivněná lengyelským kulturním okruhem. Obyvatelstvo se v této době živilo především zemědělstvím (různě intenzivně doplňovaným lovem, sběrem, rybolovem). Lidé žili v malých osadách v tzv. dlouhých domech. Již na konci kultury s lineární keramikou se objevují výšinná sídliště, v závěru neolitu vznikají rondely: velké, nejčastěji kruhové stavby nejasného účelu.

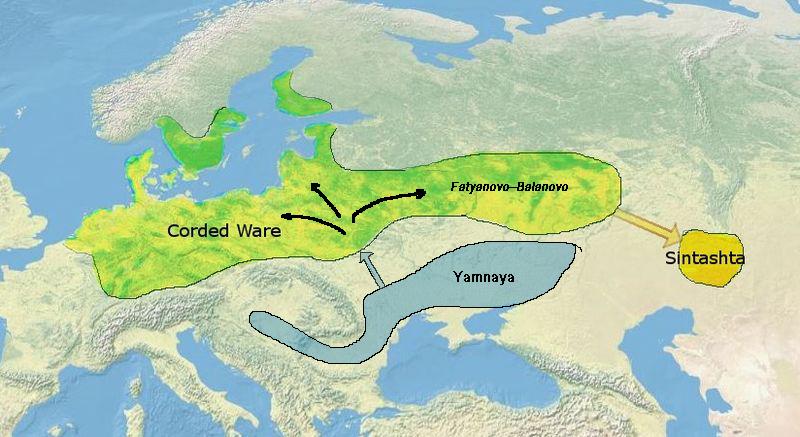
Lid kultury se šňůrovou keramikou ve střední Evropě byl geneticky blízce příbuzný lidu jámové kultury ze severního Černomoří

Pozdní doba kamenná čili eneolit na území Česka přináší další objevy a technologie (kolo, užití rádla, využití dobytka k orbě, sporadicky měď). Na českém území se během eneolitu vystřídalo či spolu soužilo velké množství kultur: lengyelská kultura, jordanovská kultura, michelsberská kultura, kultura s nálevkovitými poháry, badenská kultura, řivnáčská kultura, jevišovická kultura, chamská kultura, bošácká skupina, kultura kulovitých amfor, kultura se šňůrovou keramikou, kultura se zvoncovitými poháry. Podle některých vědců byla kultura se šňůrovou keramikou, která vzešla z migrace lidu jámové kultury, společným předkem pro pozdější keltské, germánské, baltské, slovanské a možná i některé italické indoevropské jazyky.
Na eneolit navázala doba bronzová (2000 – 800 př. n. l.), kdy se začalo významně uplatňovat zpracování kovů. Velmi pravděpodobně to vedlo k vytváření skupin specialistů (horníků, hutníků, ale i obchodníků apod.). Z archeologických nálezů je možné doložit výraznější stratifikaci společnosti (bohaté hroby). Rozvíjí se dálkový obchod. Archeologické nálezy také dovolují spekulovat o náplni náboženských představ (sluneční kult). Opět české území poznalo velké množství kultur: únětická kultura, nitranská kultura, kultura Chłopice-Veselé, Věteřovská skupina, komplex mohylových kultur (českofalcká, středodunajská), kultura lužických popelnicových polí, kultury knovízská a štítarská, milavečská kultura, nynická skupina, velatická a podolská kultura.
Starší doba železná čili halštatská (800 – 450 př. n. l.) byla již typická širokým užitím železa. Střední Evropa se dostala do bližších kontaktů se Středomořím. Změnila se i společnost, která se dostala snad i na úroveň vojenského náčelnictví. Kultury doby halštatské na českém území jsou halštatská mohylová kultura, bylanská kultura v Čechách, slezskoplatěnická kultura na severní a horákovská kultura na jižní Moravě.

### Raná doba historická (5.–6. stol. n. l.)

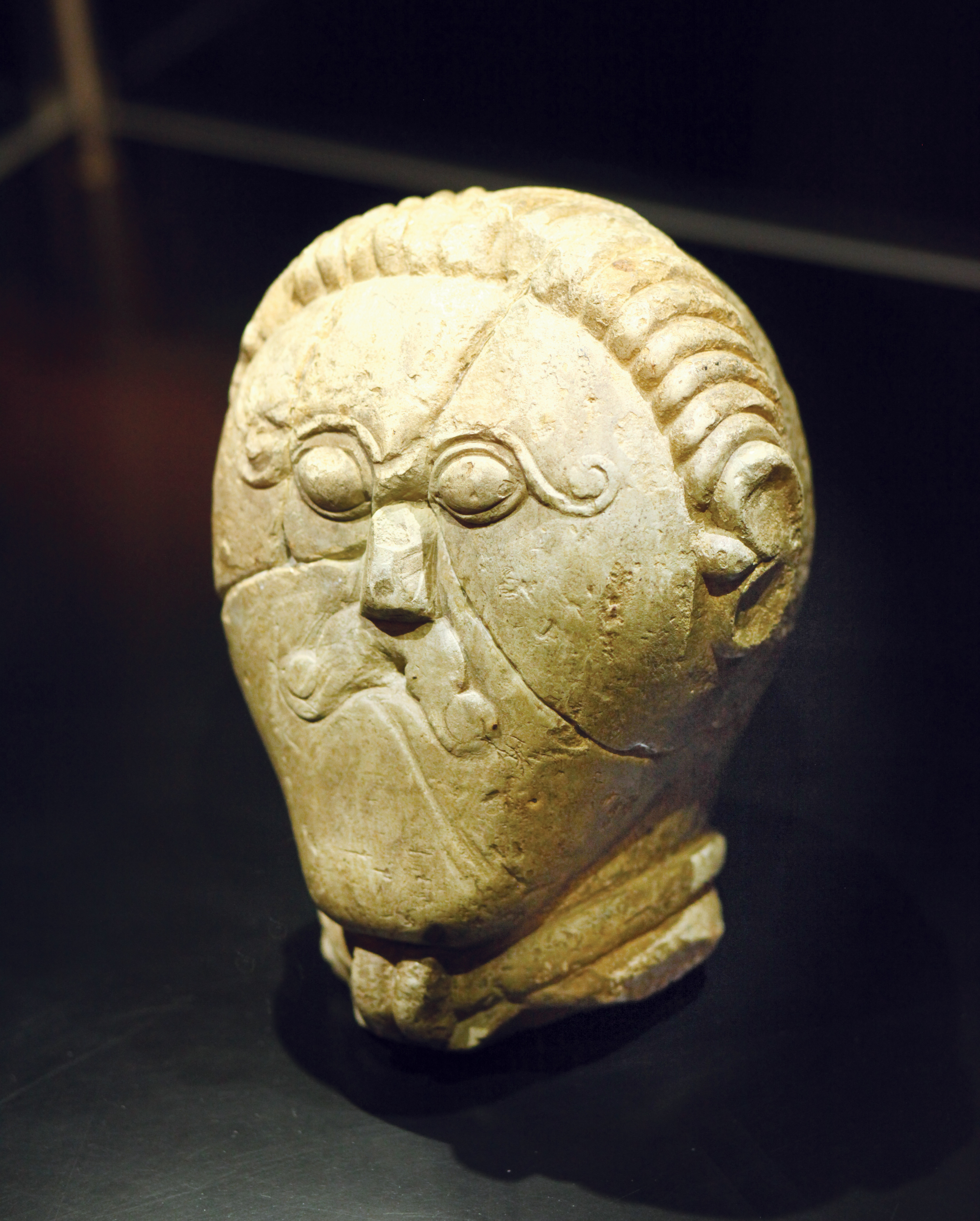
Kamenná hlava Kelta z Mšeckých Žehrovic

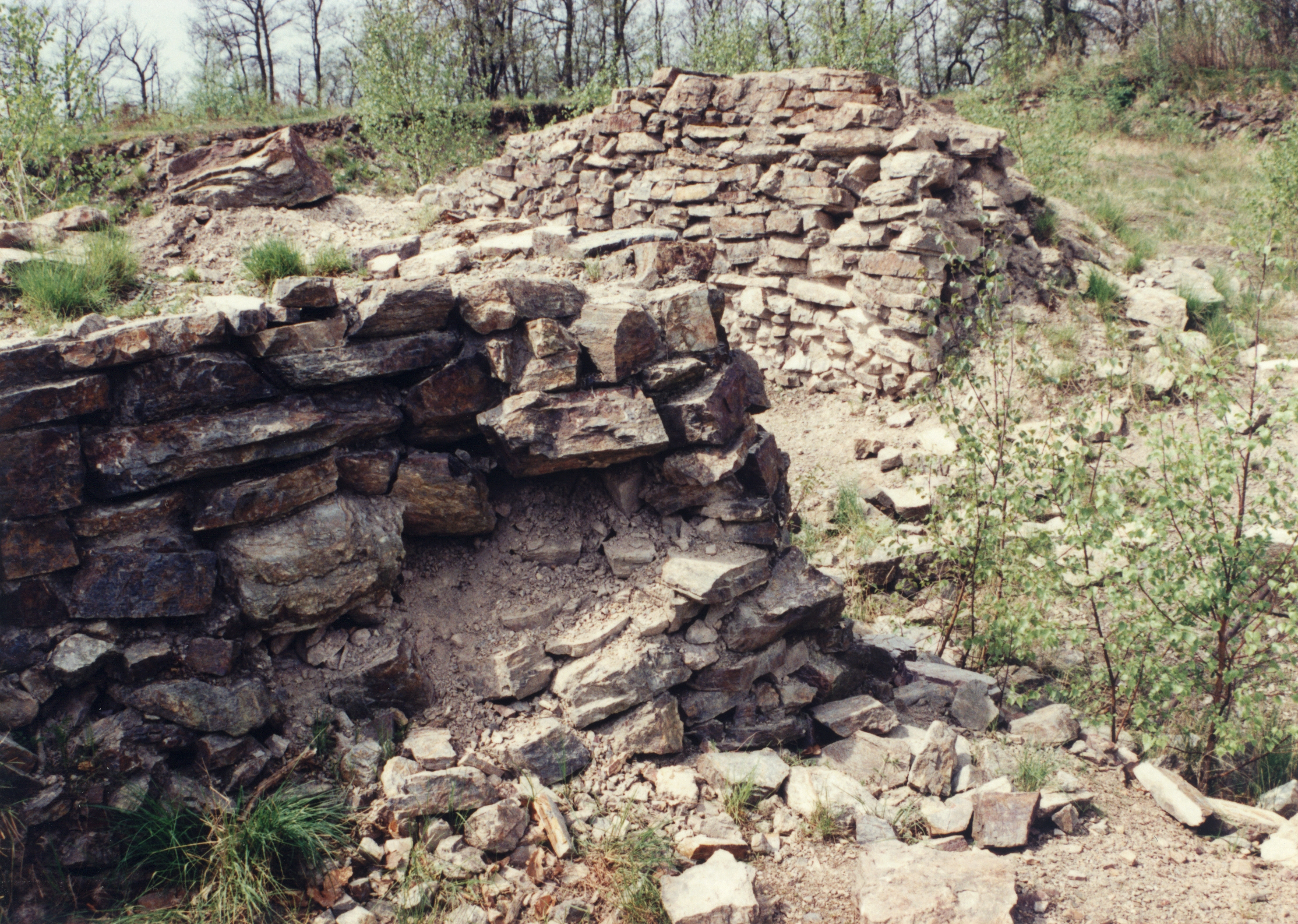
Pozůstatky keltského hradiště na Závisti

Na české území se snad už v 2. polovině 5. století př. n. l., tedy v mladší době železné, dostali Keltové, první etnikum, jehož jméno je známo z písemných pramenů. Do 4. století před n. l. obsadili všechny zemědělsky využitelné oblasti. Jméno v Čechách sídlícího kmene Bójů dalo zemi její latinský název Boiohaemum (Země Bójů), později Bohemia. Na jižní Moravu v první vlně v 5. století přišli Volkové-Tektoságové, v 1. polovině 4. století se předpokládá příchod další vlny z Podunají. O kultuře středoevropských Keltů se mluví jako o laténské kultuře.
Doba římská na území Česka začíná kolem roku 50 př. n. l. Tehdy zemi po odchodu Keltů obsadily převážně germánské kmeny. V severních Čechách se v té době udržela ještě kulturně smíšená kobylská skupina. Krátce před přelomem letopočtu se na jižní Moravě usadili Kvádové a v Čechách Marobudovi Markomani (horizont Marobudovy říše), po jeho útěku zde zbytky zůstaly asi až do počátku 5. století. Od 2. století ze severu pronikala převorská kultura (na Moravě o ní jsou doklady již od počátků doby římské) a v 1. polovině 3. století přišlo do Čech nové obyvatelstvo z Polabí. Tyto nové skupiny obyvatelstva se v 2. polovině 3. století rozšířily i na Moravu (kostelecká skupina). Zároveň jsou na jižní Moravě dlouhodobě zkoumány lokality, které svědčí o působení římských jednotek v období markomanských válek (Mušov), v roce 2001 byla doložena jejich přítomnost až v Olomouci-Neředíně.
Doba stěhování národů (380/400 – cca 568) začíná úbytkem obyvatelstva; pravděpodobně aspoň část lidí odešla roku 406 s Vandaly a Alany; o Markomanech se uvažuje, že odešli v 1. polovině 5. století do Norica. V 5. století se přinejmenším na Moravě projevil chaos způsobený hunským vpádem pod Attilovým vedením a přišlo sem nové obyvatelstvo z Podunají. Na jižní Moravě se snad podle některých archeologů usadili Herulové, kteří zde vydrželi až do počátku 6. století, kdy byli poraženi Langobardy. V Čechách se v 1. třetině 5. století prosadila vinařická skupina, uvažuje se i o přítomnosti hunské nobility (hroby s koňskými postroji). Na konci 5. století se proti proudu Labe do Čech dostali Langobardi (spolu s menším počtem Durynků), načas se zde usadili, ale někdy v 1. polovině 6. století se přesunuli do Podunají a roku 568 do Itálie.

### Slovanské osídlení a první politické útvary (6.–9. století)
Příchod Slovanů na dnešní české území nastal pravděpodobně v 2. polovině 6. století. Časně slovanské období zahrnuje první vlnu Slovanů (kultura s keramikou pražského typu), jež směřovala přes Malopolsko na Moravu a podél stezky později zvané Trstenická i do Čech, a druhou vlnu, která v 1. polovině 7. století snad přišla z Podunají. Většina Germánů již předtím odešla, a tak v té době na českém území sídlily už jen zbytky Langobardů a Durynků.

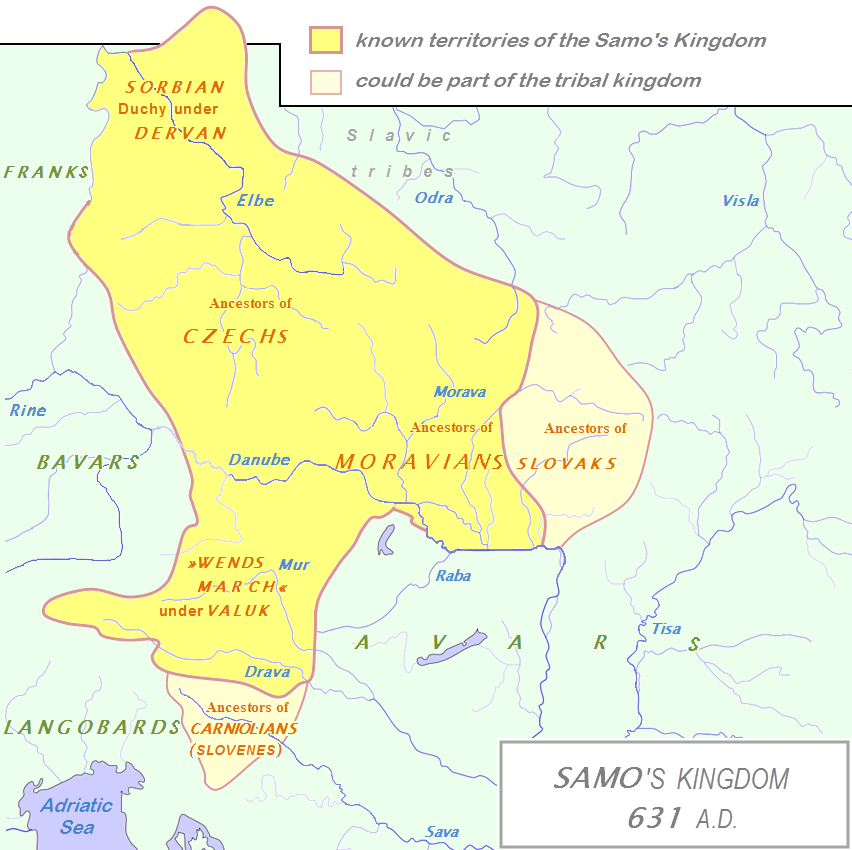
Přibližný rozsah Sámovy říše

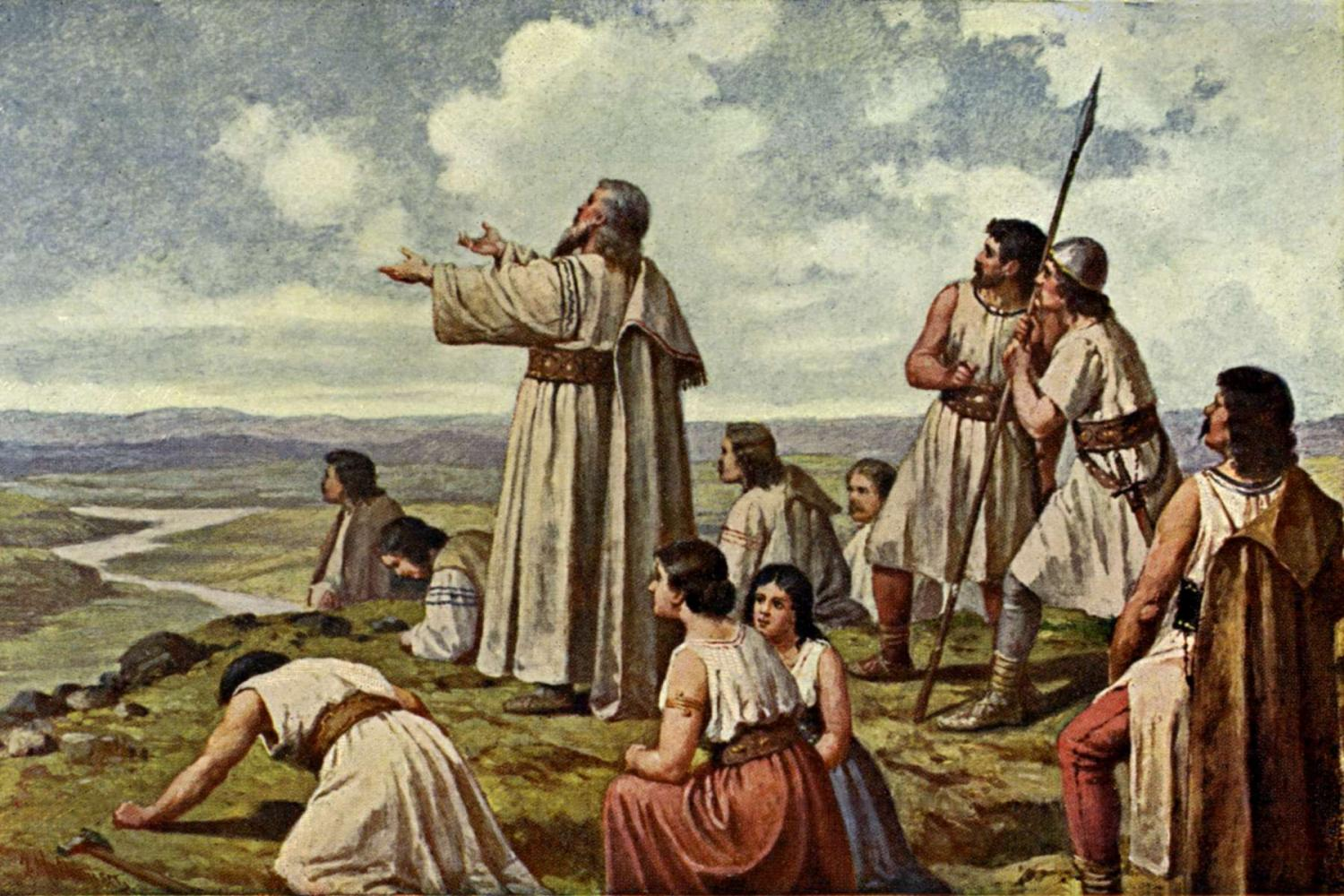
Romantická představa příchodu praotce Čecha na Říp

Část Slovanů žijících na českém území byla podle Fredegarovy kroniky vystavena loupeživým nájezdům a násilnostem Avarů z území dnešního Maďarska. Roku 623 se Slované pod vedením franského kupce Sáma úspěšně postavili Avarům na odpor a ustavili svůj první známý politický útvar, Sámovu říši. Roku 631 v bitvě u Wogastisburgu porazili také franského vládce Dagoberta I., který chtěl rozšířit svou vládu dále na východ. Sámo prý úspěšně vládl 35 let, avšak po jeho smrti říše zřejmě zanikla.
V dalších dvou stoletích není o dění na našem území mnoho zpráv. V roce 788 franský král Karel Veliký zřídil v severním Bavorsku českou marku, tedy vojenskou hraniční oblast proti Čechám.

V roce 805 se Karel Veliký pokusil Čechy ovládnout – důvodem byla Karlova dlouhodobá strategická koncepce usilující o vytvoření pásu závislých kmenů při východní hranici Franské říše a geopoliticky důležitá poloha Čech. Franská vojska, vedená synem Karla Velikého Karlem Mladším, pronikla do Čech současně třemi cestami. České kmeny však zvolily vůči Frankům úspěšnou taktiku vyhnout se přímému střetu v očekávání, že se těžkopádná velká franská armáda v zemi neuživí a bude muset odtáhnout. Proto oblehla franská vojska pevnost Canburg, kterou sice nedobyla, ale její velitel kníže Lech byl v boji zabit. Karel Mladší se nakonec uchýlil k časté taktice plenění země, jejímž hlavním cílem bylo zlomení protivníka vyhladověním – což ale bylo obvykle nutné provést po dva roky za sebou. V následujícím roce 806 tak vtáhlo velké vojsko složené z Bavorů, Alamanů, Burgundů a Langobardů pod velením Pipina Italského (dalšího ze synů Karla Velikého) do Čech, aby bitvou nebo dalším pleněním země donutilo české kmeny k poddání se a poplatnosti. Písemné prameny se o poddání českých kmenů výslovně nezmiňují, ale protože jsou v dokumentech Ludvíka Pobožného (tzv. Ordinatio imperii) z roku 817 a v komentářích análů k velkému dvorskému sjezdu v listopadu 822 ve Frankfurtu české kmeny jmenovány mezi závislými gentilními celky, předpokládá např. historik Dušan Třeštík, že tato tributární závislost byla v roce 806 Pipinem skutečně vynucena. Český kronikář Kosmas ve své Kronice Čechů zmiňuje i výši tributu: 120 volů a 500 hřiven stříbra, tento přípisek je ovšem až z doby o 300 let pozdější.

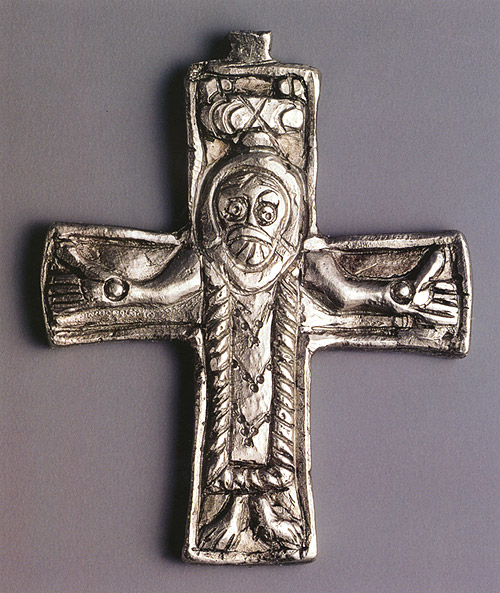
Kříž z velkomoravského období, Mikulčice

Tributární závislosti, kterými Karel Veliký zavázal téměř všechny slovanské kmeny při hranicích Franské říše, se od 2. poloviny 20. let 9. století začaly hroutit, což se týkalo i Čech. Ještě roku 822 se vyslanci Čechů zúčastnili říšského sněmu ve Frankfurtu, kde s nimi a ostatními jednal Ludvík Pobožný o východních záležitostech říše. Povinná účast předáků podřízených kmenů na těchto dvorských sjezdech (sněmech) v říši, na nichž také předávali jejímu vládci dary, byla přitom chápána jako jeden ze znaků poddání se Franské říši. Ale již roku 838 povstaly téměř všechny kmeny Polabských Slovanů, a když pak roku 840 ustupoval Ludvík Němec před svým otcem z Durynska přes území Čech, šel s velkými obtížemi a musel se při tom vykupovat četnými dary.

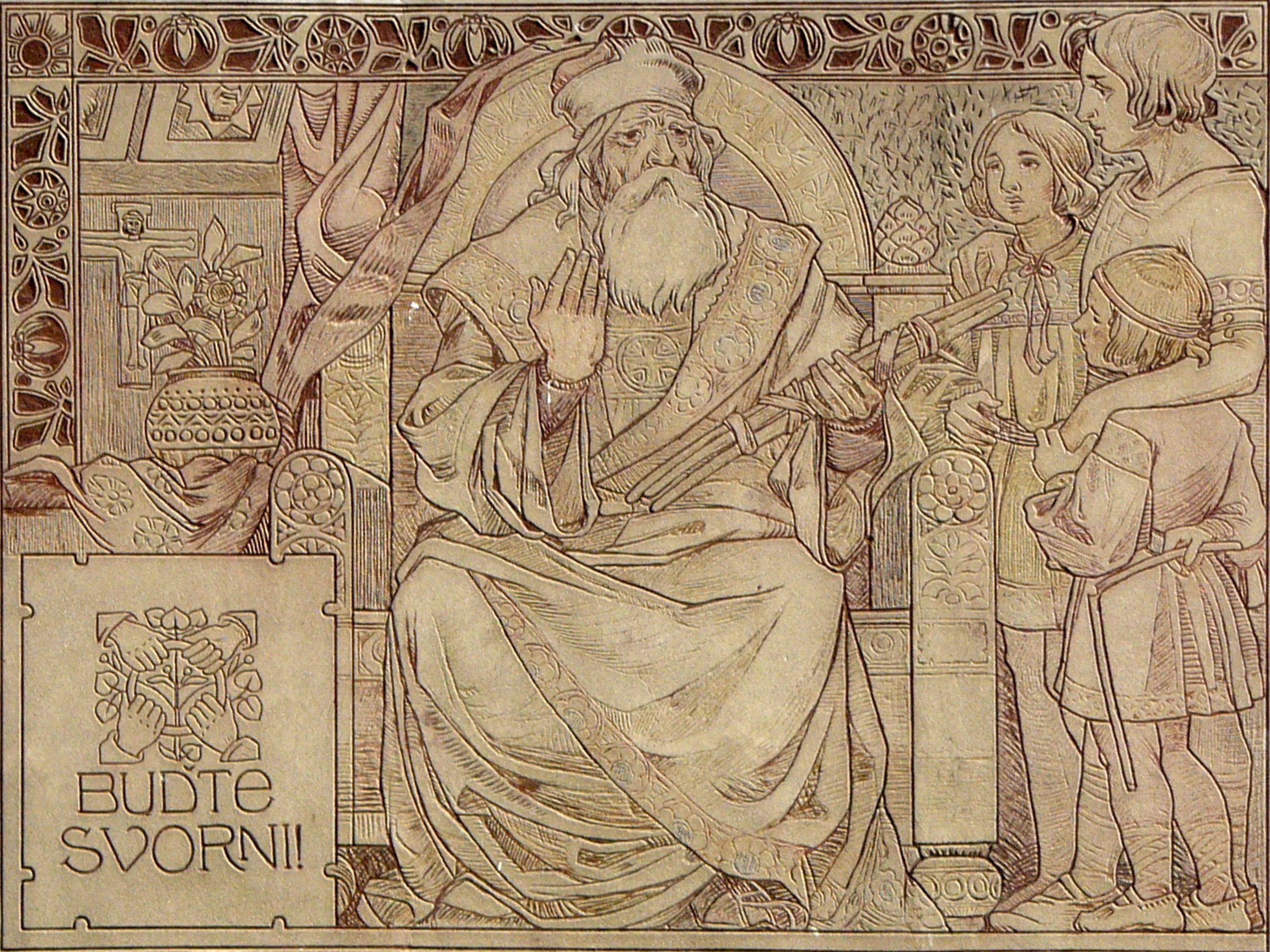
Svatopluk I, panovník Velkomoravské říše

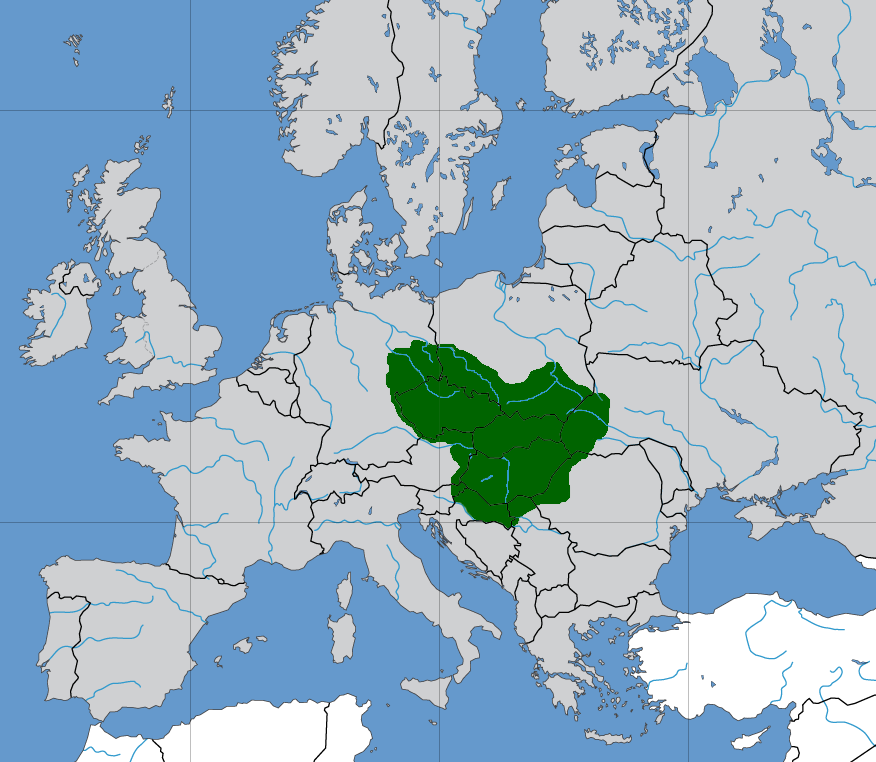
Velkomoravská říše za vlády Svatopluka I.

Na přelomu let 844–845 dorazilo do bavorského Řezna čtrnáct českých knížat, jejichž jména nejsou známa, a požádalo východofranského krále Ludvíka Němce (jenž zde přečkával zimu) o křest, který jim byl z Ludvíkova rozkazu 13. ledna 845 udělen. Šlo o překvapivý krok, na jehož motivy není jednoznačný pohled – ze zprávy se dá vyvodit, že do pohanských Čech začalo pronikat křesťanství, jiným vysvětlením (podle Dušana Třeštíka) může být, že si Čechové (jak se později ukázalo naivně) představovali, že stanou-li se křesťany, Ludvík Němec na ně nezaútočí, ale zároveň byli jen těžko ochotní znovu přijmout (již opět neuznávaný) závazek poddanosti a poplatnosti jeho říši. Z pohledu Franské (a později Východofranské) říše však platila představa, že přijetí křtu z říše se automaticky rovná i přijetí politické závislosti na ní. Podřízenost Čechů po křtu většiny českých knížat marně očekával i Ludvík Němec, který se nakonec hned v následujících letech 846, 847 a 849 několikrát, leč bezvýsledně, pokusil o podmanění českých kmenů vojenskou silou.
Počátkem 9. století vznikl na území jižní Moravy a severozápadního Slovenska slovanský stát, nazývaný Velkomoravská říše. Moravané ovládli jihozápadní Slovensko, které se dostalo společně s jižní Moravou pod vládu jednoho knížete. Prvním známým moravským panovníkem byl kníže Mojmír I. (vládl do 846), podle něhož se dynastie nazývá Mojmírovci. Jeho následník Rastislav (r. 846–870) nejdříve přijal svrchovanost Franské říše, později jí ale odmítl poslušnost a roku 855 Frankové neúspěšně napadli Moravu. Později následovala další série ozbrojených střetů. Například v roce 857 se ve Fuldských letopisech píše o dobytí jihočeské civitas Wistrachi (obec Vistrachova) franskými vojsky.

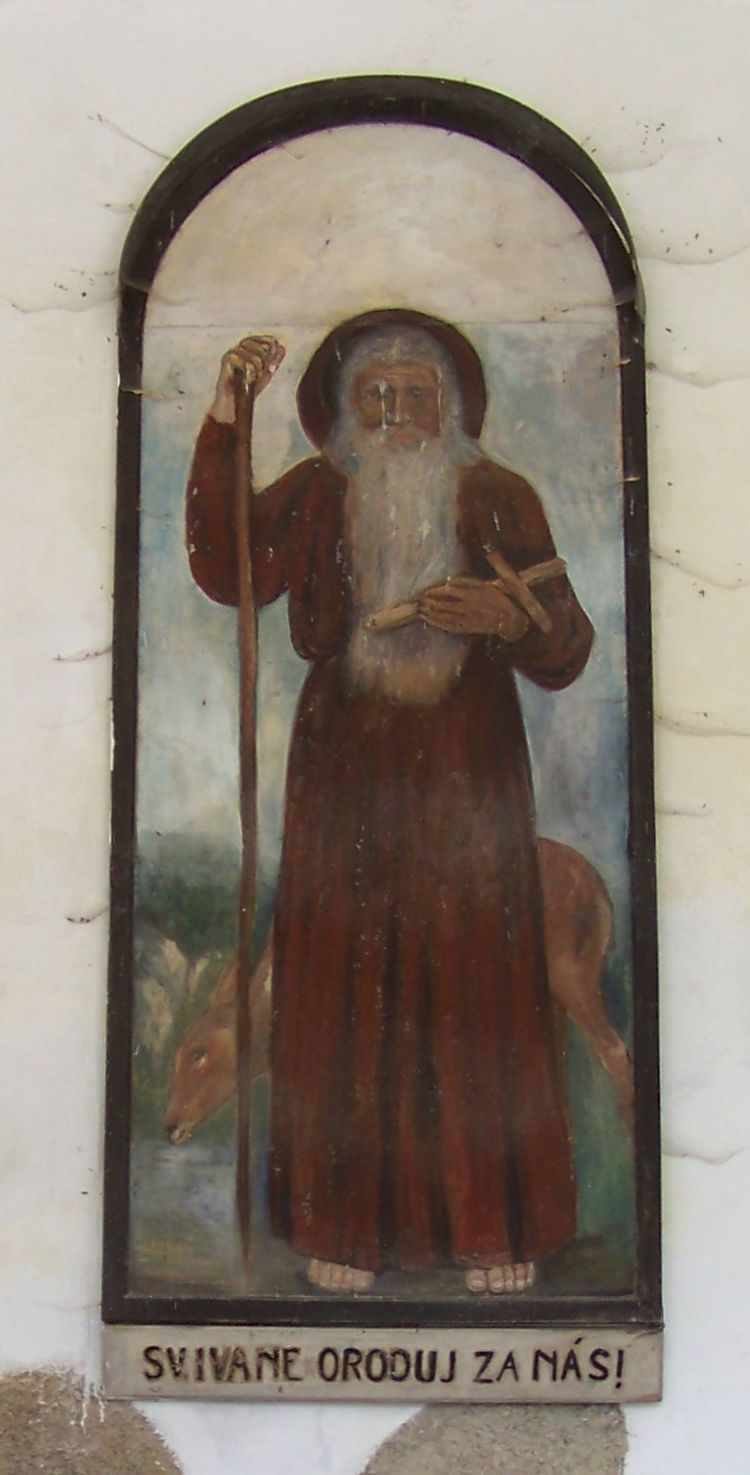
Poustevník svatý Ivan

V roce 863 přišla na Moravu z tehdy byzantské Soluně křesťanská misie Konstantina-Cyrila a Metoděje, kteří vytvořili nejstarší slovanské písmo hlaholici, vytvořili staroslověnský jazyk (první spisovný slovanský jazyk vůbec), založili na našem území tradici písemnictví a vzdělanosti (Proglas) a šířili křesťanství. Metoděj se později stal fakticky prvním moravským biskupem. Velkomoravská říše se tak stala nezávislou na zahraniční církevní hierarchii.
Frankové si na Moravě chtěli uchovat vliv, ale v roce 871 je kníže Svatopluk I. (vládl 870–894) vyhnal. Hned následujícího roku 872 se Frankové objevili na území Čech a zahnali na útěk pět českých vojvodů při boji někde nad Vltavou. Jedním z nich byl i Bořivoj I. V následujících letech však Svatopluk úspěšně obhájil nezávislost své říše a jeho moc se rozkládala daleko za hranice vlastní Moravy.
V roce 882 podle legendy zemřel český poustevník svatý Ivan, nad jehož hrobem vznikl v roce 1033 benediktýnský klášter Svatý Jan pod Skalou.
Bořivoj zřejmě zemřel roku 895 a v letech 906–907 byla Velká Morava vyvrácena Maďary. Na některých hradištích je prokázáno nebo se počítá s přežíváním velkomoravské kultury a s dalším fungováním světské správy i v nových podmínkách – například v Olomouci nebo ve Znojmě – Hradišti sv. Hypolita. Písemné prameny i pozdní tradice také naznačují fungování církevní správy (biskupství) i v 10. století po maďarských vpádech, nejspíše v Olomouci.

## Středověká monarchie
Český stát vznikl jako knížectví v 10. století. Velmi brzy se dostal do sféry vlivu Svaté říše římské. Jejím lénem se stal roku 1002 a povýšení na království dosáhl roku 1198. Počáteční období sjednocování území trvalo asi do konce 10. století. Pak již bylo jádro území (tj. Čechy včetně Žitavska a Kladska a Morava s Opavskem) ve srovnání s jinými tehdejšími státy poměrně stabilní. Přesto se hranice často měnily zejména v místech, kde nejsou přirozeně určené terénem. Spolu s dalšími oblastmi, které čeští panovníci dlouhodobě ovládali, vytvořily tyto země stát zvaný Koruna království českého, latinsky Corona regni Bohemiae. Morava a další součásti kromě vlastních Čech se označují jako vedlejší země Koruny.
Panovníci zprvu neměli stálé sídlo a často se přemísťovali, aby mohli na místě vykonávat správu jednotlivých regionů. Až na počátku 13. století se trvale usadili na Pražském hradě. (Je nepřesné mluvit o Praze jako o tehdejším hlavním městě, protože Praha vznikla sloučením doposud samostatných částí až roku 1784, kdy panovníci již sídlili ve Vídni – viz též Dějiny Prahy.)

### České knížectví (9. stol. – 1198)

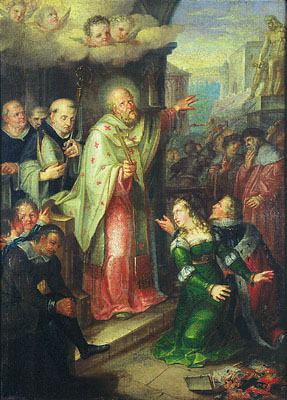
Křest Bořivoje I, prvního historicky doloženého panovníka Českého knížectví, svatým Metodějem na Velké Moravě

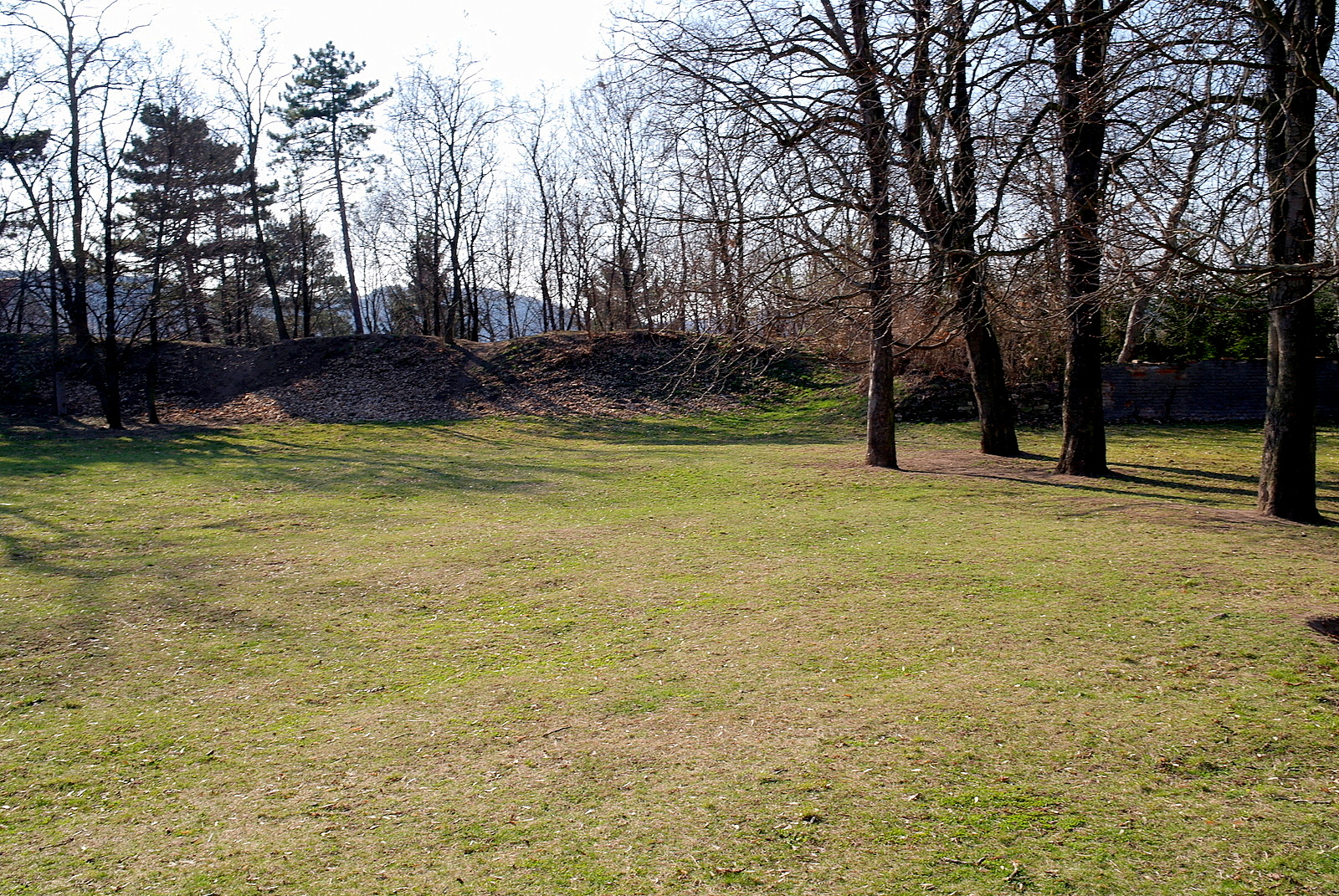
Pozůstatky hradiště Levý Hradec, sídla prvních Přemyslovců

V době, kdy na Moravě vznikla rozlehlá říše, Čechy nebyly sjednoceny pod vládou jediného panovníka. V čele jednotlivých kmenů stáli místní náčelníci. Ve středu území sídlil kmen Čechů, jemuž vládl rod Přemyslovců, který svůj původ odvozoval od bájných předků Přemysla Oráče a kněžny Libuše. Kolem něj se v 10. století začal vytvářet středověký stát.
První přemyslovský kníže, o kterém se dochovaly záznamy, se jmenoval Bořivoj I., žil koncem 9. století a nechal se podle legendy pokřtít na Velké Moravě. Pravděpodobně sídlil na hradišti Levý Hradec, kde nechal vybudovat první křesťanský kostel sv. Klimenta. Podle Kristiánovy legendy potlačil se Svatoplukovou pomocí povstání českých pohanských velmožů a dal na důkaz díků postavit další křesťanský kostel, zasvěcený Panně Marii. Ten se stal první křesťanskou sakrální stavbou na ostrožně Pražského hradu. Pravděpodobně za vlády Bořivojova syna Spytihněva I. (vládl 894–915) byl ostroh obehnán obranným valem a vznikl zde knížecí palác, kam kníže přesídlil z Levého Hradce. Praha se stala centrem rodícího se českého státu a přemyslovští vládci si postupně podřídili okolní obyvatele a přiměli je k odvádění dávek. Tento prvotní státní útvar bývá nazýván knížecí rodové patrimonium. Po Svatoplukově smrti zanikl vliv Velké Moravy na Čechy a česká knížata se dostala do vlivu východofrancké říše.

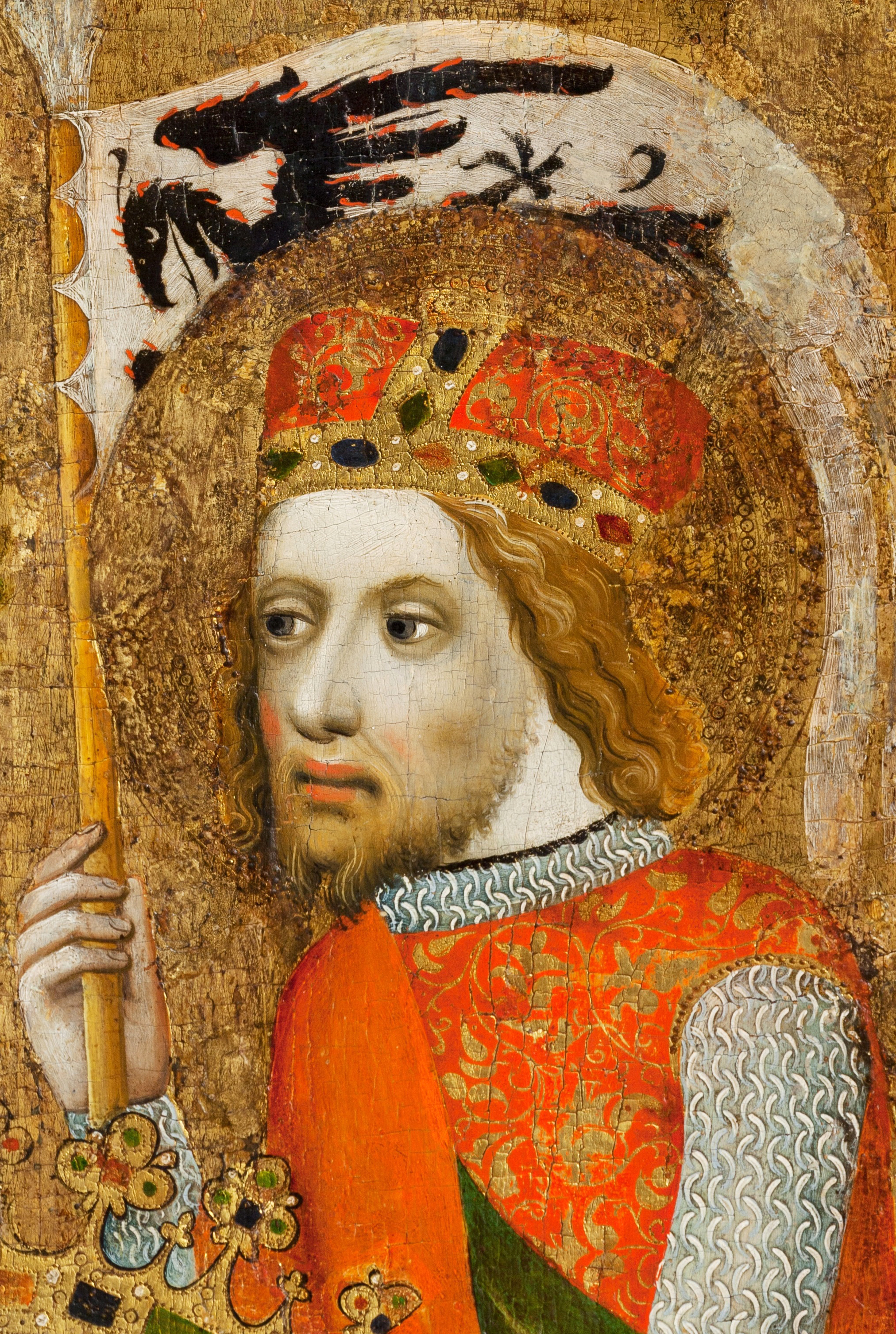
Svatý Václav, hlavní patron českého státu; na praporci je původní znak Českého knížectví, černá orlice

Již na počátku českých dějin byla tak učiněna tři klíčová rozhodnutí, která určila jejich běh do daleké budoucnosti. První dvě, rozhodnutí se pro křesťanství a rozhodnutí se pro stát, byla dědictvím Velké Moravy. Třetím rozhodnutím bylo připojit se v době nastávajícího velkého schizmatu k Západu, tehdy představovanému Svatou říší římskou a latinskou církevní organizací v čele s papežem (jakousi výjimkou byl poslední ostrůvek staroslověnské – tedy byzantské – liturgie v Sázavském klášteře, definitivně byl zlikvidován až roku 1097). Prořímskou orientaci symbolizuje vzdělaný kníže Václav (vládl asi 925–935), jakožto světec později prohlášený za hlavního patrona české země. Rozšířil přemyslovskou moc, podporoval křesťanství a udržoval dobré vztahy s východofranským králem Jindřichem I. Ptáčníkem, jemuž platil tribut. Jindřich daroval Václavovi ostatek saského patrona sv. Víta, což vedlo k zasvěcení chrámu na Pražském hradě tomuto světci.
Sv. Václava zabil a po něm nastoupil na trůn jeho bratr Boleslav I. (vládl 935–972), rovněž významný panovník. Boleslav usiloval o pevnější sjednocení celých Čech, v čemž pokračoval i jeho syn Boleslav II. Prostředkem bylo zavádění hradské soustavy. Na nově dobytých územích nechal kníže stavět hrady, do nichž dosazoval své správce (kastelány), vojenské posádky, a při nichž zřizoval kostely, což mu umožnilo území pevněji ovládat. Upevnění moci uvnitř státu umožnilo Boleslavovi I. zahájit výboje, během nichž připojil Moravu, jež se stala trvalou součástí českého státu, a dočasně i část Slezska a Malopolska.

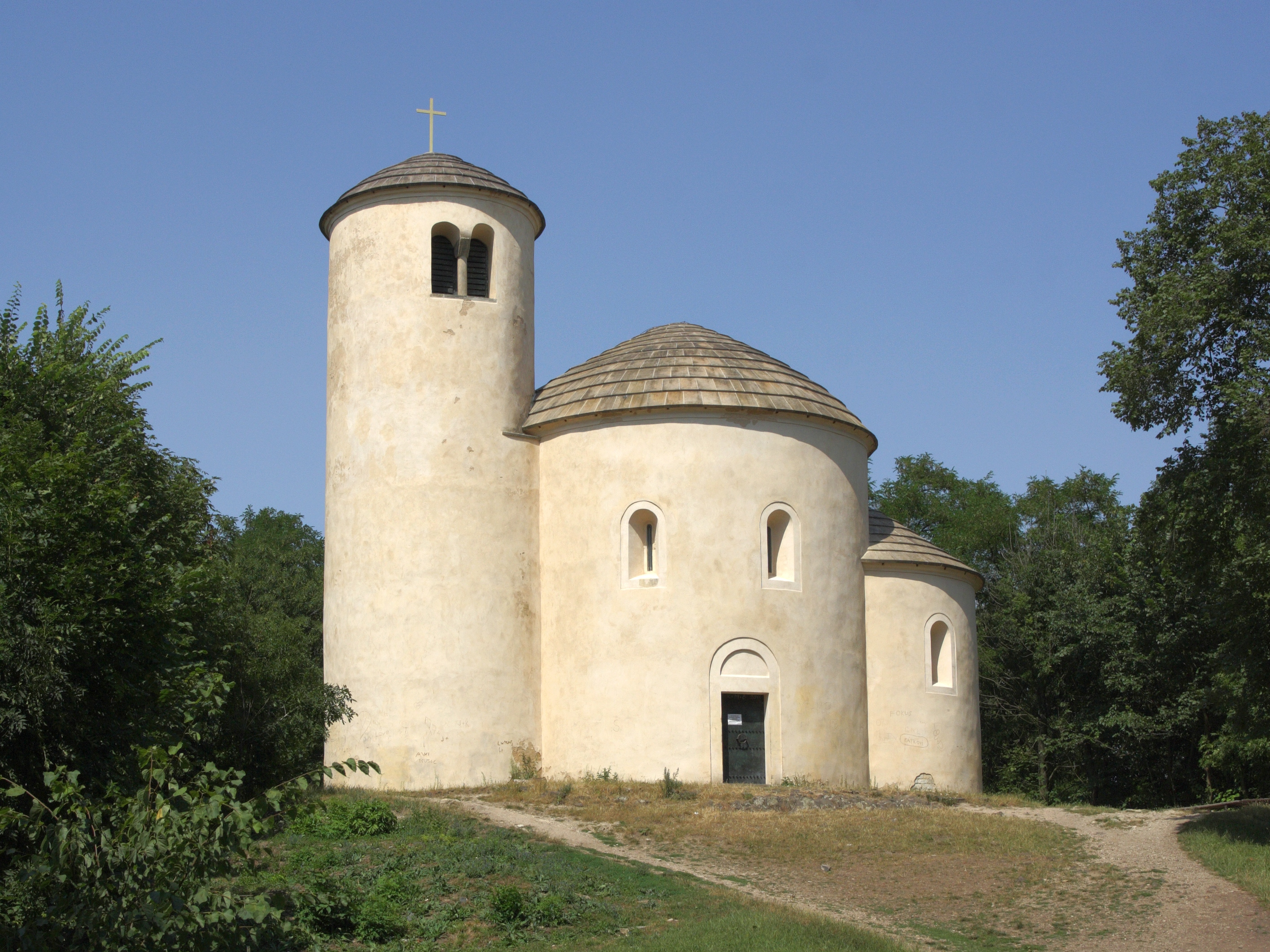
Rotunda sv. Jiří na hoře Říp z počátku 12. století

Dalšími kroky k upevnění české státnosti bylo zřízení pražského biskupství roku 973 a vznik kultu svatého Václava jako hlavního zemského patrona. Prvním biskupem byl Sas Dětmar, druhým Slavníkovec Vojtěch. Ten ve své době patřil k nejvzdělanějším mužům Evropy a poměry v Čechách ho zklamaly. Marně se snažil přimět knížete a jeho dvůr, aby žili jako praví křesťané. Na znamení nesouhlasu s jejich chováním opustil dvakrát Čechy a později se vypravil šířit víru do Pobaltí mezi pohanské Prusy. Ti ho zabili a mučedník Vojtěch se stal dalším z řady českých patronů.

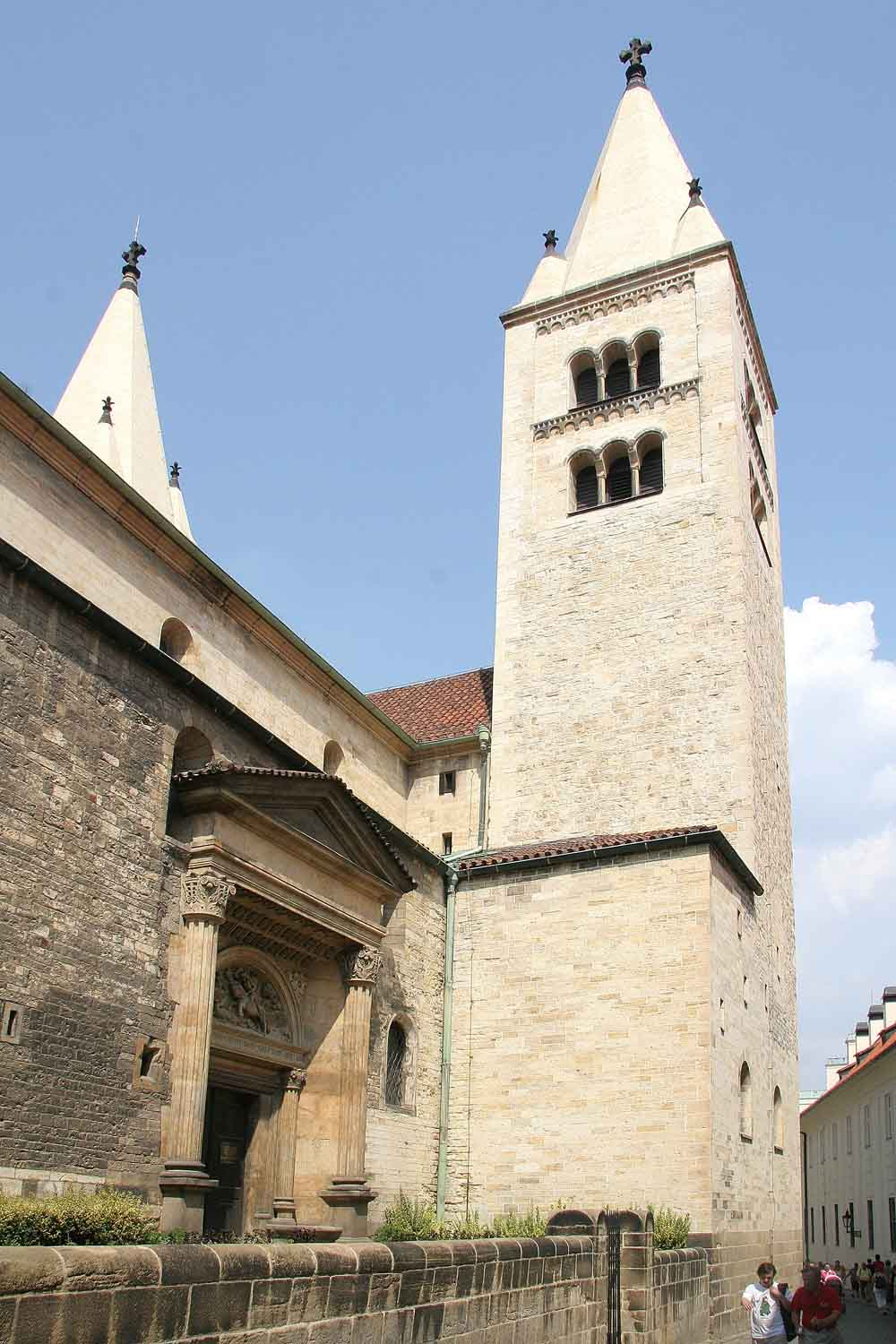
Bazilika sv. Jiří na Pražském hradě

K církevní organizaci patřily také kláštery. Jako první v Česku vznikl ženský benediktinský klášter u baziliky sv. Jiří na Pražském hradě (kolem roku 970). Jeho představenou se stala sestra Boleslava II. Mlada. Nedlouho nato založili benediktinští mniši, které přivedl do Prahy z Itálie biskup Vojtěch, mužský klášter v Břevnově u Prahy (993). Kláštery se staly významnými středisky kultury a vzdělanosti. Při biskupstvích a klášterech byly zřizovány první školy.
Mezníkem bylo i vyvraždění Slavníkovců v roce 995, tradičně považované za konec jediného rodu v Čechách, který byl schopen konkurovat Přemyslovcům. Pravděpodobně znamenalo připojení jižních Čech k přemyslovským državám, čímž byly Čechy zcela sjednoceny.

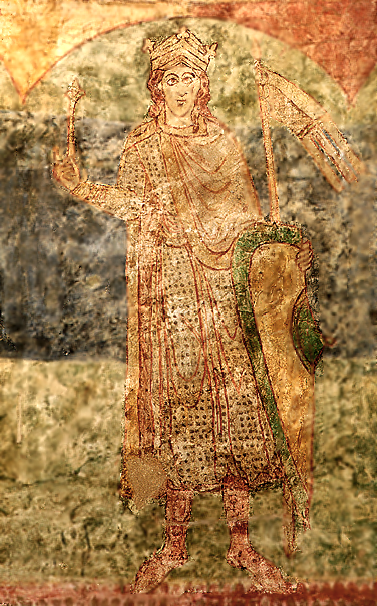
Král Vratislav II.

Po smrti Boleslava II. (999) se postavení českého státu v důsledku rozbrojů mezi jeho následníky značně zhoršilo. Slabosti panovnické moci využil polský kníže Boleslav Chrabrý a na český trůn dosadil Vladivoje (vládl 1002–1003). Ten chtěl upevnit svoje nejisté postavení, proto požádal německého krále, aby mu udělil Čechy v léno. Tím umožnil začlenění českého státu do Svaté říše římské.
V knížectví propukaly časté boje, jak mezi rody (vyvraždění Vršovců roku 1108), tak uvnitř přemyslovského rodu, neboť nebyla uspokojivě vyřešena otázka nástupnictví. Vládcové německé říše těchto sporů opakovaně využívali ve svůj prospěch a zasahovali do českých záležitostí. Také pozvednutí vládnoucích českých knížat do královské hodnosti, popř. i do hodnosti říšských kurfiřtů, bylo vedeno snahou připoutat české země pevněji k říši. Osobní královský titul měli Vratislav II. v letech 1085–1092 a Vladislav II. v letech 1158–1172.
Ač prozatím nesměle, rozvíjely se české země v 10. století i kulturně. Nejvýznamnější latinskou literární památkou té doby je Kristiánova legenda, staroslověnskou pak duchovní píseň Hospodine, pomiluj ny.

### Poslední Přemyslovci (1198–1306)

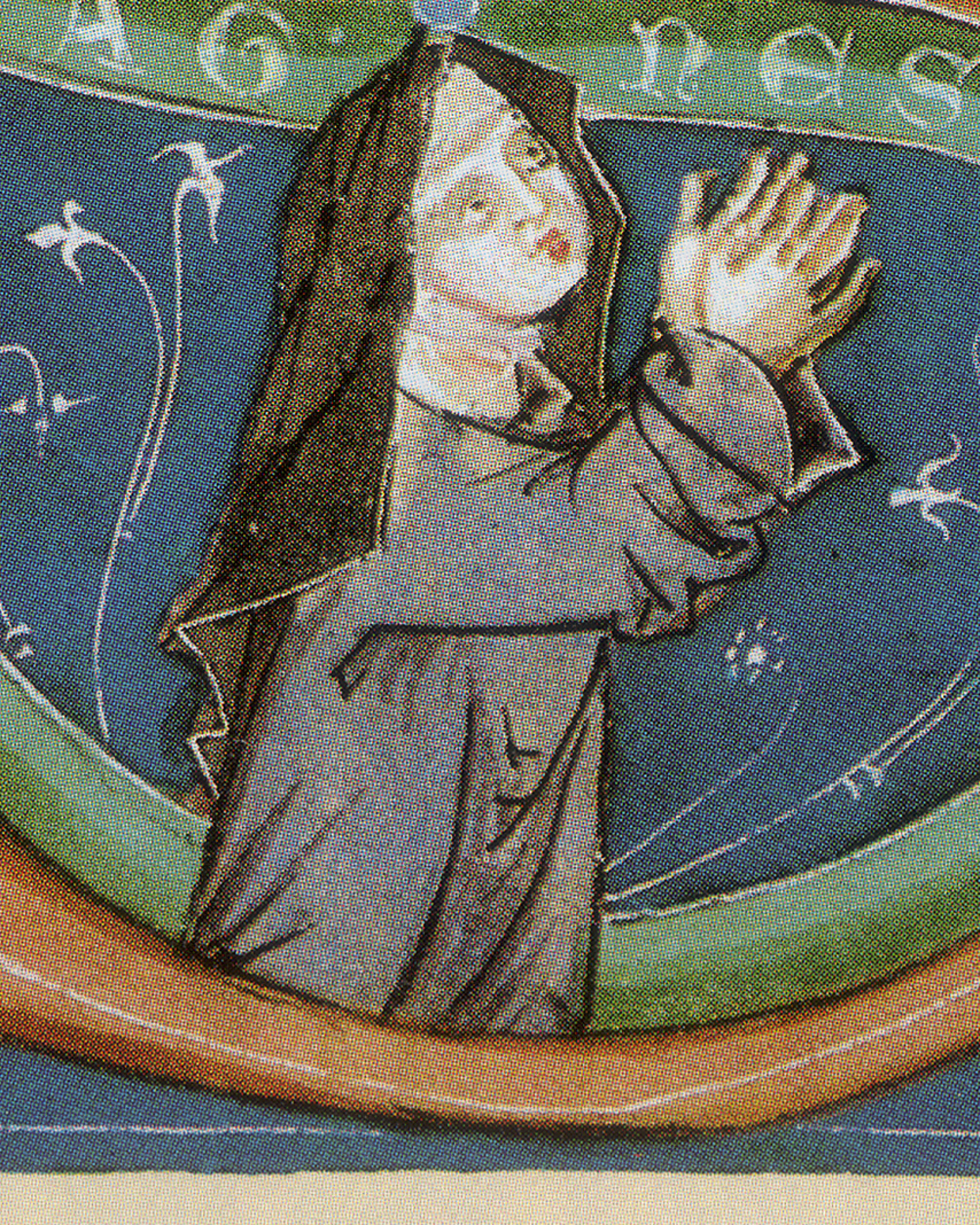
Svatá Anežka Česká

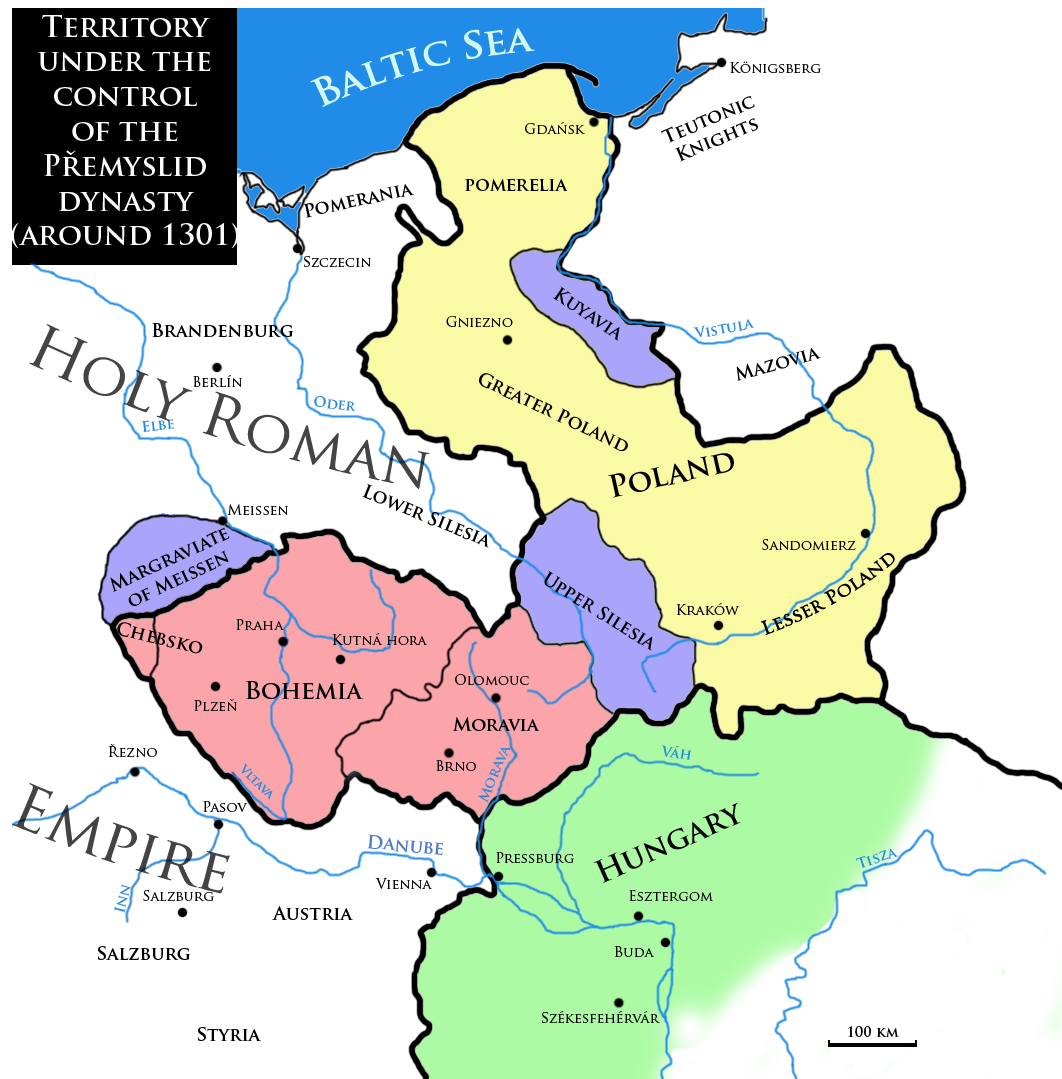
Území pod kontrolou Přemyslovců, rok 1301

České knížectví se roku 1198 stalo definitivně dědičným královstvím s rozsáhlými privilegii v rámci říše a pravomocemi vládnoucího panovníka. Zlatá bula sicilská roku 1212 potvrdila Přemyslu Otakarovi I. dědičnou královskou hodnost a další privilegia Českého království. Český panovník měl být napříště osvobozen od všech povinností vůči Svaté říši římské až na účast na říšských sněmech.
Již v 2. polovině 12. století a především ve 13. století proběhly zásadní hospodářské a společenské změny, které vedly k přerodu země z raně středověkého ve vrcholně středověký stát. Tehdy také z velmožů a družiníků vznikla česká šlechta jako právně definovaný stav. Během 13. století šlechtické rody získaly zásadní podíl na politické moci. Jejich společenské postavení bylo navenek manifestováno i držbou pevných hradů, které byly stavěny od 40. let 13. století.
Od roku 1215 začaly emancipační snahy církve, která se snažila o majetkovou nezávislost na svých světských dárcích a prosazení vlastního právního rámce pro osoby s církevní organizací spojenými. Toto úsilí bylo úspěšně dovršeno v roce 1222 tzv. Velkým privilegiem české církve (též konkordát církve a státu), které do budoucna určilo její postavení v rámci společnosti. Mezi významné představitele církve patřila zakladatelka klášterů Anežka Česká, nejmladší dcera Přemysla Otakara I., později svatořečená.

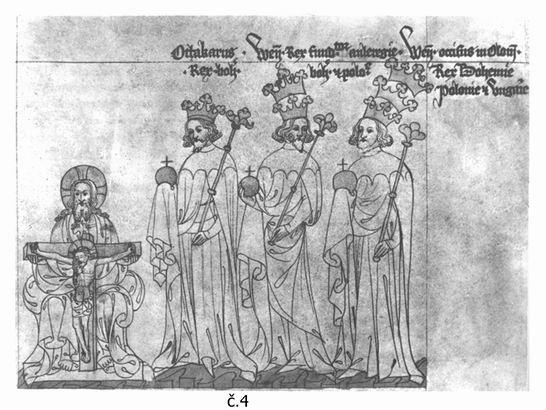
Čeští králové Přemysl Otakar II., Václav II. a Václav III.

V roce 1235 podnikla mocná armáda Mongolů velkou invazi do Evropy. Po bitvě u Lehnice v Polsku Mongolové roku 1241 vpadli na Moravu, přes kterou táhli do Uher.

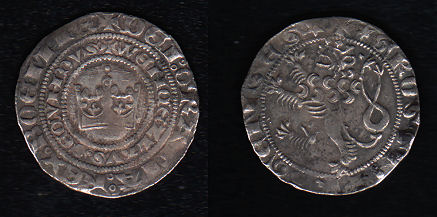
Pražské groše, symbol ekonomické prosperity země v době vlády Václava II.

Králové Václav I. a zvláště jeho syn Přemysl Otakar II. vybudovali do roku 1272 rozsáhlou državu, která se rozkládala přes Rakousko až za Alpy k Jaderskému moři (k nejslavnějším vítězstvím během této expanze patřila bitva u Kressenbrunnu). Po Otakarově prohře a smrti v bitvě na Moravském poli, následované ztrátou mnohých území, obzvláště v dnešním Rakousku, obrátil jeho syn Václav II. svou pozornost na sever a východ, kde se mu podařilo podmanit si řadu slezských a polských knížectví až po Baltské moře. Pro svého syna Václava III. získal roku 1301 Uherskou korunu. Faktický vliv v Uhersku však měl mladičký král pouze na Slovensku a na západě dnešního Maďarska.

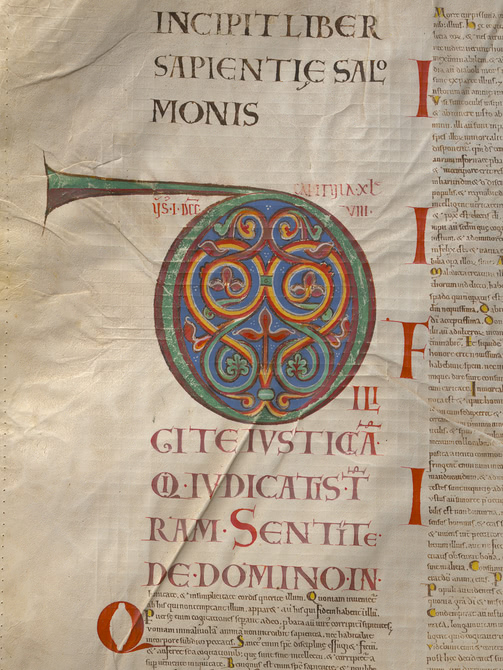
Codex Gigas, největší ručně psaná kniha na světě

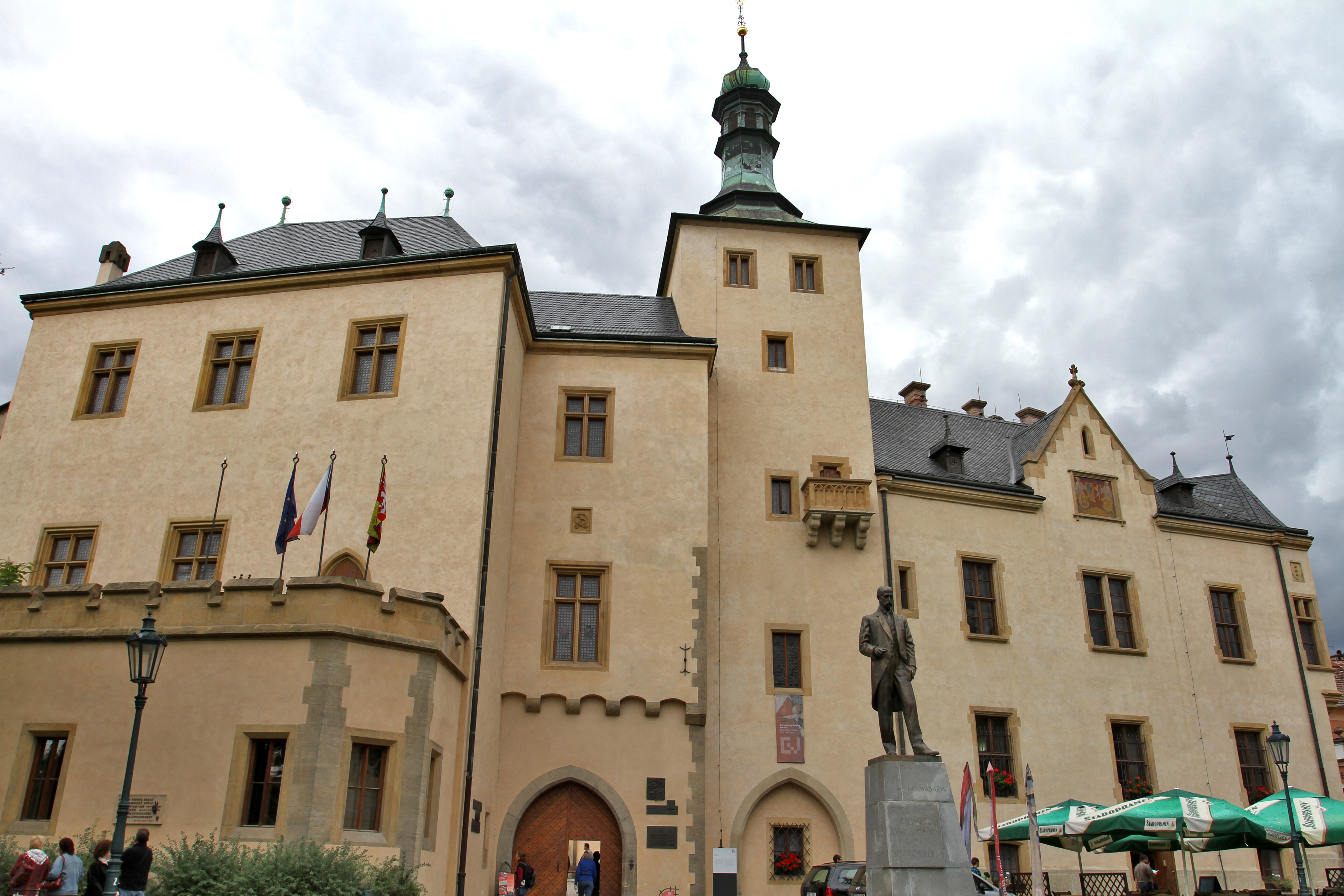
Centrum těžby stříbra v Kutné Hoře, Vlašský dvůr

#### Kultura
Za éry pěti posledních přemyslovských králů (1197–1306) došlo k mimořádnému hospodářskému a kulturnímu rozkvětu, který v české části země neměl dosud obdobu. K jeho nejvýznamnějším rysům patřil rozvoj stříbrné měny (zejm. ražba pražských grošů od roku 1300), který úzce souvisel s objevem ložisek stříbra v Kutné Hoře. S tím byl spjat rozvoj hornictví (prvním horním městem Jihlava, posléze Kutná Hora). Poslední Přemyslovci založili nesčetně českých měst, tzv. měst královských (Litoměřice, Hradec Králové, Stříbro, Loket, Žatec, Hodonín, Jihlava, České Budějovice). Během 13. století probíhala intenzivní kolonizace dosud neosídlených oblastí království novými obyvateli převážně německého původu. Zásadním způsobem se tehdy také změnila struktura venkovského osídlení, které se rozšířilo mimo staré sídelní území českého obyvatelstva. Na venkově byl zaváděn tzv. trojpolní systém a tzv. emfyteutické právo (právo dědit a prodávat půdu i jako poddaný). V oblasti kulturní se rozvíjela architektura, ve slohu nazývaném raná gotika – roku 1233 byl v tomto stylu postaven Anežský klášter v Praze, později staronová synagoga v Praze, baziliky v Kouřimi, Kolíně, Písku, Jindřichově Hradci, hrady Zvíkov či Bezděz, roku 1263 klášter Zlatá Koruna, most v Roudnici nad Labem, později řada pražských staveb: kostel sv. Jakuba, klášter sv. Anny, kostel sv. Jiljí. Unikátním svědectvím gotické knižní malby byl Codex Gigas („Ďáblova Bible“). Pozvolna se vzmáhala i literatura – z latinsky píšících tvůrců vynikají kronikáři Kosmas a Petr Žitavský, objevují se však i první díla v češtině, jako třeba anonymní epos Alexandreida, nebo duchovní píseň Svatý Václave, vévodo české země.

### Lucemburkové (1310–1437)

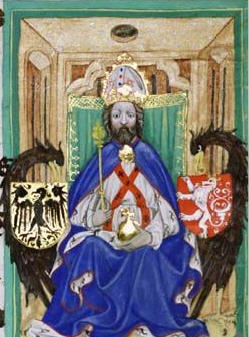
Císař a král Karel IV.

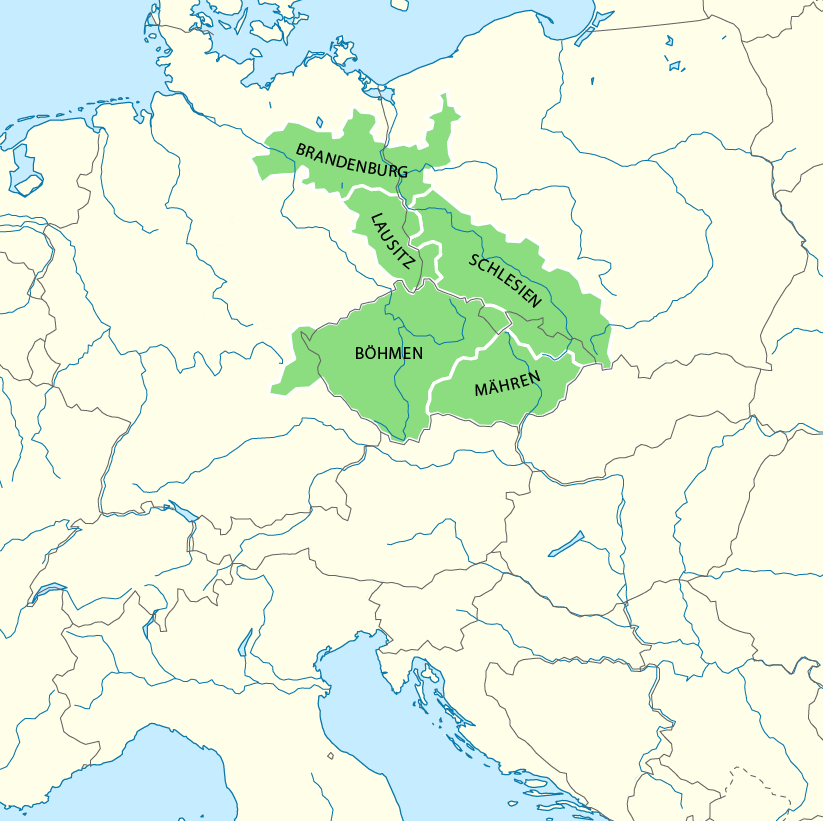
Země koruny České za Karla IV.

Přemyslovci vymřeli po meči zavražděním Václava III. za nevyjasněných okolností 4. srpna 1306. V roce 1310 nastoupil na český trůn po čtyřletých bojích o následnictví Jan Lucemburský, který se oženil s Eliškou Přemyslovnou, dcerou krále Václava II. Jan Lucemburský byl proslavený válečník a politik evropského formátu, kterému se podařilo zvětšit České království mj. získáním Chebska a Horní Lužice. V minulosti byl Jan někdy nazýván „král-cizinec“. To proto, že Jan nebyl schopen prosadit silnější pozici krále proti vůli českého panstva a vcelku logicky se tak soustředil na evropskou politiku, která skýtala vyšší výnosy a rytířský život.
Syn Jana Lucemburského Karel IV. (křtěný Václav) se stal českým králem v roce 1346 a po velkém diplomatickém úsilí také králem německým. 5. dubna 1355 byl v Římě korunován císařem Svaté říše římské.

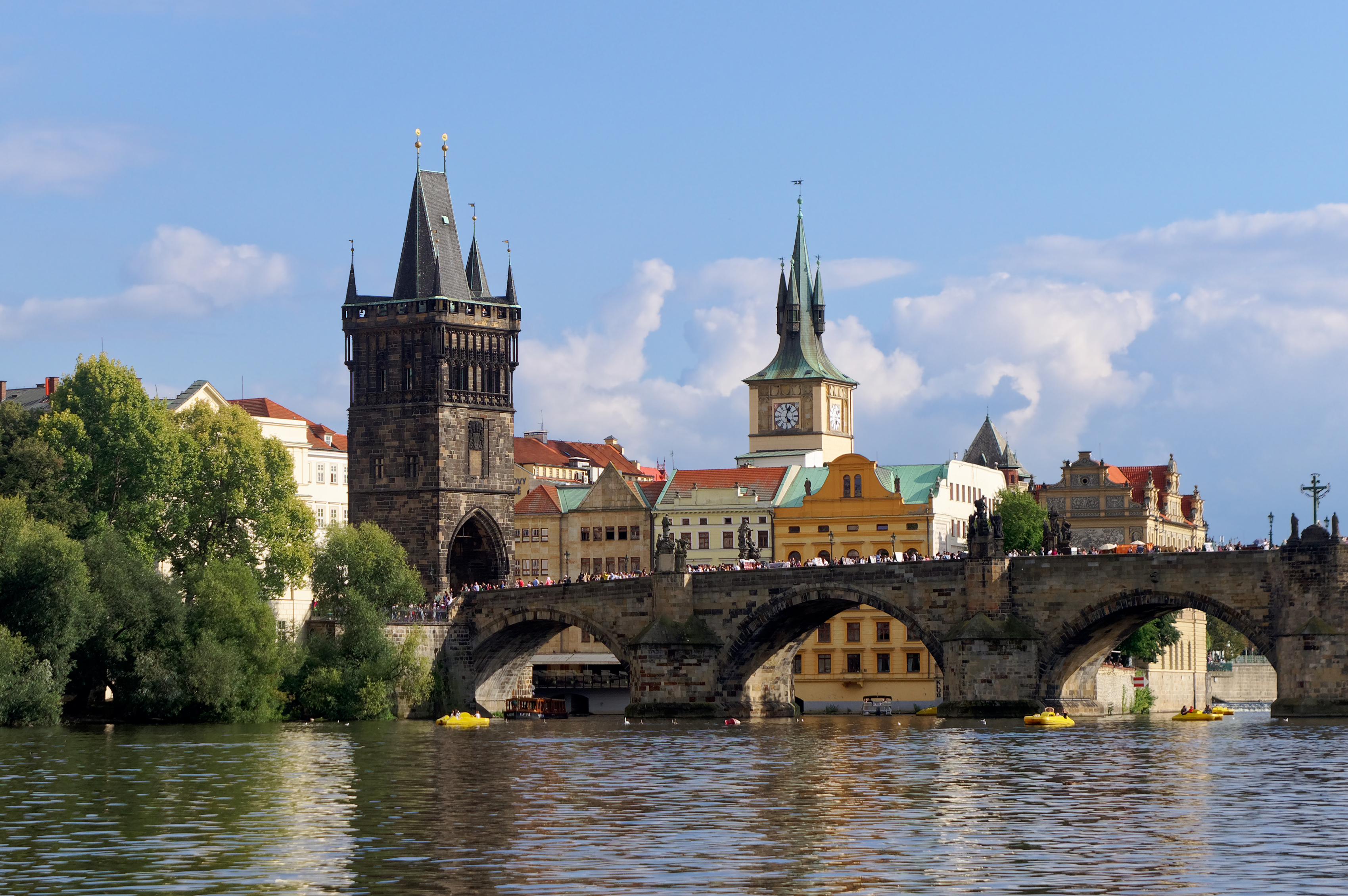
Karlův most v Praze

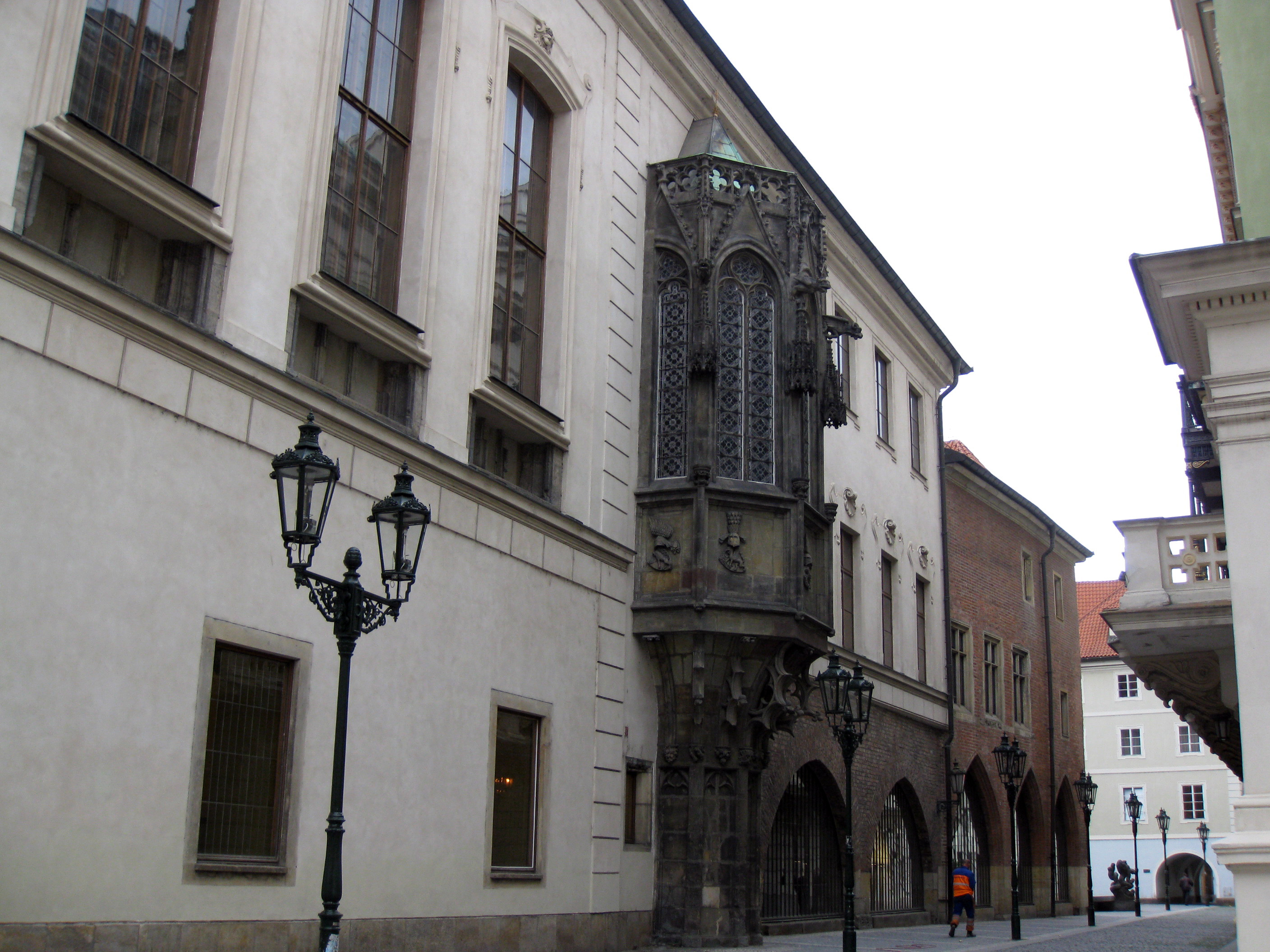
Univerzita Karlova v Praze, nejstarší ve střední a východní Evropě

Za jeho vlády dosáhly české země značného rozkvětu a Praha byla povýšena na sídelní město říše. Karel IV. založil v Praze první univerzitu ve střední Evropě. Založil Nové Město Pražské, které mělo na rozdíl od Starého města zejména český charakter. V Praze nechal postavit ve vrcholně gotickém slohu Karlův most a rozjela se velkorysá výstavba Katedrály sv. Víta, s pomocí architekta a sochaře Petra Parléře. Jako schránku nových korunovačních klenotů, které nechal Karel vytvořit, dal ve středních Čechách vystavět hrad Karlštejn, jehož architektem byl Matyáš z Arrasu a na unikátní malířské výzdobě se zde podílel mistr Theodorik. Karel IV. rovněž inicioval vznik prvního úplného překladu Bible do češtiny (byl zřejmě dílem dominikánů). Jde o jeden z nejstarších překladů Bible do některého z národních jazyků. Čeština v té době začala být šířeji užívána, a to i v umění a filozofii – literárním vrcholem éry prvních dvou Lucemburků na českém trůně byla zejména Kronika tak řečeného Dalimila a filozofická díla Tomáše Štítného ze Štítného.
Pod Českou korunu Karel připojil Braniborsko (do 1415), Horní Falc (do 1401), Lužice (do 1635) a Svídnické a Javorské knížectví ve Slezsku (do 1742). Se čtyřiceti tisíci obyvateli byla Praha tehdy jedním z největších měst Evropy.
Po smrti Karla IV. se v roce 1378 vlády ujal jeho syn Václav IV., který nedosahoval vladařských kvalit svého otce, a země začala propadat rozbrojům. Vedle mocichtivých feudálů čelil protonacionálním sporům, do nichž zasáhl svým Dekretem kutnohorským (1409) ve prospěch české strany, a posléze zejména lidovému husitskému hnutí.

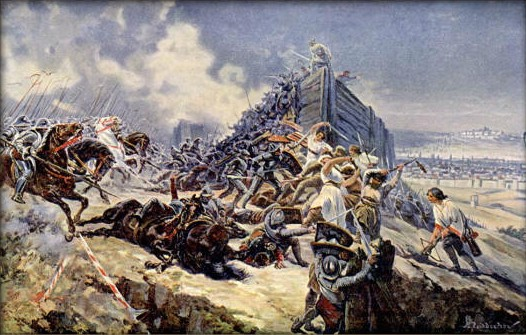
Romantická představa husitských válek, konkrétně Bitvy na Vítkově

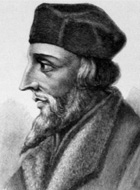
Náboženský reformátor Jan Hus

Počátky úsilí o reformu církve v českém prostředí sahají už do dob jeho otce Karla (pozvání kazatele Konráda Waldhausera do Prahy). Nositeli těchto reformních snah byli často pražští univerzitní mistři. Ke zlidovění nápravného hnutí značně přispěli populární kazatelé, mezi nimi například Milíč z Kroměříže, Jeroným Pražský, Jakoubek ze Stříbra, Petr Chelčický, Jan Želivský, Jan Rokycana, ale zejména pak univerzitní mistr Jan Hus, upálený roku 1415 v Kostnici pro údajné kacířství. Husova poprava vedla k radikalizaci jeho přívrženců, po něm označovaných jako husité, kteří započali občanskou válku. Jejich ozbrojená vojska postupně ovládla podstatnou část Českého království. V roce 1420 stanovili svůj program v takzvaných Čtyřech artikulích pražských. V témže roce založili město Tábor, které se pak stalo centrem husitské revoluce. Husitská vojska vedl Jan Žižka z Trocnova, po jeho smrti převzal velení Prokop Holý. Ve snaze o udržení moci Husité vraždili své odpůrce, brutalitou proslul například radikální kazatel Jan Želivský, jež se na čas chopil vlády nad Prahou. Docházelo rovněž k pustošení a ničení vesnic, měst, klášterů a kostelů a tím i kulturního bohatství.

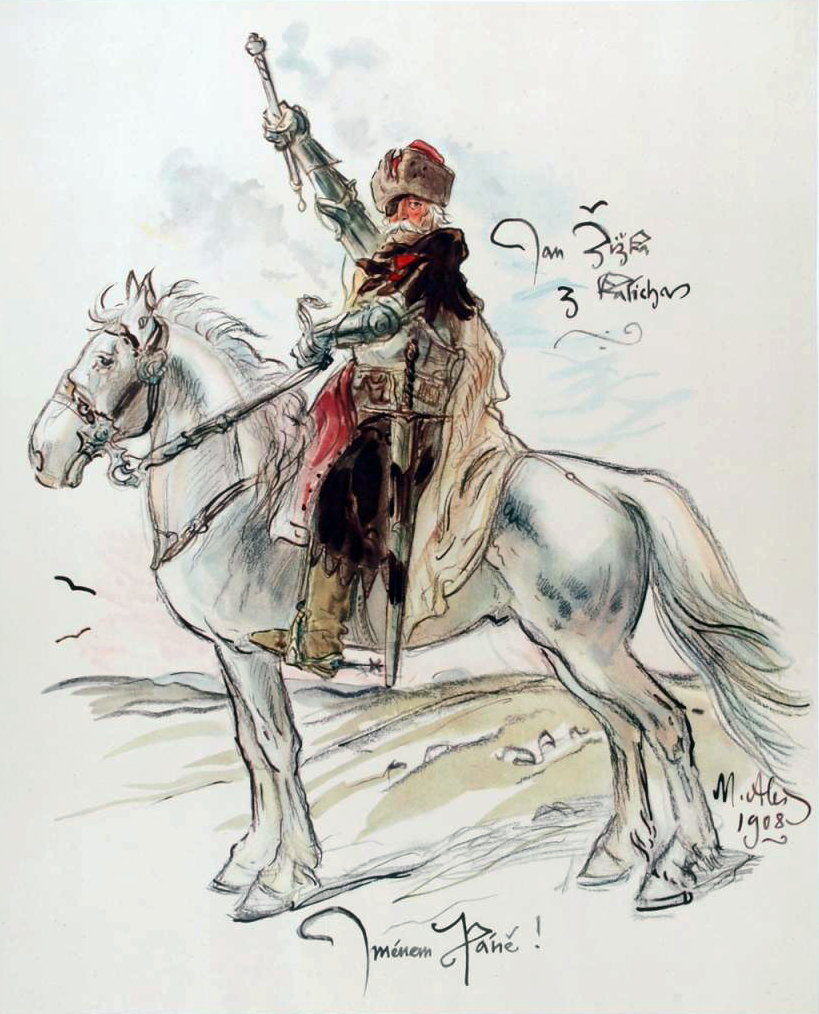
Vojvůdce Jan Žižka podle kresby Mikoláše Alše

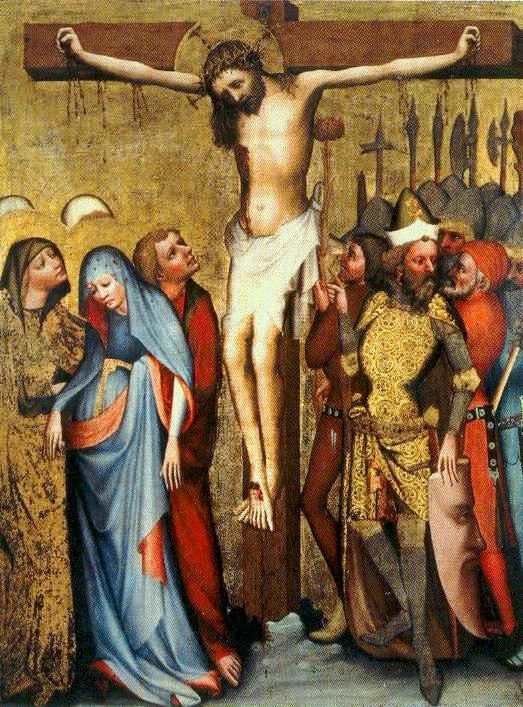
Třeboňský oltář

Českým králem se mezitím stal Zikmund Lucemburský, další ze synů Karla IV. a pozdější římský císař. Snaha potlačit husitskou revoluci pěti křižáckými výpravami (1420 až 1431) byla neúspěšná (klíčové bitvy: Bitva u Sudoměře, Bitva na Vítkově, Bitva pod Vyšehradem, Bitva u Kutné Hory, Bitva u Habrů, Bitva u Ústí nad Labem, Bitva u Tachova, Bitva u Domažlic). Zástupci Husitů tak byli pozváni na Basilejský koncil k dohodě s katolickou církví. Zde se nevyhnuli sporům a rozdělili se na radikální křídlo (táborité, orebité, pikarti, adamité) a umírněné (později nazýváni utrakvisty), kterým šlo o dohodu s císařem a církví. V bitvě u Lipan roku 1434 byli radikálové poraženi (jejich poslední odpor vedl na hradě Sion Jan Roháč z Dubé). Schválení takzvaných basilejských kompaktát a dohoda mezi císařem Zikmundem a českou husitskou reprezentací na sněmu v Jihlavě roku 1436 občanskou válku ukončily. Následujícího roku Zikmundovou smrtí vláda Lucemburků v Čechách skončila.

#### Kultura
Ke kulturnímu dědictví této doby (která dokázala být, zvláště za husitské revoluce, s jejím obrazoboreckým aspektem, k uměleckým dílům krutá) patří jistě dílo Mistra Třeboňského oltáře, který pracoval na dvoře Václava IV., dílo Smila Flašky z Pardubic, který se také svou Novou radou obracel nejspíše na krále Václava, Budyšínský rukopis (patrně z pera Vavřince z Březové) či písňová tvorba (Jistebnický kancionál, Ktož jsú boží bojovníci). Někdy v té době se rodí i první české drama Mastičkář.

### Doba Poděbradova a jagellonská (1437–1526)

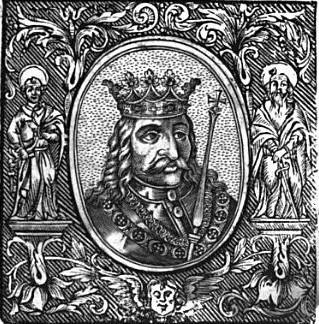
Král Jiří z Poděbrad

Smrtí Albrechta Habsburského, nástupce Zikmunda Lucemburského, v říjnu roku 1439 v Čechách zavládlo až do roku 1453 období interregna (mezivládí). Nepřítomnost krále znamenala další rozklad a devastaci země poničené husitskými válkami. Roku 1440 byl sice zvolen Albrecht III. Bavorský, ten však českou korunu odmítl. Zemi mezitím postupně ovládly regionální šlechtické spolky – sněmíky či landfrídy – jejichž spolupráci zajišťovaly pravidelné zemské sněmy. Hlavní vliv získali význační šlechtici jako Hynek Ptáček z Pirkštejna, Jiří z Poděbrad a Oldřich II. z Rožmberka. Dále pokračovaly spory mezi katolickou stranou reprezentovanou Oldřichem z Rožmberka a kališnickou stranou představovanou Hynkem Ptáčkem.
Roku 1452 byl za zemského správce schválen utrakvista Jiří z Poděbrad. Správcem se měl stát pouze na dva roky, ve skutečnosti však mu postavení vydrželo až do smrti Ladislava Pohrobka, zvoleného roku 1453, a po Pohrobkově smrti roku 1457 byl zvolen králem.

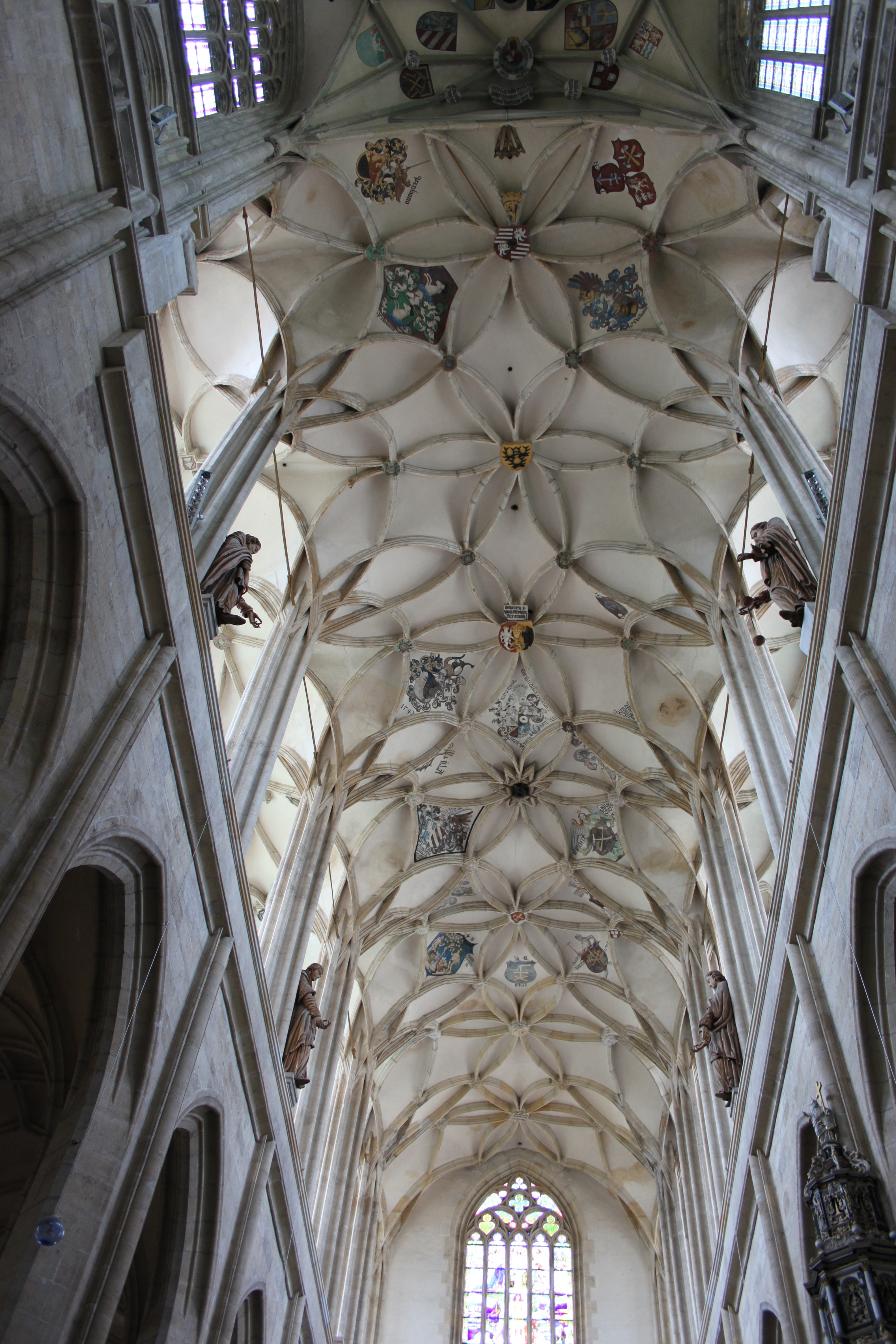
Klenba kostela svaté Barbory v Kutné Hoře

Jiří se stal úspěšným panovníkem, od začátku své vlády se však musel vyrovnávat s tím, že mnohými katolíky byl považován za kacíře a za povýšence nízkého původu. Vnitřní katolickou opozici sdružila Jednota zelenohorská a k ozbrojenému odporu se přidala i katolická města. Roku 1466 vyhlásil papež Pavel II. proti Čechám křížovou výpravu. Do jejího čela se postavil uherský král Matyáš Korvín, kterého si katoličtí páni zvolili roku 1469 za krále. Začaly česko-uherské války. Ve chvíli nejvyššího ohrožení se Jiří vzdal dynastických nároků svých synů a nabídl českou korunu Jagelloncům výměnou za jejich podporu.

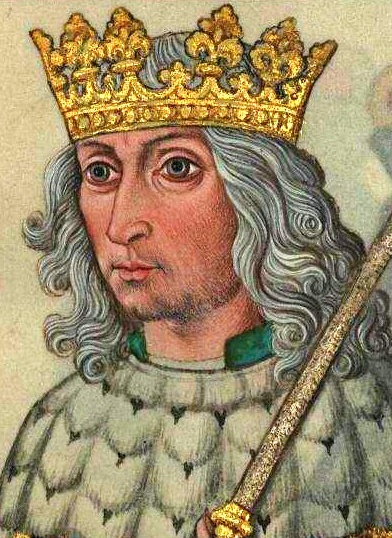
Král Vladislav Jagellonský

Jagellonci nastoupili na český trůn roku 1471 v osobě nejstaršího syna polského krále a litevského velkoknížete Kazimíra IV. Jagellonského Vladislava. Korunovat českým králem se dal i Matyáš Korvín. Podržel si českou korunu a s ní i vedlejší země Koruny české: Moravu, Slezsko a Lužici. Kromě toho ho přímo v Čechách podporovala katolická šlechta, ovládající jih a severozápad země, a za svého panovníka ho považovala také některá česká města, která neuznala Vladislavovu volbu. S Vladislavovou volbou zpočátku nesouhlasil ani císař Fridrich III. Habsburský a nepotvrdil ji. Teprve roku 1474 se na říšském sněmu v Norimberku dohodli Vladislavovi diplomaté s Fridrichem III., že se císař a český král budou navzájem podporovat proti uherskému králi Matyášovi. Poté Fridrich III. oficiálně uznal Vladislava II. českým králem a říšským kurfiřtem a slíbil mu udělit země Koruny české v léno.

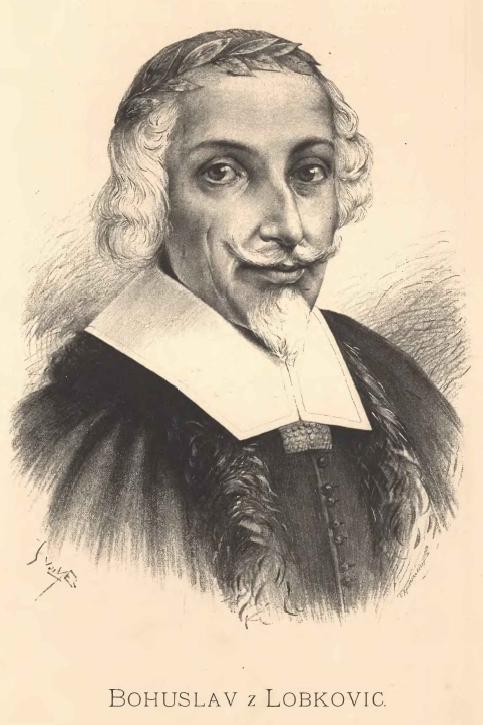
Básník, cestovatel a humanista Bohuslav Hasištejnský z Lobkovic

Došlo k posílení vlivu šlechty obojího vyznání. Sebevědomé panstvo nyní vystoupilo jednotněji jak ve vztahu k městům, tak vůči panovníkovi. Dále omezilo královy pravomoci roku 1500 zemským zákoníkem zvaným Vladislavské zřízení zemské. Vladislav měl mírnou, poddajnou povahu, dokázal však dosáhnout svého v mezinárodní politice. Obratným jednáním posiloval postavení Jagellonců v Evropě, aby mohli čelit vzrůstajícímu tureckému nebezpečí. Vladislavova poddajnost se zalíbila v Uhrách. Když roku 1490 zemřel Matyáš Korvín, vybrali si uherští šlechtici za krále právě jeho. Jagellonci vládli Čechám až do roku 1526, kdy Vladislavův jediný a bezdětný syn Ludvík zahynul v bitvě u Moháče, v boji proti osmanským Turkům.

#### Kultura
Poděbradská a jagellonská epocha se v literatuře vyznačovala nástupem humanismu (Bohuslav Hasištejnský z Lobkovic, Hynek z Poděbrad, Václav Šašek z Bířkova, Viktorin Kornel ze Všehrd, Jan Dubravius). Vladislav zahájil velkolepou přestavbu Pražského hradu a povolal ze Saska stavitele Benedikta Rieda (Rejta), který v Čechách mimo jiné vytvořil Vladislavský sál a kostel svaté Barbory v Kutné Hoře, na jehož výstavbě se podílel další známý stavitel Matěj Rejsek, autor pražské Prašné brány. Stavělo se také v mnoha jiných městech a šlechtických sídlech, a to v pozdně gotickém slohu, který bývá označován také jako vladislavská nebo jagellonská gotika. Rozvinula se také tvorba řezbářů dřeva, jejichž díly byly znovu vyzdobeny vnitřky mnoha kostelů a kaplí, zničené husity. K významným malířům té doby patřil Mistr Litoměřického oltáře.

## V habsburské říši
Personální unie spojila na bezmála čtyři sta let pod vládou habsburské a habsbursko-lotrinské dynastie české země s Rakouskem, Uhrami a dalšími územími. Po smrti Rudolfa II. bylo sídlo panovníka trvale přeneseno do Vídně. České země se tak dostaly do postavení pouhé provincie. To později ještě zdůraznila centralistická politika osvícenských absolutistických panovníků 18. století Marie Terezie a Josefa II. Roku 1749 tak byly zrušeny Země Koruny české. České království však formálně existovalo až do roku 1918.
V důsledku napoleonských válek prohlásil František I. Rakouský roku 1804 habsbursko-lotrinská území za císařství (zvané Rakouské císařství). Roku 1806 pak zrušil Svatou říši římskou; ta však již v té době existovala jen formálně. V roce 1867 se monarchie změnila v dualistickou federaci – Rakousko-Uhersko. Selhaly však pokusy získat i pro České království podobný status, jako měly Uhry.

### První Habsburkové a třicetiletá válka (1526–1648)

Giuseppe Arcimboldo: Rudolf II. zpodobněný jako Vertumnus, římský bůh ročních období (1591–92)

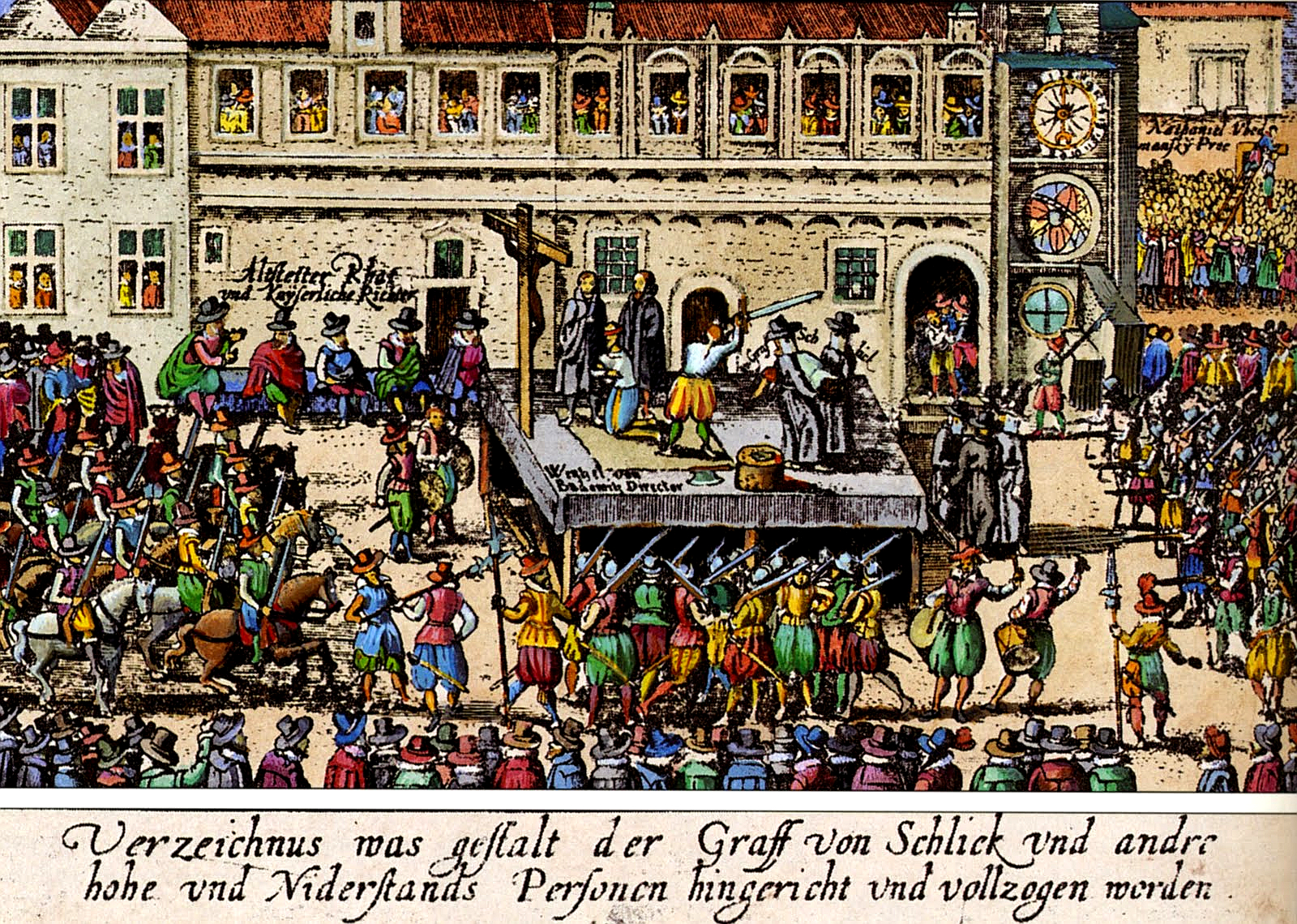
Poprava 27 českých pánů na Staroměstském náměstí

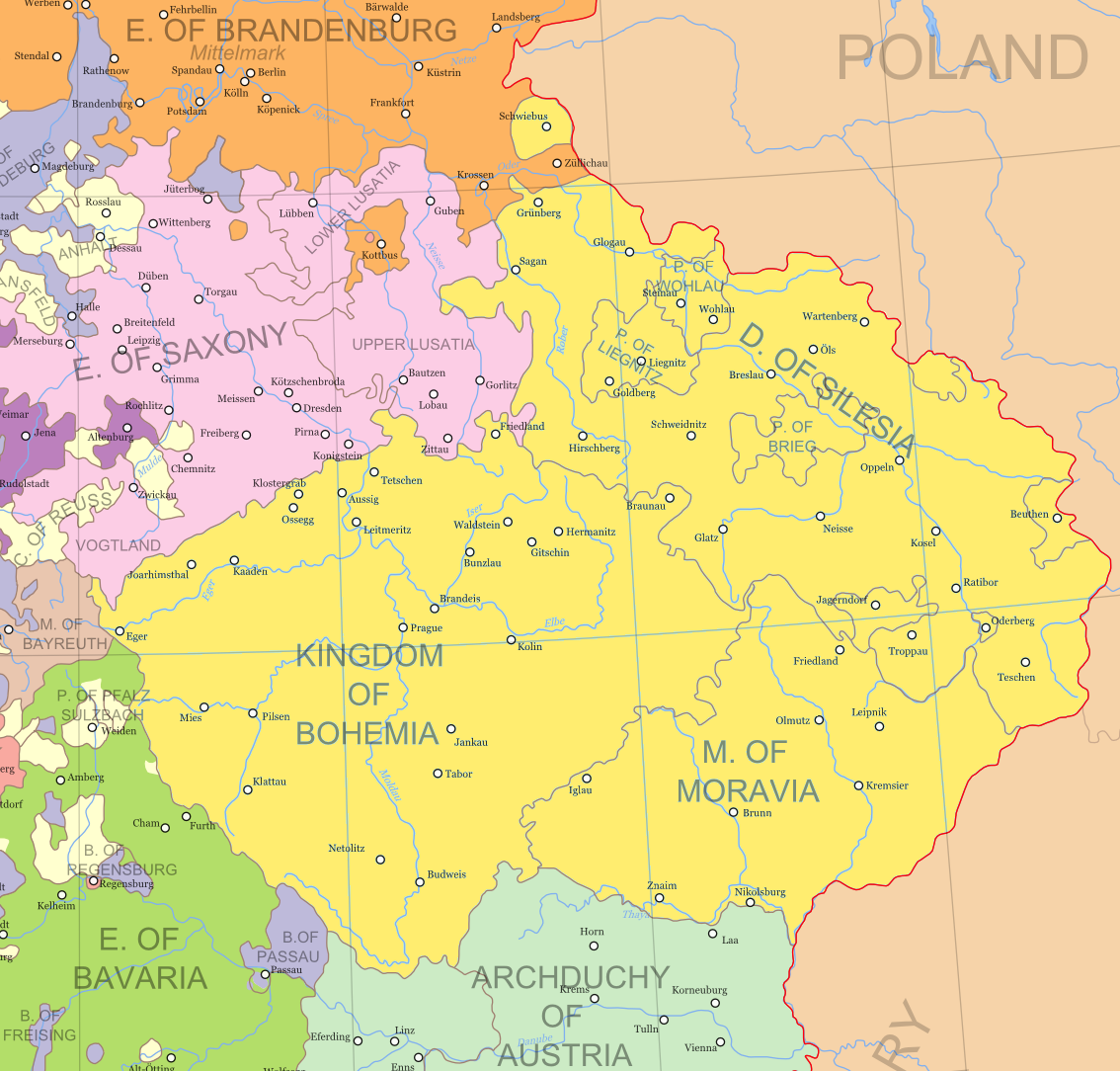
Země koruny České v roce 1648

Po smrti Ludvíka Jagellonského byl českým králem zvolen Ferdinand I. Habsburský, manžel Anny Jagellonské. Důvodem byl především stav královské pokladny a turecké nebezpečí. Habsburkové se udrželi na českém trůně pro příštích téměř 400 let. Zatímco Morava přijala vládu rakouských Habsburků a vyhnuly se jí boje, v Čechách mnozí chtěli bránit dosavadní práva a svobody. Napětí se projevovalo už za vlády Ferdinanda I. (1526–1564), který se pokoušel omezit stavovské zřízení v Čechách. České stavy přitom byly rozděleny, zejména kvůli otázkám náboženského vyznání.
Za vlády císaře Rudolfa II. (1576–1611) se Praha znovu stala kulturním centrem říše a českým stavům král Rudolf potvrdil tzv. Rudolfův majestát. České země se těšily značné náboženské svobodě a vědeckému a kulturnímu rozkvětu: na Rudolfově pražském dvoře působili astronomové, alchymisté, matematici a umělci. V roce 1605 byl Rudolf II. donucen ostatními členy své rodiny postoupit vládu v Uhersku svému mladšímu bratrovi arcivévodovi Matyášovi po povstání Štěpána Bočkaje po dlouhé turecké válce. Názorové rozdíly mezi oběma bratry nakonec vyústily v Rudolfovo uvěznění na Pražském hradě a veškerá moc byla svěřena do rukou Matyáše.
Po smrti tolerantního Rudolfa nastoupil jeho bratr Matyáš, přesvědčený katolík. Tím se v Čechách opět zvýšilo náboženské napětí. 23. května 1618 byli z oken Pražského hradu protestanty vyhozeni královští místodržící Vilém Slavata z Chlumu a Košumberka, Jaroslav Bořita z Martinic a písař Filip Fabricius. Tato pražská defenestrace (druhá nebo třetí) zahájila české stavovské povstání, otevřenou revoltu proti Habsburkům. Za krále si čeští nekatoličtí stavové zvolili Fridricha Falckého, který však neprojevil potřebné vlastnosti vůdce. Vojsko českých stavů bylo 8. listopadu 1620 v rozhodující bitvě na Bílé hoře u Prahy poraženo a král Fridrich se zachránil útěkem.

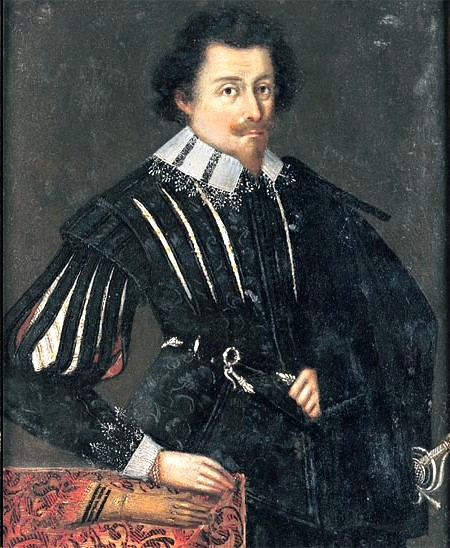
Vojevůdce Albrecht z Valdštejna

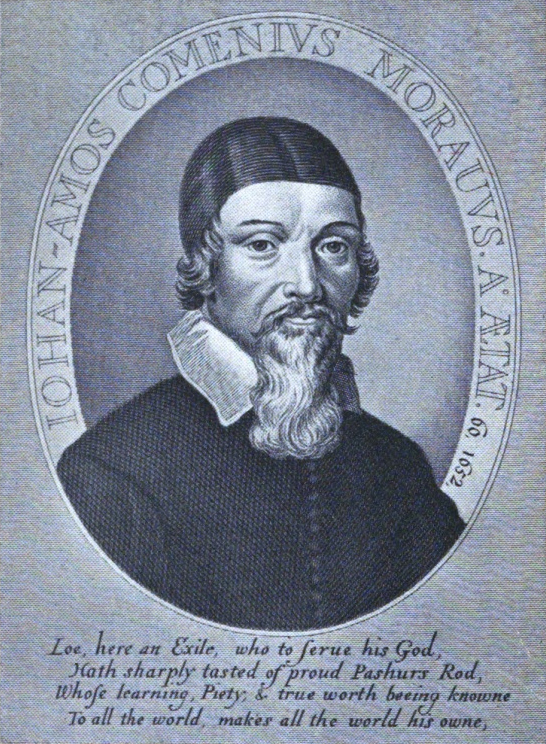
Pedagog a filozof Jan Ámos Komenský

Protestantští rebelové byli krutě potrestáni. 27 povstalců (3 páni, 7 rytířů a 17 měšťanů) bylo v Praze veřejně popraveno a následovala další represivní opatření a násilná protireformace. Císař Ferdinand II., který nastoupil na trůn v roce 1620, sice řadu účastníků povstání omilostnil (tzv. generální pardon), ale zkonfiskoval jejich majetek. Mnoho zástupců české šlechty a inteligence dalo přednost emigraci do sousedních zemí, kde byla protestantská vyznání povolena. Jejich majetek připadl věrným stoupencům Habsburků. Nejvýznamnější osobností mezi českými emigranty byl Jan Amos Komenský, myslitel a pedagog, biskup Jednoty bratrské. V jeho stopách šel zejména Jan Blahoslav.
Třicetiletá válka, která po stavovském povstání následovala, zpustošila a zbídačila zemi natolik, že z 2,6 milionu obyvatel v Čechách a na Moravě zbylo v polovině 17. století zhruba 950 000 obyvatel v Čechách a 600 000 na Moravě. Na našem území se odehrálo i několik známých střetnutí: bitva u Záblatí, bitva u Jankova, obléhání Plzně, Švédské obléhání Prahy, obléhání Brna aj. V bojích třicetileté války se proslavil i český vojevůdce Albrecht z Valdštejna, na něhož byl roku 1634 spáchán v Chebu atentát.

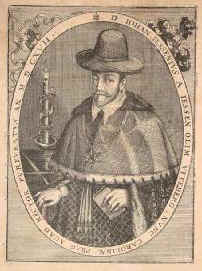
Lékař a filozof Jan Jesenský

Roku 1627 bylo vydáno Obnovené zřízení zemské, které formálně zrovnoprávňovalo jazyk německý s českým (fakticky ho upřednostnilo) a zajistilo Habsburkům dědičné nástupnictví v českých zemích. Vestfálským mírem v roce 1648, který ukončil třicetiletou válku, bylo potvrzeno začlenění českého království do habsburské monarchie. České království tak fakticky ztratilo nezávislost a bylo nadále řízeno z Vídně, sídla Habsburků.

#### Věda a kultura
Významnými vědci své doby se stali v Čechách na dvoře Rudolfa II. působící astronomové Tycho Brahe a Johannes Kepler, malíři Bartoloměj Spranger, Hans von Aachen a Giuseppe Arcimboldo, sochař Adriaen de Vries, hudebník Philippe de Monte a mnozí jiní. V Praze v té době navíc působil i významný židovský myslitel rabbi Löw (s nímž je spjata světoznámá pověst o pražském golemovi) či matematik David Gans. Za Rudolfovy vlády rovněž vyšla, péčí Jednoty bratrské, Bible kralická, významný mezník ve vývoji češtiny. Daniel Adam z Veleslavína si v té době pořídil Melantrichovu tiskárnu a zásoboval čtenářskou obec početnými spisy, včetně kupříkladu cestopisu Kryštofa Haranta z Polžic a Bezdružic či velmi oblíbené kroniky Václava Hájka z Libočan (vznikla ještě v éře Ferdinandově). Lékař Jan Jesenský v Praze provedl první veřejnou pitvu.

### Baroko a osvícenství (1648–1792)

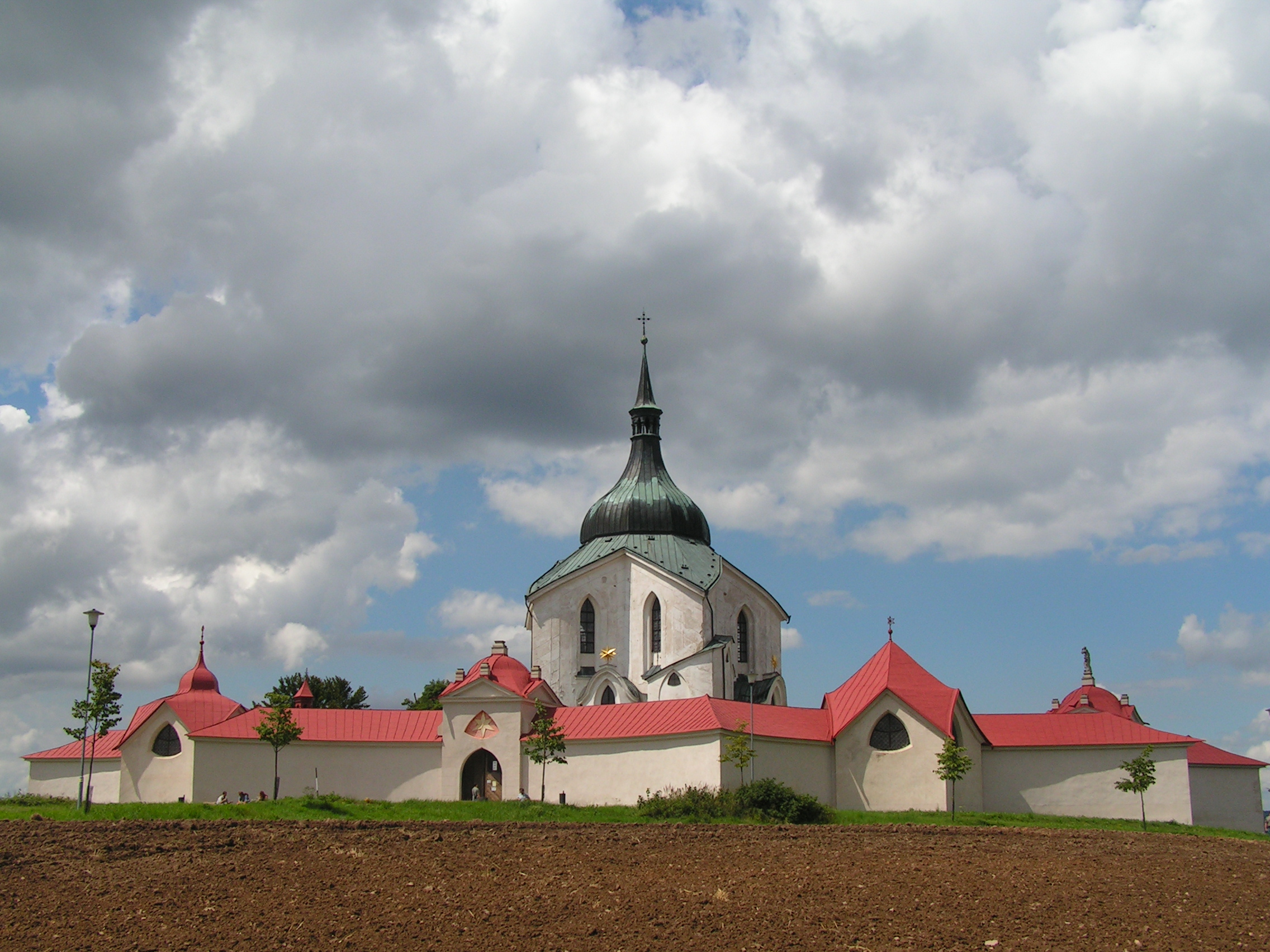
Kostel svatého Jana Nepomuckého na Zelené hoře u Žďáru nad Sázavou architekta Jana Blažeje Santiniho-Aichela

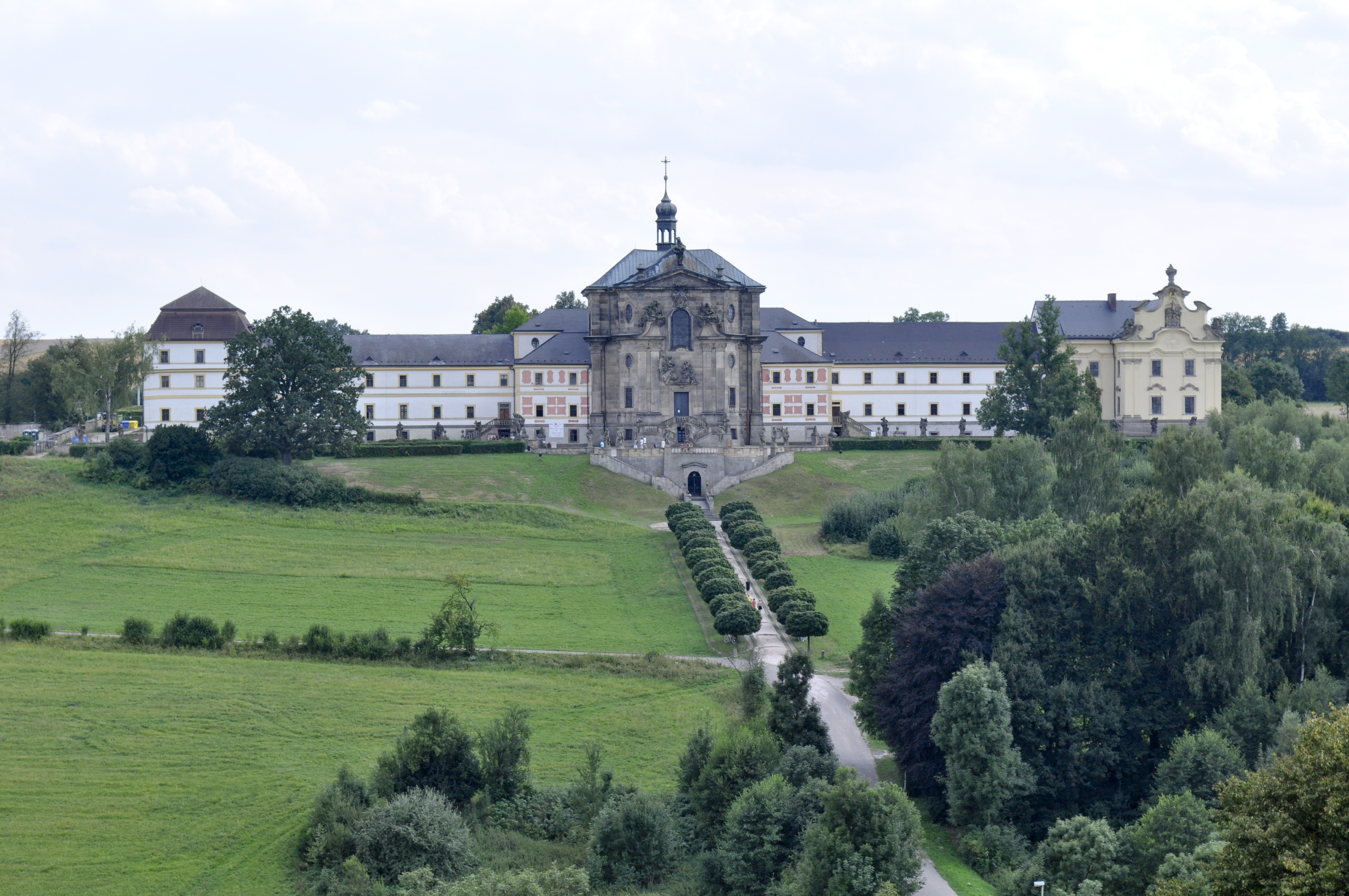
Barokní hospital v Kuksu

Od 2. poloviny 17. století došlo ke stabilizaci politické situace a opětovnému ekonomickému rozvoji. Rekatolizace země byla až na výjimky úspěšná a ve dříve nábožensky rozdělených českých zemích vzniklo jednotné katolické prostředí, samozřejmě za cenu pronásledování jinověrců. Symbolem pronásledování protestantismu, zejména protestantské literatury, se stal jezuita Antonín Koniáš. Jádrem rekatolizačního programu v českých zemích byl kult Jana Nepomuckého, který měl překrýt tradici husovskou. Na druhou stranu České země v době baroka zažily rozsáhlý kulturní rozkvět, zejména se jednalo o umělecká a architektonická díla.
Karlem VI. vymřeli Habsburkové v mužské linii. Spor o nástupnictví vedl k válkám o rakouské dědictví mezi Karlovou dcerou Marií Terezií a 

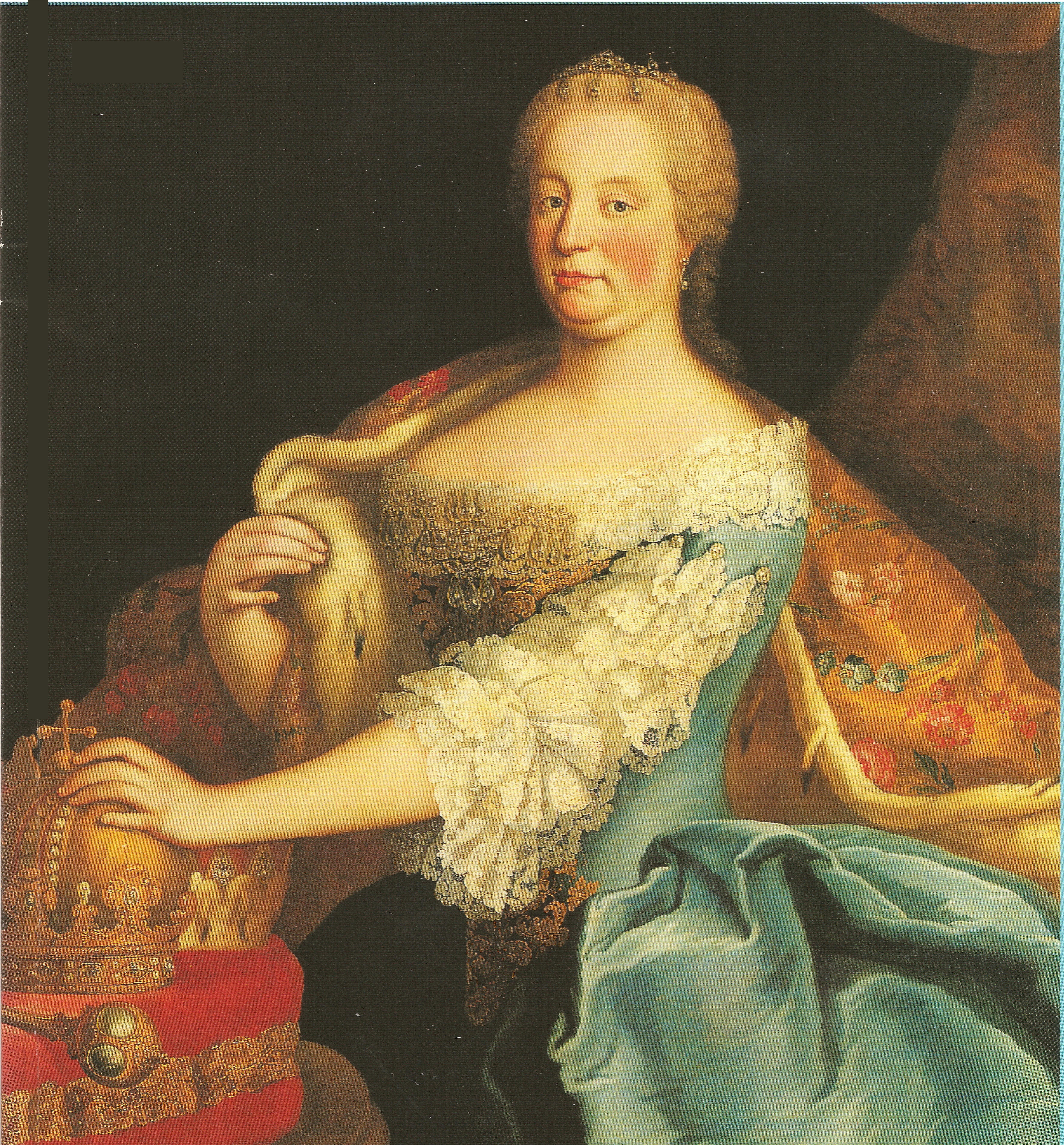
Císařovna a královna Marie Terezie

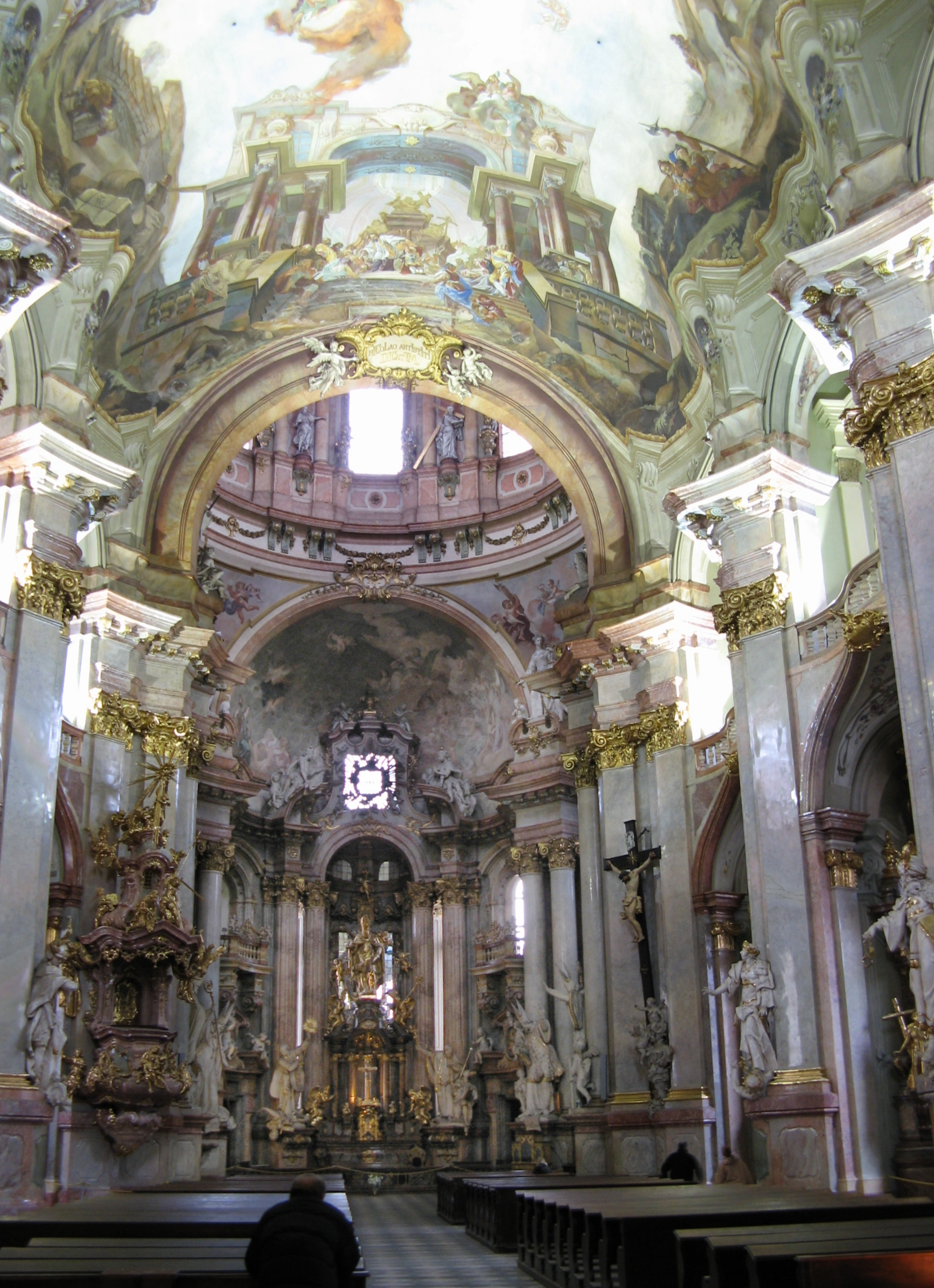
Klasické baroko: Interiér kostela sv. Mikuláše na Malé Straně v Praze

pruským králem Fridrichem II., k němuž se připojili i bavorský a saský vévoda. Marie Terezie získala většinu říše svého otce a v Praze byla korunována v roce 1743, Slezsko kromě oblasti kolem měst Těšín, Opava a Krnov však připadlo Prusku, ztraceno bylo rovněž Kladsko. Další územní ztráty na úkor Pruska zaznamenalo České království během Sedmileté války, do níž se Marie Terezie rovněž nešťastně zapojila (v Česku proběhly důležité bitvy u Kolína, u Lovosic, u Liberce a u Domašova). Poválečné oslabení hospodářství v kombinaci s neúrodnými roky pak vyvolalo v letech 1770–1772 v českých zemích rozsáhlý hladomor s téměř půl milionem obětí, který v dalších letech přispěl např. k východočeskému selskému povstání roku 1775.

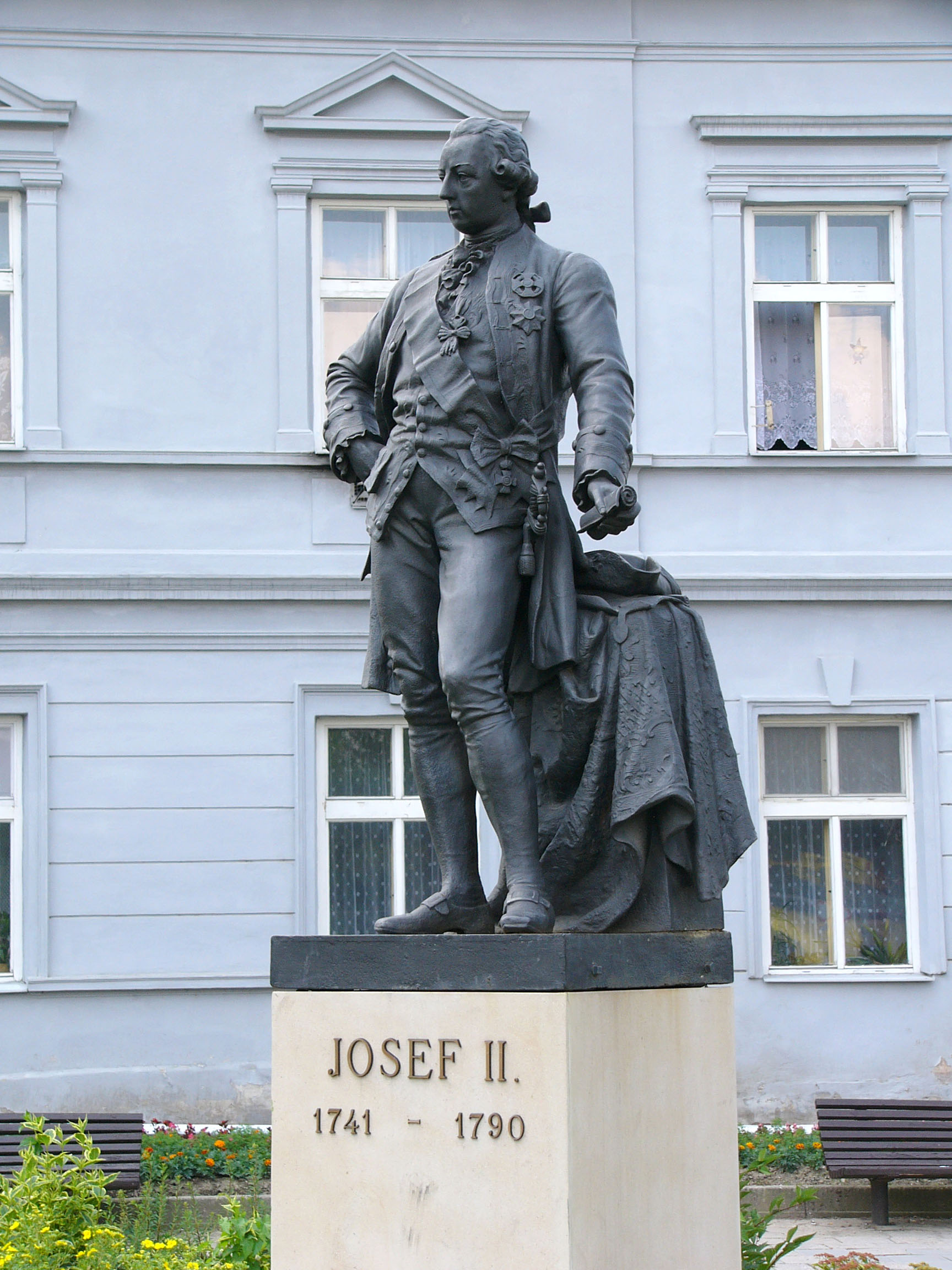
Pomník císaře a krále Josefa II.

Marie Terezie započala též éru tzv. osvícenského absolutismu a zahájila řadu reforem, především správních, ale i politických (robotní patent, raabizace). Zavedla povinnou školní docházku, jako jedna z prvních panovnic na světě. Zakázala užívání práva útrpného a reformovala armádu. Byla však nucena vést obranné války proti Prusku, Bavorsku i proti dalším státům, během těchto válek České země přišly o své tradiční součásti, většinu Slezska a Kladsko. Další velké změny pak přinesl josefinismus, osvícenské reformy císaře Josefa II. (1780–1790). Byl zrušen jezuitský řád, soudnictví bylo odděleno od správy a v roce 1781 byl vydán patent o zrušení nevolnictví a toleranční patent, kterým se povolují nekatolická vyznání. Dochází k centralizaci správy a ke germanizaci vyššího školství a úřadů. Čeština zůstala pouze hovorovým jazykem venkovanů, ale politika, věda a vyšší kultura používala převážně němčinu. Císař Josef II. šel ve svých reformách ještě dál, rušil kláštery a kostely, které nechával často předělávat na manufaktury, ke konci života dokonce zrušil poprvé v dějinách trest smrti (ten byl následně opět obnoven, nevztahoval se však již na tolik rozsáhlé spektrum deliktů). Zejména mezi venkovským obyvatelstvem byl Josef II. nesmírně populární. Po jeho smrti roku 1790 nastoupil na trůn jeho mladší bratr, Leopold II., který dosud vládl v Toskánsku. Některé reformy sice zrušil, v dalších však pokračoval, zvažoval dokonce zřízení parlamentu a vznik konstituční monarchie. Náhle však zemřel roku 1792 a na trůn nastoupil jeho syn, František, který zaujal i vzhledem k probíhající francouzské revoluci, silně konzervativní a protireformní postoje.

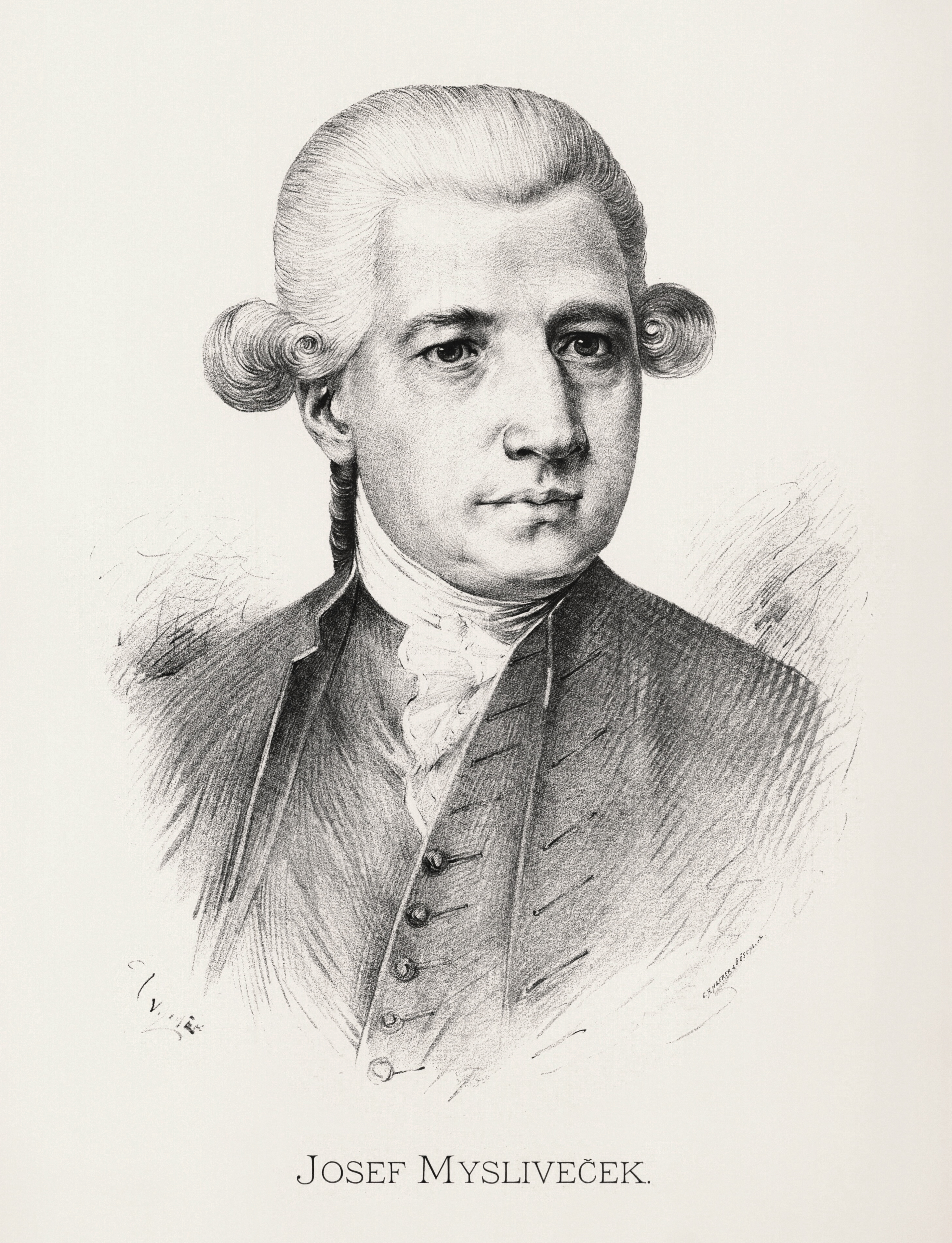
Hudební skladatel Josef Mysliveček

#### Věda, kultura a architektura
České baroko přineslo velké množství nových staveb, kostelů, paláců i domů. Působili zde významní architekti jako Carlo Lurago (Klementinum), Francesco Caratti (Černínský palác), Jan Baptista Mathey (Arcibiskupský palác, Toskánský palác, Trojský zámeček), Jan Blažej Santini-Aichel (kostel na Zelené hoře) nebo Kilián Ignác Dientzenhofer (malostranský i staroměstský kostel sv. Mikuláše). O výzdobu se starali malíři jako Karel Škréta, Petr Brandl, Jan Kupecký a Václav Vavřinec Reiner a sochaři, mezi něž patřili Jan Jiří Bendl, Ferdinand Maxmilián Brokoff nebo Matyáš Bernard Braun. Svými rytinami celosvětově proslul Václav Hollar.
Baroko bylo vystřídáno rokokem a klasicismem (například sousoší Zápas gigantů Ignáce Františka Platzera na Pražském hradě).
Z českých barokních literátů kromě exulanta Komenského vynikli Bedřich Bridel, Bohuslav Balbín a Adam Václav Michna z Otradovic, jenž byl zároveň hudebním skladatelem; dalšími vynikajícími hudebníky byli Jan Dismas Zelenka, Jan Václav Stamic, Josef Mysliveček, František Benda, Jan Ladislav Dusík, Bohuslav Matěj Černohorský, Jan Zach, František Xaver Richter, Jan Křtitel Vaňhal, František Xaver Brixi a moravský Němec Heinrich Ignaz Franz Biber. K vrcholným vzdělancům té doby patřil Jan Marek Marci z Kronlandu, kněz Prokop Diviš vynalezl hromosvod.

#### Média
Roku 1719 vyšly první české noviny, s názvem Sobotní pražské noviny z rozličných zemí a krajin přicházející s obzvláštním jeho císařské a královské Milosti nadáním obdarované, později nazývané Pražské poštovské noviny. Jejich zakladatelem byl Karel František Rosenmüller, později je vydával Jan Ferdinand Schönfeld. Jedním z redaktorů těchto novin byl i Václav Matěj Kramerius, jež roku 1789 založil vlastní, Krameriovy císařsko-královské vlastenecké noviny.

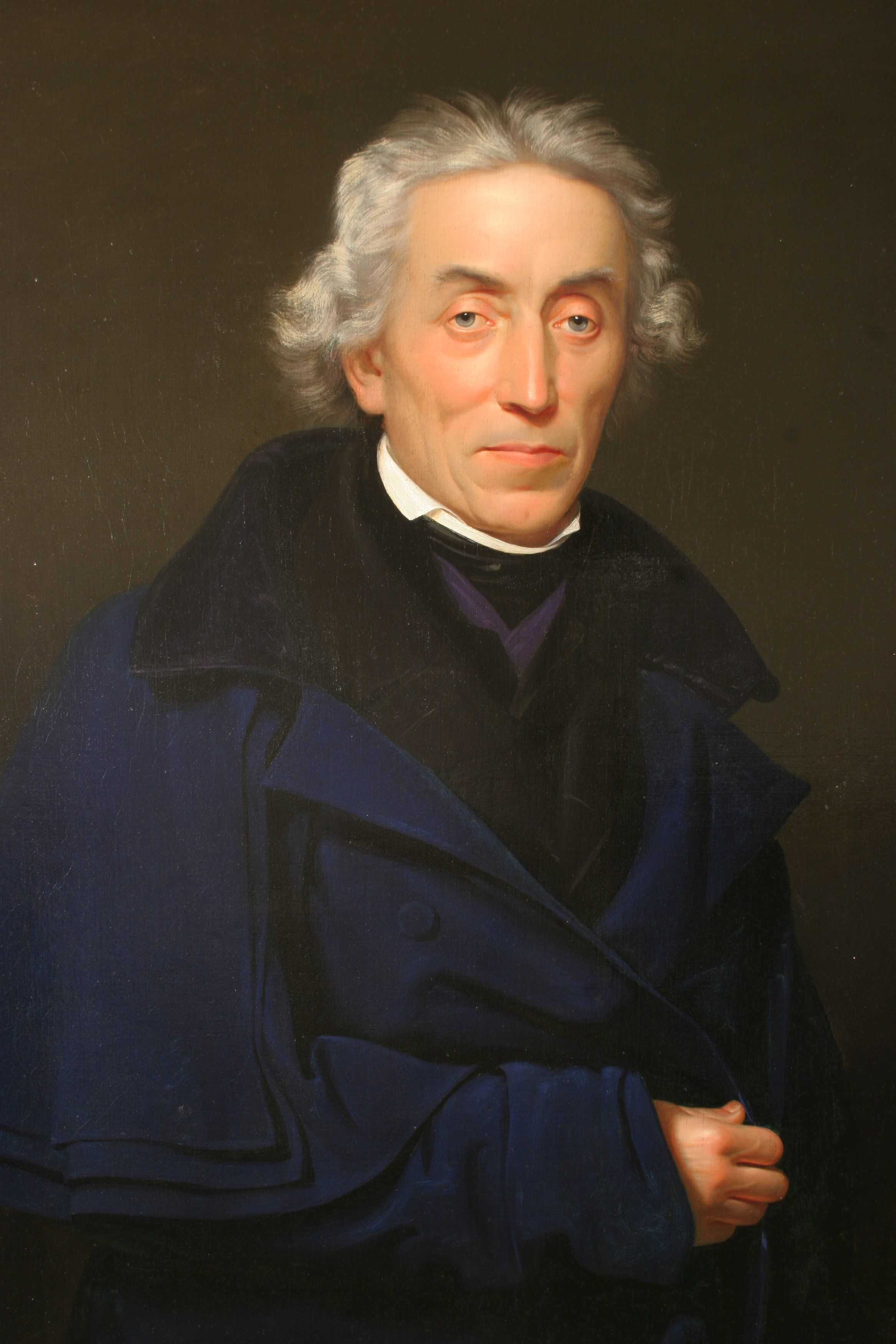
Lingvista a historik Josef Dobrovský

### Národní obrození (1792–1859)

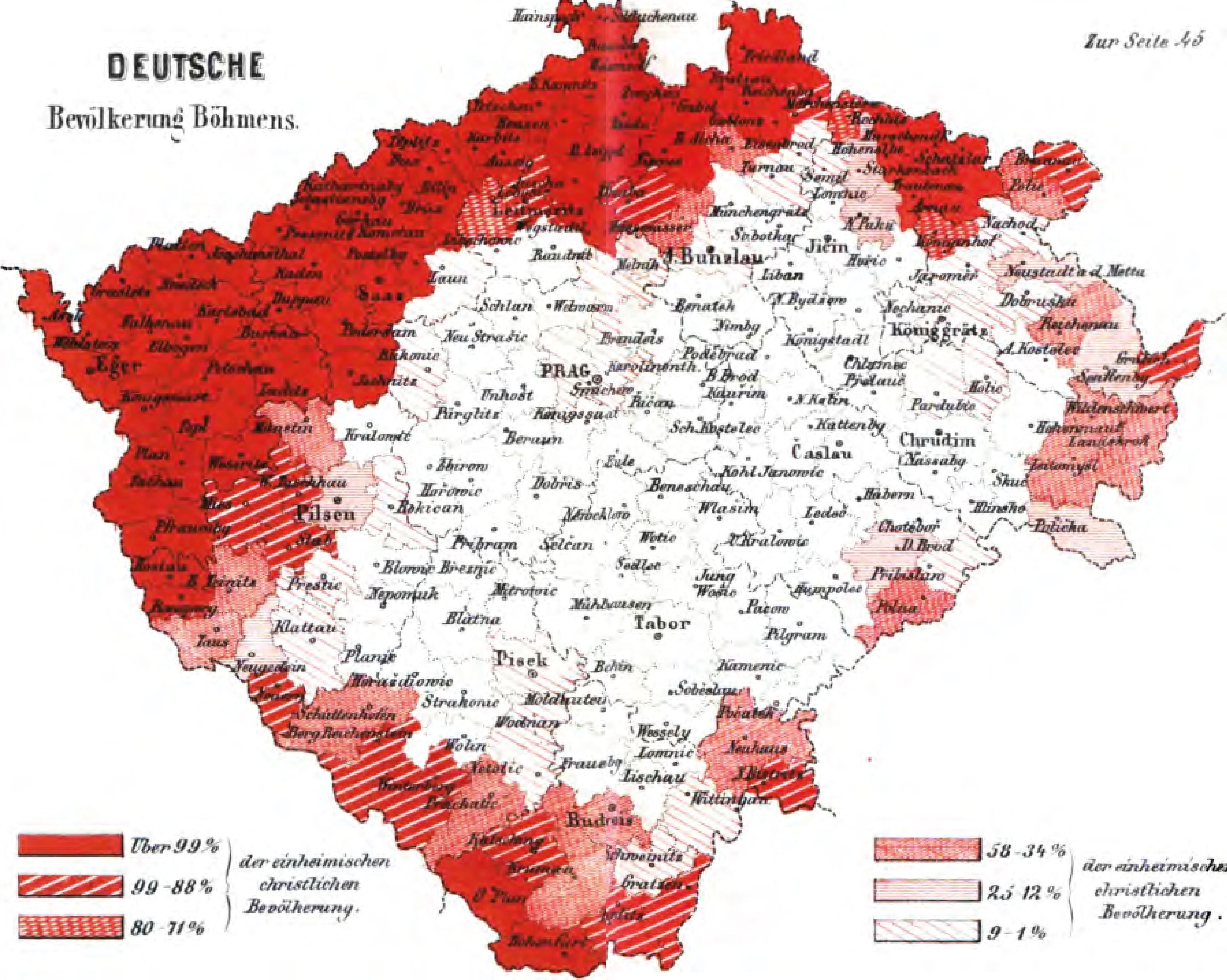
Německé obyvatelstvo na území Čech v roce 1864 (podle tzv. obcovacího jazyka, tzn. jazyka používaného nejčastěji ve styku s okolím)

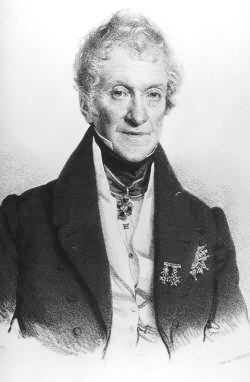
Přírodovědec Kašpar Maria ze Štermberga

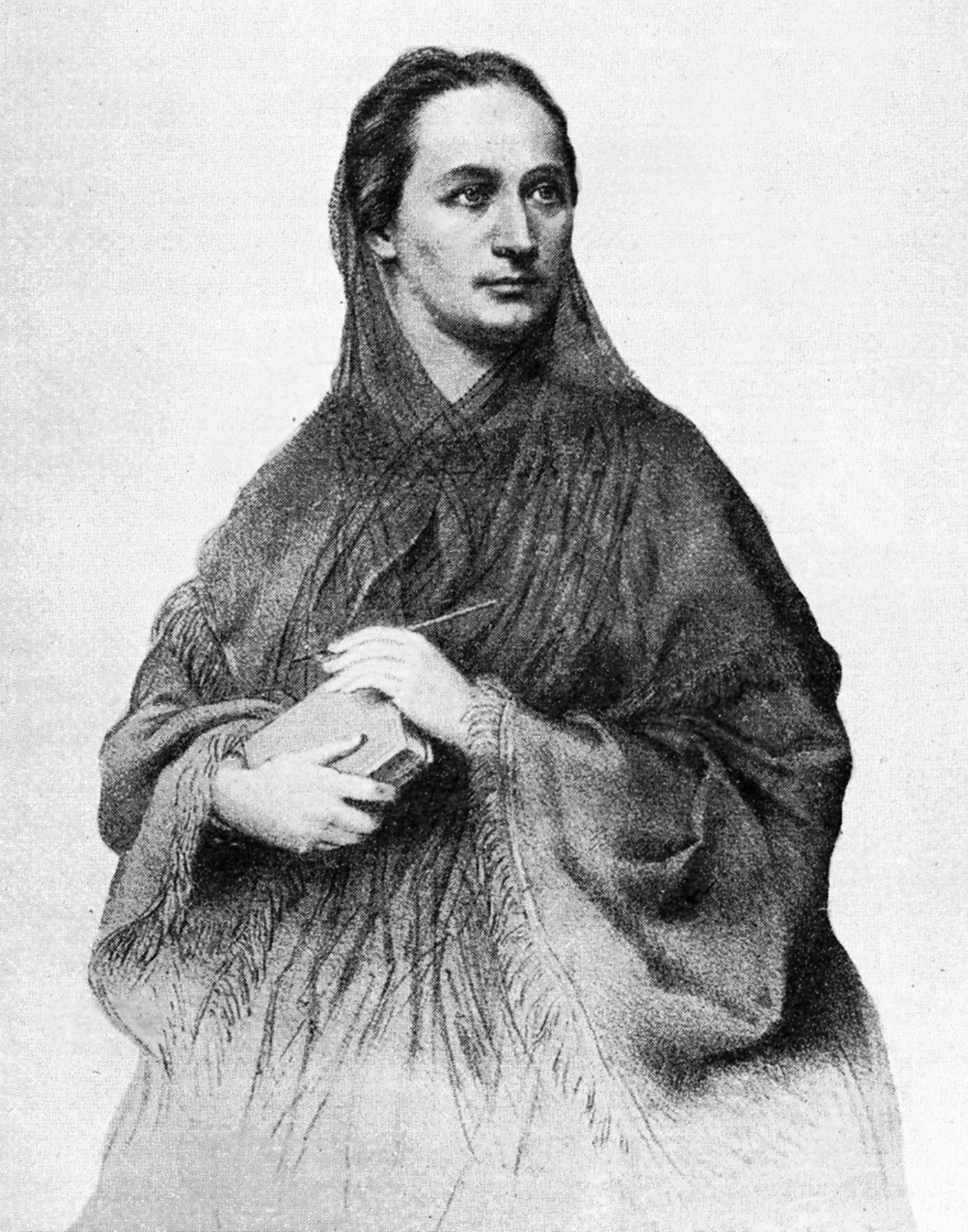
Spisovatelka Božena Němcová

Napoleonské války přímo zasáhly i české území, na jižní Moravě proběhla důležitá bitva u Slavkova (1805), v Čechách bitva u Chlumce (1813). Z českých vojáků se v této době vyznamenali maršálové Karel Filip Schwarzenberg (vítěz nad Napoleonem v bitvě u Lipska) a Josef Václav Radecký z Radče. V reakci na války a předchozí francouzskou revoluci císař František I. (vládl 1792–1835) a jeho kancléř Klemens Metternich prosazovali konzervativní absolutismus. Ze strachu před vypuknutím ničivé revoluce byla společnost udržována pod silným politickým dohledem. Společnost zůstala v porovnání s průmyslovým vývojem v západní Evropě ještě většinou zemědělská. Vzniklo sice několik manufaktur, především textilních, ale jejich dopad na celkovou produkci byl malý.

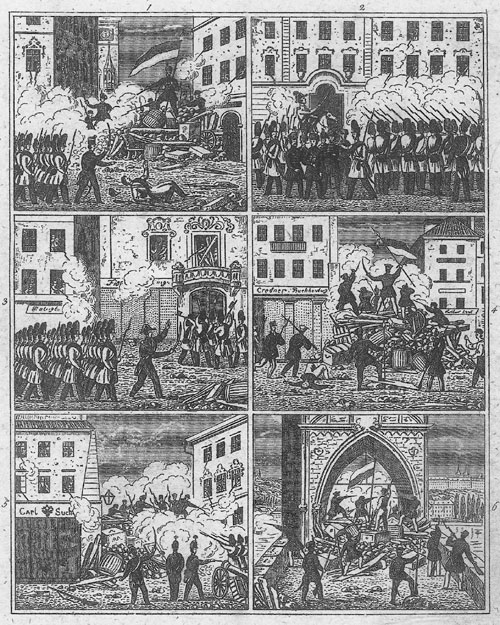
Události během revoluce v roce 1848 v Praze (12. až 17. červen 1848)

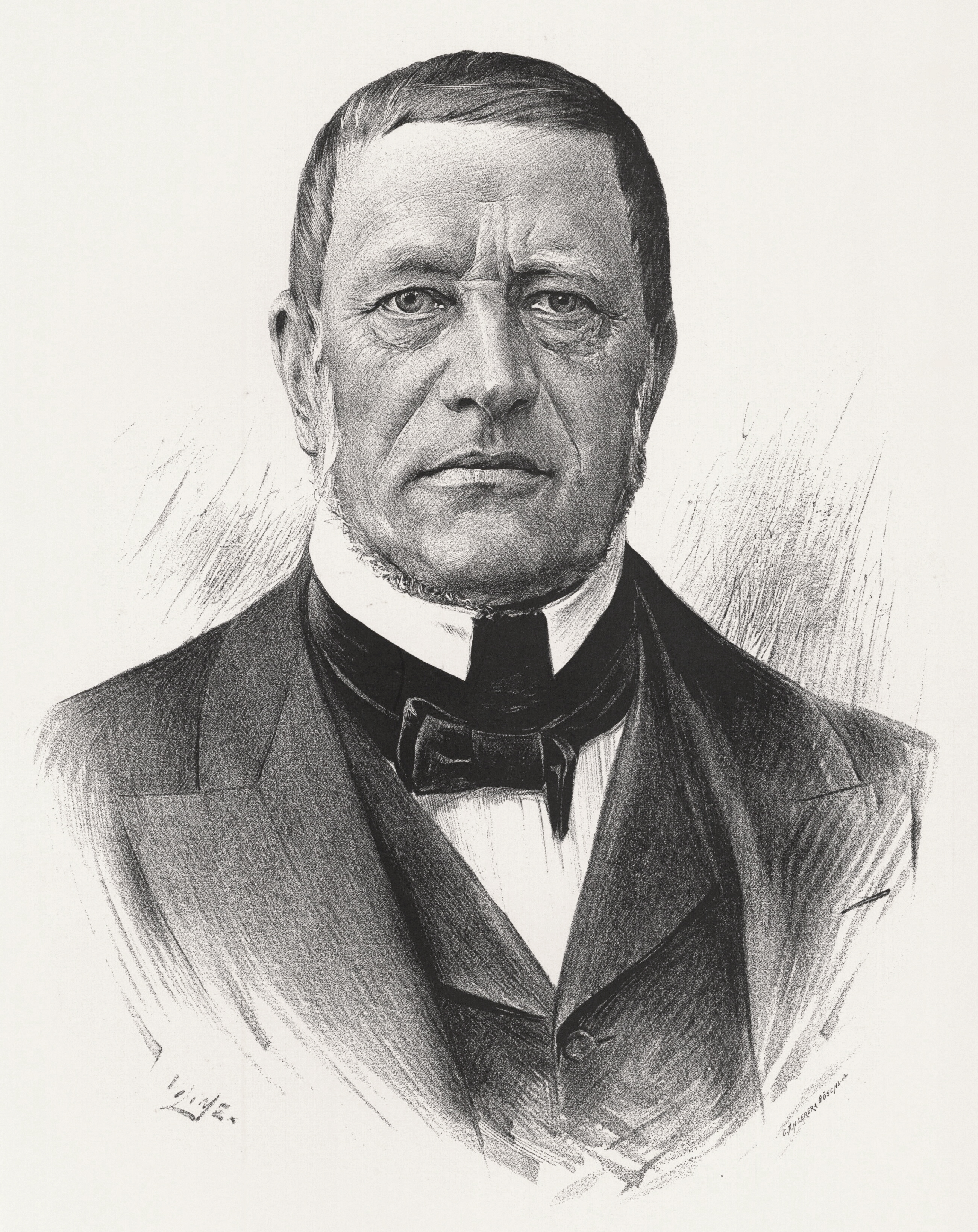
Historik a politik František Palacký

V revolučním roce 1848 se situace vyhrotila i v českých zemích (přispěl k tomu i Slovanský sjezd, který se toho roku konal v Praze). České politické elity zaujaly dvojí postoj. Liberálové, reprezentováni Františkem Palackým a nově Svatováclavským výborem (později Národním výborem), zformulovali svůj program zejména v tzv. Psaní do Frankfurtu (odmítnutí začlenění Čechů do německého národa, austroslavismus, požadavek federalizace Rakouska), peticí k císaři a na tzv. Kroměřížském sněmu, který však císař nakonec rozehnal. Založili též Národní stranu (tzv. Staročeši), která měla sehrávat klíčovou roli v českém politickém životě ale až později, po roce 1859 (její klíčovou postavou byl František Ladislav Rieger). Radikální demokraté (tajný spolek Repeal) přikročili k ozbrojenému boji – tzv. Pražské červnové povstání. Politicky ani jedna cesta neuspěla a vedla k utužení absolutistického režimu (tzv. Bachův absolutismus – podle tehdejšího ministra vnitra Alexandera Bacha). Jediným reálným výsledkem revoluce 1848 tak bylo definitivní zrušení roboty.

#### Kultura a věda
V poslední dekádě 18. století začalo české národní obrození, proces etnického sebeuvědomění a vytvoření moderního českého národa. Obrozenci zpočátku usilovali o znovuvzkříšení češtiny jako rovnoprávného jazyka a české kultury, později pak i o politickou moc. V 80. letech 18. století již začaly v Praze vycházet první vlastenecké noviny, začalo se hrát české divadlo, v roce 1792 byla zřízena stolice českého jazyka a literatury na pražské universitě. Obrození bylo zároveň reakcí na germanizační úsilí, i když habsburské upřednostňování němčiny bylo motivováno praktickými, nikoli národnostními zájmy. Do roku 1848 se obrození projevovalo především v rovině kulturní, výraznou roli hrála ještě česká historická šlechta (hrabě Kašpar Maria ze Šternberka, Ignác Antonín Born, Karel Chotek z Chotkova), mezi výrazná centra kulturního života patřila Královská česká společnost nauk (1784), Vlastenecké muzeum v Čechách (1818), nakladatelství a knihkupectví Česká expedice Václava Matěje Krameria, Matice česká (1831) či Měšťanská beseda (1848). K první generaci obrozenců patřil Gelasius Dobner a zejména jeho žák Josef Dobrovský. Klíčovými osobnostmi druhé generace byli Josef Jungmann, Ján Kollár, Pavel Jozef Šafařík, Václav Kliment Klicpera a František Ladislav Čelakovský. Třetí generace se prezentovala již vrcholnými počiny uměleckými (Božena Němcová, Karel Jaromír Erben, Josef Kajetán Tyl, Karel Hynek Mácha) i politickými – přičemž došlo k diferenciaci na proud liberální (Karel Havlíček Borovský, František Palacký) a radikálně demokratický (Karel Sabina, Josef Václav Frič). Významnou roli v národním obrození sehrály Rukopis královédvorský a zelenohorský, byť šlo o falza Václava Hanky. Jednou z oblastí kultury, která mohla bez obav čerpat z barokní tradice, byla hudba, jak dokazuje dílo Jakuba Jana Ryby či Antonína Rejchy.
Přírodní a technické vědy rozvíjeli v éře národního obrození Jan Evangelista Purkyně, Jan Svatopluk Presl, Karel Bořivoj Presl či vynálezce lodního šroubu Josef Ressel. František Josef Gerstner sestrojil první parní stroj v českých zemích (1805–1807), Josef Božek předvedl první parovůz (1815) a paroloď (1817). Bratranci Veverkové vynalezli ruchadlo. Německou vědu v Čechách reprezentoval například Christian Doppler.

#### Média
Rozvoj znalostí čtení mezi obyvatelstvem vedl ke zvýšení zájmu o informovanost a noviny. V době první poloviny 19. století byly nejvýznamnější Pražské poštovské noviny, založené již roku 1719 a vydávané do roku 1819. Jejich hlavní postavou byl Václav Matěj Kramerius a později Václav Thám nebo Josef Linda. Významné byly rovněž Národní noviny založené hrabětem Vojtěchem Deymem a později řízené Karlem Havlíčkem Borovským. Ty vycházely v letech 1848–1850. Roku 1834 byl založen zábavní časopis Květy.

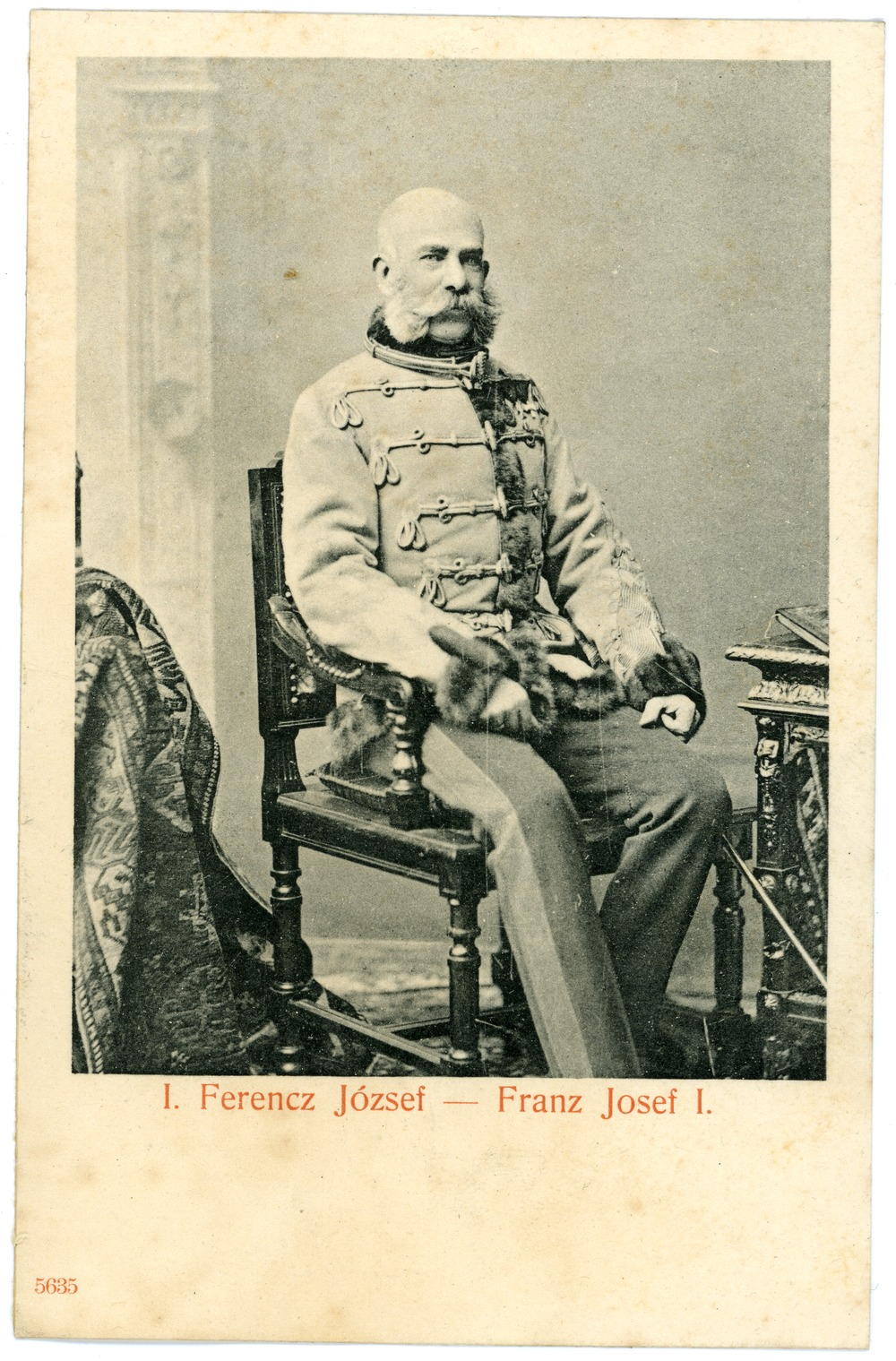
Císař a král František Josef I. vládl v letech 1848–1916

### Vznik moderního českého národa (1859–1914)
Císař František Josef I. svůj režim uvolnil roku 1859 propuštěním ministra Alexandra Bacha a roku 1861 Únorovou ústavou, která obnovovala parlamentarismus. Po porážce v prusko-rakouské válce roku 1866 (viz též Bitva u Hradce Králové; Pražský mír) pak byl nucen ustoupit i v národnostní otázce, ovšem jen Maďarům – v roce 1867 tak vznikla dualistická monarchie, Rakousko-Uhersko. Čeští politici usilovali o podobné postavení pro České království, jejich snahy ale vzhledem k nesouhlasu českých Němců, kteří se obávali ohrožení svých zájmů, selhaly, což vedlo nejprve k vlně demonstrací v letech 1867–1871 – tzv. táborové hnutí, a posléze, po neprosazení ani minimálních ústupků v podobě tzv. fundamentálních článků, k nepříliš produktivní politice tzv. pasivní rezistence. Maďaři tak získali dominantní pozici v Uhersku a Němci v rakouské části monarchie. Postupné reformy a liberalizace však umožnily českým zástupcům hrát důležitější roli v politickém životě Rakouska-Uherska, byť národnostní třenice pokračovaly až do zániku monarchie (punktace, rozdělení pražské technické univerzity na českou a německou část roku 1869, obdobné rozdělení Karlo-Ferdinandovy univerzity roku 1882, Badeniho jazyková nařízení, nacionální nepokoje roku 1897, hilsneriáda apod.)
Český politický život se ve 2. polovině století také diferencoval – roku 1874 se od Staročechů odštěpila „mladočeská“ Národní strana svobodomyslná (jejím tiskovým orgánem se staly vlivné Národní listy, založené Juliem Grégrem již roku 1861), roku 1878 pak byla založena Sociálně demokratická strana českoslovanská v Rakousku. Kvas nových politických myšlenek indikoval i tzv. proces s Omladinou roku 1894, byť představa o tajném politickém hnutí Omladina byla policejní konstrukcí. Roku 1905 se nicméně pokrokářsky orientovaná „omladinářská“ inteligence, ve spojení se sociálními demokraty, podílela na boji za rovné všeobecné volební právo pro muže. Ten byl úspěšně završen roku

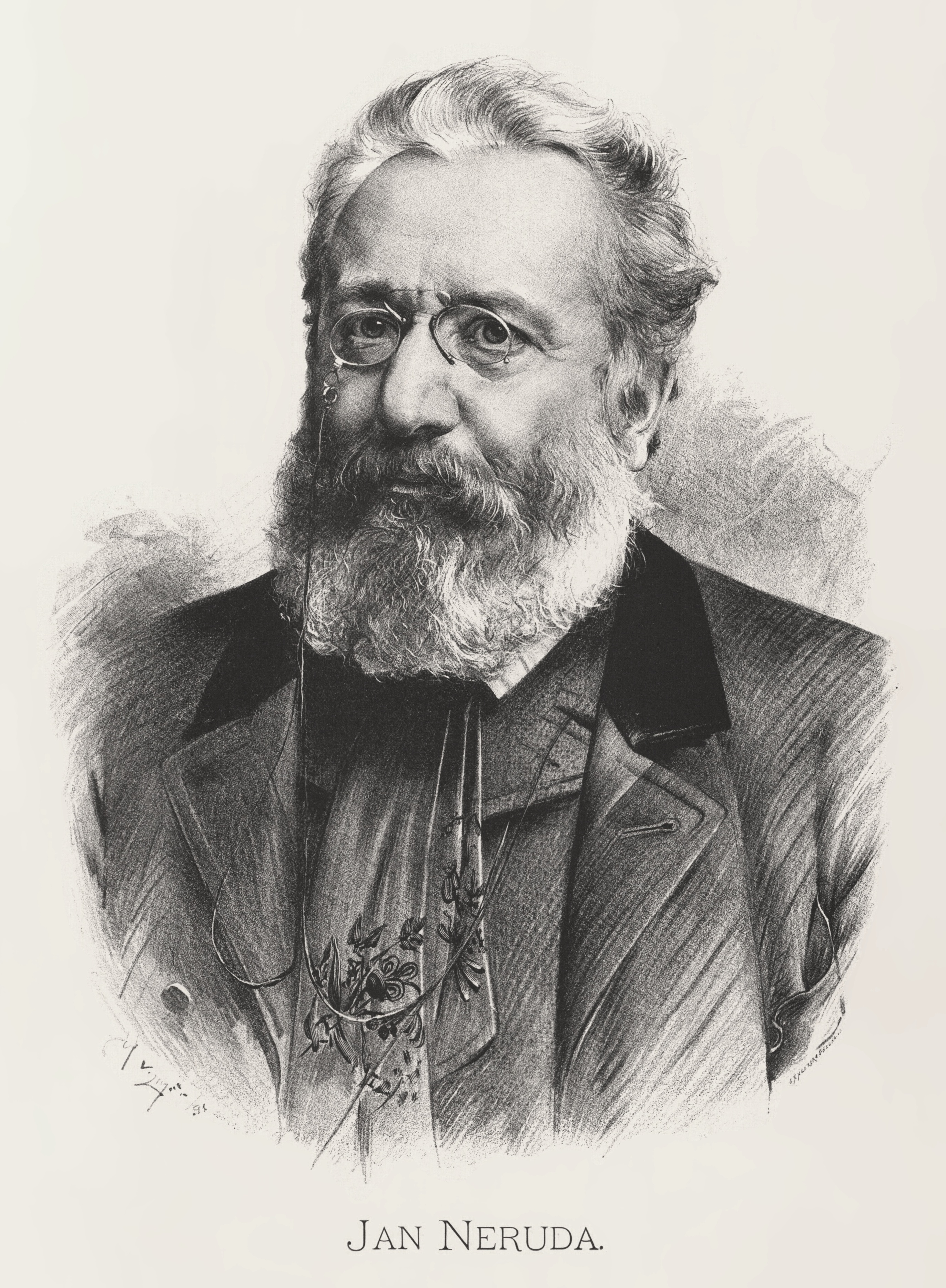
Spisovatel a novinář Jan Neruda

1907. V roce 1912 byla do Českého zemského sněmu zvolena první žena – Božena Viková-Kunětická.

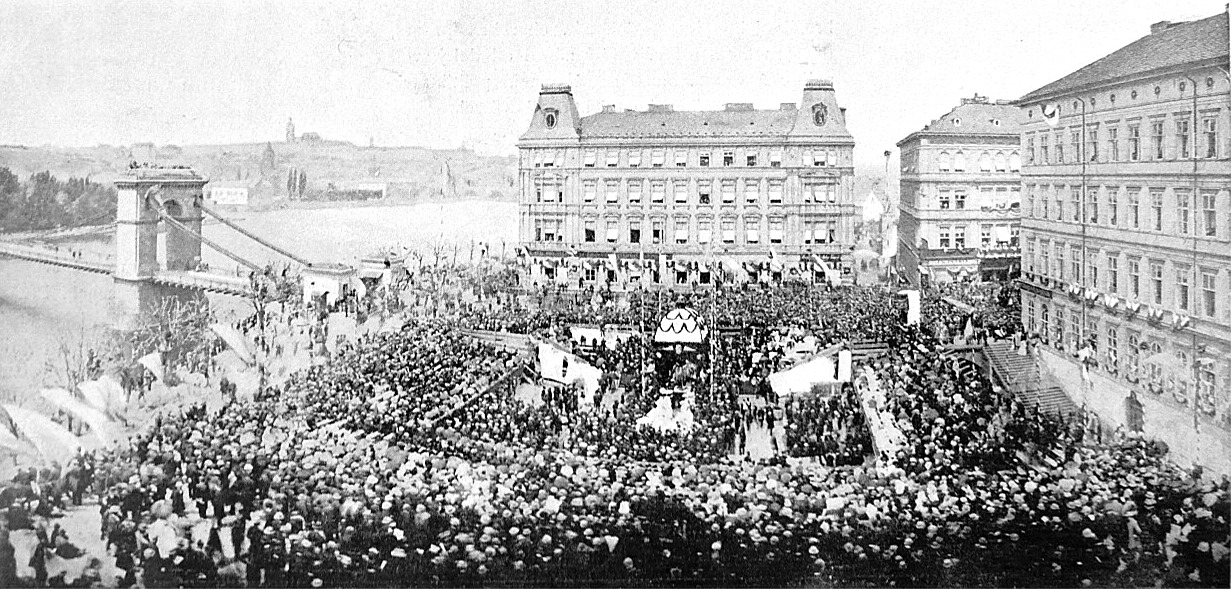
Pokládání základního kamene Národního divadla v Praze roku 1868

V poslední třetině 19. století došlo k všeobecnému rozvoji vzdělání, průmyslu, kultury a české literatury. V letech 1868–1883 bylo postaveno Národní divadlo, v letech 1885–1891 Národní muzeum a v roce 1873 započala dostavba svatovítské katedrály na Pražském hradě. Stavitel Josef Hlávka se v té době podílel na rozvoji Vídně. Jubilejní zemská výstava v roce 1891 se stala přehlídkou českého průmyslu a podnikavosti. Sílu české vzdělanosti manifestoval Ottův slovník naučný (vydáván od roku 1888).

#### Kultura a věda
K vůdčím osobnostem českého intelektuálního života té doby patřili národopisec Vojta Náprstek nebo filozof Tomáš Garrigue Masaryk a jeho okruh kolem časopisu Čas (Jan Herben, Jan Gebauer). Právě tento okruh odstartoval tzv. rukopisné spory roku 1886 a spor o smysl českých dějin roku 1912, právě v těchto diskusích český národ tehdy nejvíce ohmatával svou identitu a definoval své postavení ve světě. Významným intelektuálem byl i Konstantin Jireček, který rozvinul obor byzantologie a sehrál významnou roli v bulharském národním obrození.

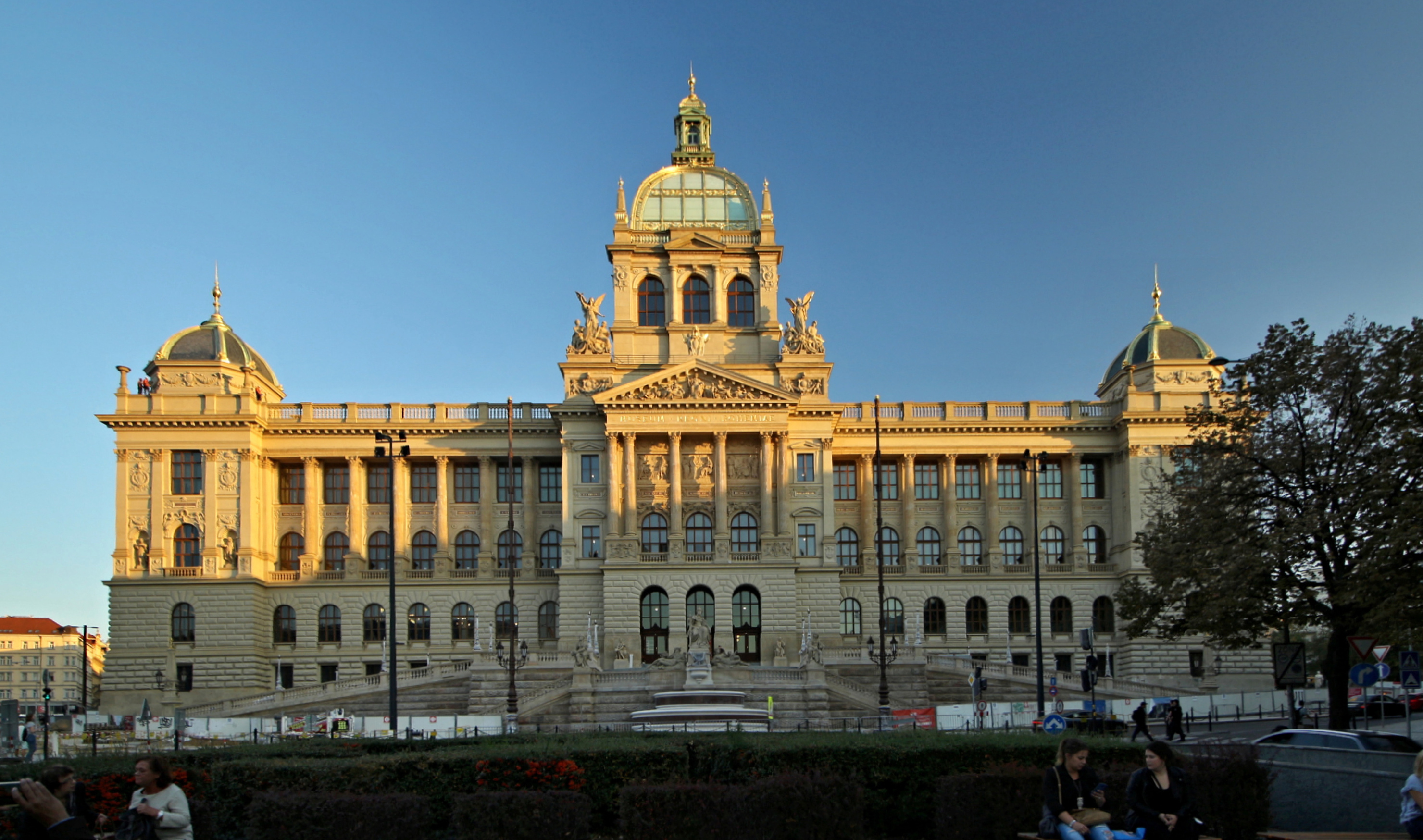
Národní muzeum v Praze

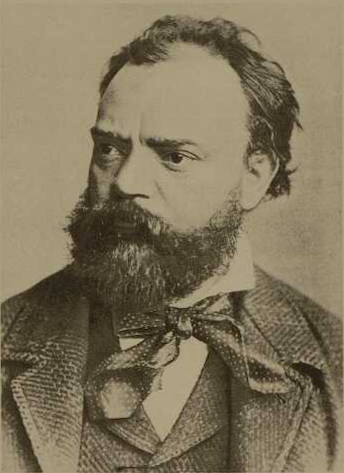
Hudební skladatel Antonín Dvořák

V druhé polovině 19. století se rozproudilo literární dění, nejprve nastoupili tzv. Májovci (Jan Neruda, Vítězslav Hálek, Adolf Heyduk, Karolína Světlá, Jakub Arbes), posléze ruchovci (Josef Václav Sládek, Svatopluk Čech, Eliška Krásnohorská), lumírovci (Jaroslav Vrchlický, Julius Zeyer), autoři kolem Manifestu české moderny (Antonín Sova, Otokar Březina, Josef Svatopluk Machar, Vilém Mrštík) či tzv. buřiči z přelomu století (Viktor Dyk, Stanislav Kostka Neumann, Fráňa Šrámek). Realismus zvolil Alois Jirásek či Zikmund Winter, na konci století se pak stal módní naturalismus (Karel Matěj Čapek-Chod) a venkovský realismus (Jindřich Šimon Baar, Karel Václav Rais, Antal Stašek, Josef Holeček). Moderní české drama zakládali Ladislav Stroupežnický a bratři Mrštíkové.
V hudbě se proslavili mimo jiné skladatelé Bedřich Smetana, Antonín Dvořák, Zdeněk Fibich, pěvkyně Ema Destinnová, operní zpěvák Karel Burian či dodnes působící orchestr Česká filharmonie. V reakci na populární dechovou hudbu rakouskou (zejména vojenskou) se rozvinula i její specifická česká verze, především díky Františku Kmochovi. Ve světě nejznámější české melodie jsou dodnes právě ty dechovkové (Vjezd gladiátorů Julia Fučíka, Škoda lásky Jaromíra Vejvody).

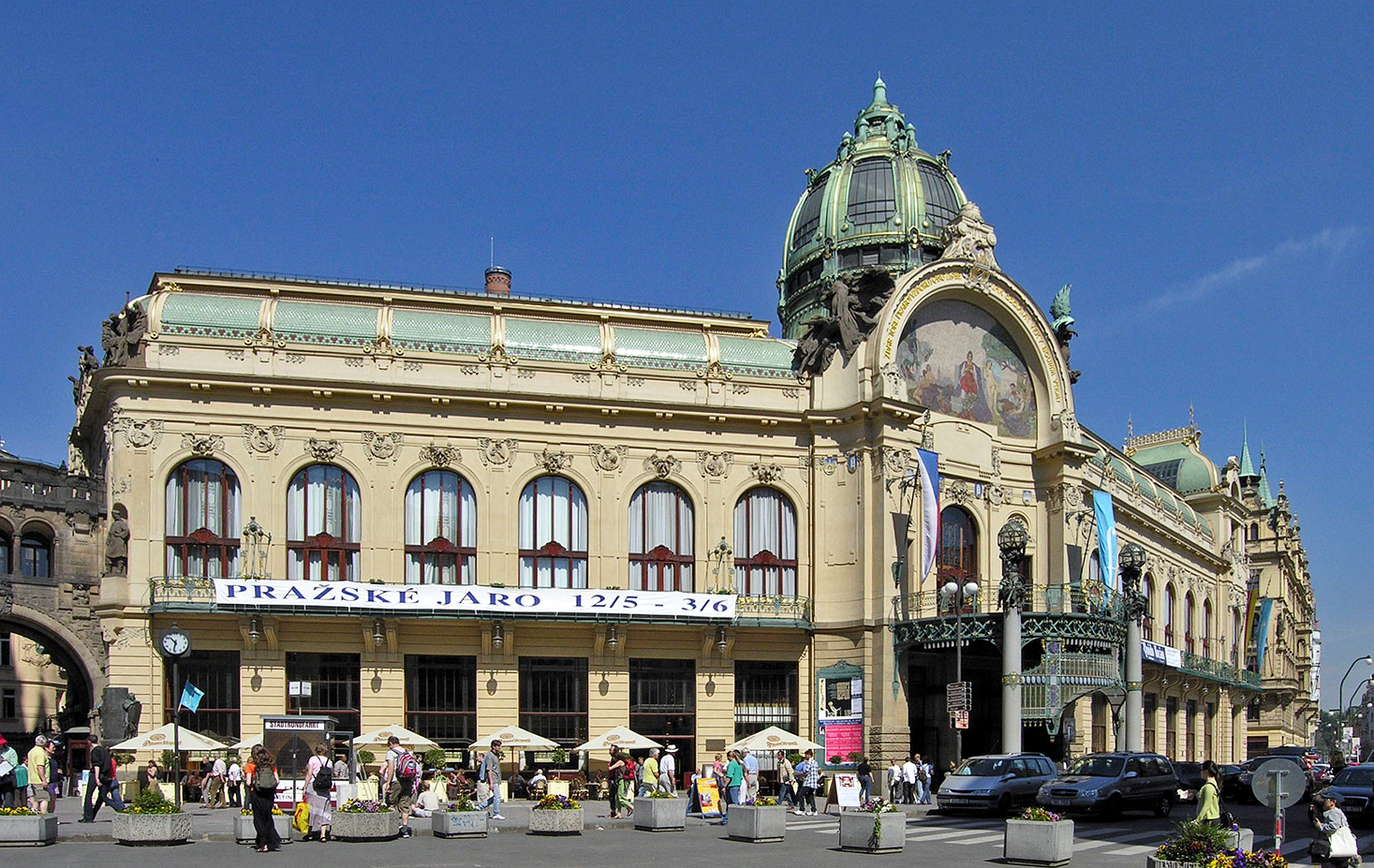
Vrcholně secesní Obecní dům v Praze

V malířství se prosadili v té době Josef Mánes, Mikoláš Aleš, Václav Brožík, Julius Mařák či Jakub Schikaneder. Na začátku nového století nastoupila expresionistická skupina Osma (Bohumil Kubišta, Otakar Kubín, Emil Filla). Ke slavným sochařům patřil Josef Václav Myslbek, na konci století reprezentoval secesi František Bílek. Také v architektuře přišla na začátku 20. století vlna secese (zejm. Obecní dům v Praze, z architektů Antonín Balšánek, Osvald Polívka, Josef Fanta, Jan Letzel), těsně před válkou pak kubismu (Dům U Černé Matky Boží Josefa Gočára).
Mnozí nadaní rodáci, zejména německy mluvící, ovšem provincii opouštěli a uplatňovali se ve Vídni a jinde; příkladem mohou být filosof Edmund Husserl, hudební skladatel Gustav Mahler, psychoanalytik Sigmund Freud, matematik Kurt Gödel, ekonom Joseph Schumpeter, pacifistka Bertha von Suttnerová, architekt Adolf Loos, biologové Gerty Coriová a Carl F. Cori, astronom Johann Palisa, marxista Karl Kautsky, právní teoretik Hans Kelsen, ekonom Eugen Böhm von Bawerk, psycholog Max Wertheimer, satirik Karl Kraus, skladatel David Popper nebo mistr světa v šachu Wilhelm Steinitz. Odcházeli ale i někteří česky mluvící, například Karel Rokytanský, Max Dvořák či Aleš Hrdlička. Z německy mluvících intelektuálů v českých zemích naopak zůstali pracovat světově významný biolog Gregor Mendel, fyzik Ernst Mach či filozof Bernard Bolzano.

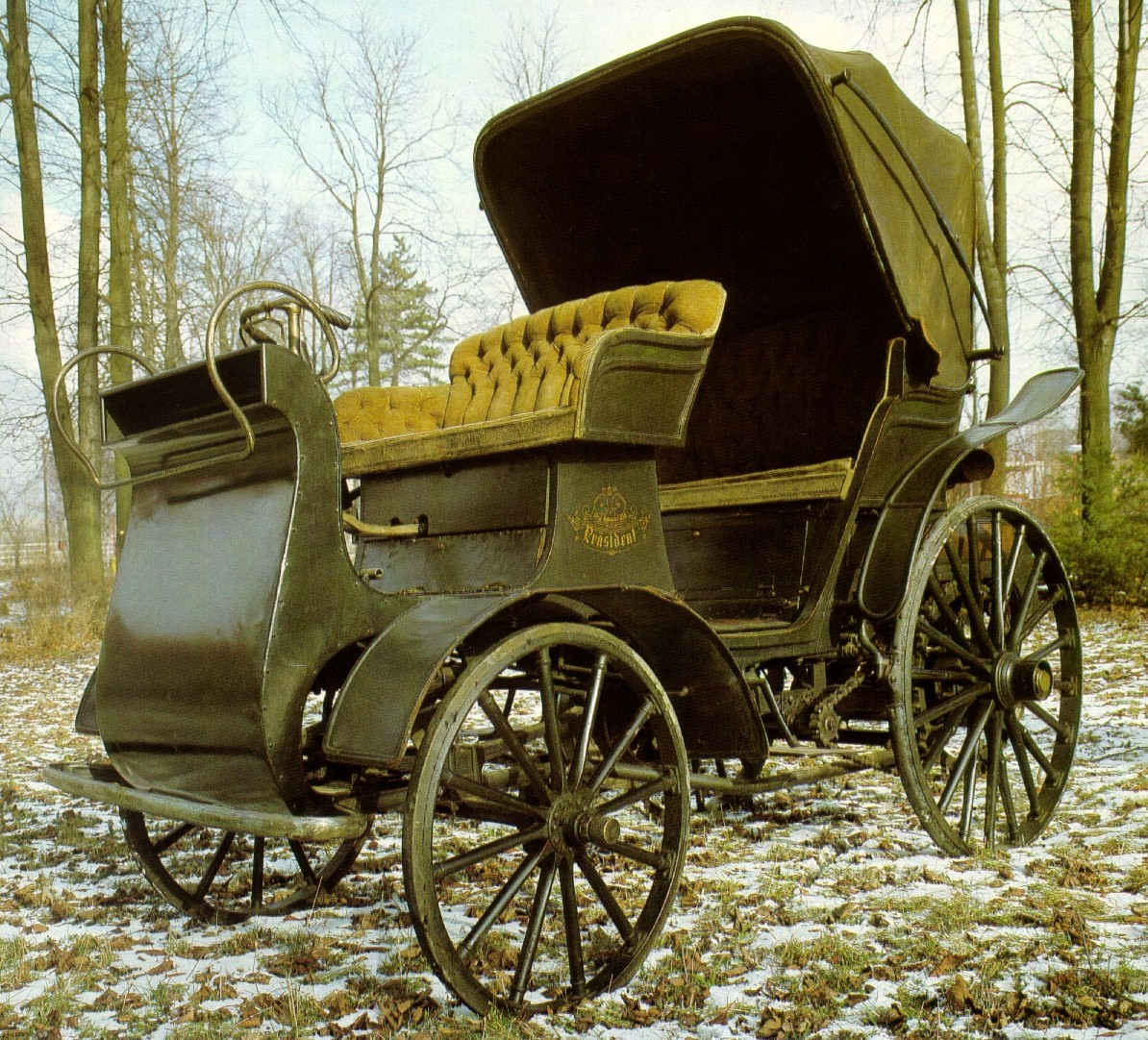
Präsident, první sériově vyráběný automobil v českých zemích

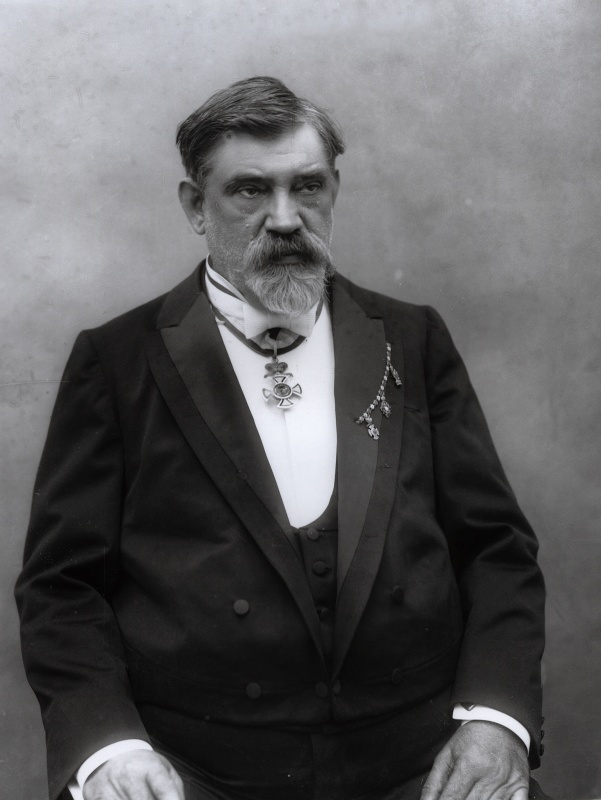
Vynálezce František Křižík

#### Průmysl
Od 60. let 19. století se české země i rychle industrializovaly, v 80. a 90. letech 19. století vznikala česká buržoazie (Emil Kolben, Emil Škoda) a v souvislosti se zakládáním továren i městské dělnictvo. V těsném sepětí s průmyslem se rozvíjela věda, jejímiž představiteli byli vynálezce obloukové lampy František Křižík či objevitel čtyř krevních skupin Jan Janský. Průkopníkem aviatiky byl Jan Kašpar. Do dějin fotografické a polygrafické techniky v té době výrazně zasáhli Jakub Husník a Karel Klíč. Jan Kříženecký roku 1898 představil první kinematograf v českých zemích. Emil Holub se v té době stal nejslavnějším českým cestovatelem. V letech 1845–1914 byla vybudována převážná část dnešní železniční sítě a mnoho silnic, v 70. letech 19. století se začala ve větších městech rozvíjet městská hromadná doprava (koňská tramvaj 1869 Brno, 1875 Praha, parní tramvaj 1884 Brno, elektrická tramvaj 1895 Teplice, 1896 Praha, 1897 Most a Liberec, 1898 Olomouc, 1899 Ústí nad Labem a Plzeň, 1900 Jablonec a Brno, 1905 Opava, 1907 Ostrava, 1909 Jihlava a České Budějovice). Roku 1897 byl v Kopřivnici vyroben první český automobil se spalovacím motorem značky President, o dva roky později mladoboleslavská továrna Laurin & Klement začala vyrábět motocykly Slavia (roku 1905 se ovšem i v Mladé Boleslavi přeorientovali na automobily).

#### Média
V průběhu druhé poloviny 19. století zažila rozmach tištěná média. K nejvýznamnějším patřily Národní listy vydávané Juliem Grégrem od roku 1861. Původně se jednalo o noviny Národní strany, později o noviny Národní strany svobodomyslné. Své vlastní tisky začaly později vydávat i další politické strany nebo názorové směry. Od roku 1869 byl vydáván katolický týdeník Čech, od roku 1893 vydávala sociálně demokratická strana Právo lidu. Své místo měly rovněž německy psané noviny, například Prager Tagblatt, vydávané od roku 1877. V roce 1906 začala Agrární strana (pozdější Republikáni) vydávat deník Venkov. K významným novinářům patřil Jan Neruda nebo Vítězslav Hálek.

#### Sport
Kvetl spolkový život. Počátky organizované české tělovýchovy sahají do roku 1862, kdy Miroslav Tyrš, Jindřich Fügner a další založili podle vzoru podobných německých spolků Sokol (od něho se odštěpila časem levicová Dělnická tělovýchovná jednota a katolický Orel). Na přelomu století se objevilo i nové pojetí, moderní sport a olympismus, jehož propagátory se stali Jiří Guth-Jarkovský či Josef Rössler-Ořovský.

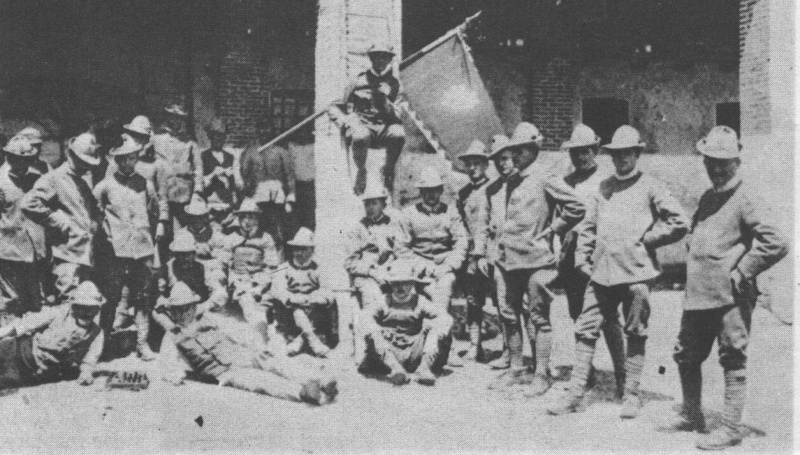
Československé legie v Itálii

### První světová válka (1914–1918)

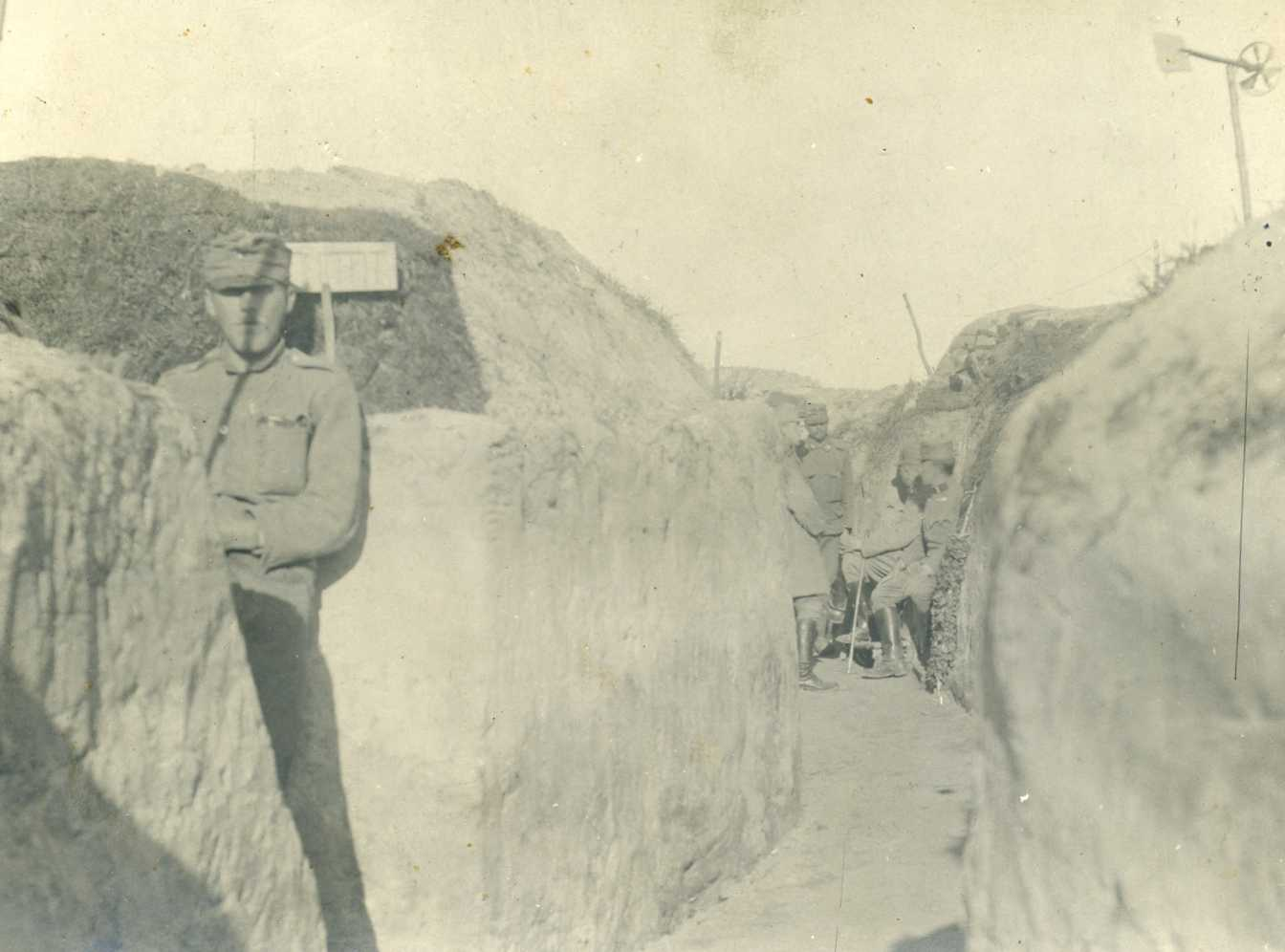
Zákopy Rakousko-Uherské armády

V roce 1914 byl v Sarajevu spáchán atentát na následníka trůnu Františka Ferdinanda a jeho českou manželku Žofii. Tento incident se stal záminkou pro vyvolání první světové války. Rakousko-Uhersko ji pomohlo vyvolat, ale postupem času bylo jasné, že prohraje.[zdroj?] Čeští politici v exilu, zejména Tomáš Garrigue Masaryk a Edvard Beneš spolu se Slovákem Milanem Rastislavem Štefánikem, proto u západních mocností diplomaticky připravovali vznik samostatného západoslovanského státu. Jejich snahám napomohlo, že mnozí čeští a slovenští vojáci po zajetí nebo dezerci nastupovali do boje na straně protivníků Rakouska-Uherska a vytvářeli vlastní jednotky, později zvané československé legie, zárodky budoucí Československé armády. Již na začátku války v Clevelandu exilové politické reprezentace Čechů a Slováků deklarovaly záměr založit společný stát, v květnu 1918 to potvrdily dohodou v Pittsburghu. Těsně před koncem války, v polovině října 1918, exiloví politici vyhlásili nezávislost. Po kapitulaci Rakouska-Uherska byla samostatná republika 28. října provolána i v Praze a moc začal přebírat Národní výbor československý, složený z domácích politiků „mužů 28. října“ (Antonín Švehla, Alois Rašín, Jiří Stříbrný, Vavro Šrobár, František Soukup). 30. října rakouské orgány v Praze kapitulovaly a Martinskou deklarací se k novému státu připojila domácí slovenská politická reprezentace. Tím vzniklo Československo.

## Československo

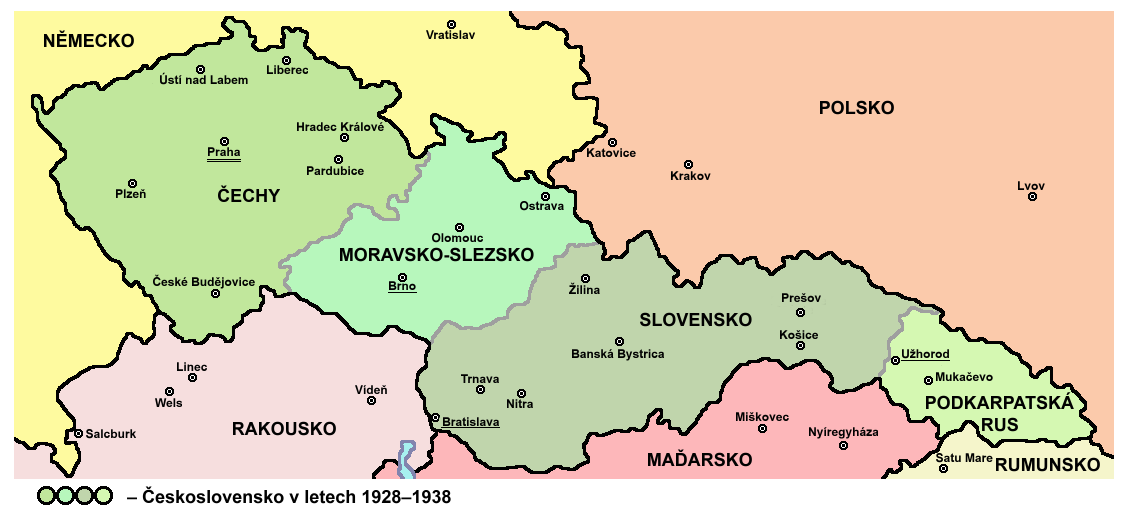
Československo v roce 1928

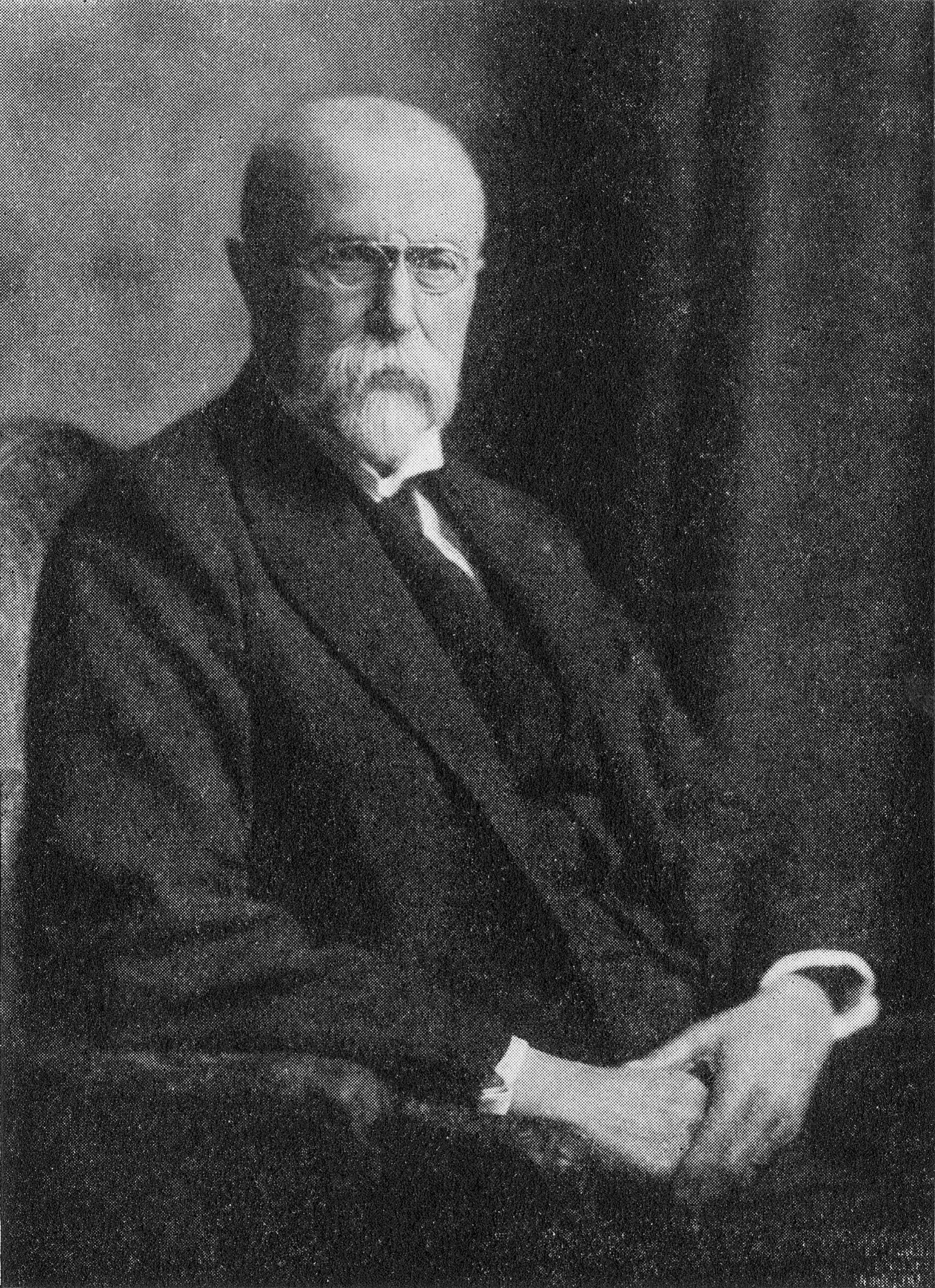
Prezident Tomáš Garrigue Masaryk

Československo prošlo řadou státoprávních změn. Období od vzniku Československa do mnichovské krize se nazývá první republika; součástí státu tehdy byla i Podkarpatská Rus. Mnichovskou dohodou z 29. září 1938 okleštěná Česko-Slovenská republika, neoficiálně zvaná Druhá republika, vydržela jen asi půl roku. Skončila 15. března 1939, kdy byl zbytek Čech a Moravy zabrán německým vojskem a byl vyhlášen Protektorát Čechy a Morava. Po osvobození v květnu 1945 vznikla takzvaná třetí Československá republika, ukončená komunistickým převratem v únoru 1948. Komunistický režim v Československu přejmenoval stát roku 1960 na Československou socialistickou republiku a roku 1969 ho federalizoval. Komunisté byli odstaveni od vlády v listopadu 1989 a brzy poté stát dostal své poslední jméno, Česká a Slovenská Federativní Republika.

### První republika (1918–1938)

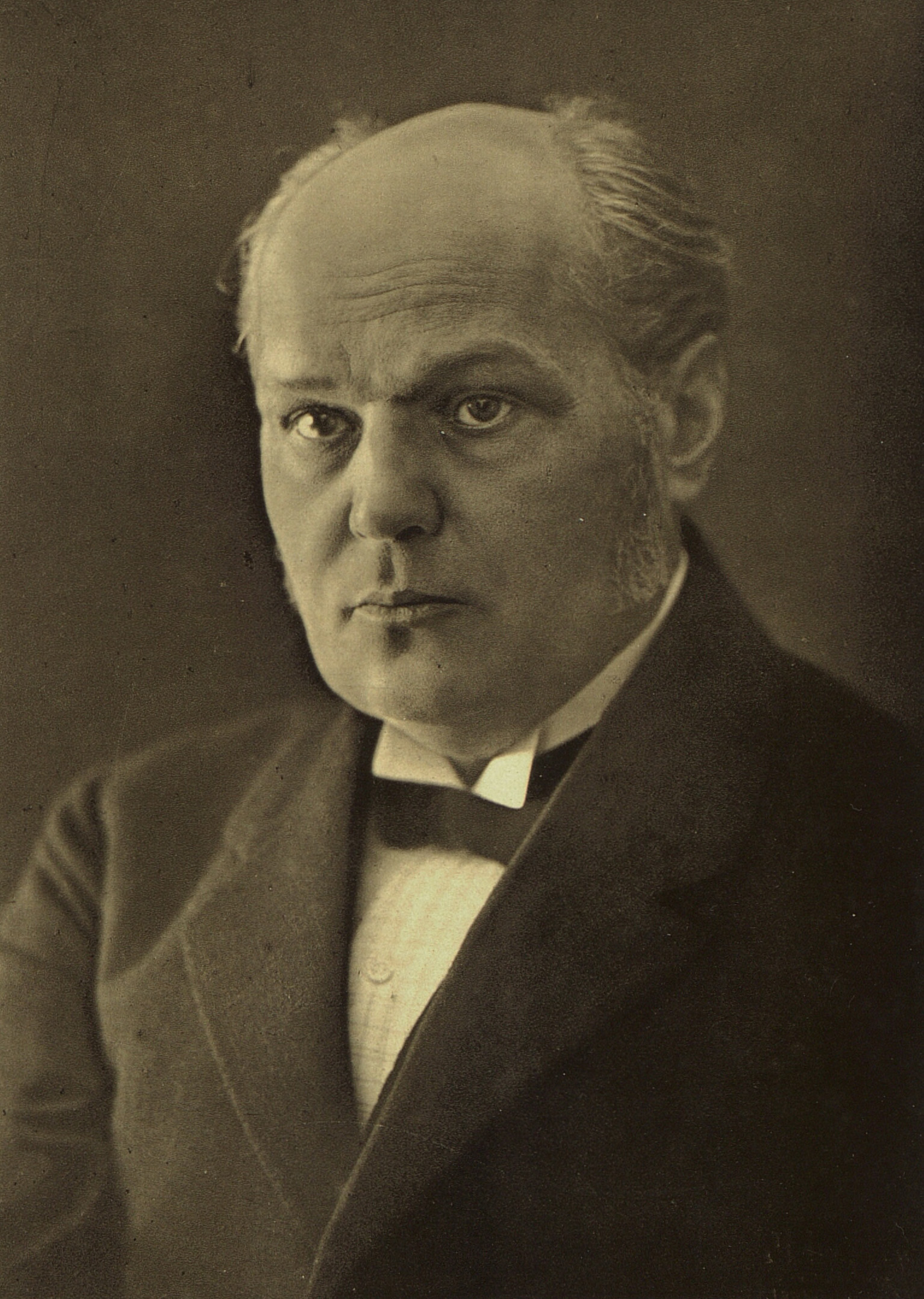
Premiér Antonín Švehla

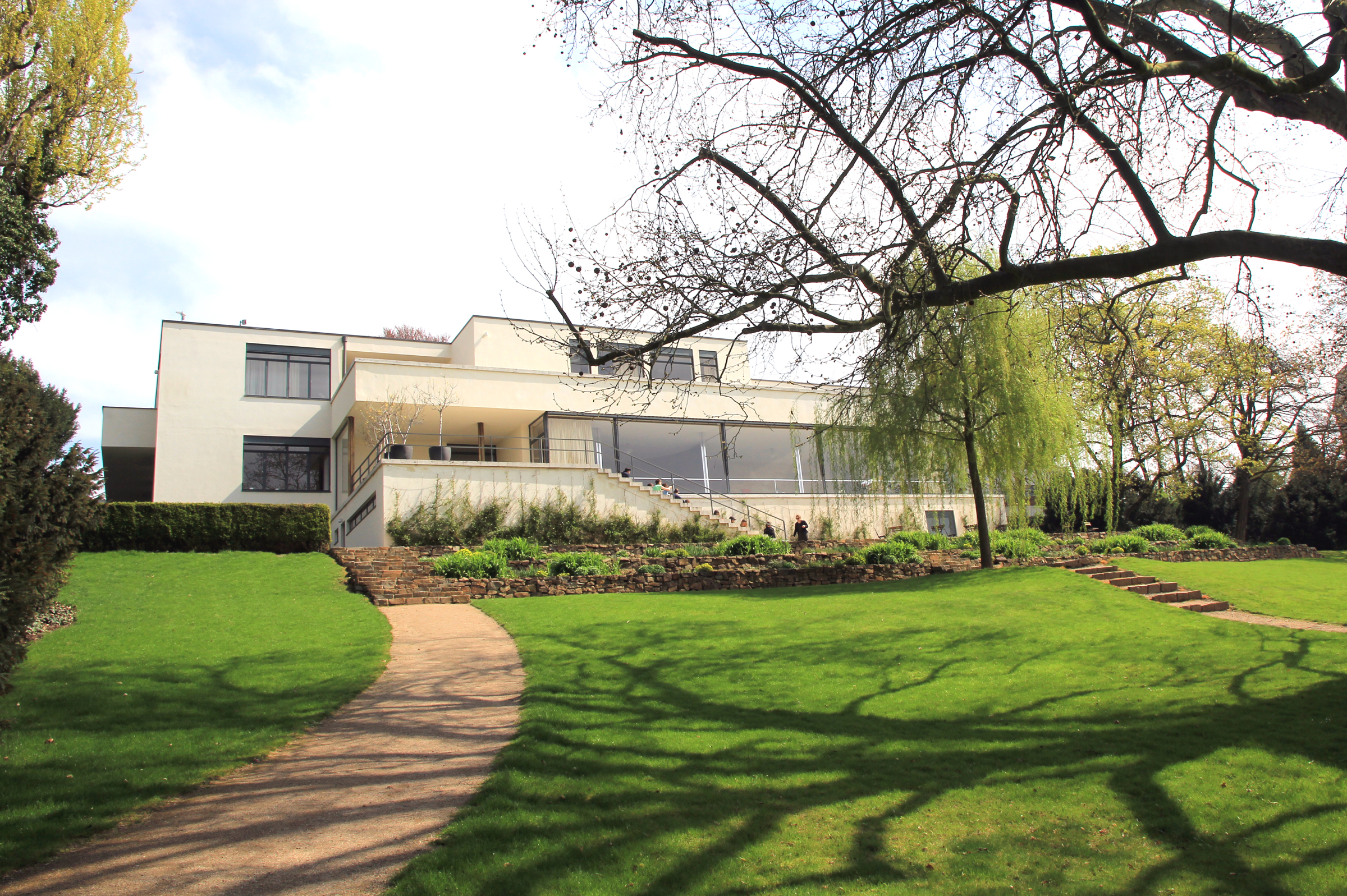
Brněnská Vila Tugendhat, symbol prvorepublikové architektury

Československá republika (ČSR) byla mnohonárodnostní stát. Kromě Slováků zde žily více než tři miliony Němců, dále Maďaři na Slovensku, Poláci v Českém Slezsku a Rusíni na Podkarpatské Rusi. Zakladatelé první republiky prosazovali čechoslovakismus, tedy vytvoření jediného národa z Čechů a Slováků, později se však slovenská reprezentace stále více vymezovala proti Čechům a čechoslovakismus se neujal. Čtrnáctimilionové a hospodářsky i kulturně vyspělé Československo bylo demokratický unitární stát, dělený na samosprávné země; zpočátku to byly Čechy, Morava, Slezsko, Slovensko a Podkarpatská Rus, roku 1928 bylo Slezsko spojeno s Moravou. Dvoukomorové Národní shromáždění bylo voleno poměrným systémem. Vlády se dosti často střídaly, ale celková politická linie zůstávala stabilní. Důležitá rozhodnutí totiž předem projednávali předsedové klíčových demokratických politických stran (tzv. Pětka), velkou váhu měla rovněž vůle prezidenta republiky. Tím byl do roku 1935 filosof a politik Tomáš Garrigue Masaryk, následoval diplomat a politik Edvard Beneš. Roku 1919 získaly ženy v Československu volební právo, v témže roce byla například zvolena první starostka, Anna Matoušková v obci Vědomice.
K důležitým demokratickým politickým stranám v českých zemích patřila středopravicová Republikánská strana zemědělského a malorolnického lidu, tzv. agrárníci, jejímiž čelnými představiteli byli Antonín Švehla a Rudolf Beran. Dále to byly pravicová nacionálně orientovaná Československá národní demokracie, zkráceně národní demokraté (Karel Kramář, Alois Rašín, Karel Engliš), středolevicoví národní socialisté (Edvard Beneš, Václav Klofáč), sociální demokraté (Vlastimil Tusar, Antonín Němec, Antonín Hampl) a lidovci (Jan Šrámek), kteří reprezentovali Čechy. Německy mluvící obyvatelé Československa často volili německé sociální demokraty (Ludwig Czech, Wenzel Jaksch) a později pronacistickou Sudetoněmeckou stranu (Konrad Henlein). Na české krajní pravici se nacházela fašizující uskupení kolem Radoly Gajdy a Jiřího Stříbrného, na krajní levici komunisté, později vedení Klementem Gottwaldem. Nejsilnější postavení si udržovali agrárníci, kteří povětšinou získali post premiéra (Antonín Švehla, František Udržal, Jan Malypetr, Milan Hodža). Těsně po válce kabinet vedl Karel Kramář a poté, až do rozštěpu uvnitř vlastní strany, Vlastimil Tusar. Občas musel nastoupit i úřednický kabinet, který vedl Jan Černý nebo Edvard Beneš, na samém sklonku republiky, v době ohrožení země, pak generál Jan Syrový.

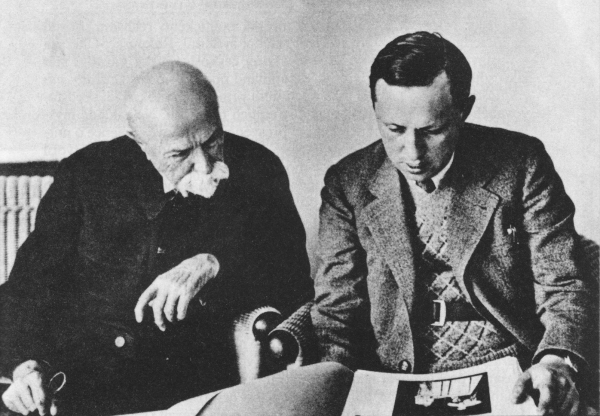
President T. G. Masaryk a spisovatel Karel Čapek

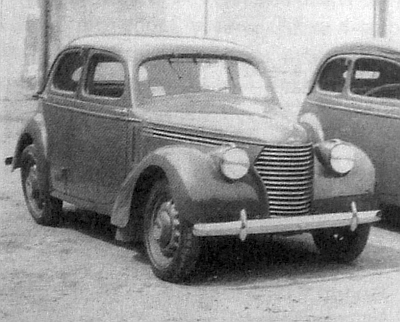
Škoda Popular

Na počátku Československo řešilo mimo jiné otázku svých hranic. Pohraničí obydlené Němci usilovalo o odtržení, a bylo proto obsazeno armádou, přičemž během několika ozbrojených zásahů umírali lidé. Maďarsko-československá válka se vedla o sporná území na východě, sedmidenní válka proti Polsku řešila hranice na Těšínsku. Špatné vztahy s důležitými sousedy i s vlastní německou menšinou pak trvaly až do druhé světové války a později pomohly nacistům ovládnout celý region.
Hospodářské dějiny Československa navazují na industrializaci, zahájenou již za Rakouska-Uherska. ČSR byla značně vyspělá (Škodovy závody v Plzni, Baťovy závody ve Zlíně, Vítkovické železárny v Ostravě, Huť Poldi v Kladně), přední místo měla zejména ve zbrojní a obuvnické výrobě. Symbolem pokroku v maloobchodě byly obchodní domy Brouk a Babka. V řadě chudších regionů však převažovala stále agrární výroba. V hospodářství měly důležitou roli banky, z nichž nejdůležitější byla Živnobanka vedená Jaroslavem Preissem. Roku 1919 položila měnová reforma ministra Aloise Rašína základy budoucímu růstu a dvacátá léta 20. století byla ekonomicky úspěšná. Ekonomiku závislou na exportu však těžce zasáhla velká hospodářská krize, jež byla v ČSR velmi vleklá a projevovala se po celá třicátá léta.

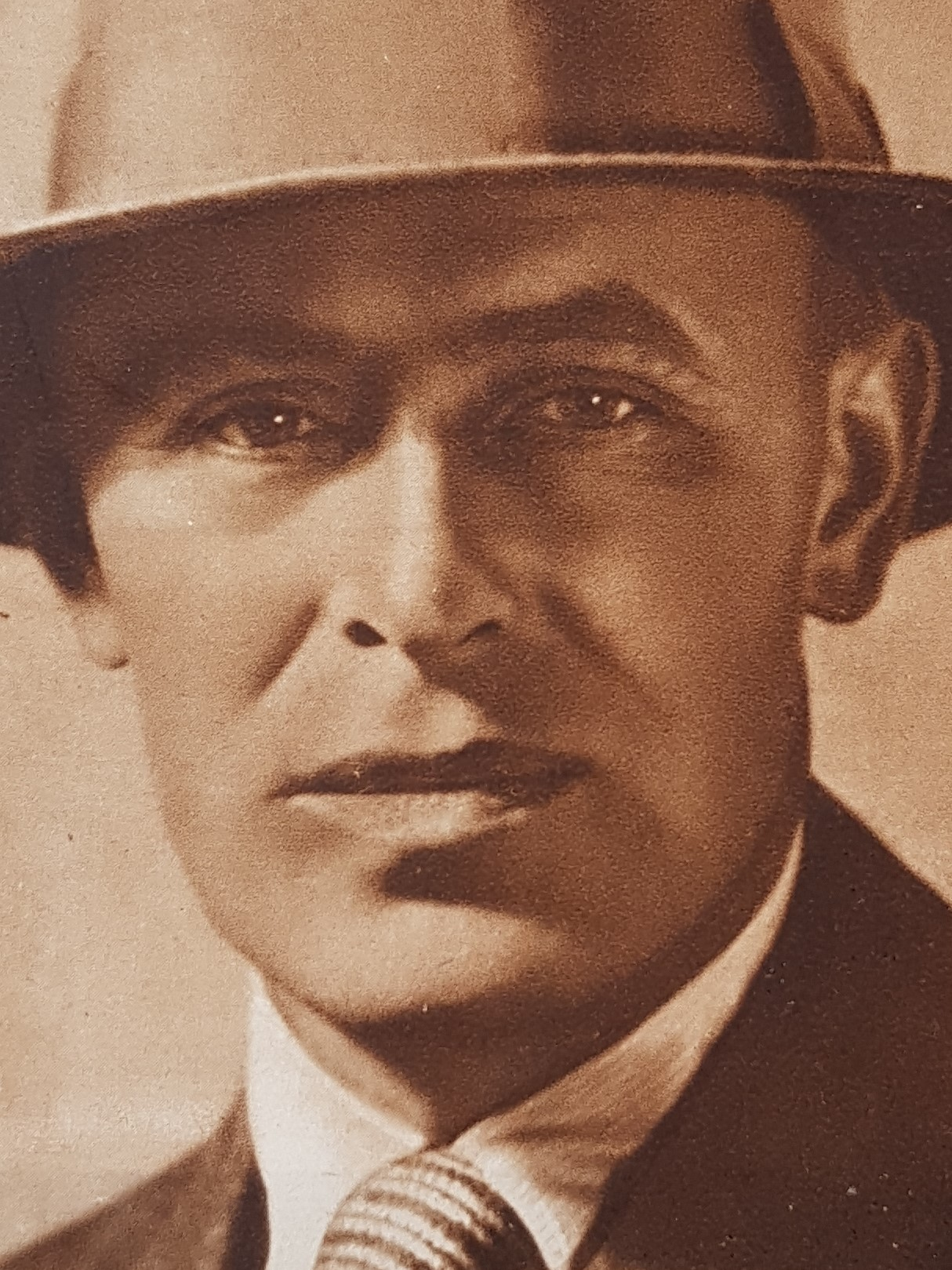
Spisovatel Vladislav Vančura

I za první republiky pokračoval kulturní vzestup země. Z nových vědeckých a pedagogických institucí nutno zmínit brněnskou Masarykovu univerzitu (založena 1919). Náboženský život byl poznamenán odklonem značného počtu zejména obyvatel Čech od římskokatolické církve. Z bývalých katolíků vznikla Církev československá vedená Karlem Farským a místní pravoslavná církev vedená Matějem Pavlíkem-Gorazdem. Obě toleranční protestantské konfese se v prosinci 1918 sloučily do Českobratrské církve evangelické.

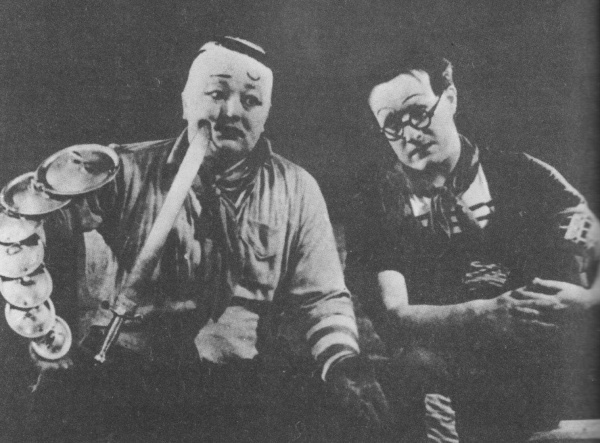
Herci Jan Werich a Jiří Voskovec

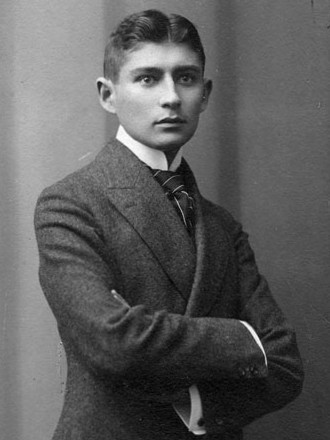
Pražský německy píšící židovský spisovatel Franz Kafka

#### Kultura a architektura
Silná byla levicová avantgarda, která se sdružila v organizaci zvané Devětsil. Ideově ho drželi kulturní teoretici Karel Teige a Bedřich Václavek. Z literátů zde byli Jaroslav Seifert, Vladislav Vančura, Vítězslav Nezval, Konstantin Biebl, František Halas, Jiří Wolker, Karel Konrád či Julius Fučík. Silná byla sekce divadelní, kam patřili režiséři Emil František Burian, Jiří Frejka a Jindřich Honzl, krom toho byli členy i zakladatelé avantgardního Osvobozeného divadla Jiří Voskovec a Jan Werich. Jediným hudebníkem v Devětsilu byl souputník V+W, jazzman Jaroslav Ježek. K přidruženým výtvarníkům patřili Adolf Hoffmeister, Jindřich Štyrský či Toyen, k architektům například Jaroslav Fragner. Avantgardisté z Devětsilu vytvořili i jediný vlivný umělecký směr, který vznikl u nás – poetismus, aby se pak ve 30. letech zhusta přihlásili k surrealismu . K levici lze počítat i básníka Petra Bezruče, komunistické spisovatele Ivana Olbrachta, Josefa Horu, Marii Majerovou, ale i Jaroslava Haška, autora legendárního Švejka, jemuž dal nezaměnitelnou výtvarnou podobu Josef Lada. Napravo od avantgardy stál „střed“ blízký Hradu a prezidentu Masarykovi – spisovatelé Karel Čapek, Karel Poláček, František Langer a Eduard Bass, historik Josef Šusta, teoretici umění František Xaver Šalda a Zdeněk Nejedlý (později se přiklonil ke komunismu), novinář Ferdinand Peroutka či filozof Emanuel Rádl. K pravici lze počítat nacionálně orientovaného básníka Viktora Dyka, historika Josefa Pekaře odmítajícího masarykovské pojetí českých dějin, či katolické konzervativce Jaroslava Durycha, Jakuba Demla, Jana Zahradníčka, Bohuslava Reynka, Václava Renče a Jana Čepa. Svébytnou skupinou byli autoři, kteří jsou někdy shrnováni pod pojem český expresionismus (Ladislav Klíma, Richard Weiner, Josef Váchal). K významným představitelům německy psané literatury patřili Franz Kafka, Rainer Maria Rilke, Franz Werfel, Max Brod či „zuřivý reportér“ Egon Erwin Kisch.

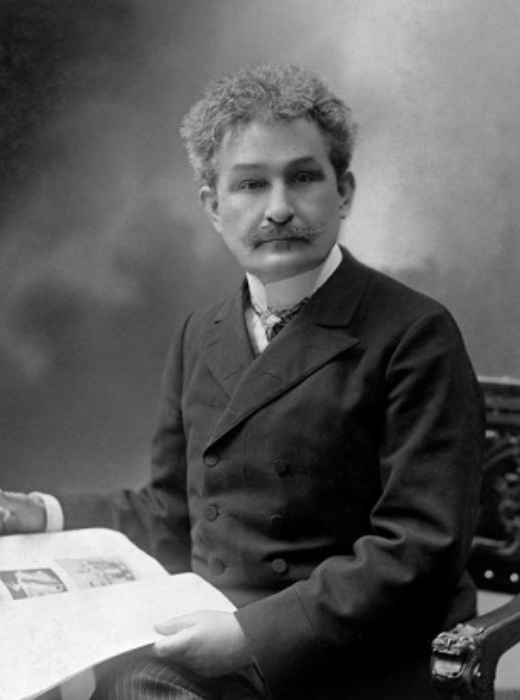
Hudební skladatel Leoš Janáček

Vrcholné tvůrčí období za první republiky prožili hudební skladatelé Leoš Janáček, Bohuslav Martinů (povětšinou ovšem působící mimo vlast), Josef Suk, Vítězslav Novák, Josef Bohuslav Foerster či Oskar Nedbal. Z mladé generace to byli Alois Hába, Erwín Schulhoff, Pavel Haas či Viktor Ulmann, z nichž tři posledně jmenovaní měli brzy doplatit na svůj „rasový původ“. K významným postavám prvorepublikové hudby patřil též houslista Jan Kubelík či dirigent Václav Talich.
První poštovní známky a bankovky nového státu tvořili malíři Max Švabinský a Alfons Mucha, klíčová postava výtvarné secese, v Praze tehdy učil i jeden z otců abstraktní malby František Kupka (jinak působící zejména ve Francii). Výtvarné umění reprezentovali též sochař Jan Štursa, fotograf František Drtikol či malíři Josef Čapek a Jan Zrzavý. Z plodného knižního ilustrátora se ve slavného malíře paleontologických rekonstrukcí vyvinul Zdeněk Burian. Kreslíř a spisovatel Ondřej Sekora v té době stvořil jednu z prvních českých pop-kulturních legend – Ferdu mravence.

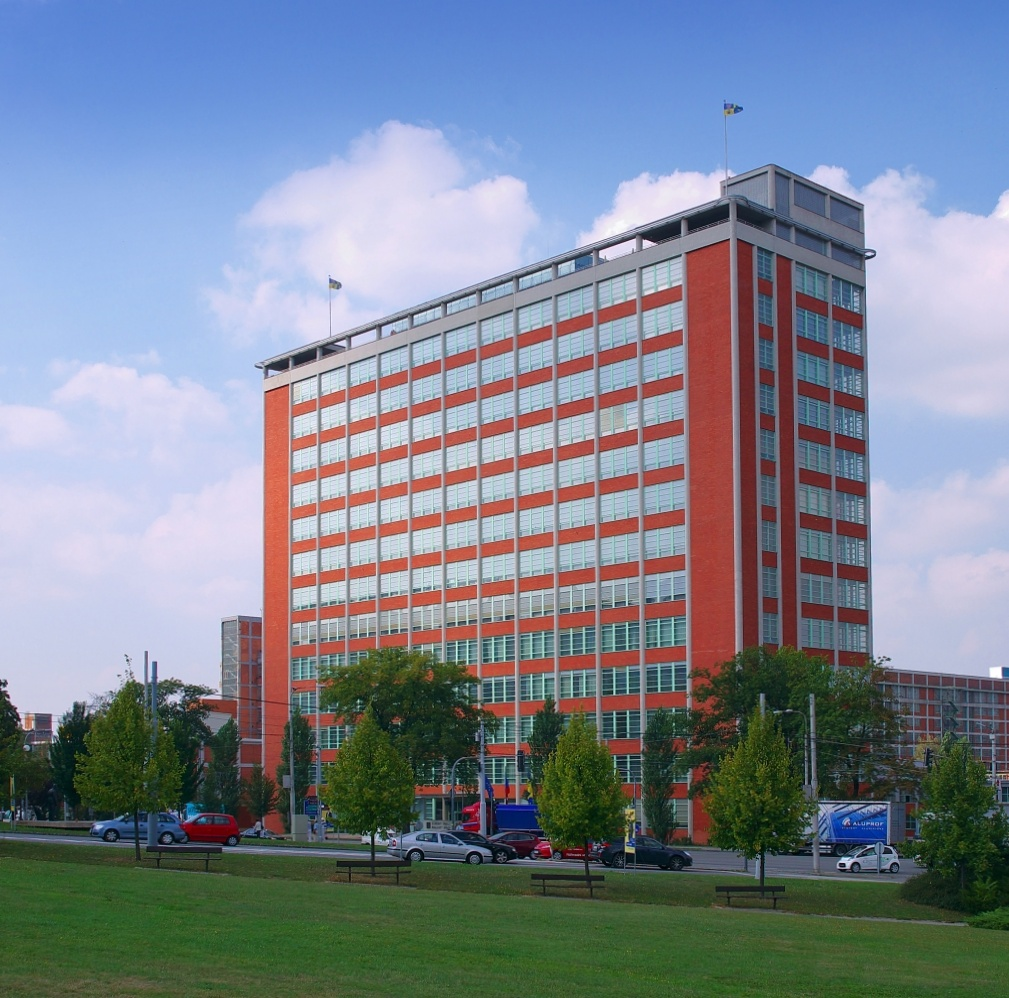
Funkcionalistický Baťův mrakodrap ve Zlíně

Architektura tíhla k funkcionalismu (Veletržní palác v Praze, Baťův mrakodrap ve Zlíně, Vila Tugendhat v Brně, Památník Tomáše Bati ve Zlíně), k jeho představitelům patřili Jan Kotěra a Josef Gočár. V Praze v té době pracoval i významný slovinský architekt Josip Plečnik (zejm. kostel Nejsvětějšího Srdce Páně na náměstí Jiřího z Poděbrad v Praze).

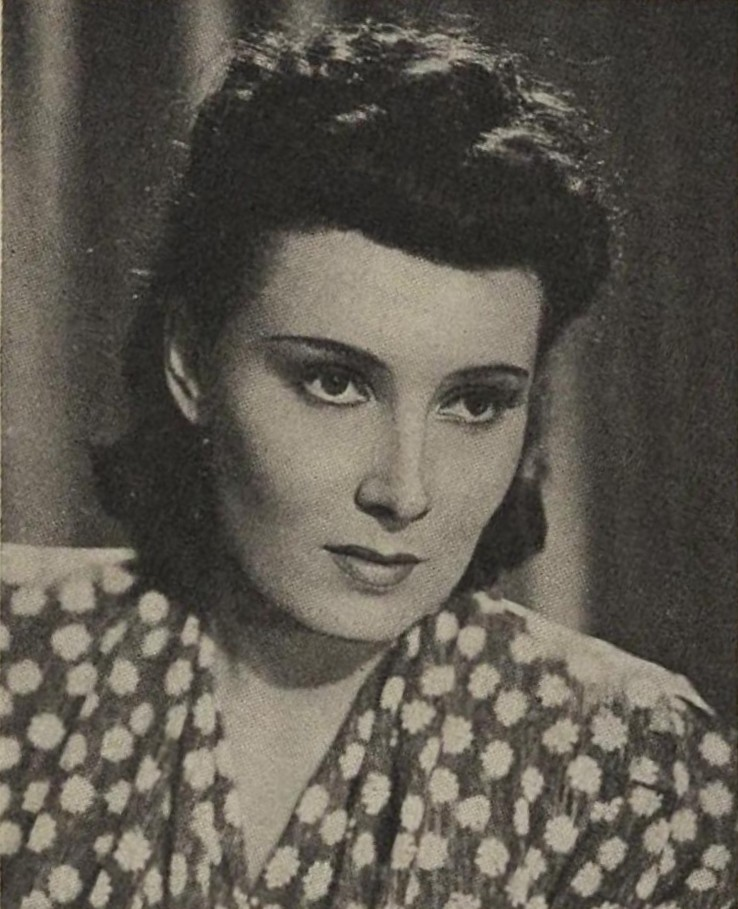
Herečka Lída Baarová

Prudce se rozvíjel film. Stavba barrandovské „továrny na sny“ začala roku 1931. Brzy vytvořila plejádu prvorepublikových hvězd: Adina Mandlová, Lída Baarová, Nataša Gollová, Oldřich Nový, Hugo Haas, Jaroslav Marvan, Ferenc Futurista, Vlasta Burian nebo hudebník R. A. Dvorský. K režisérům patřili Karel Lamač, Otakar Vávra či Martin Frič. Do Národního divadla se pokoušel moderní projev vnést režisér Karel Hugo Hilar, ve Vinohradském divadle mu na dálku oponoval Jaroslav Kvapil. Loutkář Josef Skupa vnesl do české kultury fenomén Spejbla a Hurvínka.
Šíření kultury a informací usnadnilo vysílání rozhlasu, zahájené roku 1923. Vycházelo množství periodik, vysokou úroveň měly například Lidové noviny či Přítomnost

#### Věda
Vědeckých úspěchů dosáhl orientalista Bedřich Hrozný, který rozluštil jazyk Chetitů, či v oblasti topologie matematik Eduard Čech. Archeolog Karel Absolon objevil proslulou Věstonickou venuši, botanik Alberto Vojtěch Frič řadu nových kaktusů. Dalším významným botanikem byl Karel Domin, archeologem pak Lubor Niederle. Technik Viktor Kaplan vynalezl nový druh turbíny. Mimořádný rozkvět zažívala jazykověda, v Praze se ustavil tzv. Pražský lingvistický kroužek (Vilém Mathesius, Roman Jakobson, Jan Mukařovský, Bohuslav Havránek, René Wellek), který prosazoval strukturalistický přístup k jazyku a světu.

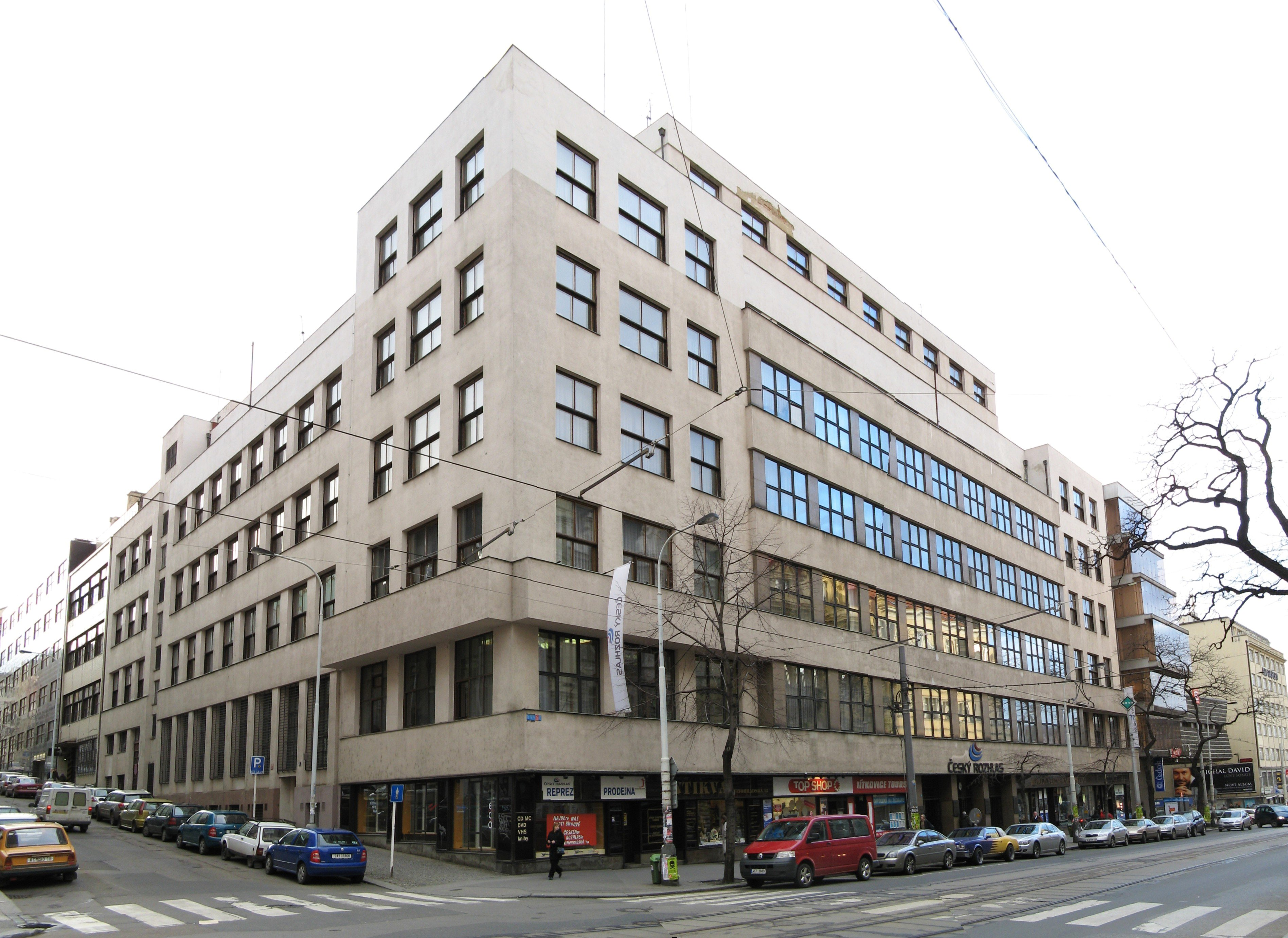
Budova Československého rozhlasu z roku 1933

#### Média
Média za první republiky se těšila velkému rozmachu i vlivu. Hlavní zpravodajskou agenturou byla Československá tisková kancelář. Noviny byly často vydávány některou politickou stranou či názorovým proudem, mezi nejvýznamnější patřily konzervativní Národní listy a Národní politika, liberální promasarykovské Lidové noviny (psal pro ně například Karel Čapek), sociálně demokratické Právo lidu, noviny Republikánské strany Venkov, časopis Přítomnost vydávaný Ferdinandem Peroutkou, komunistické Rudé právo, nebo bulvární Expres. Německá menšina vydávala Prager Tagblatt a Prager Presse, dále třeba Reichenberge Zeitung. Populární byly rovněž nejrůznější společenské časopisy. V roce 1923 vznikla první rozhlasová stanice, Radiojournal, která se později přetransformovala do polostátního Československého rozhlasu. Československo se tak stalo teprve druhou evropskou zemí s vlastním rozhlasem. V době první republiky započala tradice promítání krátkého přehledu zásadních domácích i světových událostí před začátkem filmu v kinech. Tyto krátké reportáže nesly název Československé filmové noviny.

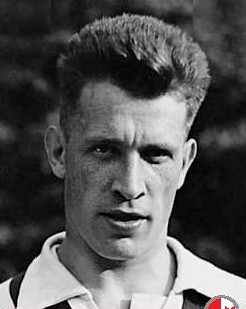
Fotbalista František Plánička

#### Sport
Rozvíjel se také sport, vynikající úroveň měli například fotbalisté, kteří roku 1934 přivezli stříbro z mistrovství světa (František Plánička, Oldřich Nejedlý, Antonín Puč), ale i hokejisté, kanoisté, stolní tenisté, atleti a zápasníci. První olympijské zlato pro ČSR získal sportovní gymnasta Bedřich Šupčík roku 1924. V činnosti pokračoval Sokol a další tělovýchovné organizace, rozvíjel se skaut, založený A. B. Svojsíkem již před vznikem ČSR, a jeho divočejší odnož tramping.

### Rozpad, okupace a poválečná obnova (1938–1948)

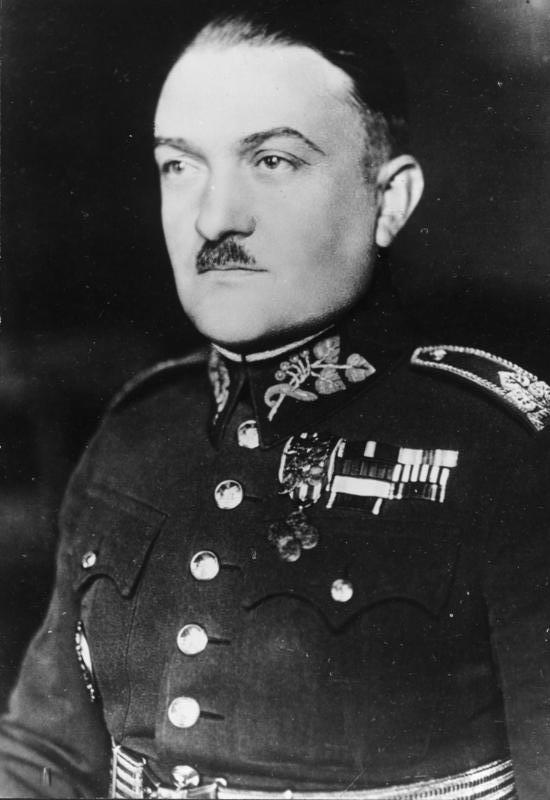
Protektorátní předseda vlády a odbojář Alois Eliáš

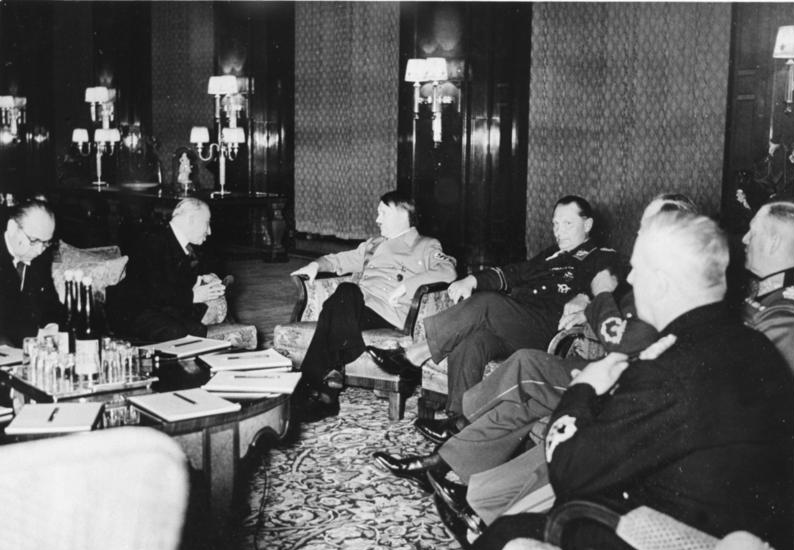
Prezident Emil Hácha, Adolf Hitler a Herman Göring v Berlíně, 14. až 15. březen 1939

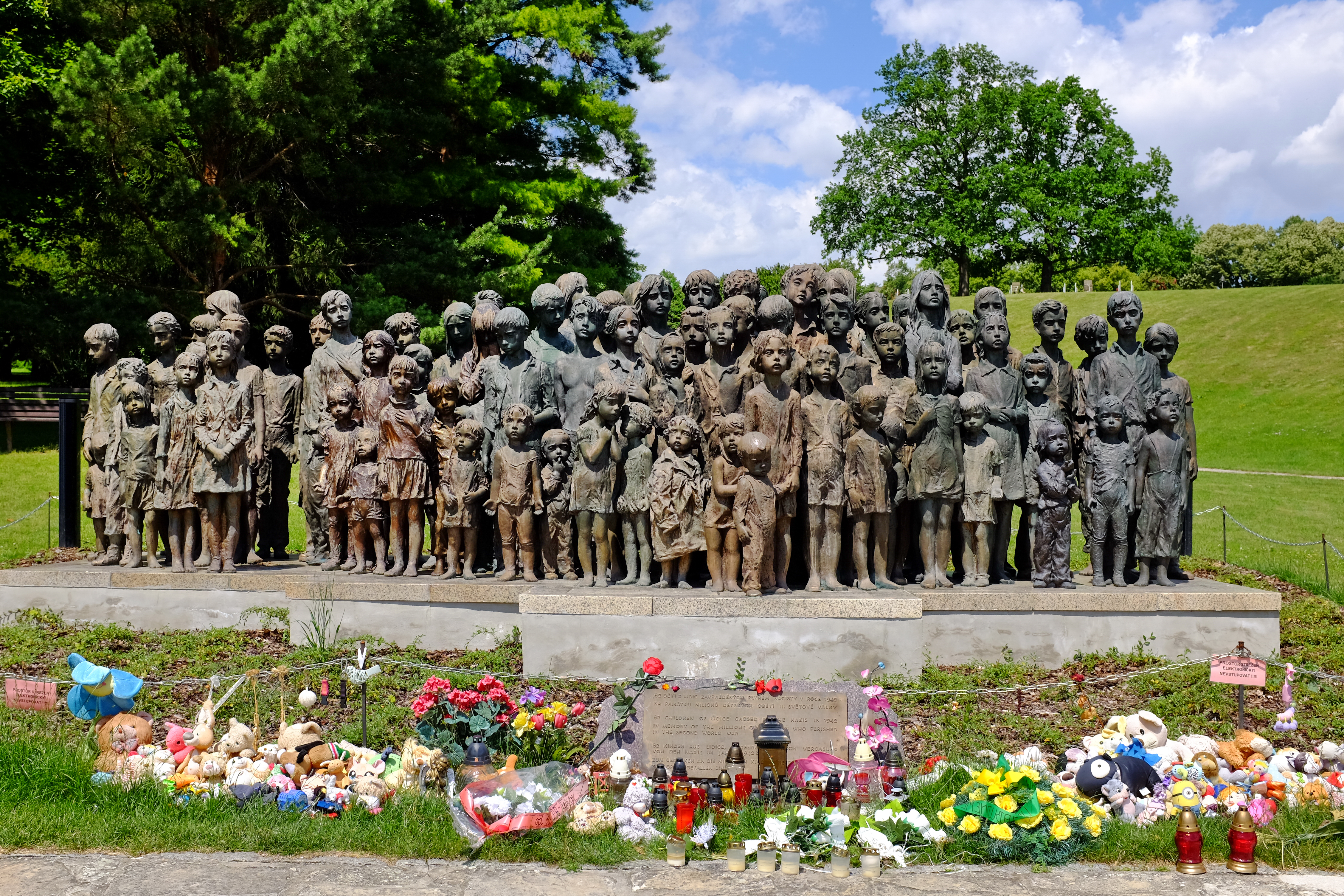
Památník 88 zavražděných lidických dětí. V souvislosti s vyhlazením Lidic bylo dohromady zavražděno 340 lidí.

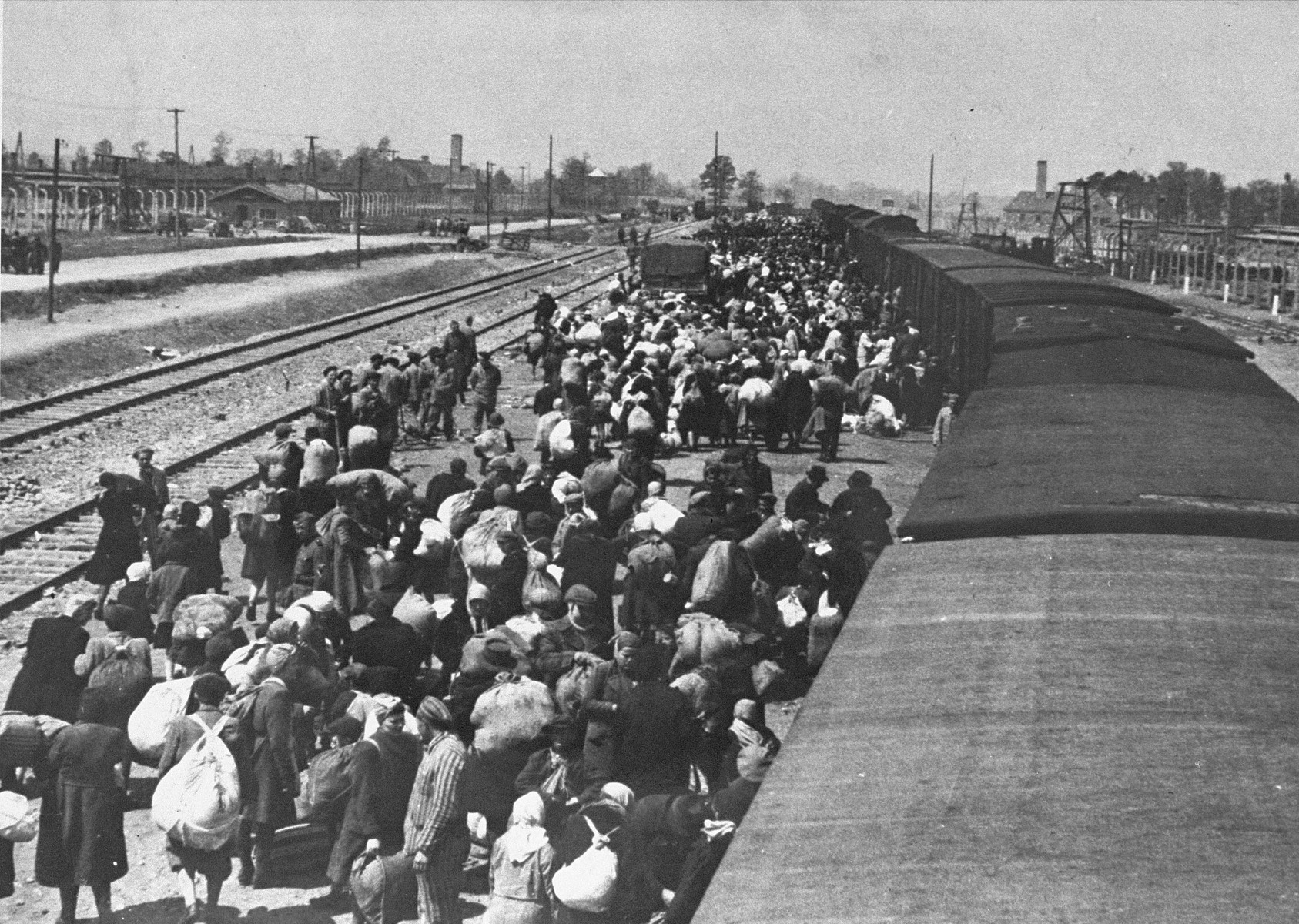
Deportovaní českoslovenští Židé z Podkarpatské Rusi, Osvětim, květen 1944

Československá diplomacie se opírala o západní státy, především Francii, a v regionu o spojenectví s Rumunskem a Jugoslávií zvané Malá dohoda. Po nástupu nacismu v Německu se radikalizovala většinová část německé menšiny v ČSR. Když Hitler v roce 1938 obsadil Rakousko, Československo zjevně bylo další na řadě. Nezachránilo ho ani urychlené zbrojení a budování pohraničního opevnění. Hitler žádal o odstoupení pohraničí. Představitelé Francie a Velké Británie chtěli zabránit hrozící válce, a tak Mnichovskou dohodou z 29. září 1938 přiznali pohraniční oblasti Čech a Moravy Německu. 30. září 1938 následovalo polské ultimátum a 2. října Polsko obsadilo a anektovalo východní část československé části Těšínska.
Následující tzv. Druhá republika se vyznačovala všeobecnou demoralizací, sklonem k autoritářství, útoky na elitu první republiky (zejména Karla Čapka) i počínající diskriminací Židů a Romů. Neměla však dlouhého trvání: již 15. března 1939 byl zbytek Čech a Moravy zabrán německým vojskem a byl vyhlášen Protektorát Čechy a Morava. Den předtím Slovensko vyhlásilo nezávislost a Maďarsko zabralo Podkarpatskou Rus a část jižního Slovenska. Prezidentem druhé republiky a pak protektorátu byl někdejší předseda Nejvyššího soudu Emil Hácha, nejvyšší moc v protektorátu měli reprezentanti nacistického Německa (postupně Konstantin von Neurath, Reinhard Heydrich a Karl Hermann Frank).
1. září 1939 Hitler napadl Polsko a vypukla druhá světová válka. Ještě před tím odešla z Československa první vlna emigrace. V roce 1940 bylo v Londýně Edvardem Benešem ustanoveno Prozatímní státní zřízení, tedy exilová vláda. Československá zahraniční vojska pak bojovala na straně Spojenců (např. v bitvě o Británii). Centrum komunistického zahraničního odboje sídlilo v Moskvě. V jeho čele stáli Klement Gottwald a Rudolf Slánský. Československý odboj usiloval o porážku nacismu a obnovení Československa. Významnými organizacemi domácího odboje byli Obrana národa a Ústřední vedení odboje domácího, ke známým osobnostem patří později popravený předseda vlády Alois Eliáš či takzvaní Tři králové (Josef Balbán, Josef Mašín a Václav Morávek). Největším úspěchem odboje bylo zabití Reinharda Heydricha, jenž zemřel 4. června 1942 po útoku v Británii vycvičených parašutistů Jana Kubiše a Jozefa Gabčíka (operace Anthropoid). Nacisté poté rozpoutali brutální odvetu, tzv. heydrichiádu; mimo jiné byly tehdy zlikvidovány vesnice Lidice a Ležáky.

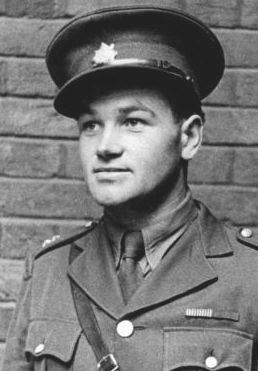
Jan Kubiš, spolu s Jozefem Gabčíkem provedl atentát na Reinharda Heydricha

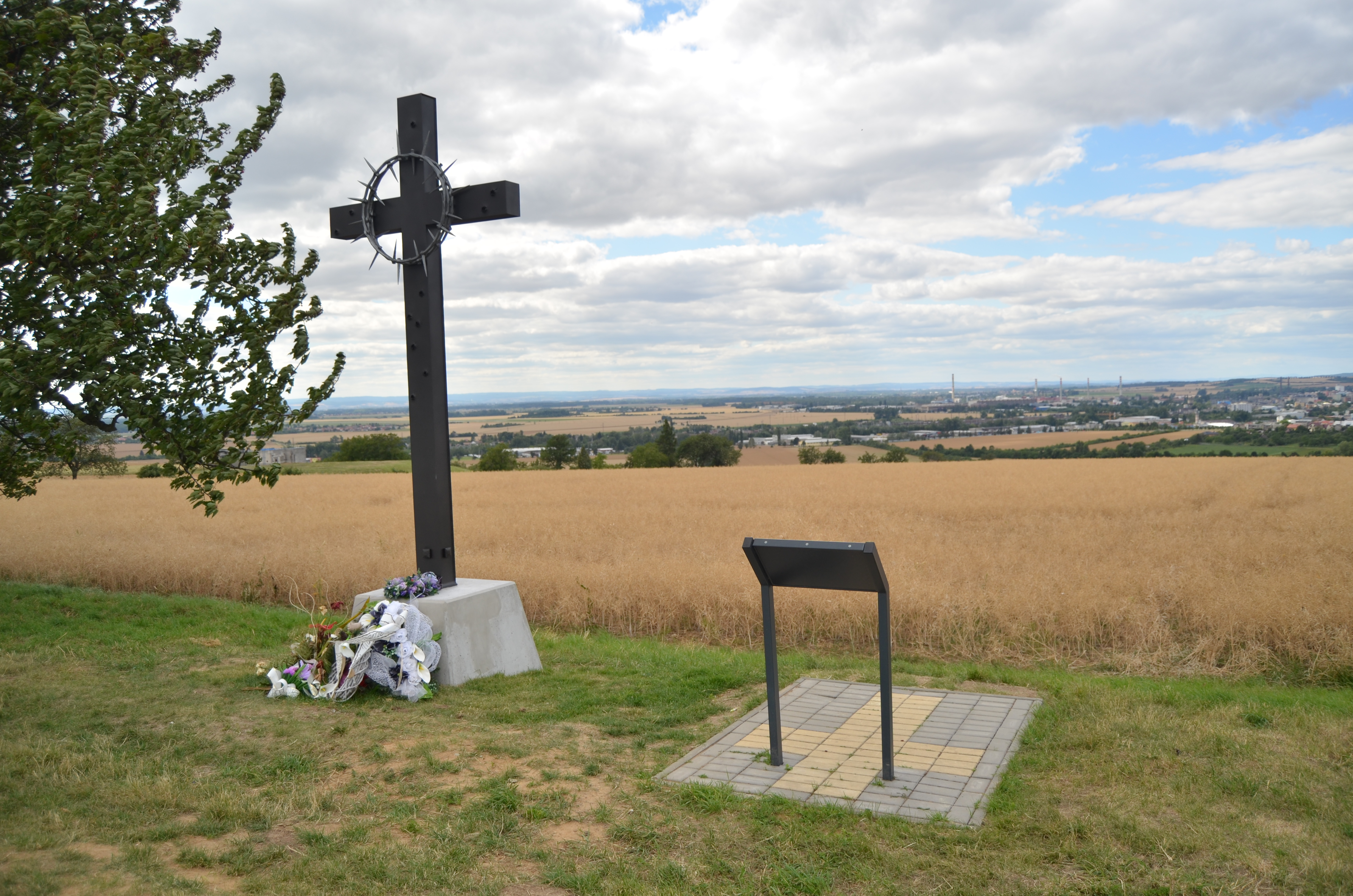
Kříž připomínající 265 obětí tzv. masakru na Švédských šancích u obce Horní Moštěnice, ke kterému došlo v červnu 1945

Kromě odbojářů a českých elit nacistická okupace nejhůře postihla Židy a Romy. Celkový počet obětí nacistického Německa v Československu se odhaduje na 350 tisíc, z toho asi 270 tisíc Židů. Mezi známými oběťmi nacismu v Česku jsou spisovatel Vladislav Vančura, malíř Josef Čapek, skladatel Hans Krása, atlet Evžen Rošický, biskup Gorazd, šlechtic a novinář Zdeněk Bořek Dohalský, jeho bratr, kněz Antonín Bořek Dohalský, někdejší Masarykův kancléř a politik Přemysl Šámal, písničkář Karel Hašler, podnikatel Emil Kolben, kreslíř Petr Ginz, novinářka Milena Jesenská, nebo feministka Františka Plamínková. Řada dalších českých Židů, Romů a odpůrců nacismu byla vězněna v koncentračních táborech, (například spisovatel a novinář Arnošt Lustig, herec Miloš Kopecký, herec Oldřich Nový, pozdější arcibiskup pražský Josef Beran, pozdější biskup litoměřický Štěpán Trochta, právnička a politička Milada Horáková, politik Petr Zenkl, šlechtic Jindřich Schwarzenberg, novinář Ferdinand Peroutka, pozdější politik a sociolog Fedor Gál nebo spisovatel a novinář Ivan Klíma) či jim byly zabaveny majetky, což se týkalo židovských a romských rodin nebo například většiny českých šlechtických rodů.
Na území Slovenska roku 1944 proběhlo protifašistické Slovenské národní povstání, jež bylo ovšem potlačeno. Po karpatsko-dukelské operaci zahájené v říjnu 1944 začalo v lednu 1945 osvobozování Slovenska, na němž se výrazně podílel i 1. československý armádní sbor vedený Ludvíkem Svobodou. V dubnu probíhaly těžké boje ve dvou směrech na jihovýchodní Moravě a na Ostravsku. 1. května propuklo v Přerově povstání, které se již následující den přeneslo i do dalších českých a moravských měst a přerostlo v květnové povstání českého lidu. Ze západu se na české území probíjela americká armáda, jež osvobodila Plzeň. 5. května 1945 propuklo Pražské povstání i v hlavním městě. 9. května 1945 byla Praha osvobozena sovětskými vojsky, čímž fakticky skončila druhá světová válka v Evropě. Až na závěrečnou fázi války zůstalo české území ušetřeno větších bojů, výjimkou byly nálety Spojenců na některé továrny. Ze strany Rudé armády a sovětských tajných služeb docházelo po válce k vyhledávání Sovětům nepohodlných osob a jejich následnému nezákonnému zavlečení do sovětských gulagů. Často se jednalo o někdejší ruské prodemokratické emigranty, nejznámějším příkladem je československý armádní generál a legionář Sergej Vojcechovský. Podobným způsobem bylo z Českých zemí nezákonně odvlečeno asi 500 lidí. Sovětská armáda se v některých případech rovněž dopouštěla násilností, zejména na ženách.
Válka skončila vítězstvím spojenců a Československo bylo obnoveno, i když Podkarpatská Rus byla přičleněna k Sovětskému svazu. Tři miliony obyvatel německé národnosti byly se souhlasem spojenců na základě Benešových dekretů brzy po válce vysídleny do Německa a Rakouska, mnohdy bez ohledu na jejich postoje během války. Mezi významnými osobnostmi, které musely tímto způsobem nuceně opustit Československo, byli například šlechtic, spisovatel, politik a zakladatel Panevropské unie Richard Coudenhove-Kalergi, automobilový konstruktér Hans Ledwinka, podnikatel, bankéř a diplomat Hanuš Ringhoffer, šlechtic Albert Thurn-Taxis, spisovatel Otfried Preußler, ilustrátor a designer Heinz Edelmann, politik Wenzel Jaksch, šlechtic a pozdější duchovní Angelus Waldstein, pozdější fotbalista Sigfried Held, pozdější německý politik Peter Glotz, či šlechtic a pozdější vídeňský arcibiskup Christoph Schönborn. Za i podle tehdejších zákonů kontroverzní je dodnes považováno vztažení Benešových dekretů na knížecí rod Lichtenštejnů. Ze strany Čechů po válce mnohdy docházelo (především během první, spontánní fáze odsunu) k nelidskému zacházení s Němci, což často tolerovaly či přímo podporovaly i státní orgány. Příkladem je „brněnský pochod smrti“, postoloprtský masakr, ústecký masakr, masakr na Švédských šancích a mnohé další. Podle odhadu česko-německé komise historiků během násilného odsunu přišlo o život 19 000 až 30 000 Němců. Dekretem prezidenta republiky byli viníci těchto násilností zbaveni veškeré odpovědnosti, což se stalo zejména po pádu komunismu předmětem kritiky. Vysídlení původních obyvatel se rovněž stalo příčinou značných hospodářských problémů v oblasti Sudet a vedlo ke zničení řady kulturně a historicky cenných lokalit.

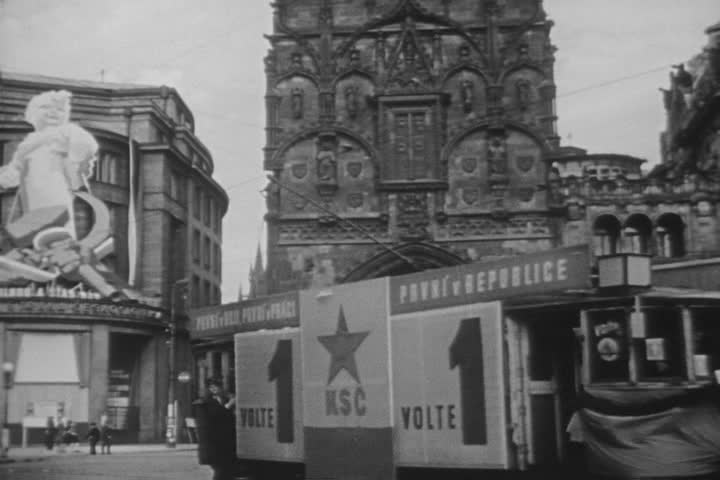
Volební kampaň KSČ v roce 1946

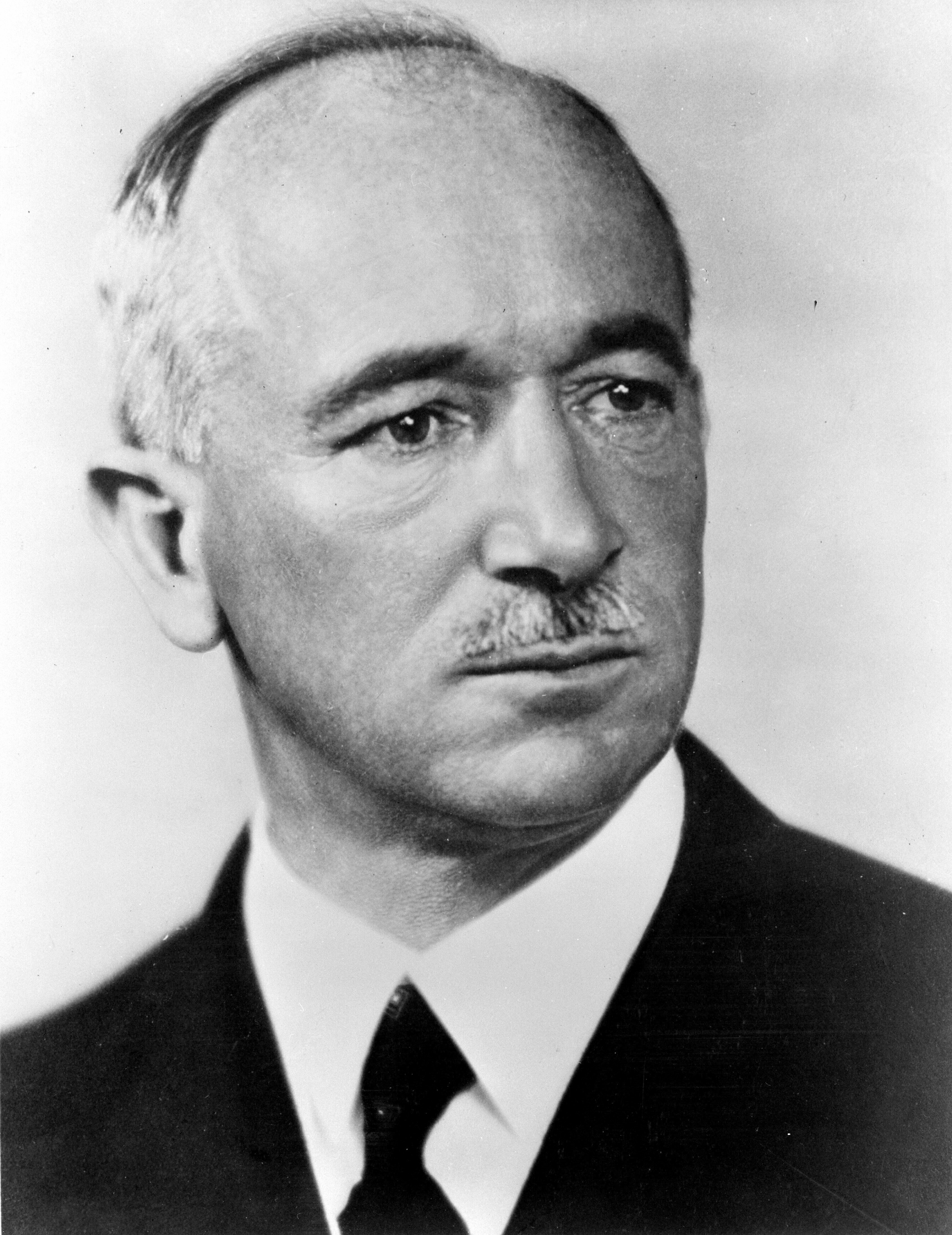
Prezident Edvard Beneš

Poválečná třetí Československá republika (květen 1945 – únor 1948) byla závislá na Sovětském svazu a společnost byla silně prosovětská. Nepodařilo se obnovit prvorepublikovou demokracii a styl vlády byl spíše autoritářský. Příkladem nedemokratických praktik třetí republiky bylo například pronásledování a věznění Benešových politických oponentů či protiústavní zabavení majetku antinacisty Adolfa Schwarzenberga na základě zákona "Lex Schwarzenberg" z roku 1947. Na základě tzv. Košického vládního programu (tedy dohod ještě z válečných časů) byl původní systém mnoha politických stran zredukován, takže nakonec existovaly v českých zemích jen čtyři levicové a středové strany. V polodemokratických volbách roku 1946 zvítězila v Českých zemích KSČ, jejíž vůdce Klement Gottwald se stal předsedou vlády. Na Slovensku zvítězila Demokratická strana, která navzdory volebnímu výsledku začala být ignorována a postupně likvidována. Jedněmi z mála politiků hlásících se alespoň formálně k demokracii, kteří si zachovali výrazný vliv i popularitu, byli prezident Edvard Beneš a ministr zahraničí Jan Masaryk. Nárůstu komunistické moci však nedokázali bránit. Komunisté začali provádět reformy, které zemi přiblížily k odstranění soukromého vlastnictví a zajištění monopolu moci. Už v říjnu 1945 byly znárodněny velké průmyslové podniky, banky a pojišťovny. K 1. březnu 1947 bylo znárodněno více než 3000 podniků, v nichž pracovalo 61 % zaměstnanců průmyslu. Také v zemědělství došlo v tomto období k velkým vlastnickým změnám, když byly provedeny dvě pozemkové reformy. Třetí, která byla v té době už plánovaná, byla uskutečněna až po únoru 1948.

#### Kultura
V obtížných válečných a poválečných letech nadále vznikala kulturní díla. Do pokladnice populární kultury vstoupily mnohé klasické filmové komedie (Kristián, Přednosta stanice aj.), spisovatel literatury pro mládež Jaroslav Foglar do ní vložil své Rychlé šípy, humorista Zdeněk Jirotka pak postavu Saturnina – v lehkém románku, z něhož doslova čišela nostalgie po starých předválečných časech. Vyšší kulturu obohatili například romanopisci Karel Schulz a Jaroslav Havlíček, fotograf Josef Sudek nebo básník Jiří Orten. Ač ve stínu zvrácené stránky moderního a technického světa, k jeho stránce světlé se v té době přihlásili umělci Skupiny 42 (teoretik Jindřich Chalupecký, básníci Jiří Kolář, Josef Kainar, Ivan Blatný či výtvarník Kamil Lhoták), druhou vlnu surrealismu představovala Skupina Ra (Ludvík Kundera). Krátce po válce také vznikly dva kulturní podniky, jejichž význam v čase neklesá – hudební festival Pražské jaro a filmový festival v Karlových Varech. Vrchol své kariéry prožíval fenomenální fotbalista Josef Bican – ovšem právě v době, kdy mu okolnosti zabránily stát se hvězdou mezinárodní.

#### Média

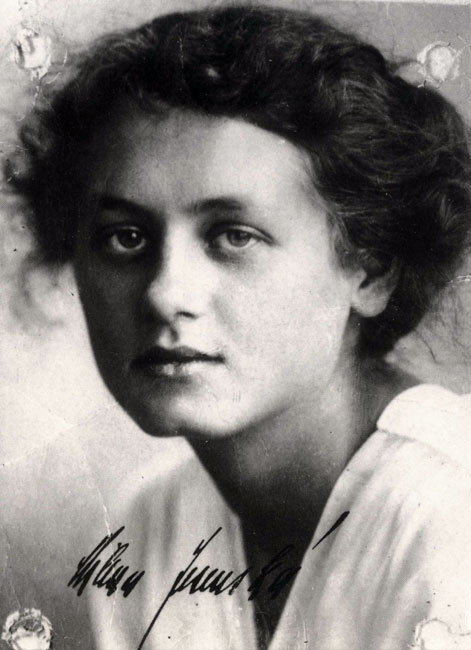
Milena Jesenská, překladatelka, novinářka a jedna z obětí nacismu

V době nacistické diktatury byla média pod dohledem přísné cenzury a sloužila nacistické propagandě. Významnými deníky byl prvorepublikový pravicový Venkov nebo levicovější Právo lidu (později přejmenované na Národní práce), zachovány byly i Lidové noviny, České slovo nebo časopis Přítomnost. Velká část prvorepublikových novinářů byla perzekvována, například Milena Jesenská byla popravena, Ferdinand Peroutka byl vězněn v koncentračním táboře. Vznikly i vyloženě nacistické tiskoviny, například Árijský boj. Pod dohledem okupantů byl i Český rozhlas nebo filmový týdeník. Posloucháno bylo nelegální zahraniční svobodné vysílání, zejména české vysílání BBC. Za poslech zahraničních stanic hrozila smrt.
Po ukončení 2. světové války byla většina tiskovin obnovena v původních názvech, část byla zrušena po roce 1948. V době takzvané třetí republiky byla média svobodná jen částečně. Německá média byla zrušena. Český rozhlas byl opět spojen se Slovenským.

### Komunistický režim (1948–1989)
V únoru 1948 převratem uchopili moc komunisté, kteří zemi začlenili do sovětského bloku. Následovala druhá vlna emigrace na Západ. Po Benešově demisi se prezidentem stal Klement Gottwald (zemřel 1953), následovali další komunisté Antonín Zápotocký (zemřel 1957), Antonín Novotný (odstoupil 1968), Ludvík Svoboda (odvolán 1975) a Gustáv Husák (odstoupil 1989).

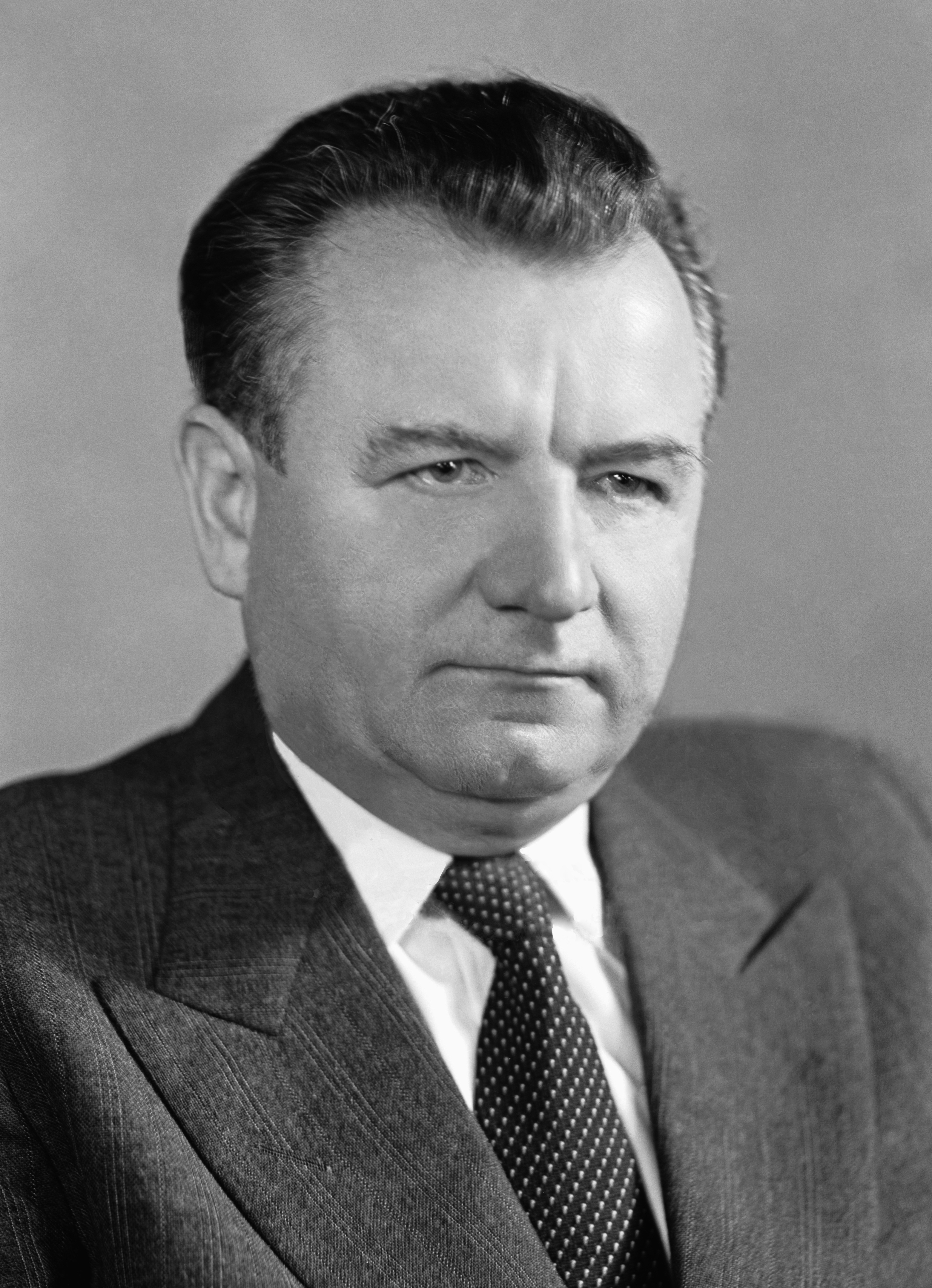
Prezident a vůdce KSČ Klement Gottwald

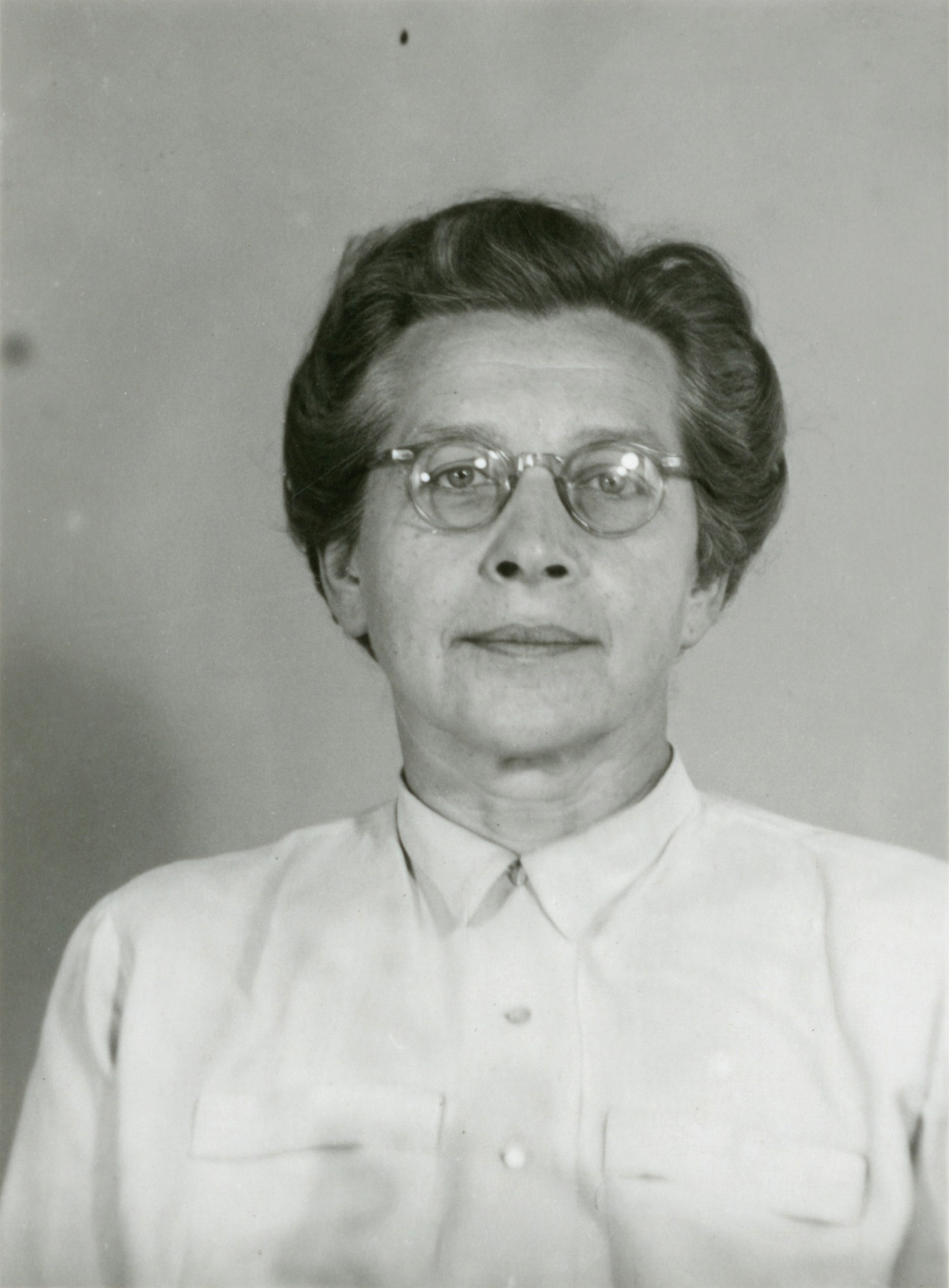
Milada Horáková, jedna z mnoha obětí komunismu, fotografie pořízena po jejím zatčení

Komunistický režim v Československu byl autoritativní, často bývá charakterizován jako totalitní. Volby probíhaly, na výběr byla však pouze jediná kandidátka: komunisty řízená koalice Národní fronta. Parlamenty, vlády i vedení podniků byly podřízeny rozhodnutím komunistické strany, jež pomocí systému nomenklatury řídila obsazování důležitých pozic. Občanům byly zákonem zaručeny některé sociální jistoty (mnohdy pouze teoreticky), na druhou stranu byla omezena základní lidská práva a svobody. Byla uplatňována cenzura a po projevech odporu slídila tajná Státní bezpečnost. Teror byl nejtvrdší do poloviny 50. let, pokračoval však po celou dobu trvání režimu. Mezi jeho oběti patří politička Milada Horáková, kněz Josef Toufar, generál Heliodor Píka, matka protikomunistických odbojářů Zdena Mašínová, protinacistický odbojář a příslušník zahraničního odboje Květoslav Prokeš, básník Jan Zahradníček, spisovatel a novinář Vladimír Sís, někdejší předseda ČSSD a ministr průmyslu Bohumil Laušman, kardinál Štěpán Trochta, filosof Jan Patočka, disident Pavel Wonka nebo komunistický pohlavár Rudolf Slánský. Řada odpůrců komunismu byla vězněna, příkladem je bývalý československý exilový premiér a zakladatel lidové strany Jan Šrámek, generál a někdejší československý premiér Jan Syrový, hlavní velitel pražského povstání Karel Kutlvašr, generál a stíhací pilot RAF František Fajtl, letec RAF Otakar Černý, protinacistický odbojář Pravomil Reichl, šlechtic a podnikatel Josef Kinský, skautský činovník Karel Skála, herečka Jiřina Štěpničková, spisovatel Jiří Stránský, československý reprezentant v hokeji Bohumil Modrý, řeholní sestra Chrysostoma Aloisie Tyralíková, dramatik a pozdější prezident Václav Havel, socioložka Jiřina Šiklová, spisovatelka Eva Kantůrková, novinář Petr Uhl, novinář a pozdější ministr vnitra Jan Ruml, psycholožka Dana Němcová, filosof Jiří Němec, básník a hudebník Ivan Martin Jirous, pozdější ombudsmanka Anna Šabatová a mnozí další. Obětí komunismu bylo, včetně popravených, zastřelených na hranicích či zemřelých v pracovních táborech přes 7 tisíc.
Naprostá většina ekonomiky byla komunisty buď znárodněna (státní podniky) nebo nuceně kolektivizována. Zabrány byly rozsáhlé majetky aristokracie, církví, inteligence a podnikatelů, ale i selských rodů a drobných vlastníků půdy. Tito lidé byli mnohdy následně pronásledováni, vězněni, či jim bylo znemožňováno studium a zastávání některých zaměstnání. Zabrané majetky byly mnohdy státem špatně spravovány, rozkrádány či ničeny, v důsledku čehož byla zlikvidována řada úspěšných podniků a poničena či zničena řada kulturních památek. Kolektivizace zemědělství, zvláště pak jeden z průvodních jevů, zcelování lánů, přinesla i nenávratné poničení přírody, zvýšení půdní eroze, úbytek některých druhů živočichů, či naopak přemnožení živočichů jiných (např. hrabošů). Plánovaná ekonomika byla zavedena již za třetí republiky (Dvouletý hospodářský plán 1947–1948), během komunistického režimu se plánovalo po pětiletkách. Nedostatečná kvalita řízení se projevila omezenou kvalitou výroby, poklesem konkurenceschopnosti a pomalým růstem životní úrovně. Důraz se kladl na těžký průmysl a kvalita služeb stála v pozadí. Přesto se od 60. let začala formovat konzumní společnost, která se v hrubých rysech neodlišovala svými aspiracemi a převažujícím životním stylem od společností západních.
K 1. lednu 1949 byly zrušeny samosprávné země a vznikly kraje. V roce 1960 byl novou ústavou název státu změněn na Československá socialistická republika (ČSSR), současně došlo k další správní reformě, jíž se redukoval počet krajů. Od 1. ledna 1969 vstoupila v platnost federalizace Československa. Jako jeden ze dvou federálních států vznikla Česká socialistická republika, přímý předchůdce současné České republiky.
Roku 1953 zahájila vysílání Československá televize. Zpočátku vysílala na jednom programu, počátkem 70. let byl přidán i program druhý.

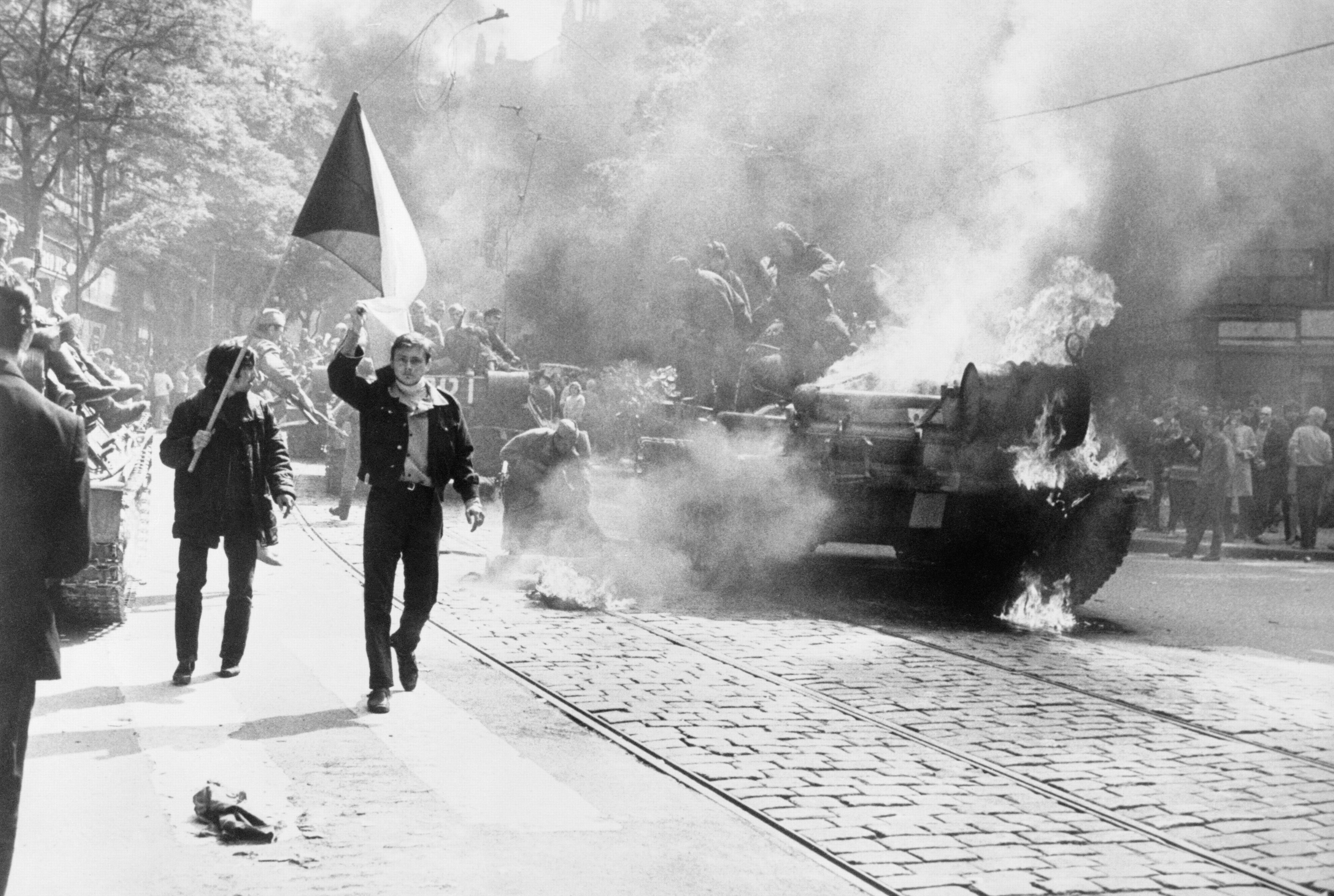
Invaze vojsk Varšavské smlouvy do Československa roku 1968

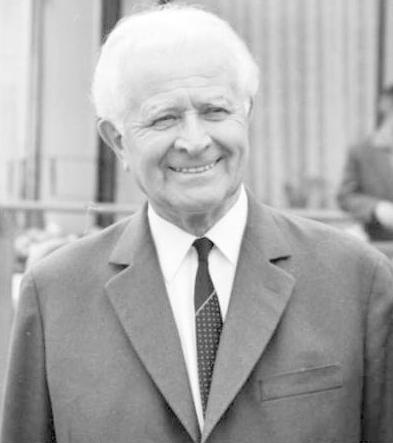
Prezident a někdejší generál Ludvík Svoboda, jehož do prezidentského křesla vynesl demokratizační proces Pražského jara

V 60. letech proběhl liberalizační proces. Ten vyvrcholil roku 1968 událostmi známými jako pražské jaro. Politici jako Alexander Dubček, Josef Smrkovský, Zdeněk Mlynář či Oldřich Černík mluvili o konceptu tzv. socialismu s lidskou tváří. Jimi ovládnutý ústřední výbor KSČ zformuloval reformní Akční program. Ekonom Ota Šik připravil ekonomickou reformu, která chtěla skloubit volný trh s centrálně řízenou ekonomikou. Občanská společnost proces podpořila peticí Dva tisíce slov, kterou zformuloval spisovatel Ludvík Vaculík. Marxističtí filozofové Eduard Goldstücker či Karel Kosík vytvářeli jakési ideové zázemí procesu. Reformní hnutí však bylo poraženo vojenským zásahem států Varšavské smlouvy 21. srpna 1968; Československo zůstalo okupováno sovětskou armádou až do roku 1991. Po invazi emigrovalo mnoho především vzdělaných lidí, což ještě zhoršilo hospodářské zaostávání ČSSR. Režim na to reagoval zavřením hranic a velkorysou podporou porodnosti – výsledkem byl „baby boom“ a tzv. generace Husákových dětí.
Po invazi následovalo dvacetileté období takzvané normalizace. Společnost se přes burcující sebeupálení Jana Palacha a Jana Zajíce (1969) ze strachu či kvůli apatii nevzpírala. Výjimkou byla hrstka disidentů všech demokratických názorových směrů sdružených kolem prohlášení Charta 77; k nim patřili například dramatik Václav Havel, filozofové Jan Patočka, Ladislav Hejdánek, Jiří Němec a Václav Benda, literární historik Václav Černý, psycholožka Dana Němcová, exministři Jiří Hájek a Zdeněk Mlynář, novináři Petr Uhl a Jiří Dienstbier, spisovatelé Pavel Kohout a Ludvík Vaculík, zpěvačka Marta Kubišová či politolog Jaroslav Šabata.

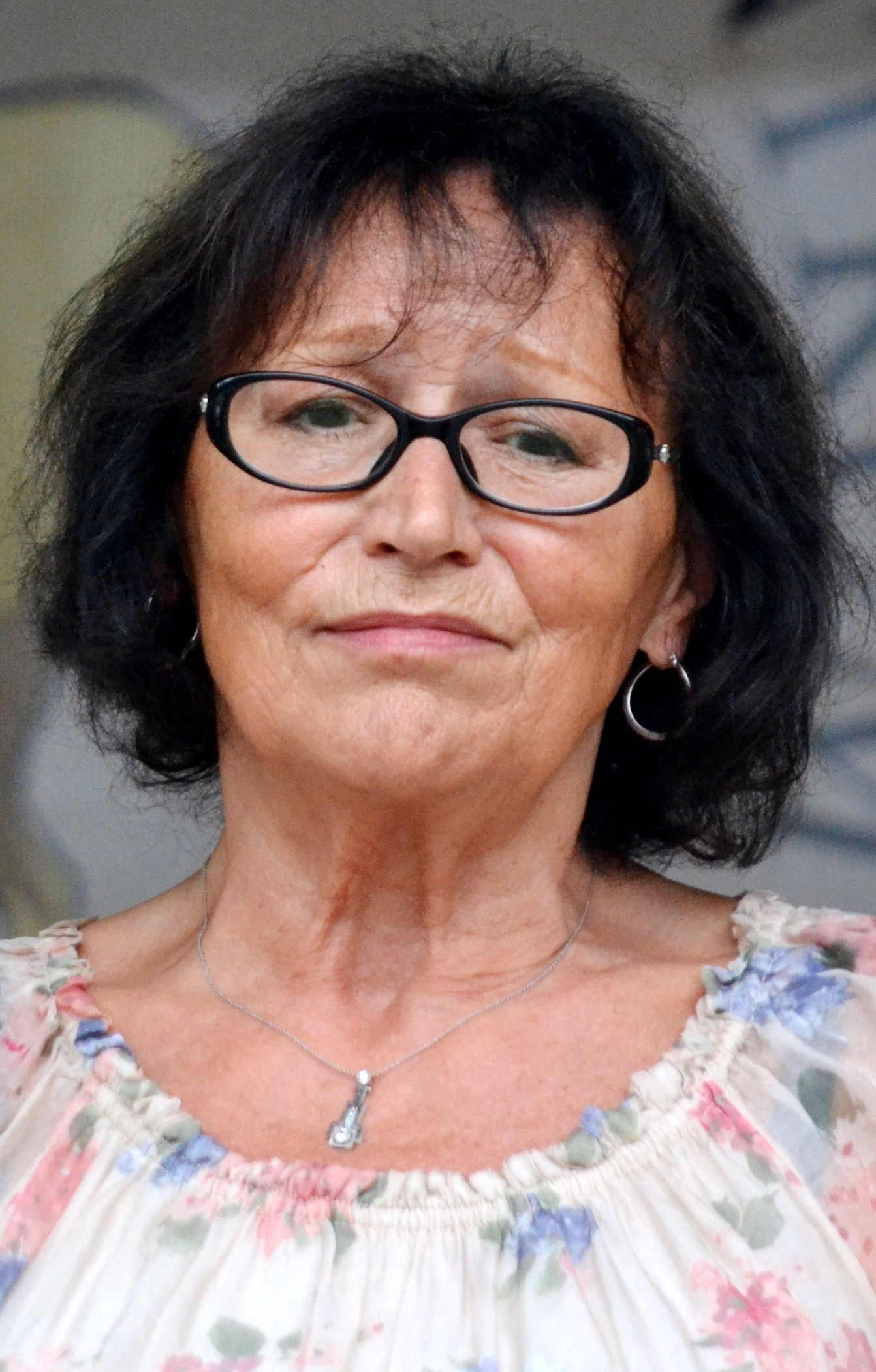
Zpěvačka a disidentka Marta Kubišová

#### Kultura a architektura
Následkem politických poměrů se česká kultura v době komunismu rozdělila: vedle oficiální režimní kultury existovala podzemní nezávislá kultura, kvůli cenzuře odkázaná na samizdat, a také kultura exilová; mezi nimi existovaly přechody a „šedé zóny“.

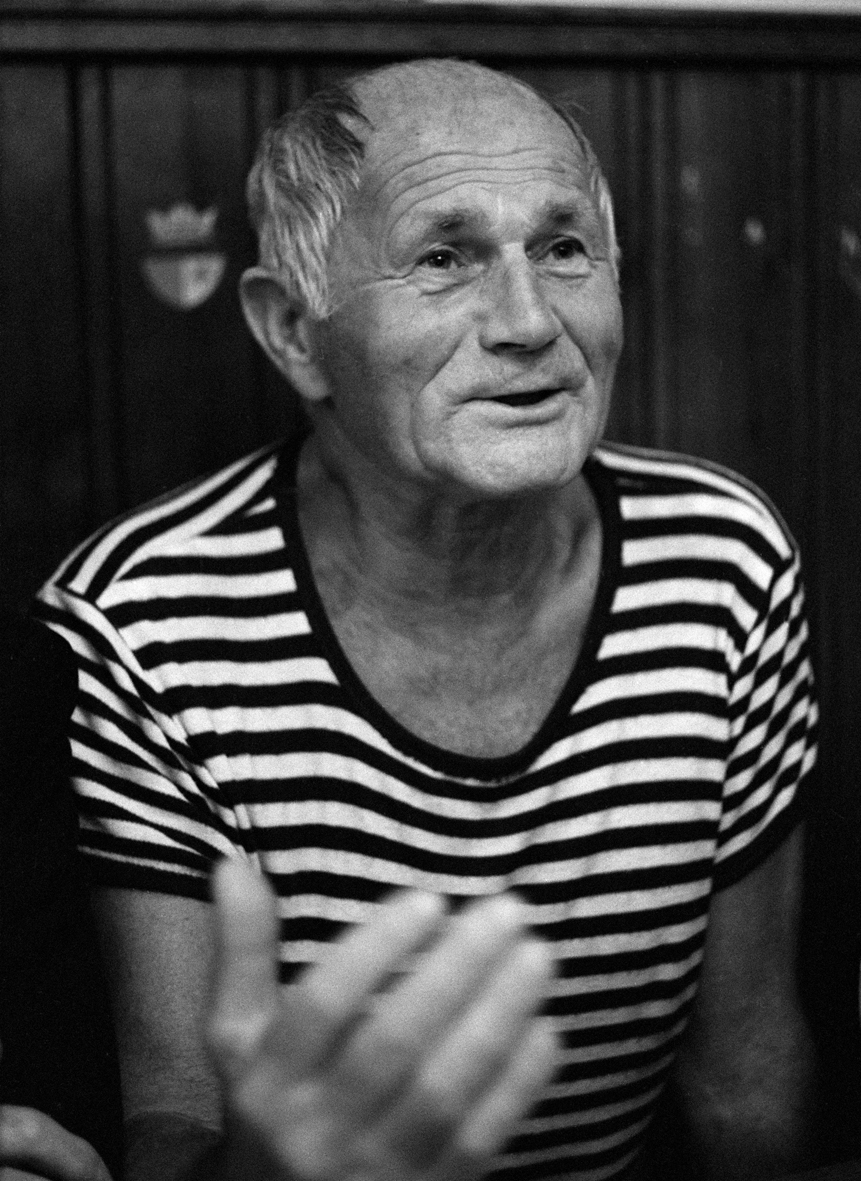
Spisovatel Bohumil Hrabal

V poezii k oficiálně vydávaným autorům patřili Vladimír Holan, František Hrubín, Miroslav Holub, Oldřich Mikulášek, Jan Skácel, nebo Jiří Žáček. V exilu tvořil kupříkladu Ivan Diviš nebo Karel Kryl. Samizdat a underground reprezentovali filozof, prozaik a básník Egon Bondy či básník Ivan Magor Jirous. Jaroslav Seifert, který se pohyboval na pomezí oficiální literatury a disentu (podepsal Chartu 77), získal roku 1984 Nobelovu cenu za literaturu. Symbol beatnické revolty Václav Hrabě publikoval až posmrtně. K významným prozaikům, kteří publikovali povětšinu života v domácích oficiálních nakladatelstvích, patřili Bohumil Hrabal, Ladislav Fuks, Jan Drda, Vladimír Páral, Vladimír Neff, Vladimír Körner či Ota Pavel. V exilu prožili vrchol své tvůrčí dráhy Milan Kundera, Arnošt Lustig, Josef Škvorecký, Jiří Gruša či Egon Hostovský. V disentu Ludvík Vaculík či Ivan Klíma. Z dramatiků reprezentoval oficiální tvorbu kupříkladu Josef Topol, exilovou (v jisté chvíli) Pavel Kohout, disidentskou Václav Havel. Unikátním divadelním fenoménem konce 50. let byla Laterna magika, první multimediální umělecký projekt na světě, dílo Alfréda Radoka. Od 60. let vstoupil na scénu též fenomén tzv. malých divadel, často s kolektivním autorstvím: Semafor (Jiří Suchý a Jiří Šlitr), Divadlo Na zábradlí (Ladislav Fialka, Jan Grossman, Václav Havel, Evald Schorm, Ivan Vyskočil), Divadlo Járy Cimrmana (Zdeněk Svěrák, Ladislav Smoljak), Ypsilonka (Jan Schmid), Činoherní klub (Ladislav Smoček), Divadlo Sklep či brněnské divadlo Husa na provázku, které objevilo například komický talent Bolka Polívky.

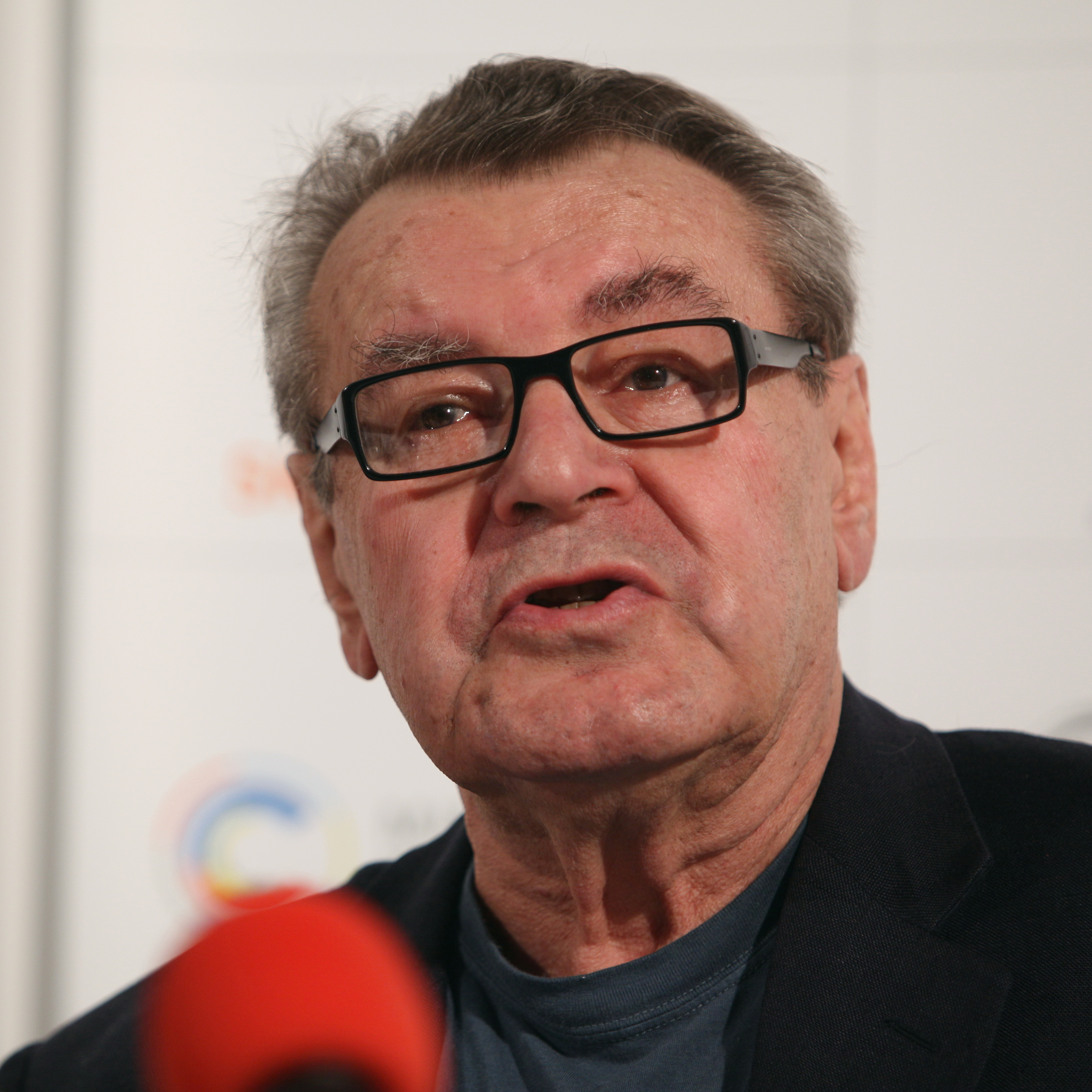
Režisér Miloš Forman, držitel dvou Oskarů

Ve výtvarném umění k nejvýraznějším postavám patřili Mikuláš Medek, Vladimír Boudník, Jiří Kolář či později členové skupiny Tvrdohlaví (Jiří David, Petr Nikl, Jaroslav Róna). Z fotografů se v exilu mezinárodně prosadil Jan Saudek.

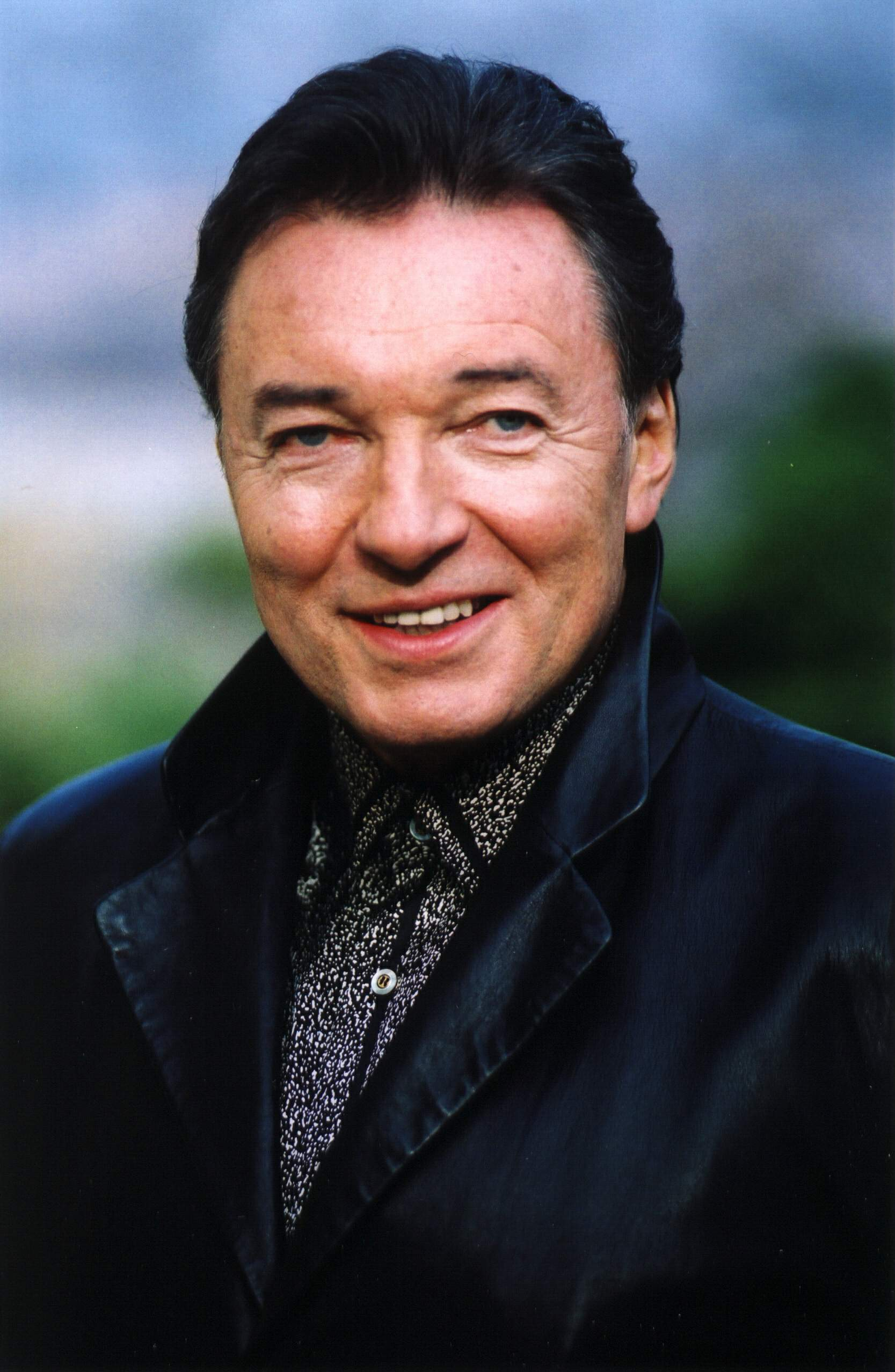
Zpěvák Karel Gott

Vážnou hudbu reprezentovali například skladatel Petr Eben, dirigenti Václav Neumann, Karel Ančerl a Rafael Kubelík (v exilu) nebo cembalistka Zuzana Růžičková. V populární hudbě pronikli za hranice Jan Hammer nebo Karel Svoboda. K velkému množství popových hvězd patřili Rudolf Cortés, Karel Gott, Václav Neckář, Milan Chladil, Jiří Korn, Waldemar Matuška, Yvetta Simonová, Hana Zagorová, Eva Pilarová, Marie Rottrová, Naďa Urbánková, Michal David, Helena Vondráčková, Dalibor Janda či Iveta Bartošová, proslavil se například Orchestr Gustava Broma či skupiny Olympic a Katapult. Od 80. let byl patrný nástup slovenské pop-music (Elán, Miroslav Žbirka, Peter Nagy, Team). Od 60. let začala hrát významnou roli, i společenskou, též rocková hudba (např. Vladimír Mišík), protestsong (Karel Kryl) a folk (Jaromír Nohavica aj.).
Mimořádných výsledků bylo dosaženo ve filmovém umění, mezinárodní přesah zaznamenala zejména tzv. Československá nová vlna 60. let (Miloš Forman, Věra Chytilová, Jiří Menzel, Ján Kadár, Elmar Klos, Jaromil Jireš, František Vláčil, Vojtěch Jasný, Juraj Jakubisko, Juraj Herz), český loutkový a animovaný film (Jiří Trnka, Hermína Týrlová, Zdeněk Miler, Jan Švankmajer) či originální tvůrce Karel Zeman. Vážnější umělecké ambice se podařilo naplnit Karlu Kachyňovi či Jiřímu Krejčíkovi. 50. léta a posléze 70. a 80. léta ovšem svědčila více populárnímu filmu než uměleckému, s nadčasovou elegancí tohoto prostoru využili třeba Bořivoj Zeman, Jiří Brdečka, Miloš Macourek, Oldřich Lipský, Václav Vorlíček, skladatel Zdeněk Liška aj. Populární kulturu ovlivnilo i zahájení vysílání Čs. televize roku 1953. Vysokou úroveň měla zejména televizní tvorba pro děti (seriály Pan Tau, Návštěvníci, Arabela, Létající Čestmír, cyklus Večerníčků, na němž spolupracovali i přední výtvarníci jako Adolf Born či Vladimír Jiránek).

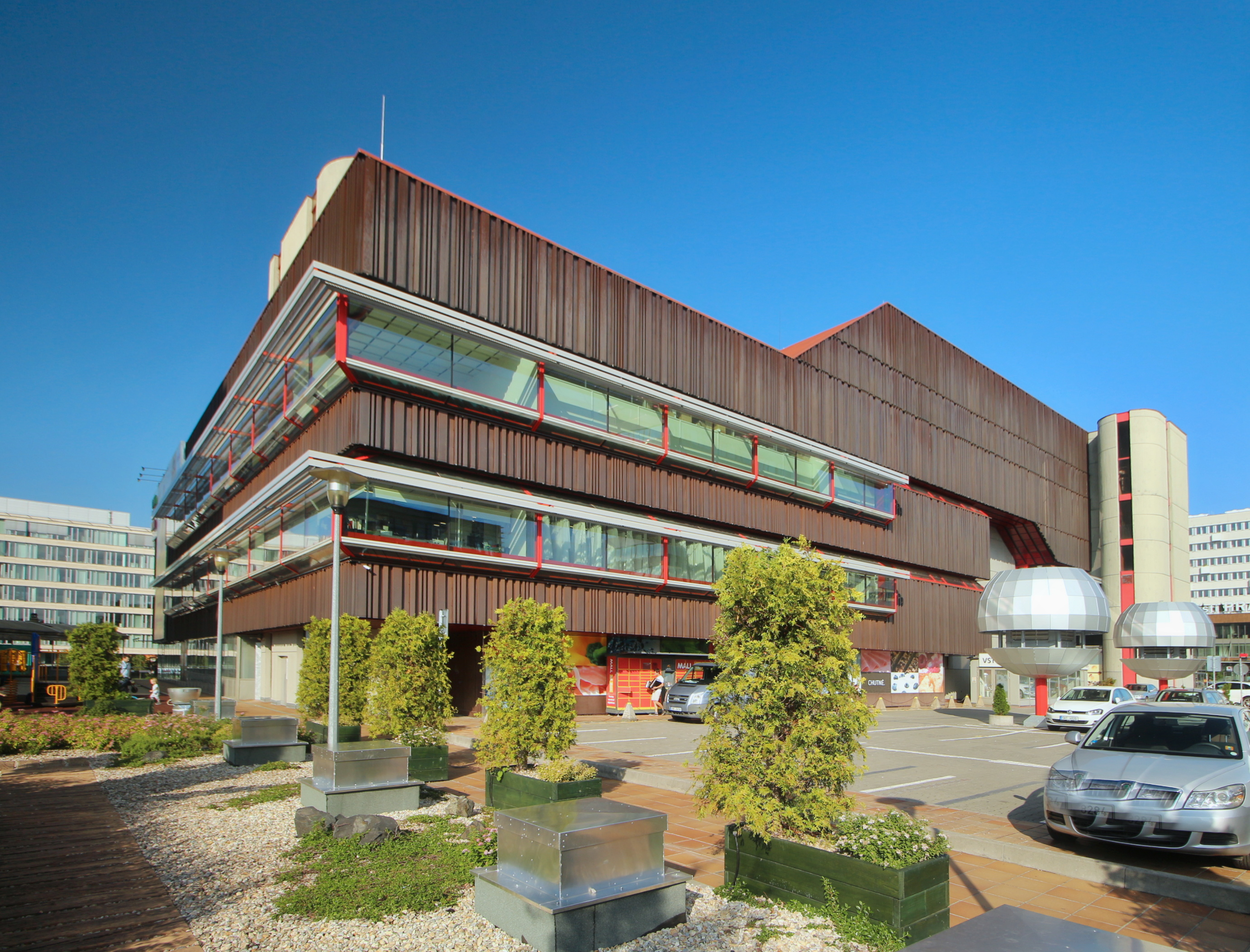
Brutalistický Dům bytové kultury v Praze

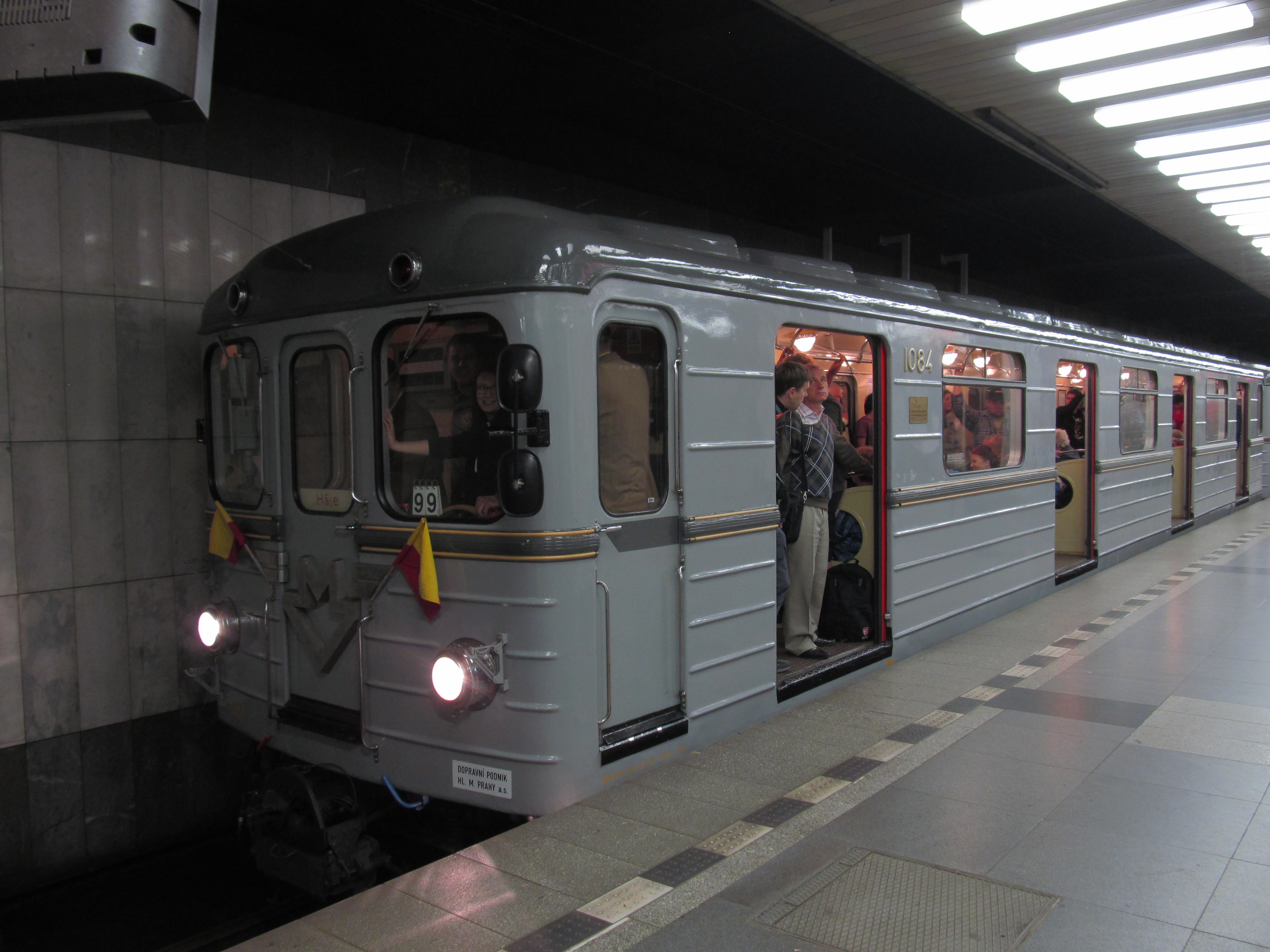
Pražské metro zahájilo provoz roku 1974

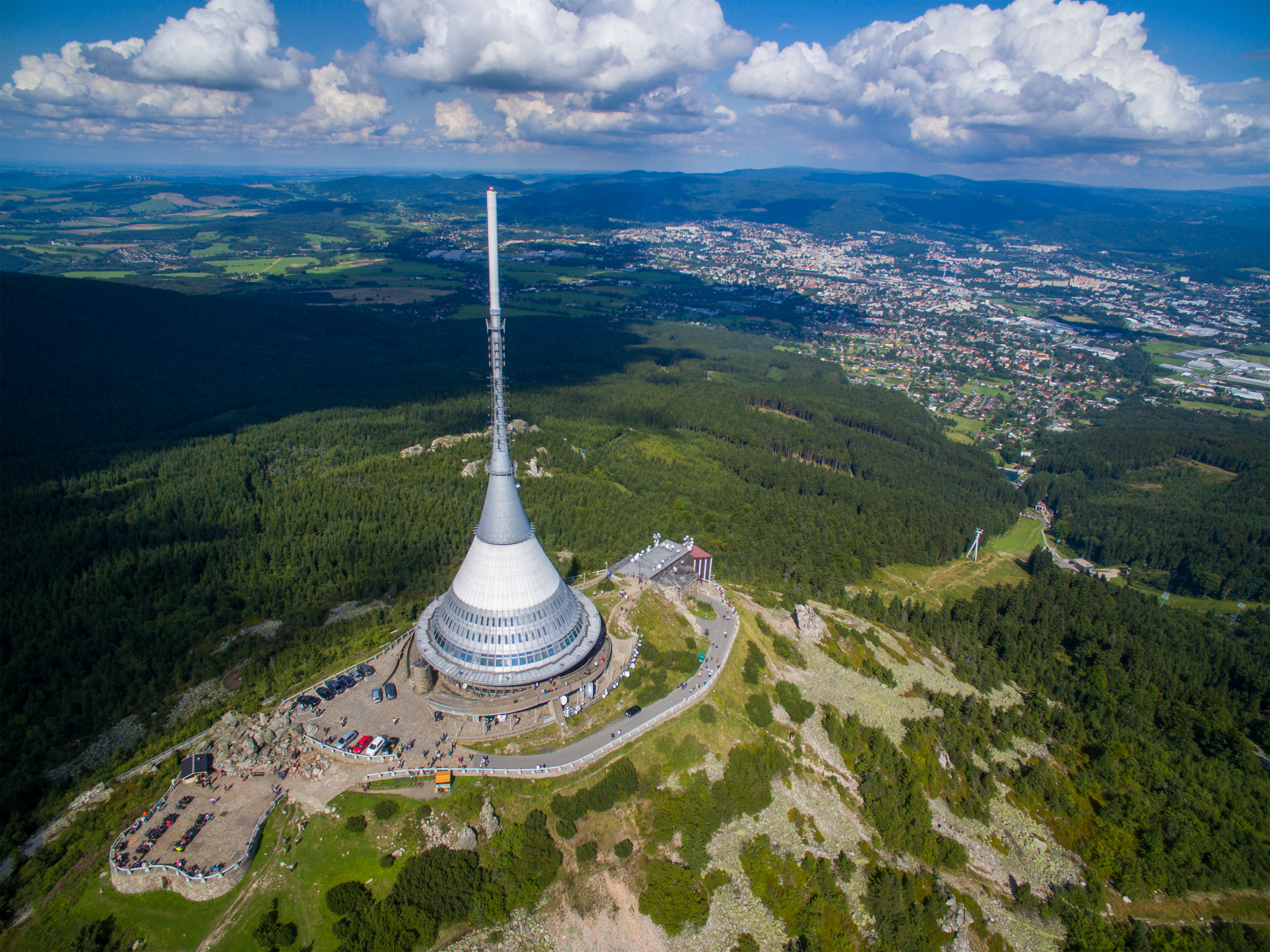
Hotel a vysílač na Ještědu

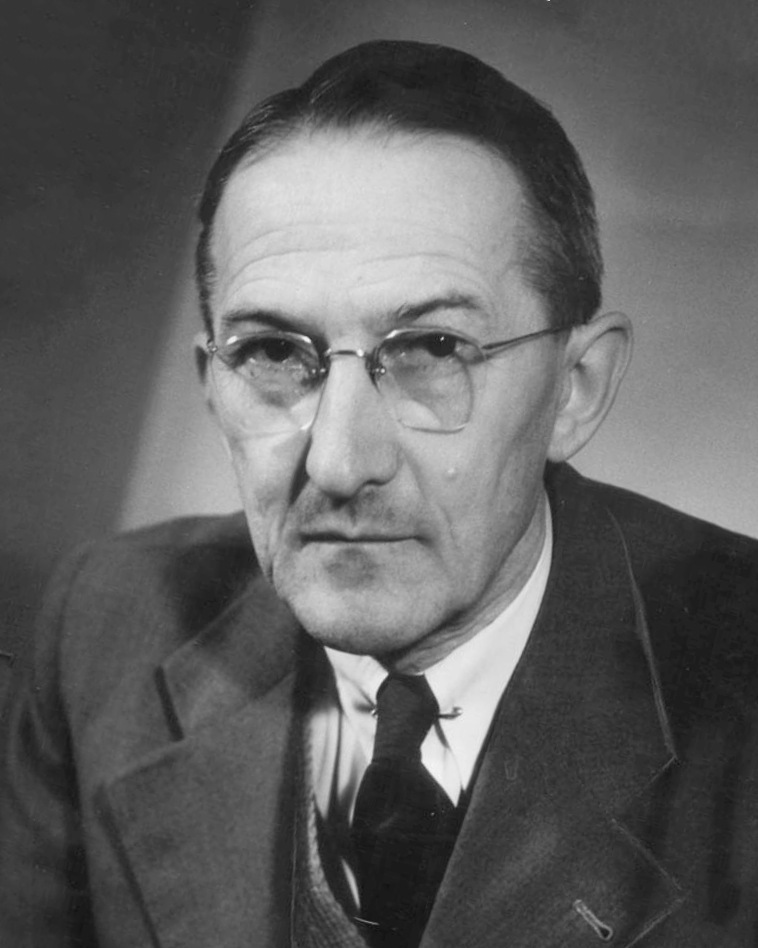
Chemik Jaroslav Heyrovský, držitel Nobelovy ceny

V 50. letech 20. století byl v architektuře vyžadován jako oficiální styl socialistický realismus (též zvaný sorela). Charakteristickými stavbami v jeho duchu jsou hotel Jalta na Václavském náměstí či sídliště Poruba v Ostravě. Specifickou odnoží sorely byl tzv. stalinský neoklasicismus, který reprezentuje hotel Internacional v pražských Dejvicích. Na konci 50. let se však v architektuře (a ovšem i v designu) prosadil styl nový, zvaný bruselský – to podle toho, že byl představen na světové výstavě Expo 58 v Bruselu. Vyznačoval se oblými tvary a skleněnými fasádami. Typickou stavbou v bruselském stylu byl především výstavní pavilon Expa (dnes již neexistující) a budova české restaurace na Expu (dnes se nachází v Letenských sadech v Praze). Dalšími důležitými stavbami bruselského stylu byly pavilon Z na brněnském výstavišti, plavecký stadion v Podolí či nádraží v Havířově. Na konci 60. let však bruselský styl vytlačila česká verze brutalismu. Ceněny jsou zejména projekty z dílny Věry Machoninové a jejího manžela Vladimíra Machonina (Dům bytové kultury v Praze, Hotel Thermal v Karlových Varech, obchodní dům Kotva v Praze, velvyslanectví ČSSR v Berlíně). Z dalších brutalistických staveb je připomínáno zejména Československé velvyslanectví v Londýně architektů Jana Bočana, Jana Šrámka a Karla Štěpánského, hotel Intercontinental v Praze od Karla Bubeníčka a Karla Filsaka či stavby Karla Pragera (budova bývalého Federálního shromáždění, Nová scéna Národního divadla). Nejoceňovanější stavbou své doby však byl vysílač na Ještědu od Karla Hubáčka. Ceněným architektonicko-technologickým celkem bylo Pražské metro. Zatímco mnohé z těchto staveb se mohou pyšnit skutečně kvalitním architektonickým provedením, běžná výstavba typu obchodních domů, úřadů či rodinných domů se sice snažila tyto stavby do určité míry napodobovat, obvykle se však nevyznačovala ani kvalitou a praktičností, ani vhodným a citlivým zasazením do stávající zástavby. Hojně kritizovaná byla také jednotvárná panelová sídliště, ta nicméně velmi rychle a levně vyřešila vleklý problém nedostatku bytů.

#### Věda

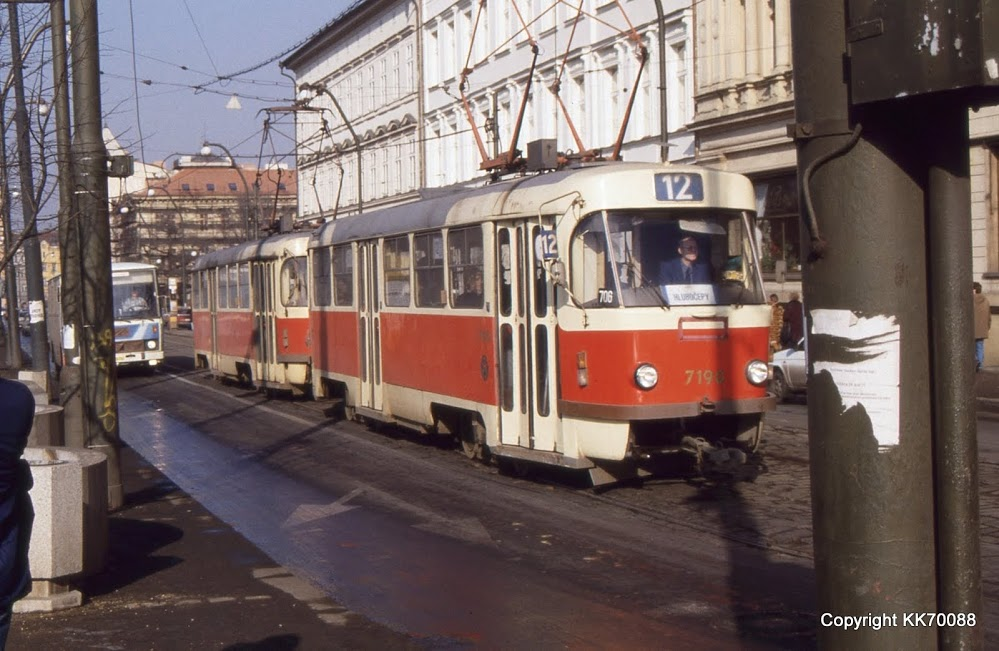
Československé tramvaje T3 se staly nejrozšířenějším typem tramvají na světě

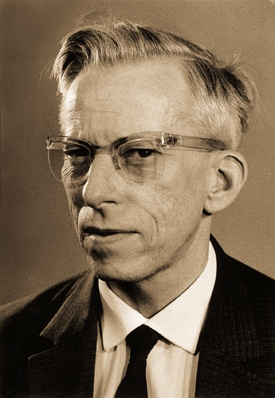
Otto Wichterle, vynálezce kontaktních čoček a silonu

Největším úspěchem české vědy, řízené nyní po sovětském vzoru akademií věd, byla Nobelova cena za chemii Jaroslava Heyrovského (1959), ovšem za objev učiněný již před válkou. Vynálezem kontaktních čoček a silonu proslul Otto Wichterle. Zvláštní kapitolou dějin vědy v socialistickém Československu byl státní výzkum účinků LSD, podílel se na něm i Stanislav Grof, který později v USA vytvořil metodu holotropního dýchání. Epidemiolog Karel Raška byl zásadní postavou globálního boje za vymýcení pravých neštovic. Významným astronomem byl Antonín Mrkos. Armin Delong dosáhl mimořádných výsledků v oblasti mikroskopie. Vysokou úroveň měla egyptologie, která se prezentovala mj. vykopávkami v Abusíru (zejm. Miroslav Verner). Stanislav Brebera vynalezl trhavinu Semtex. Výkladní skříní režimu pak byla účast na sovětském vesmírném programu Interkosmos (čs. družice Magion, první československý kosmonaut Vladimír Remek). Velká část československých vědců se však potýkala s politickým nátlakem, sníženou možností spolupráce s kolegy ze Západu a nutností překonávat komplikace ze strany komunistického režimu (příkladem jsou osudy profesorů Wichterleho či Rašky).

#### Média

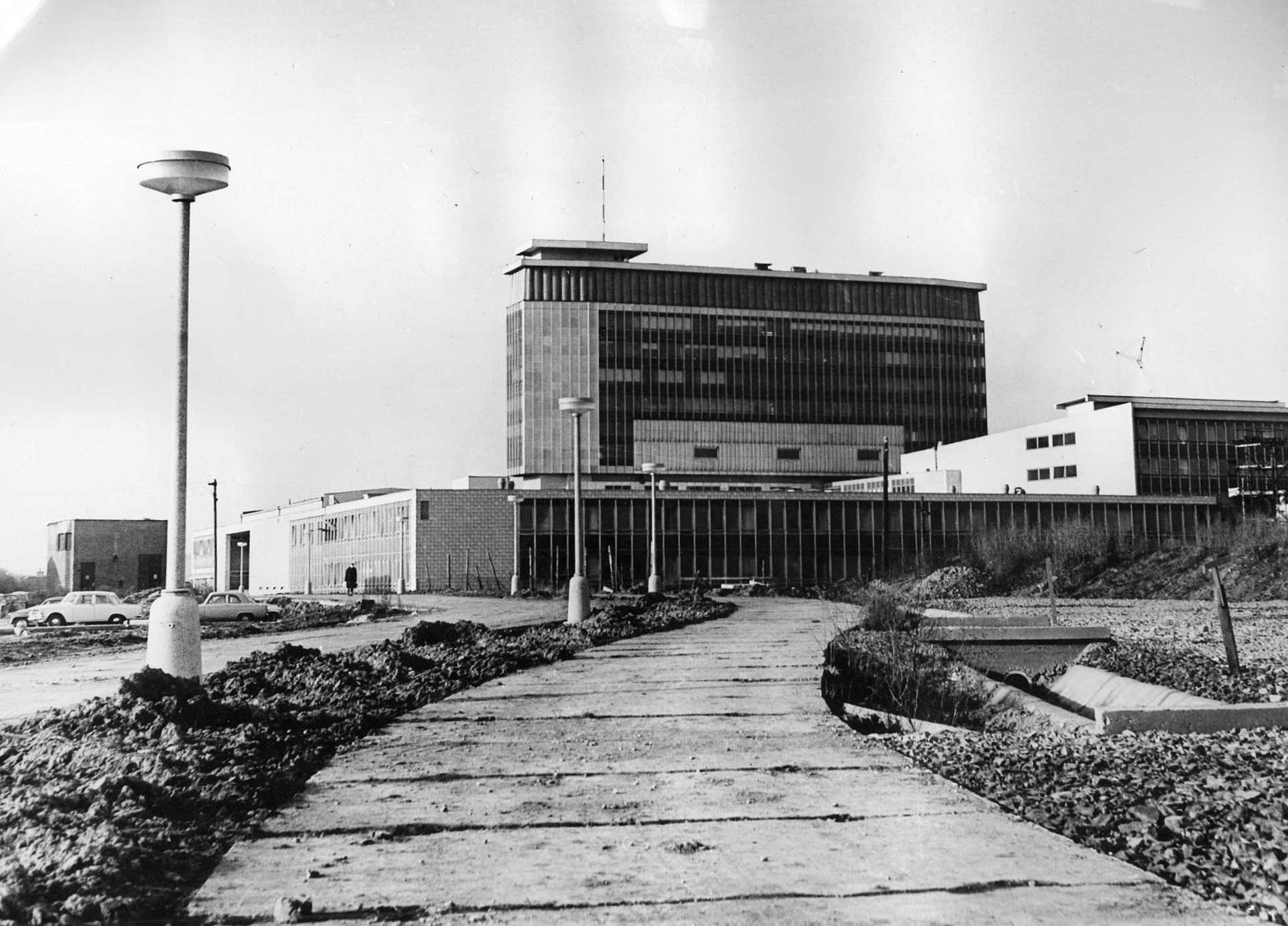
Sídlo Československé televize na Kavčích horách v Praze

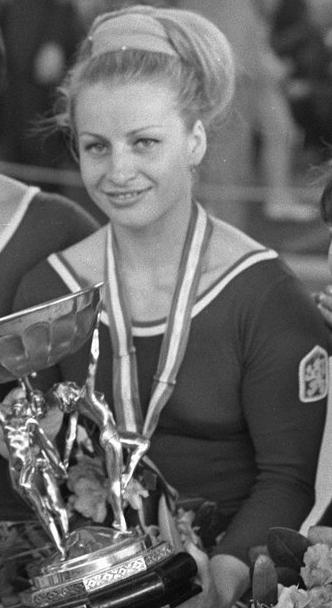
Gymnastka Věra Čáslavská, po okupaci vojsky Varšavské smlouvy perzekvována

Veškerá média byla pod kontrolou komunistické cenzury (vyjma roku 1968, kdy byla cenzura krátce poprvé v českých dějinách zrušena). Hlavním tištěným deníkem bylo Rudé právo, dalšími byly Lidová demokracie, Svobodné slovo, Večerní Praha nebo Mladá fronta. Většina těchto tiskovin byla vydávána určitým orgánem Národní fronty (Rudé právo KSČ, Lidová demokracie ČSL, Svobodné slovo ČSS, Mladá fronta Socialistickým svazem mládeže). Vydávány byly rovněž nejrůznější společenské časopisy, například Vlasta nebo tradiční Květy. V 60. letech získaly určitý vliv Literární noviny, které měly podíl na liberalizaci společnosti. Promítáním v kinech předcházel stejně jako za první republiky souhrn hlavních zpráv, nazývaný Československý filmový týdeník. Rozhlasové vysílání zajišťoval Československý rozhlas, televizní Československá televize. Roku 1957 se hlasatelka Kamila Moučková stala první ženou na pozici hlasatelky televizních zpráv v Evropě. Tiskovým orgánem byla Československá tisková kancelář. Rozšířeno bylo nelegální svobodné rozhlasové vysílání ze západu, to zajišťovaly stanice Svobodná Evropa, Hlas Ameriky a Rádio Luxembourg. Všechna domácí média byla zneužívána ke komunistické propagandě.

#### Sport
Sportovci dosahovali výborné výsledky v řadě odvětví, legendou se stal například běžec Emil Zátopek a jeho manželka oštěpařka Dana Zátopková, fotbalisté Josef Masopust a Antonín Panenka, tenisté Martina Navrátilová a Ivan Lendl, gymnastka Věra Čáslavská či běžkyně Jarmila Kratochvílová. Na tradici sokolských sletů režim navázal tzv. spartakiádami.

### Pád komunismu a rozdělení federace (1989–1992)

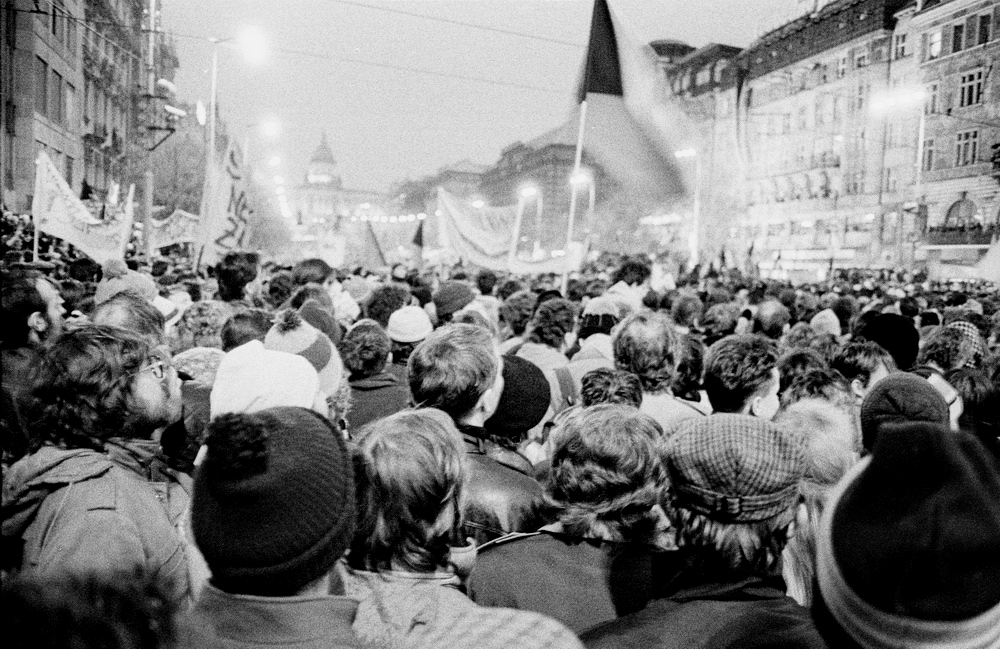
Protirežimní demonstrace 25. listopadu 1989 v Praze

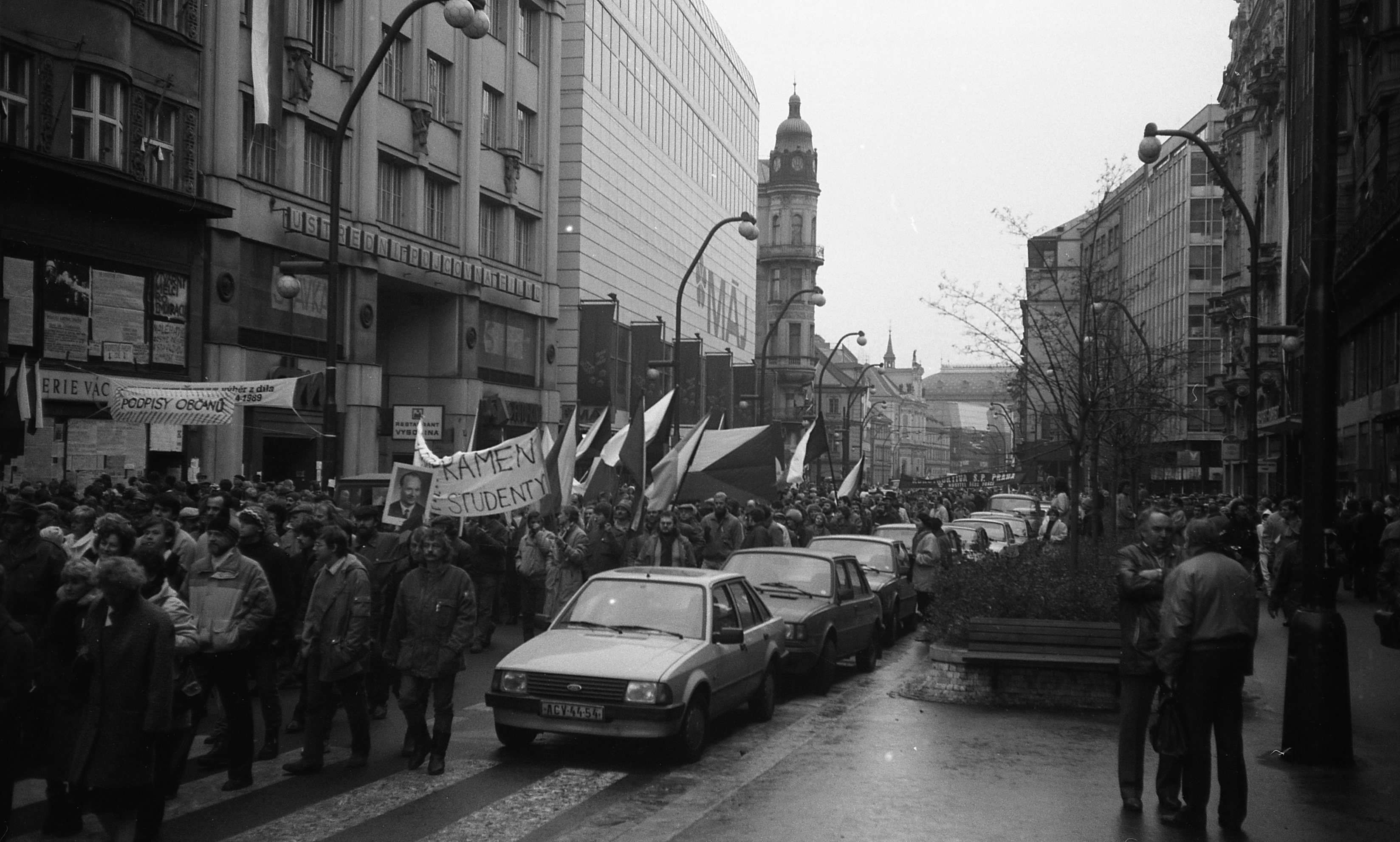
Sametová revoluce, Národní třída

V 80. letech 20. století se komunistický režim těšil stále menší autoritě. Na konci 80. let se po neúspěšném pokusu o reformy sovětského vůdce Michaila Gorbačova začal východní blok hroutit. Takzvaná sametová revoluce začala napadením průvodu studentů policií 17. listopadu 1989 na Národní třídě v Praze. Studenti se na tato místa vydali z povolené demonstrace na Albertově. Další dny následovala vlna stávek a masových demonstrací. Protirežimní síly, vedené disidentem Václavem Havlem, se spojily do organizací Občanské fórum v Česku a Verejnosť proti násiliu na Slovensku (obojí založeno 19. listopadu) a během několika týdnů se jim podařilo převzít vládu v Československu a Komunistickou stranu nenásilnou formou z této pozice sesadit.

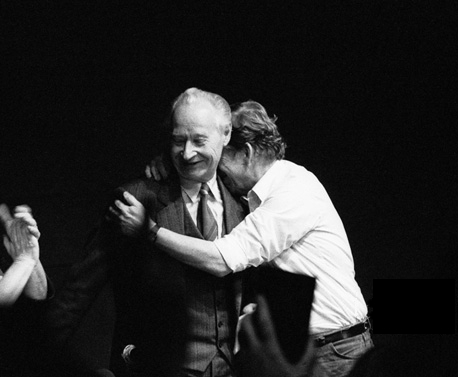
Budoucí prezident Václav Havel objímá Alexandra Dubčeka, symbol Pražského jara po obdržení zprávy o demisi lídra KSČ Jakeše

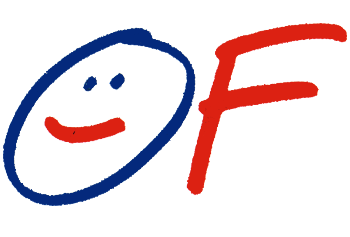
Logo Občanského fora

Václav Havel byl zvolen prezidentem 29. prosince 1989 a ve svobodných volbách v roce 1990 zvítězily demokratické strany. Moc získali převážně někdejší bojovníci proti komunismu (Petr Pithart, Pavel Rychetský, Jiří Dienstbier, Dagmar Burešová, Otakar Motejl, Luboš Dobrovský, exulant Karel Schwarzenberg), někteří politici Pražského jara, kteří byli po roce 1968 nuceni politiku opustit (Alexandr Dubček, Zdeněk Jičínský), případně politici, kteří se za normalizace buď politicky neangažovali (Václav Klaus, Jan Stráský), nebo byli pouze v roli řadových straníků KSČ (Valtr Komárek, Vladimír Dlouhý). Určitou výjimku tvořil Marian Čalfa, bývalý vysoce postavený komunistický politik, který během revoluce "přešel na druhou stranu" a poté byl předsedou vlády ČSFR až do roku 1992. Stát nastoupil cestu liberalizace a orientace na západní demokratické státy. Bylo uvolněno podnikání a zahájena privatizace ekonomiky, a to restitucemi dohledatelného majetku zabaveného komunistickým režimem, dále malou privatizací pro menší podniky a velkou privatizací pro větší podniky (s významnou rolí tzv. kupónové privatizace). Obnovily se staré a vznikly nové politické strany. Z nových byla nejvlivnější pravicová Občanská demokratická strana, z obnovených Křesťansko demokratická unie-Československá strana lidová. Byly přijaty lustrační zákony zabraňující příslušníkům elit bývalého režimu zastávat některé funkce.

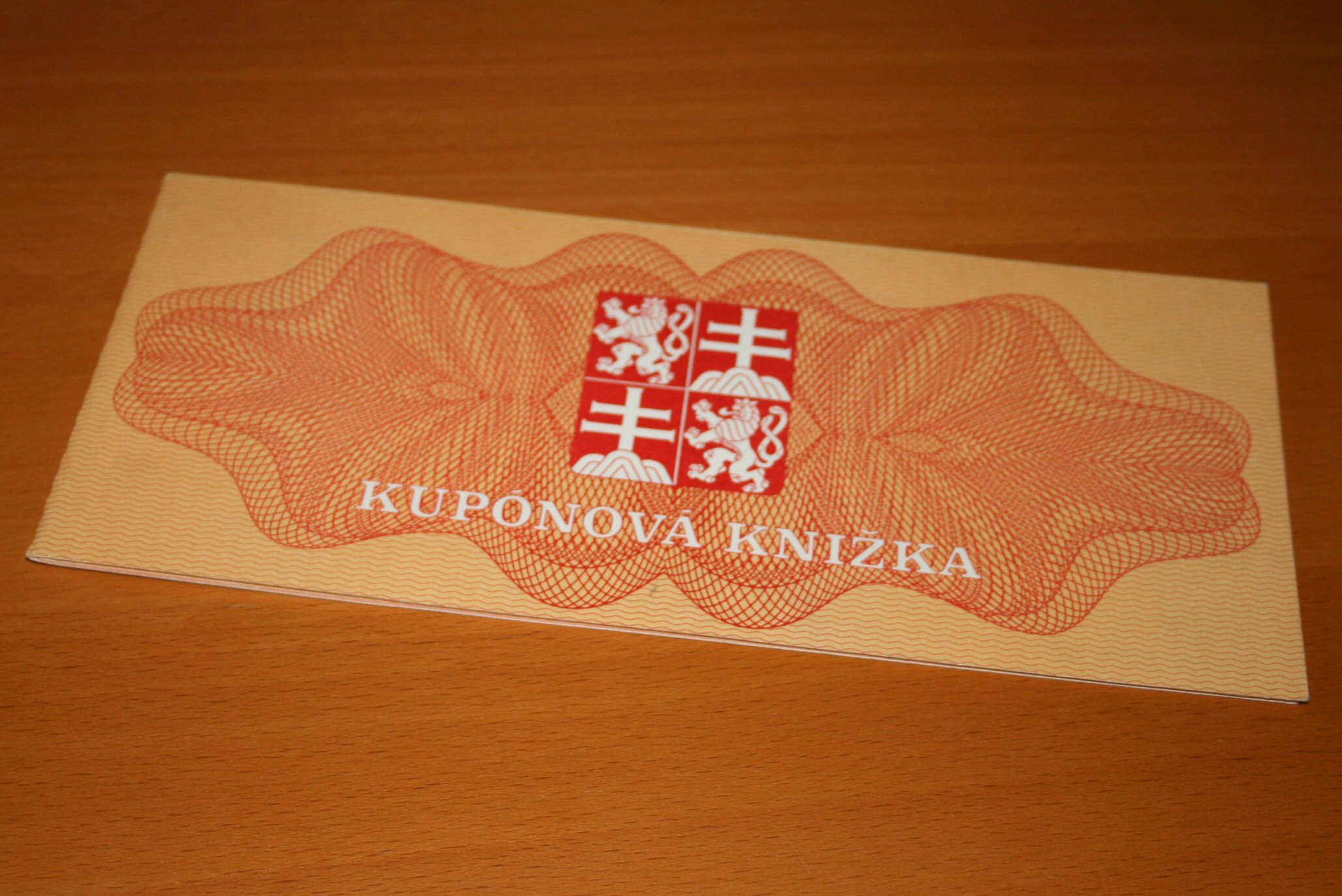
Kuponová knížka, jeden ze symbolů privatizace na počátku 90. let 20. století

Ač se zdálo, že klíčovým problémem polistopadového Československa bude změna politického systému a transformace ekonomiky, hlavním tématem se rychle stávala národnostní otázka. Vznikly spory mezi českou a slovenskou politickou reprezentací, a to již o samotný název státu (tzv. pomlčková válka). Nakonec byl zvolen kompromisní název Česká a Slovenská Federativní Republika. To ale situaci nezklidnilo. Volby roku 1992 vyhrála v Česku konzervativně liberální ODS (premiér Václav Klaus) a na Slovensku národně orientované středové hnutí HZDS (Vladimír Mečiar). Spolupráce se tak následkem ideové vzdálenosti obou vlád ještě znesnadnila, a reprezentanti obou republik se proto dohodli na rozdělení státu. Československo zaniklo koncem roku 1992 bez referenda, pouze na základě dohody vrcholných politiků.

## Samostatná Česká republika

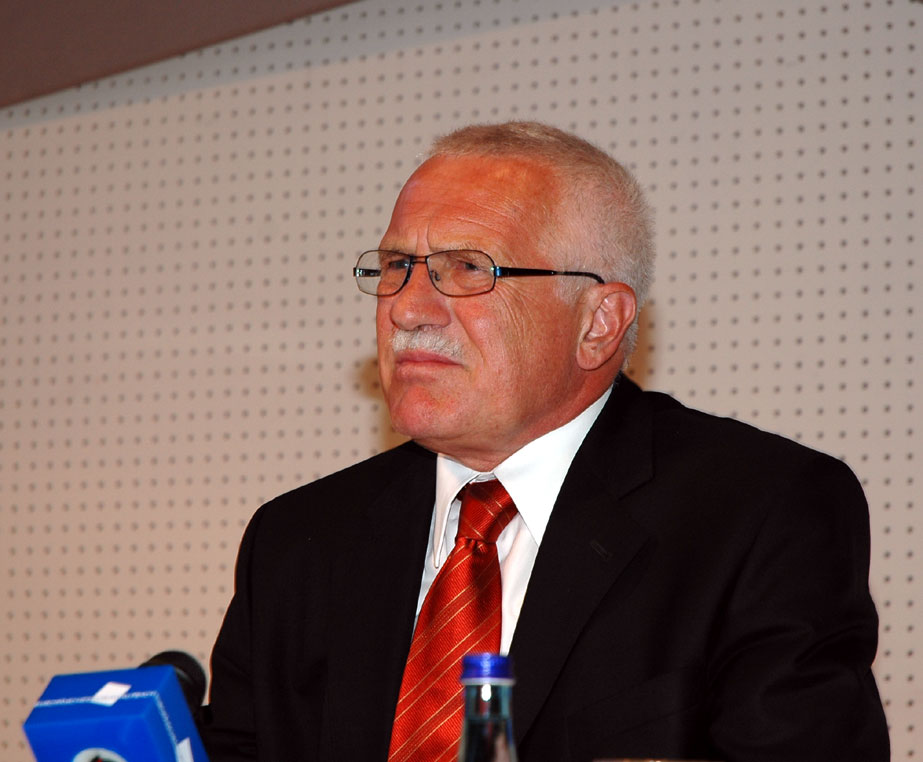
Václav Klaus, v letech 1993–1997 premiér, v letech 2003–2013 prezident

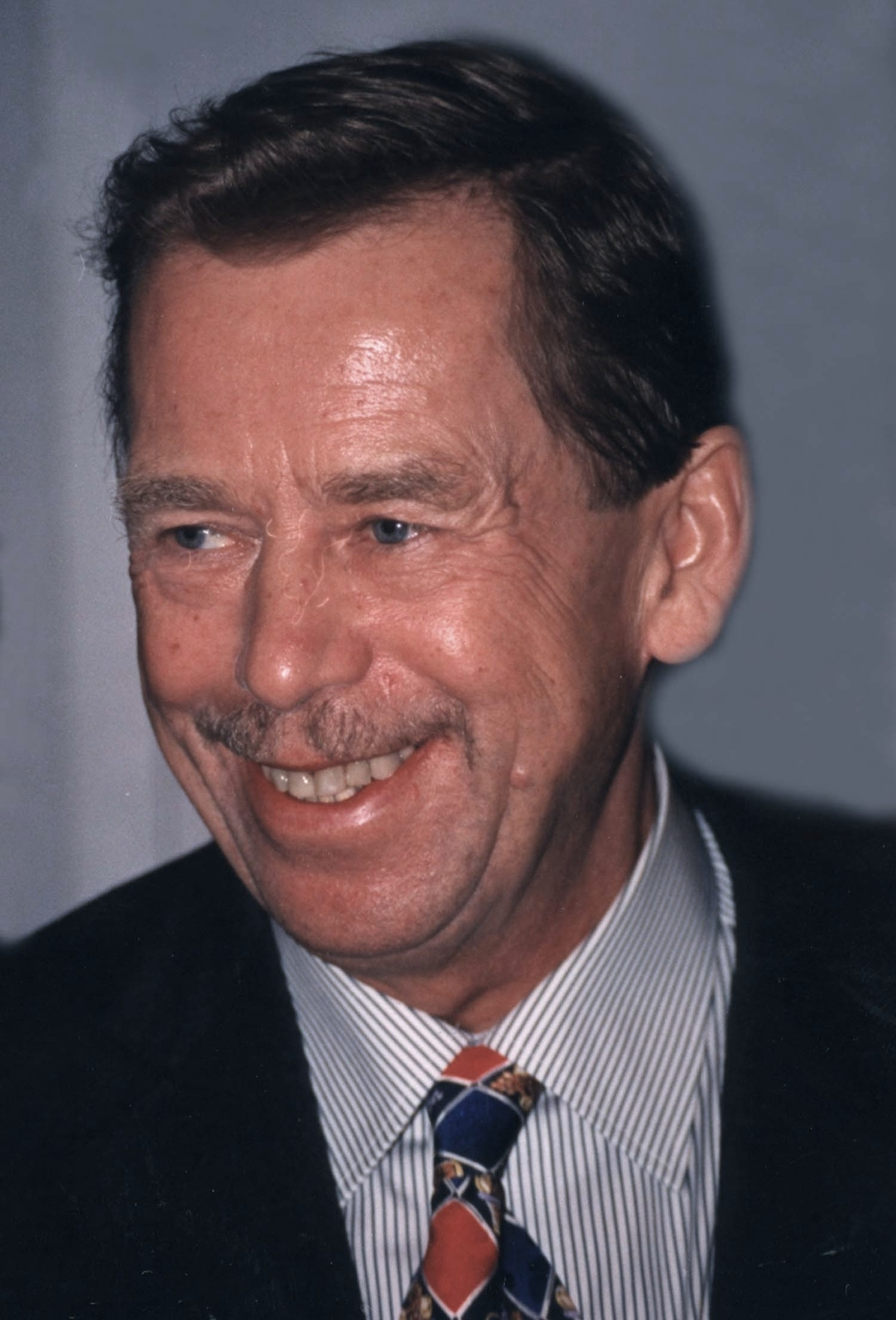
Václav Havel, hlavní symbol obnoveného českého státu, v letech 1993–2003 prezident ČR

Česko i Slovensko se rozdělily bez větších problémů a byly rychle uznány jako nástupnické státy Československa. 12. března 1999 byla Česká republika přijata do Severoatlantické aliance (NATO), v roce 2004 do Evropské unie.

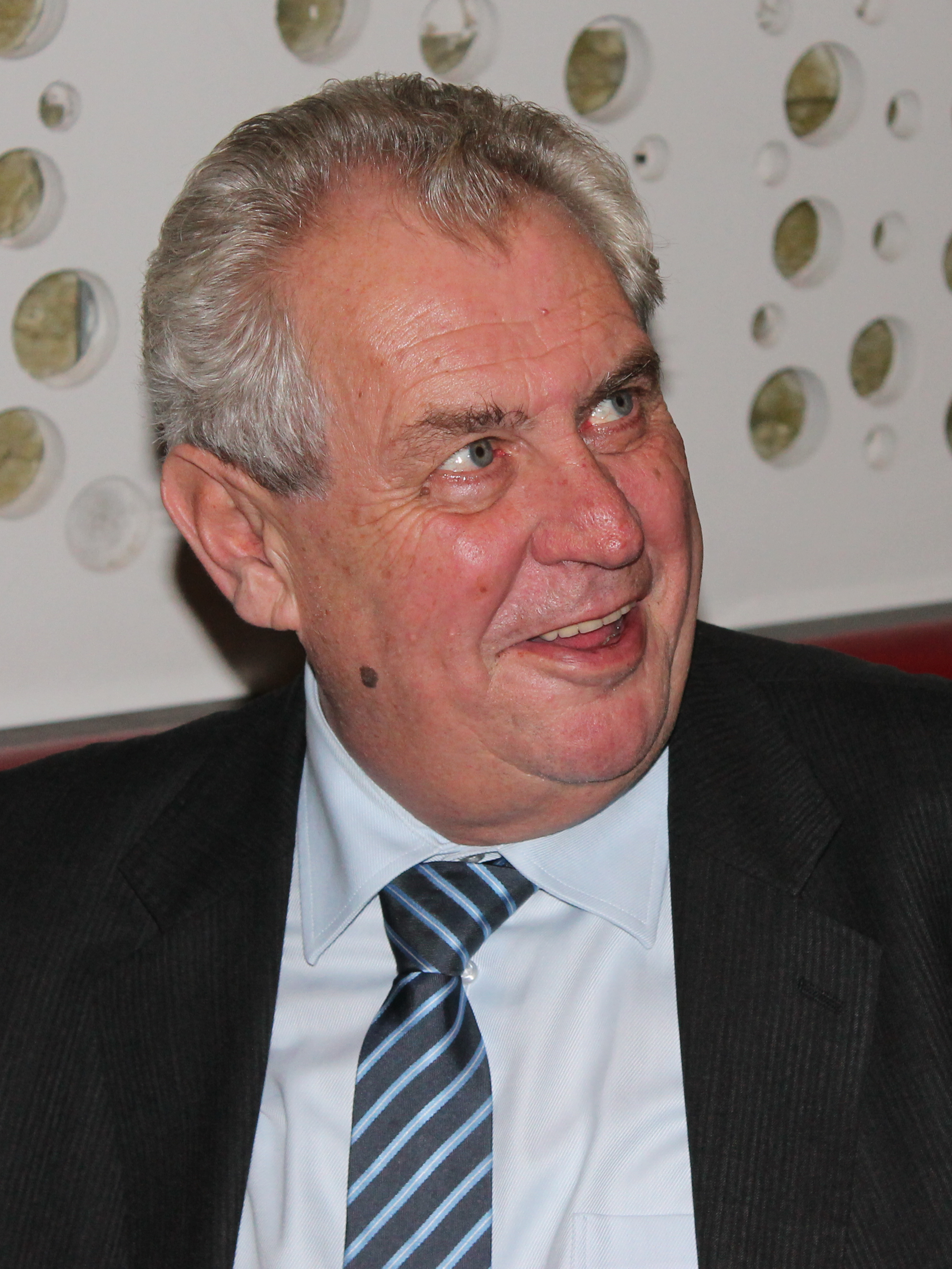
Miloš Zeman, v letech 1998–2002 premiér, v letech 2013-2023 prezident

### Od roku 1993
Právní a politický systém České republiky byl formován na počátku 90. let zejména takzvanými „otci zakladateli“, především politiky a advokáty Petrem Pithartem, Pavlem Rychetským, Zdeňkem Jičínským, Vojtěchem Ceplem a dalšími. Na politická rozhodnutí měl na počátku nové republiky vliv především politik a ekonom Václav Klaus a jeho spolupracovníci.
Prvním prezidentem České republiky byl roku 1993 zvolen opět spisovatel, dramatik, obhájce lidských práv a někdejší disident Václav Havel. Stal se symbolem nové republiky, měl velký vliv na českou i evropskou politiku. Hlavním spojencem Česka se staly státy Evropské unie, Spojené státy americké a Izrael.
Roku 1996 začal existovat Senát jako horní komora českého Parlamentu, v roce 2000 začaly fungovat samosprávné kraje, které převzaly značnou část kompetencí centrální správy.
První větší krizi zažilo samostatné Česko v roce 1997. Po ekonomických problémech způsobených krizí „bankovního socialismu“ (nezdravého propojení bank a státu), chybami při privatizaci (jež mj. vedly k fenoménu tzv. tunelování) a skandálu s financováním ODS padla středopravicová vláda Václava Klause. Po předčasných volbách roku 1998 předseda oslabené ODS Klaus a předseda vítězné ČSSD Miloš Zeman situaci stabilizovali slibem vzájemné podpory obou stran, zvaným opoziční smlouva. Touto smlouvou mezi sebou tyto strany rozdělili moc navzdory odlišným programovým cílům, což se stalo předmětem kritiky prezidenta Havla, opozice a médií. Od roku 2002 se opět u vlády střídaly pravicové a levicové vlády.

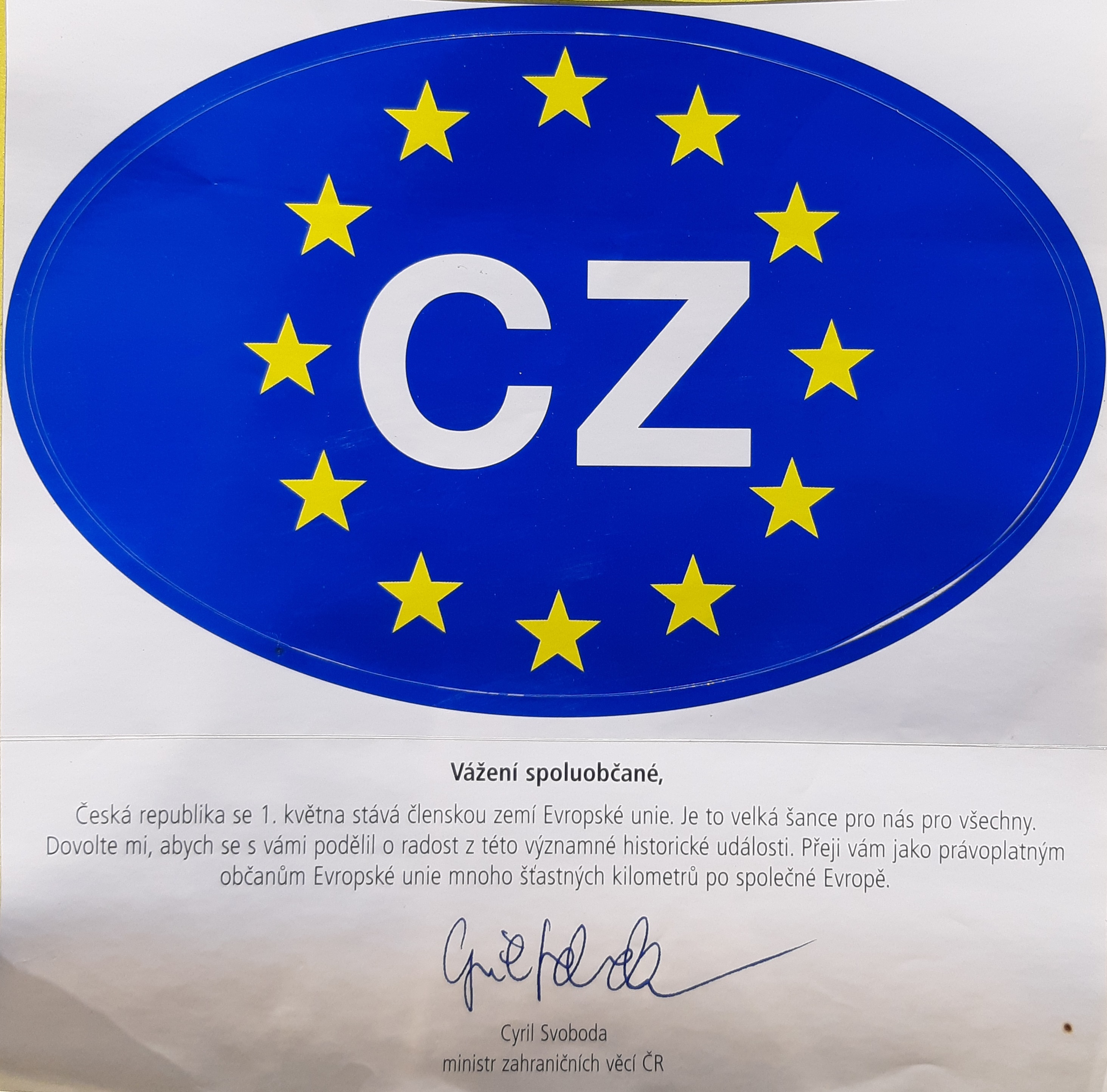
Dobový ministr zahraničních věcí Cyril Svoboda vítá občany ČR v Evropské unii, rok 2004

Po přijetí do NATO roku 1999 se česká armáda zúčastnila operací například v Kosovu, Afghánistánu či Iráku. Česká armáda se již tradičně podílí rovněž na misích v Pobaltí a v africkém Mali. V letech 2015–2018 zastával dosavadní náčelník českého generálního štábu, armádní generál Petr Pavel, funkci předsedy vojenského výboru NATO a stal se tak druhým nejvyšším představitelem Severoatlantické aliance.
Roku 2000 se v Praze konalo zasedání Mezinárodního měnového fondu, o dva roky později summit NATO.

V referendu v roce 2003 byl schválen vstup do Evropské unie, který se uskutečnil 1. května 2004. V roce 2007 se Česko stalo členem schengenského prostoru, v roce 2009 a znovu v roce 2022 na šest měsíců působilo jako předsednický stát EU.

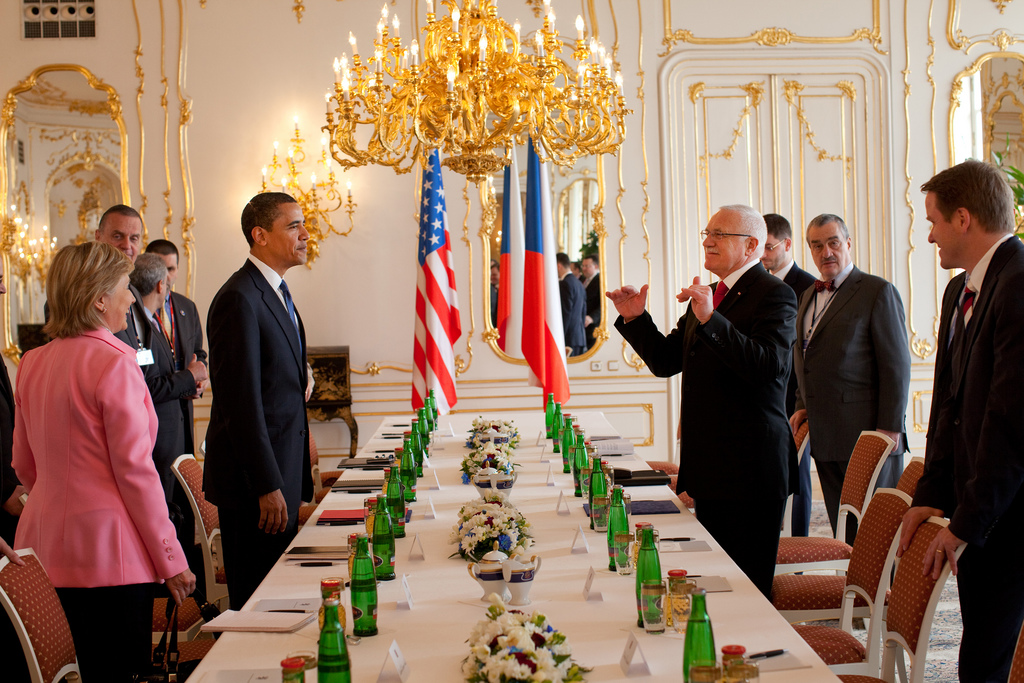
Prezident USA Barack Obama a český prezident Václav Klaus v roce 2009 v Praze

V roce 2010 byla v Praze podepsána dohoda START II o snížení počtu jaderných zbraní mezi americkým prezidentem Barackem Obamou a ruským prezidentem Dmitrijem Medvěděvem.
V roce 2022 Praha hostila první summit Evropského politického společenství. 
V průběhu druhého desetiletí 21. století započal ve světě narůstat vliv Čínské lidové republiky, se kterou Česko nejprve plánovalo rozsáhlou ekonomickou spolupráci (především na popud prezidenta Zemana), význam této spolupráce však nakonec příliš velký nebyl. Postupem času se začaly zhoršovat vztahy s touto velmocí a někteří čeští politici se stali symbolem kritiky komunistické Číny a jejího porušování lidských práv. V tomto období se výrazně zhoršily rovněž vztahy mezi západním světem včetně České republiky a Ruskem. Poté, co česká vláda na jaře 2021 zveřejnila informaci, že agenti Ruské federace pravděpodobně stojí za výbuchem muničního skladu ve Vrběticích z roku 2014, následovalo vzájemné rozsáhlé vyhošťování diplomatů a česko-ruské vztahy se dostaly v podstatě do "bodu mrazu".
Etnické napětí v porevolučním Česku existuje zejména mezi českou a romskou komunitou, k nejvážnějších incidentům patří pokusy o vraždu ve Vítkově a Krupce, stejně jako zabití Heleny Biháriové. V důsledku evropské migrační krize z roku 2015 v Česku vzrostly protiislámské nálady.

Důležitou a úspěšnou humanitární organizací s celosvětovou působností se postupně stal Člověk v tísni. Jejím zakladatelem a ředitelem je Šimon Pánek.

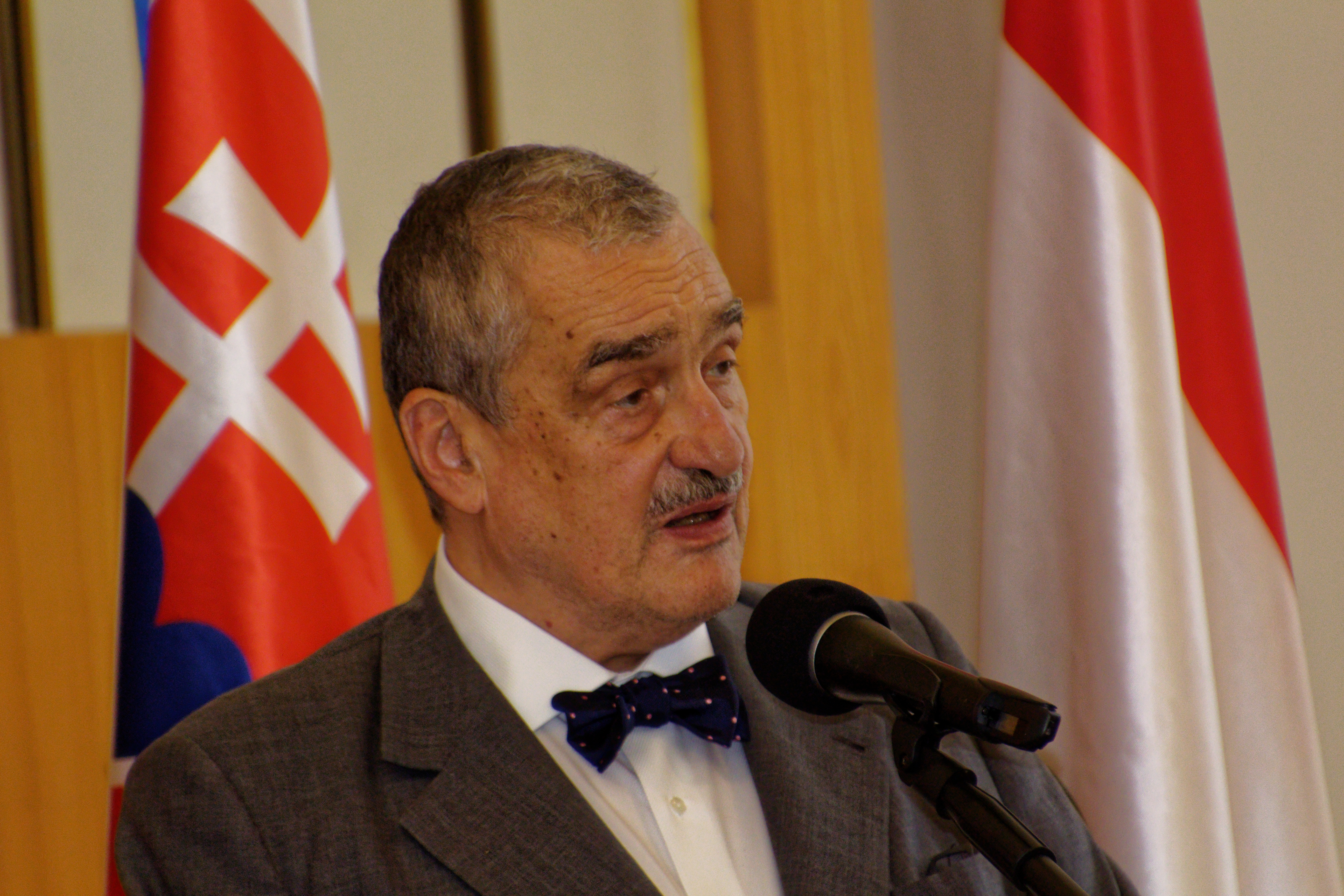
Karel Schwarzenberg, v letech 2007–2009 a poté 2010–2013 ministr zahraničí, považován za jeden ze symbolů obnovené demokracie

Český politický systém se v průběhu 90. let více méně ustálil na dvou velkých vlivných stranách, pravicové konzervativní Občanské demokratické straně a levicové České straně sociálně demokratické. Zastoupení v parlamentu vždy získávali rovněž komunisté a křesťanští demokraté (ti vypadli ze sněmovny jen v letech 2010–2013), mandát pak vždy získala i některá menší konzervativně liberální nebo liberální strana, v 90. letech ODA, později nejprve Unie svobody a poté Strana zelených. Politické preference se začaly výrazně proměňovat po roce 2010. Tehdy začala klesat dosavadní vysoká podpora ODS a zejména ČSSD (tato strana se roku 2021 nedostala do Poslanecké sněmovny) a naopak začaly vznikat nové strany, například na pravici TOP 09 navrátivšího se exulanta a ministra zahraničí Karla Schwarzenberga, středové liberální hnutí Starostové a nezávislí, liberálně progresivní Česká pirátská strana, či první populistické strany typu firmy (nejprve Věci veřejné, později hnutí ANO miliardáře Andreje Babiše). Výrazný pád zažila podpora komunistů, kteří sněmovnu opustili roku 2021. Pozice v české politice získávali v některých volebních obdobích i extremisticko nacionalistické strany, nejprve v 90. letech krajně pravicová Republikánská strana, později po roce 2013 krajně pravicové strany podnikatele Tomia Okamury.
Ve volbách roku 2021 zvítězila pravicová konzervativní koalice SPOLU složená z ODS, KDU-ČSL a TOP 09. Druhé místo obsadilo populistické hnutí ANO. Na třetí pozici pak skončila liberální koalice České pirátské strany a hnutí STAN (přičemž Starostové výrazně posílili a Piráti neméně výrazně oslabili). Poměrně stabilní podporu desetiny voličů ukázala extremisticko nacionalistická SPD. Zatím, co ODS se podařilo překonat krizi způsobenou četnými skandály, tradiční levice reprezentovaná ČSSD i krajní levice v podobě KSČM naopak opustily Poslaneckou sněmovnu a stávají se výrazně minoritní politickou silou. Vládu následně vytvořily koalice SPOLU a Piráti a Starostové, předsedou vlády se stal Petr Fiala.

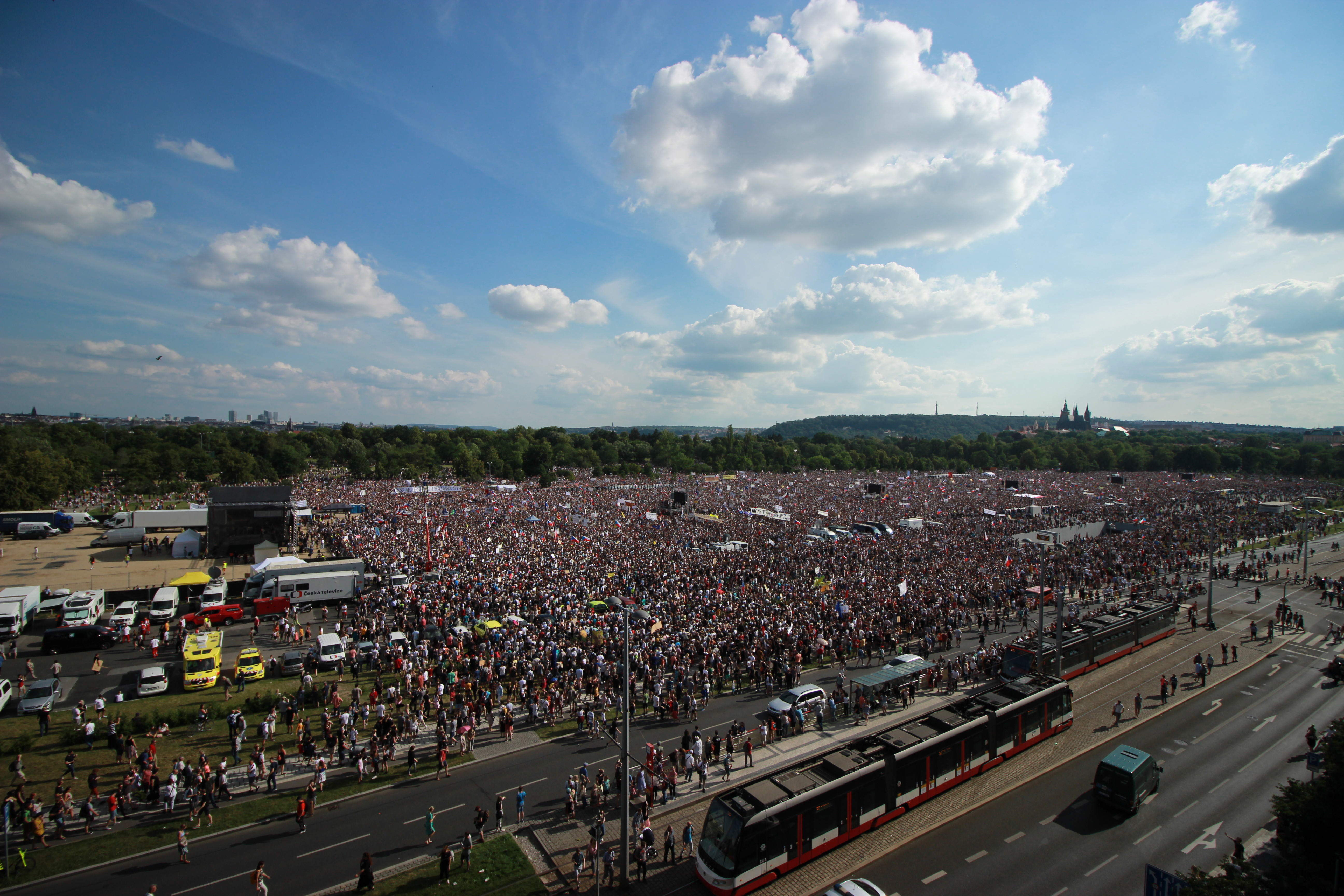
Demonstrace proti Andreji Babišovi v červnu 2019

Dvě největší demonstrace porevoluční doby se konaly proti druhé vládě Andreje Babiše, respektive Andreji Babišovi. Obě byly pořádány spolkem Milion chvilek pro demokracii na Letenské pláni a motivací těchto protestů byly především možné střety zájmů Andreje Babiše (i jako premiér nadále ovládal svou firmu Agrofert.) a takzvaná kauza Čapí hnízdo. Jejich účast se odhadovala na 200 až 300 tisíc lidí. Andrej Babiš však odmítl rezignovat. Střet zájmů premiéra Babiše se stal předmětem šetření a žaloby Evropské komise i kritiky protikorupčních organizací. Situaci vyřešily až sněmovní volby 2021, ve kterých Andrej Babiš prohrál a opustil tak post v exekutivě. 

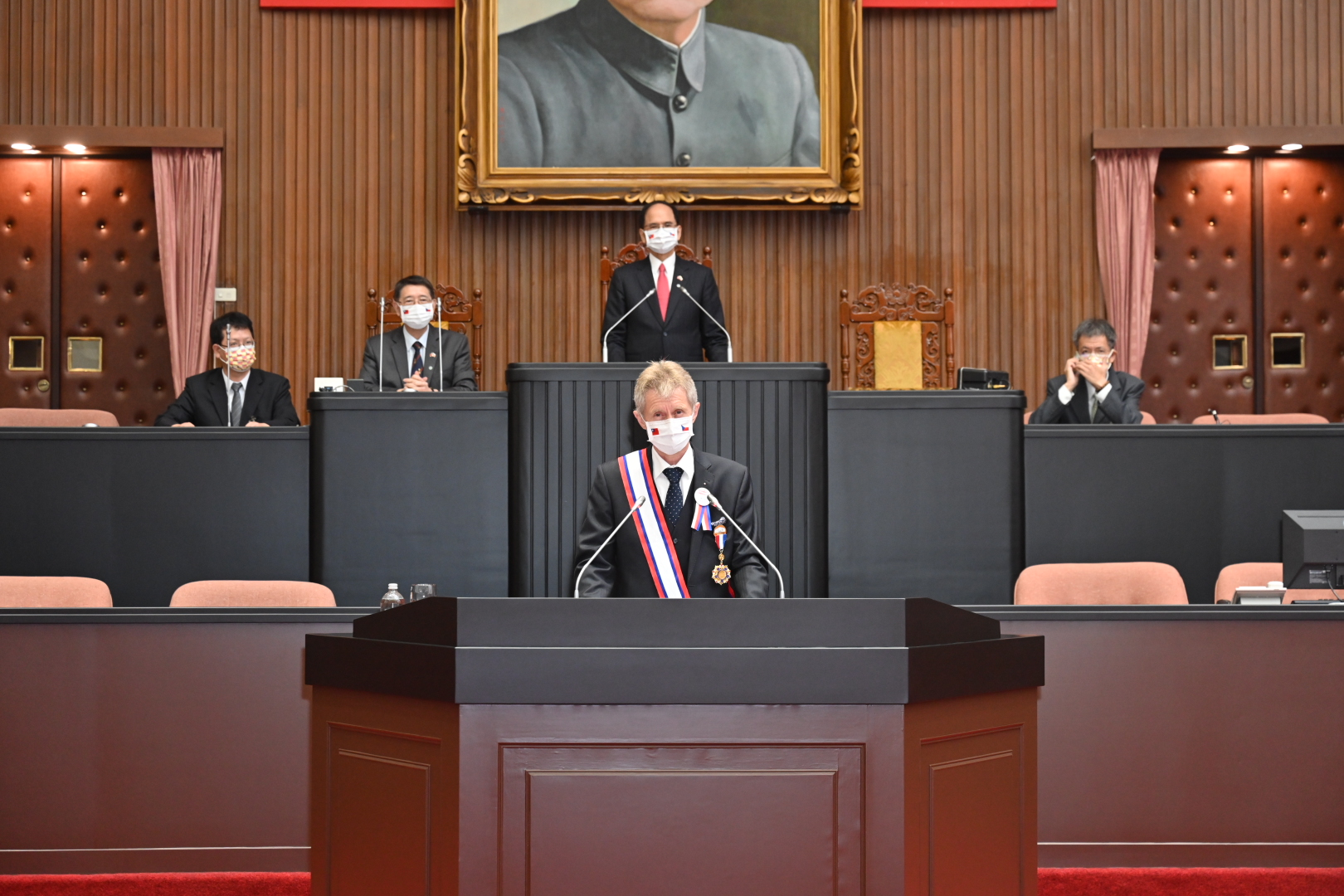
Předseda Senátu Miloš Vystrčil na Tchaj-wanu

Celosvětový ohlas vzbudila cesta předsedy českého Senátu Miloše Vystrčila a jeho delegace na Tchaj-wan. Vystrčil se stal prvním vysokým zahraničním ústavním činitelem, který navštívil oficiálně Tchaj-wan a promluvil před tamním parlamentem. Proti této cestě se ostře ohradila totalitní Čínská lidová republika, která ostrov považuje za vzbouřenou provincii.
Česká republika se v letech 2020–2021 stala jedním z nejzasaženějších států pandemií covidu-19. Jedním z nejvyšších na světě je například počet zemřelých na počet obyvatel, dlouhodobé jsou rovněž vysoké počty nakažených. Přes úspěšné zvládnutí první vlny pandemie došlo kvůli letnímu otevření hranic od září 2020 k extrémnímu nárůstu nakažených. Od října 2020 do dubna 2021 byly naplněny kapacity nemocnic a musela být odložena většina operací. S nástupem britské mutace covidu-19 počátkem roku 2021 se situace ještě zhoršila. V sokolovské nemocnici si pandemická situace vyžádala selekci pacientů. K 9. 5. 2021 si pandemie v Česku vyžádala 29 667 životů.

#### Věda a průmysl

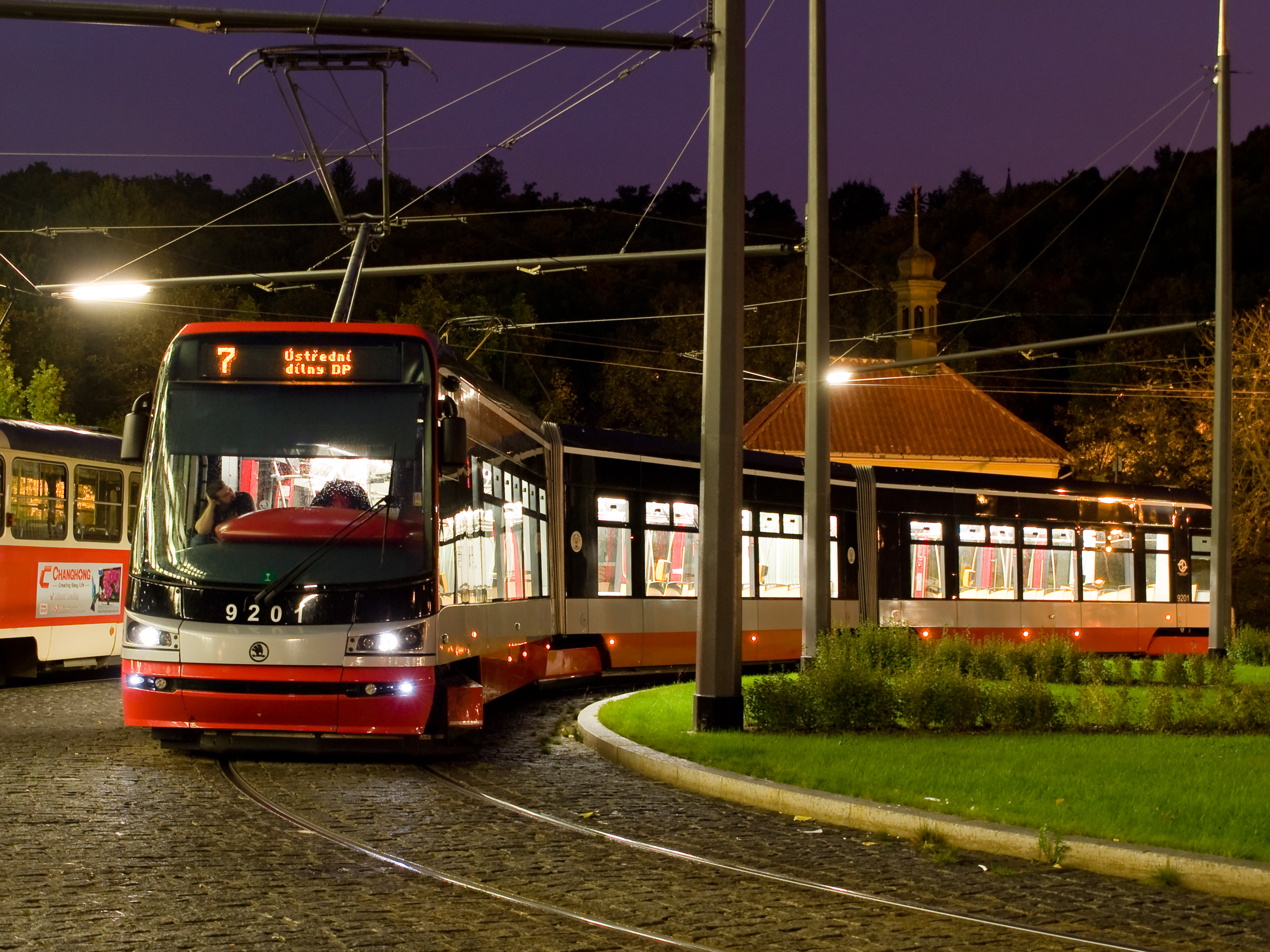
Tramvaj 15T z plzeňské Škody Transportation

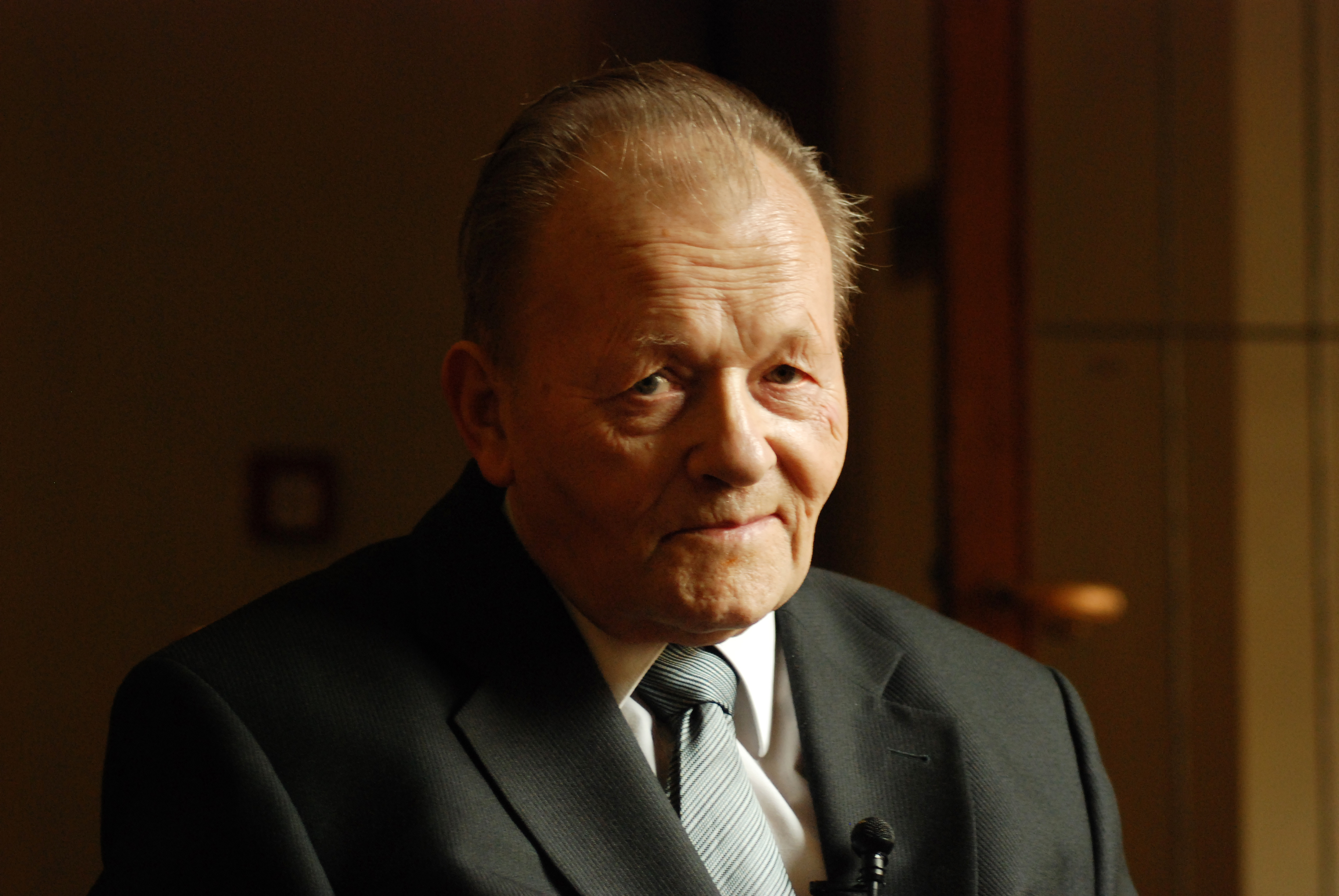
Vědec Antonín Holý

Symbolem porevoluční vědy se stal chemik Antonín Holý, tvůrce poměrně účinných léků proti AIDS. Vlivnou postavou je v Kanadě žijící vědec Václav Smil, zabývající se energetikou, životním prostředím a technologickým rozvojem. Významným sociologem je Daniel Prokop, zabývající se tématy chudoby a sociální nerovnosti v české společnosti. Ve spolupráci s Evropskou unií bylo otevřeno několik nových vědeckých center zaměřených mj. na nanotechnologie a laserovou techniku (CEITEC, ELI Beamlines, HiLASE aj.). Praha se stala sídlem European Global Navigation Satellite Systems Agency, která řídí navigační systém Galileo. V Antarktidě byla založena česká Mendelova polární stanice.

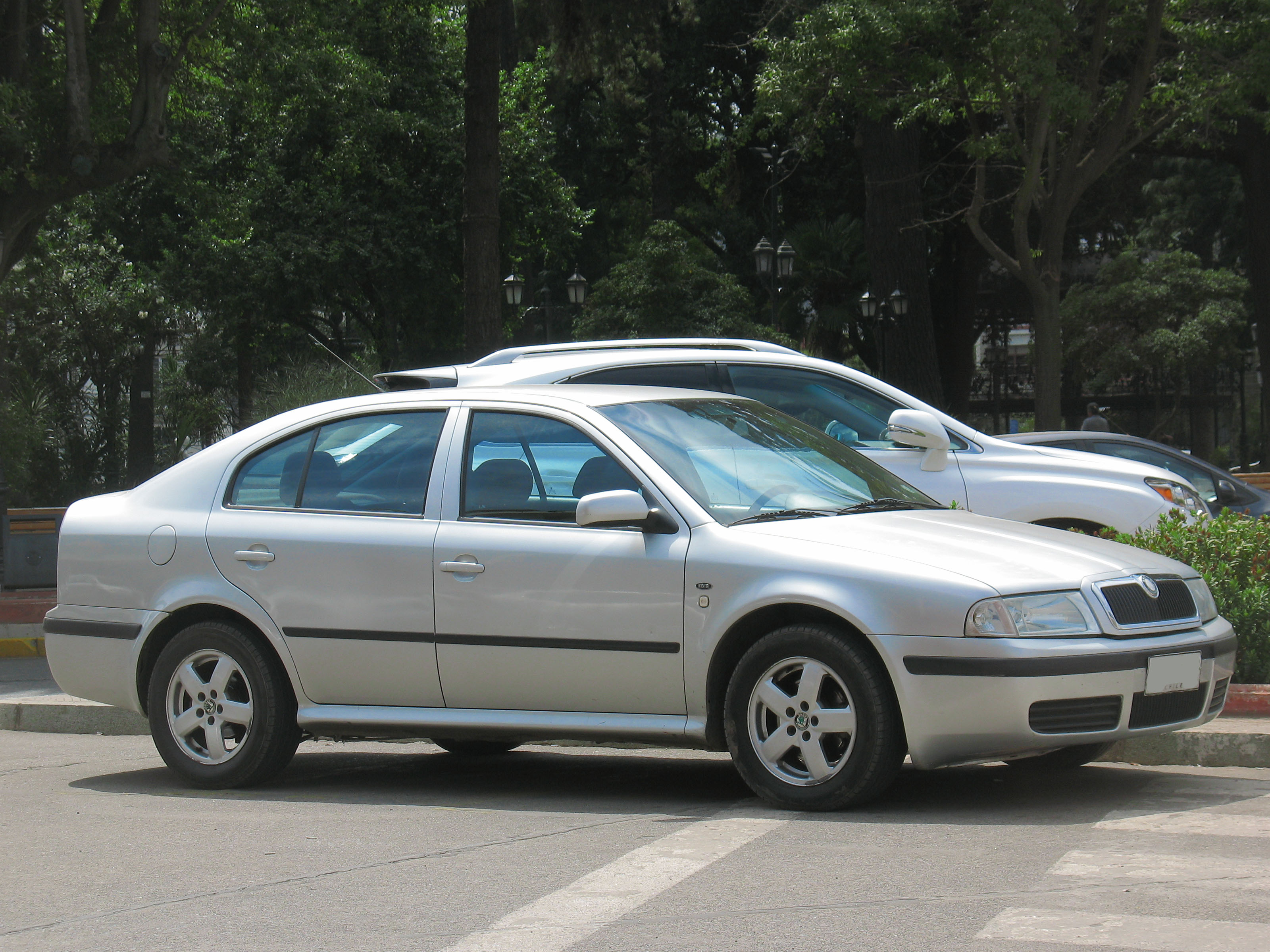
Škoda Octavia první generace z roku 1996

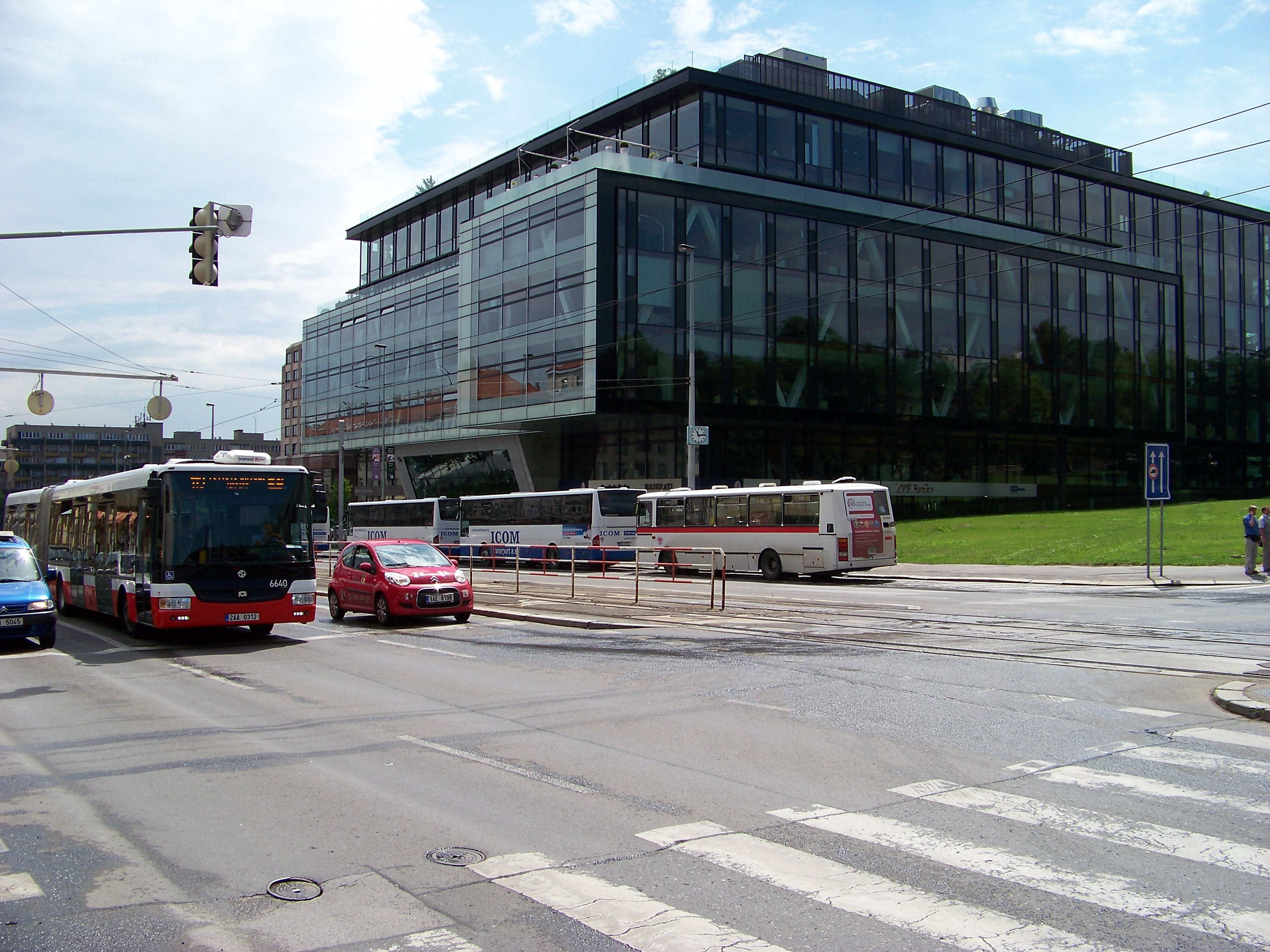
Sídlo společnosti PPF v pražských Dejvicích

Ekonomickou transformaci, zřejmě kvůli chybám při privatizaci, nepřežili některé tradiční pilíře českého hospodářství, (Poldi Kladno, Královopolské strojírny, koncern ČKD), další podniky byly, alespoň dočasně, silně oslabeny (brněnská Zbrojovka, Tatra Kopřivnice, plzeňské strojírny Škoda). Nakonec se ale našla nová struktura ekonomiky, často založená na zapojení českých továren do zahraničních korporací. I po rozsáhlé privatizaci zbyl v ekonomice silný veřejný sektor s velkými zaměstnavateli a v případě energetické firmy ČEZ i s jednou z nejziskovějších firem. Oblast chemického a potravinářského průmyslu reprezentuje největší český zaměstnavatel, skupina Agrofert (Andrej Babiš) nebo chemická skupina Draslovka Global Holding. Jakýmsi vítězem kuponové privatizace se stala skupina PPF Petra Kellnera, která se specializuje zejména na finanční podnikání (Home Credit, Air Bank atd.). Výkladní skříní nového režimu se stali mezinárodně úspěšní podnikatelé, kteří založili firmu po revoluci tzv. na zelené louce (tedy ne na bázi starších podniků) – k takovým patří firma Seznam.cz (Ivo Lukačovič) či softwarové antivirové firmy Avast (Pavel Baudiš, Eduard Kučera) a AVG. Průmysl se výrazně orientoval na automobily a s nimi spjatou výrobu, jako je výroba plochých skel, součástek a gumárenství, podobně jako na Slovensku. V tomto směru je nejvýznamnější společnost mladoboleslavská Škoda Auto (součást koncernu Volkswagen Group), která je jedním z hlavních pilířů české ekonomiky, společnost Tatra Kopřivnice a dále zahraniční automobilky Hyunday Czech Republic Nošovice a Toyota Czech Republic. Význam si zachovala i výroba letadel Aero Vodochody. Také výroba vlakových souprav, kolejových zařízení a autobusů se udržela, jejími představiteli je plzeňská Škoda Transportation a společnosti IVECO a SOR Libchavy. Na poli výroby zbraní dosahuje světového významu společnost Česká zbrojovka Group. Vysokou pozici zejména v zahraničí si zachovalo české sklářství, jeho představiteli jsou firmy Preciosa, Moser, Crystalex či Lasvit. Symbolem konzumního životního stylu se staly supermarkety a hypermarkety, které ovládly maloobchodní sféru více než kdekoli jinde v Evropě.

#### Architektura

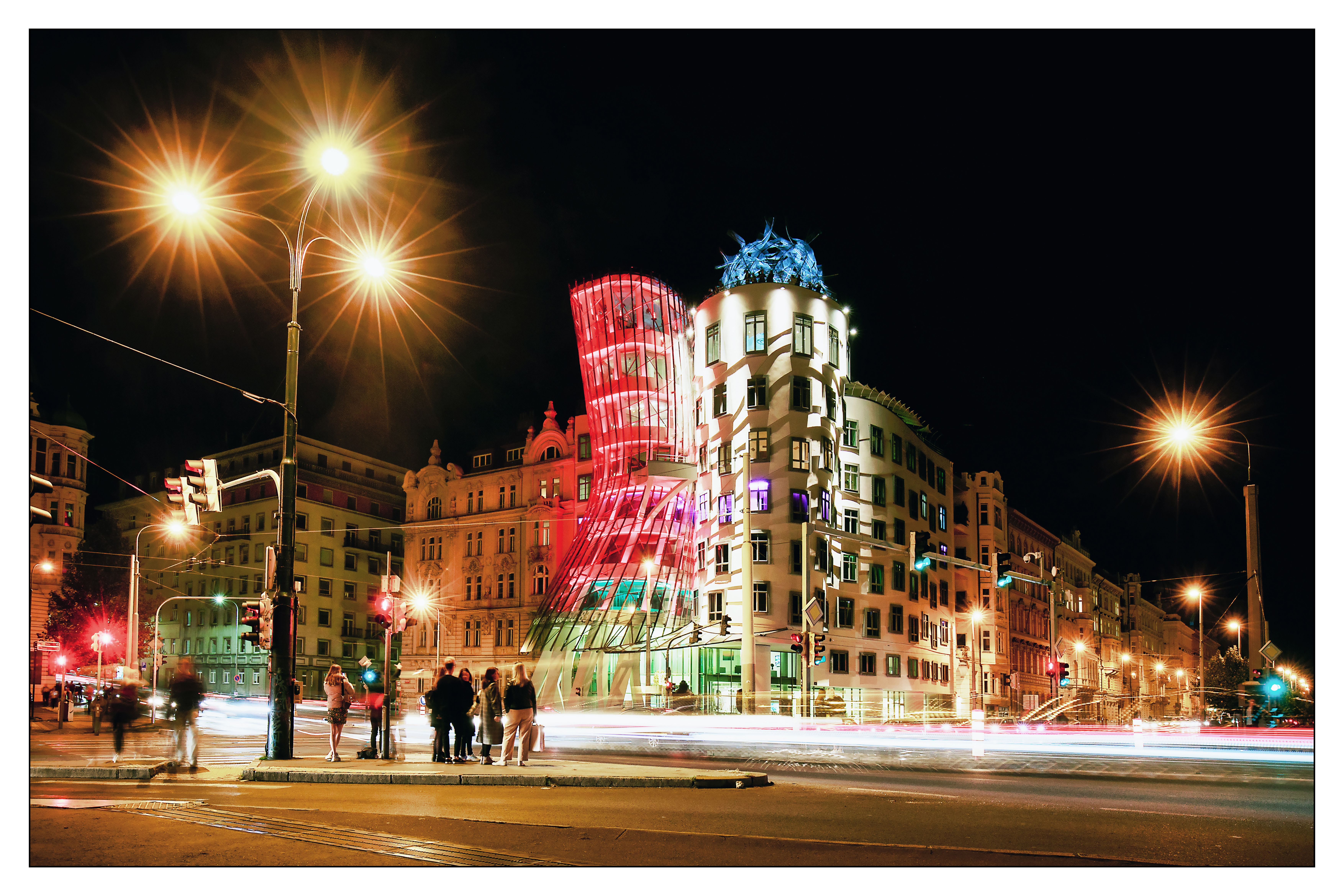
Tančící dům v Praze

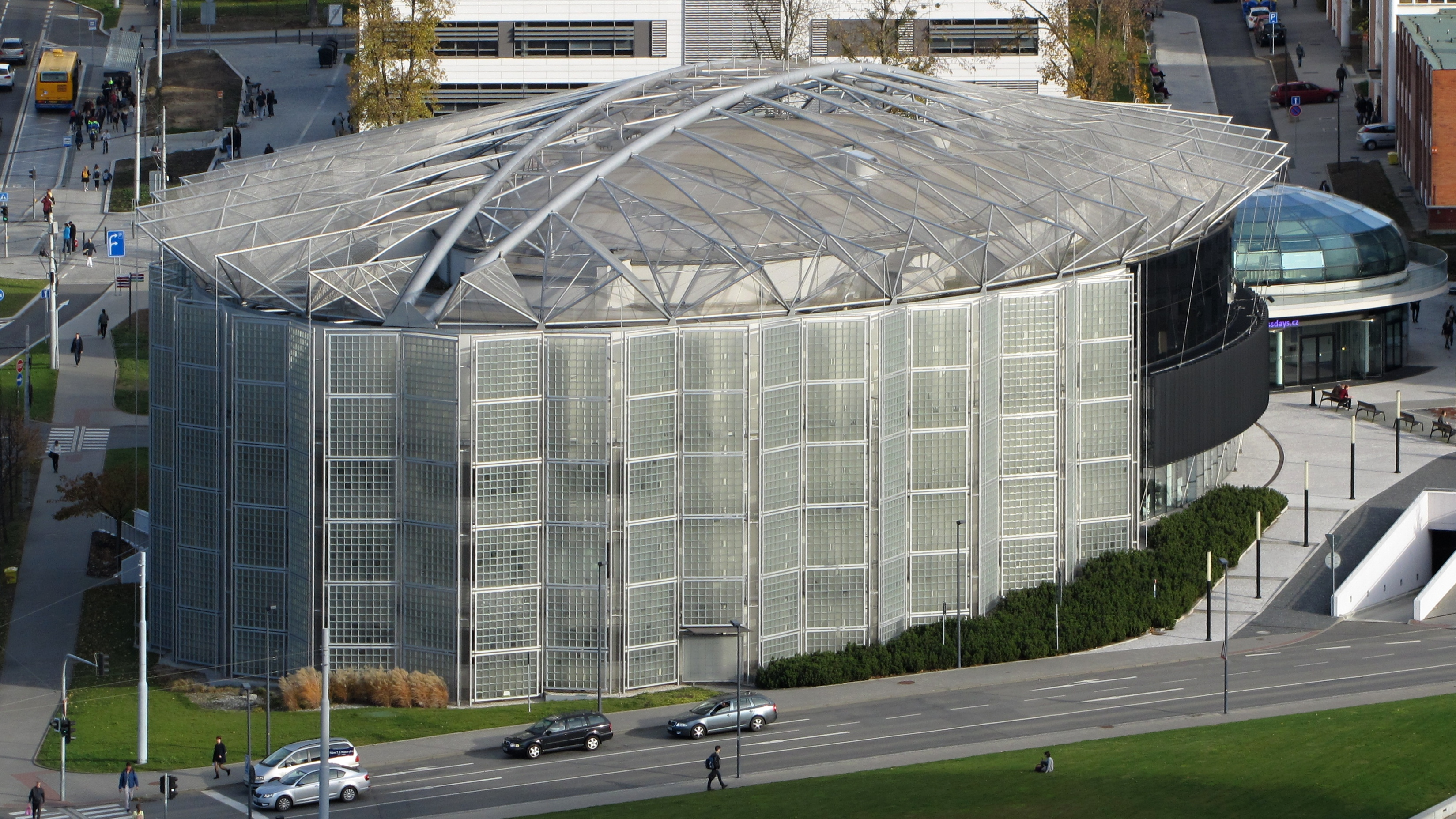
Kongresové centrum Zlín

V architektuře výraznou roli sehrálo dílo Franka Gehryho Tančící dům v Praze, které přímo inicioval Václav Havel, a jež bývá uváděno jako symbol postmoderní architektury. Z významných světových architektů v Praze tvořil ještě Jean Nouvel (Zlatý Anděl na pražském Smíchově), Ricardo Bofill, který se podílel na modernizaci kdysi dělnického Karlína (Corso Karlín aj.) či držitelka Pritzkerovy ceny Zaha Hadid, jejíž architektonické studio je autorem proměny okolí pražského Masarykova nádraží (Masaryčka). V přípravách je projekt pražské Vltavské filharmonie, jehož autorem je dánský ateliér Bjarke Ingels Group , či nové brněnské hlavní nádraží z dílny nizozemského ateliéru Benthem Crouwel. Z projektů domácích architektů si největší kredit získal projekt Národní technické knihovny v pražských Dejvicích, Kongresové centrum Zlín architektky Evy Jiřičné, budovy Univerzitního kampusu v Brně, Moravské zemské knihovny a Moravského zemského archivu, Skleněný dům v Novém Boru, nástavba někdejší vysoké pece Bolt Tower v Ostravě architekta Josefa Pleskota, stanice pražského metra Rajská zahrada Patrika Kotase, rekonstrukce "kobek" na pražských náplavkách architekta Petra Jandy, nebo nová výstavba v Litomyšli  či v obcích Dolní Břežany u Prahy a Trojanovice v Beskydech. Hojně diskutovaný projekt nové budovy Národní knihovny Jana Kaplického zůstal jen na papíře.

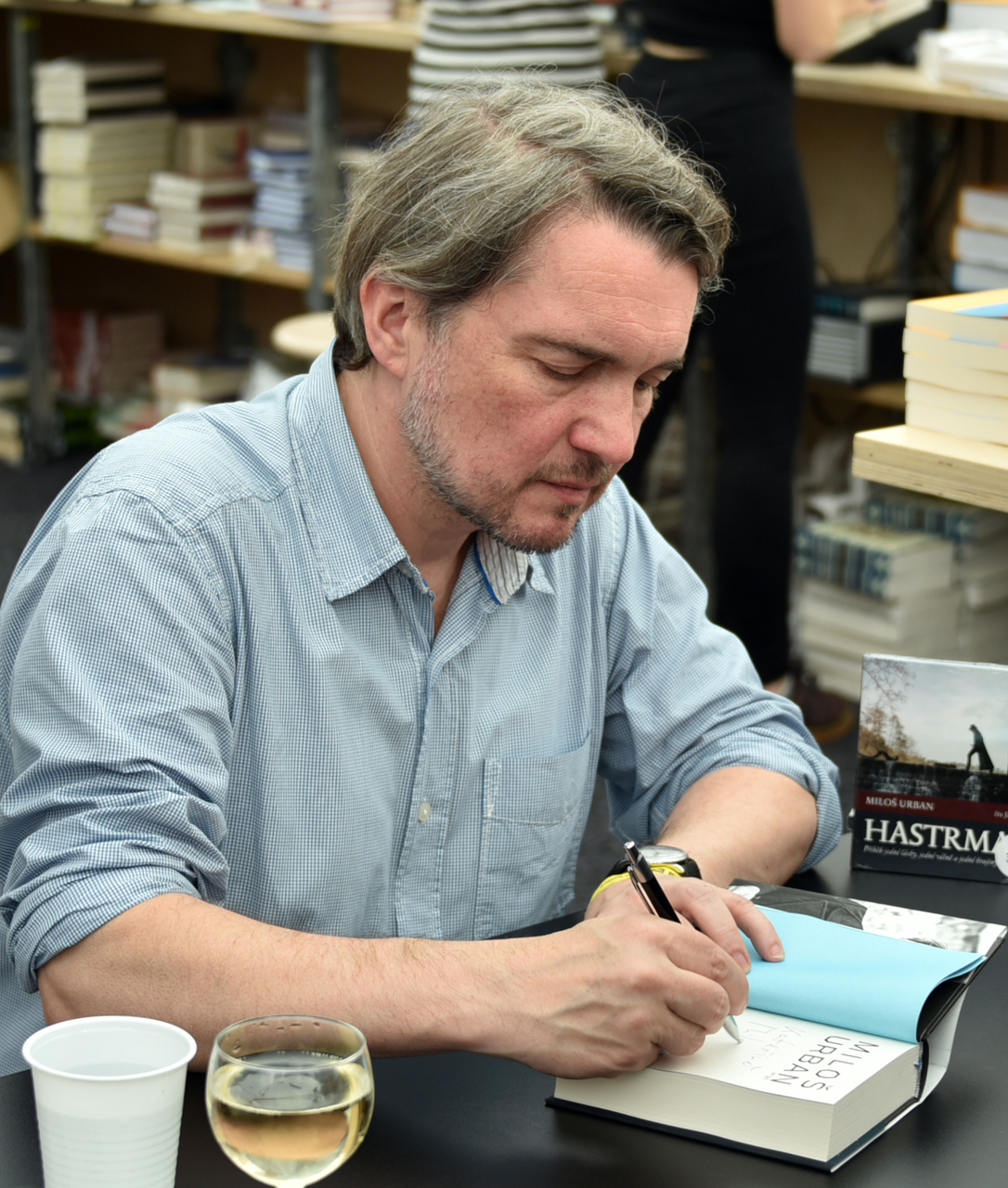
Spisovatel Miloš Urban

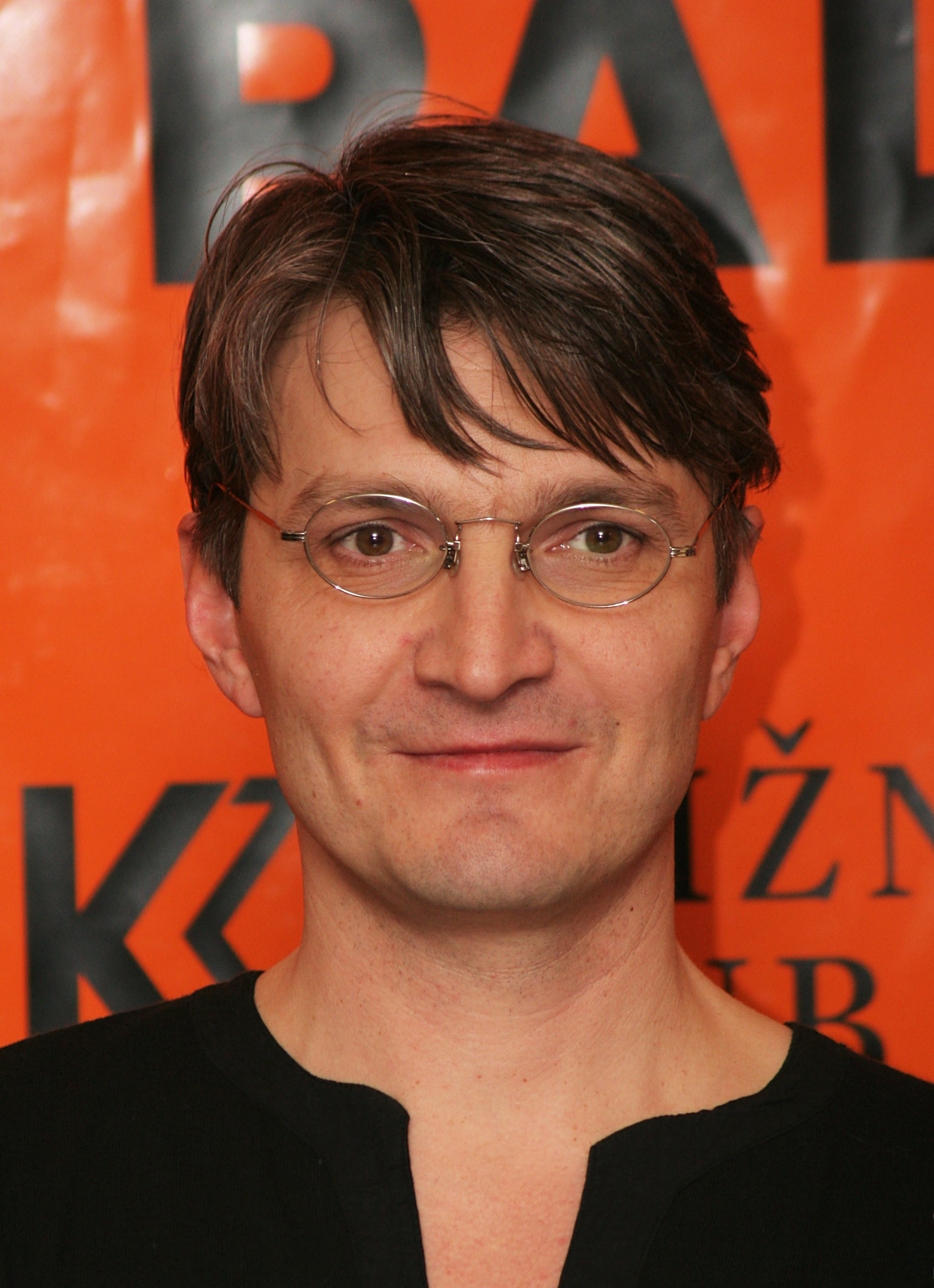
Režisér Jan Svěrák, držitel Oskara

#### Kultura
Společenská (i ekonomická) role literatury zjevně poklesla. V první porevoluční dekádě se prosadili v próze někteří autoři, kteří debutovali již za minulého režimu, ať už v samizdatu, nebo v oficiálních nakladatelstvích. Dlouhodobě nejvýznamnějším českým spisovatelem byl Milan Kundera, který byl v například v roce 2015 zařazen mezi nejvlivnější myslitele světa. Největšího ohlasu kritického se dostalo Patriku Ouředníkovi, Jáchymu Topolovi, Jiřímu Kratochvilovi, Michalu Ajvazovi a Daniele Hodrové, u čtenářů to vyhrál Michal Viewegh a Petr Šabach. Od sémiotiky k próze občas přešel i Vladimír Macura. Časem se objevila i nová jména (Emil Hakl, Jan Balabán, Petra Hůlová, Hana Androniková, Jaroslav Rudiš, Kateřina Tučková, Miloš Urban, Radka Denemarková, Jiří Hájíček, Zuzana Brabcová, Věra Nosková, Tomáš Zmeškal, Václav Kahuda, Evžen Boček, Leoš Kyša), čtenáři objevili historické romány Vlastimila Vondrušky. V zahraničí se nejpřekládanějším českým autorem stal Patrik Ouředník. V poezii se nejvíce diskutovalo o tvorbě autorů jako Petr Hruška, Petr Král, Petr Borkovec, J. H. Krchovský, Jaromír Typlt či Kateřina Rudčenková. V dramatice vynikl Petr Lébl a Jan Antonín Pitínský, fenoménem se staly též hry Ireny Douskové. Významnými mysliteli jsou například kněz a filosof Tomáš Halík, jediný český nositel Templetonovy ceny, či ekonom Tomáš Sedláček, autor bestselleru Ekonomie dobra a zla.

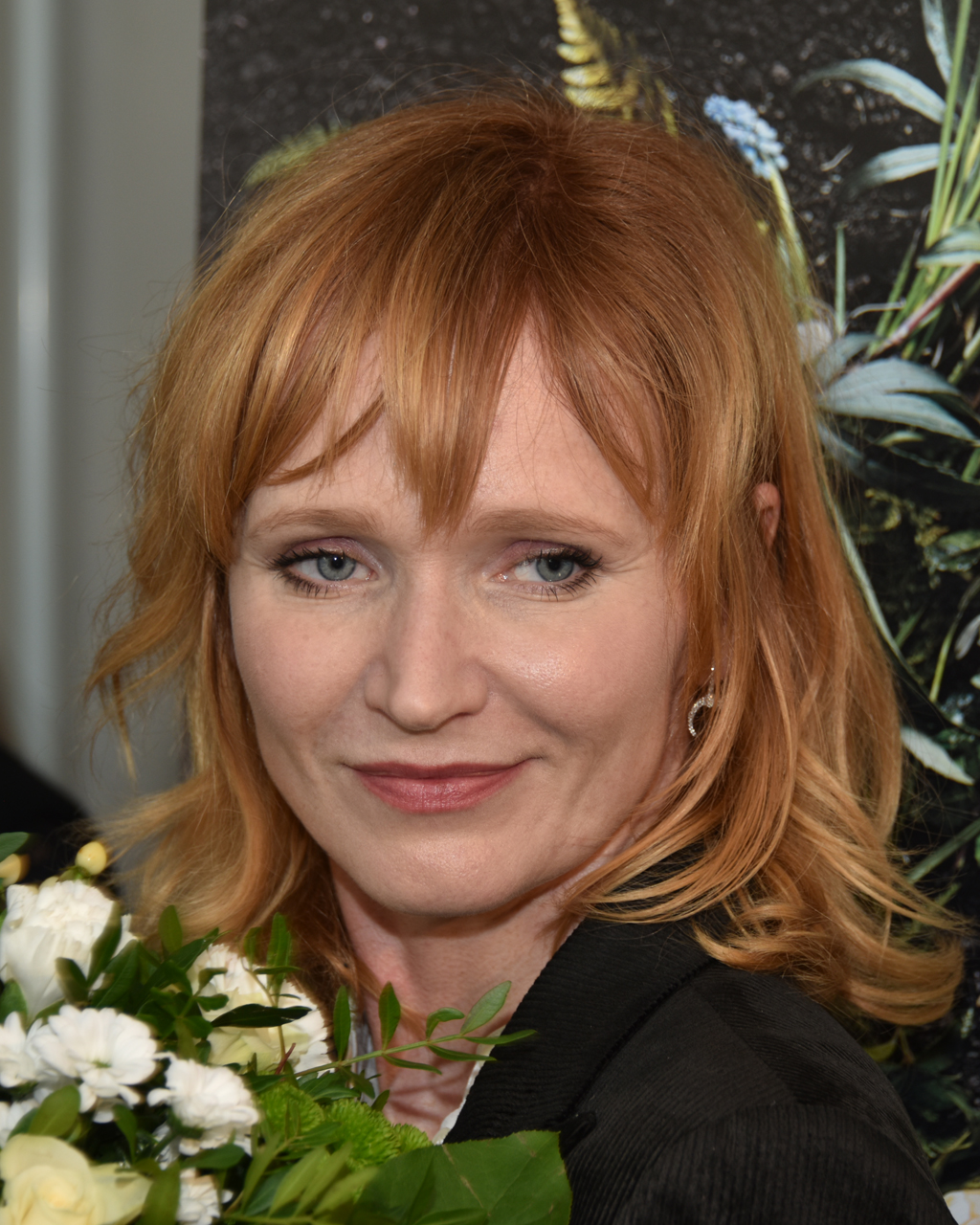
Herečka Anna Geislerová

V oblasti filmu se tvůrci snažili navázat na 60. léta (Saša Gedeon, Bohdan Sláma), nalézt nový generační styl (Petr Zelenka), nebo oslovit širší publikum a udržet přitom jistou uměleckou úroveň – Janu Svěrákovi, Janu Hřebejkovi a Ondřeji Trojanovi to přineslo oscarové nominace, Janu Svěrákovi pak i Oscara (1996). Do pokladnice populárního filmu se dařilo vkládat nové kousky jak krátce po revoluci (Tankový prapor, Černí baroni, Dědictví, Obecná škola, Kolja, Pelíšky), tak později, kdy začaly vznikat divácky oblíbené komedie (Účastníci zájezdu, Ženy v pokušení, Tátova volha, Poslední aristokratka) režiséra Jiřího Vejdělka, Teorie tygra režiséra Radka Bajgara nebo Vlastníci režiséra Jiřího Havelky. Pozornost vzbudily rovněž filmy Alois Nebel, Hastrman či Úsvit. Důležitou pozici si získaly filmy částečně se vyrovnávající s minulostí a pracující s historickými tématy (Je třeba zabít Sekala,Všichni moji blízcí, Musíme si pomáhat, Želary, Habermannův mlýn, Tmavomodrý svět, Nabarvené ptáče, Krajina ve stínu, Bratři). Postupem času se začal rozvíjet žánr historických sérií, často vyráběných v mezinárodní koprodukci, (Já, Mattoni, Marie Terezie, Božena). Jakýmisi symboly české polistopadové produkce jsou herci Anna Geislerová a Ivan Trojan. Z dokumentů pak vzbudily velký ohlas snímky Český sen, Šmejdi a V síti, z dokumentárních sérií pak GEN – Galerie elity národa, 13. komnata či Modrá krev. Největším koproducentem filmů je dlouhodobě Česká televize. Prestižní filmovou přehlídkou je Mezinárodní filmový festival Karlovy Vary, Zlín Film festival, pražský Febiofest, Anifilm v Třeboni, Mezinárodní festival dokumentárních filmů v Jihlavě nebo pražský Jeden svět, věnovaný dokumentárním filmům s lidskoprávní tematikou.

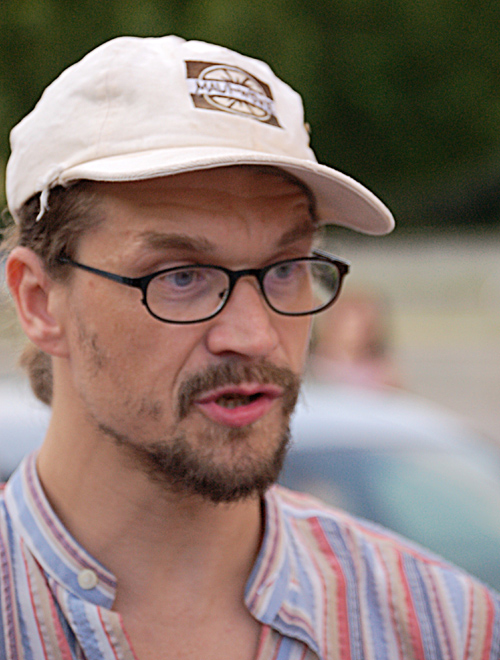
Zpěvák Dan Bárta

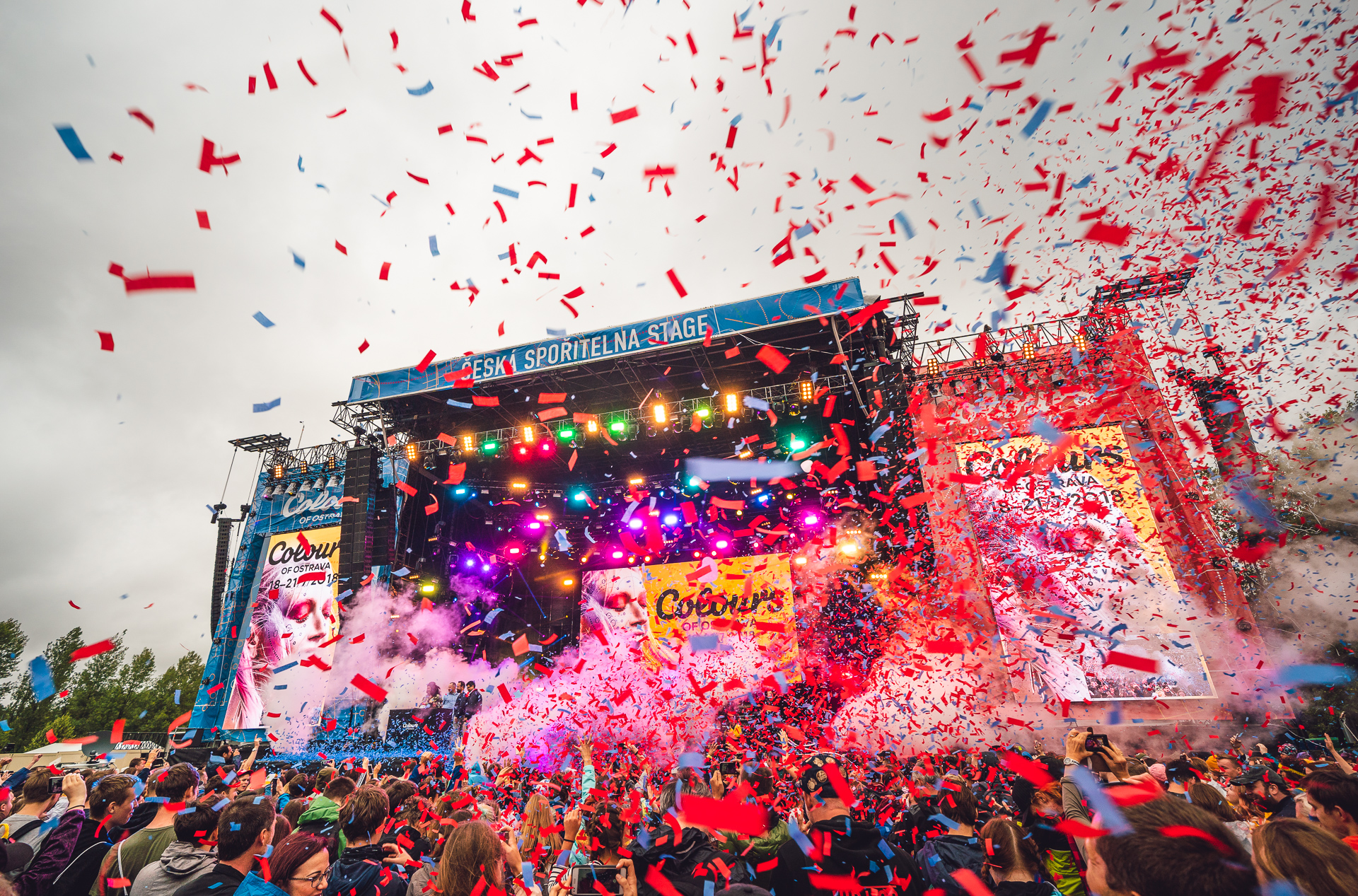
Festival Colours of Ostrava

Reprezentantem klasické hudby se stal zejména dirigent Jiří Bělohlávek, Petr Altrichtr a Jakub Hrůša, dále houslista Václav Hudeček, nebo pěvci Magdalena Kožená, Adam Plachetka či Jaroslav Březina. Vysokou uměleckou úroveň si zachovává Česká filharmonie, Český národní symfonický orchestr, Pražský komorní orchestr, Symfonický orchestr hl. m. Prahy FOK, či Symfonický orchestr Českého rozhlasu. Klasická hudba je reprezentována na prestižních mezinárodních přehlídkách a festivalech, jako je Pražské jaro, Dvořákova Praha, Mezinárodní hudební festival Český Krumlov nebo Smetanova Litomyšl. V oblasti moderní (populární) hudby se prosadili například zpěváci Lucie Bílá, Dan Bárta, Anna K, Radůza, Aneta Langerová, Věra Bílá, Lenka Dusilová, Matěj Ruppert, Barbora Poláková, Jaromír Nohavica, Tomáš Klus, Vojtěch Dyk, Marek Ztracený, Xindl X, Kapitán Demo, Mikolas Josef, Ben Cristovao, hudební skupiny Kryštof, Lucie, Kabát, Chinaski, Monkey Business, Mirai, Tata Bojs, Lake Malawi, Bratři Ebenové, Gipsy.cz, rapeři z PSH, folkrocková skupina Čechomor, jazzový orchestr Ondřej Havelka a jeho Melody Makers, nebo kapela The Tap Tap. Významnými festivaly jsou Rock for People v Hradci Králové, Colours of Ostrava, liberecká Benátská noc, Hrady CZ, Trutnoff Brnoon Open Air Festival (pořádaný dříve v Trutnově, od roku 2016 v Brně), pražský Mezi ploty, Hip Hop Kemp v Hradci Králové, JazzFestBrno, Mezinárodní dudácký festival ve Strakonicích nebo v letech 1994–2006 CzechTek.
Mezinárodních úspěchů se podařilo dosáhnout i ve videoherní tvorbě. V roce 1999 se povedlo v zahraničí uspět české hře Hidden & Dangerous, následovaly mezinárodně úspěšné herní tituly Operace Flashpoint, Mafia: The City of Lost Heaven, Vietcong, Euro Truck Simulator, ArmA, Silent Hill: Downpour či Machinarium. Nejúspěšnějšími studii jsou 2K Czech, Bohemia Interactive Studio, SCS Software, Amanita Design nebo Madfinger Games.

#### Média
Po pádu komunismu byla zrušena cenzura a obnovena svoboda médií. Hlavní zpravodajskou agenturou zůstala Česká tisková kancelář, její význam se však postupně snižuje.

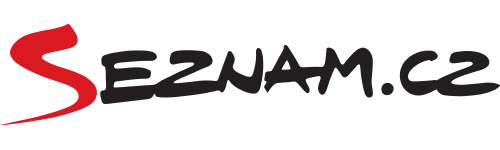
Seznam.cz se stal nejpoužívanějším českým vyhledávačem a zároveň významným médiem

Logo veřejnoprávní České televize

Nejvýznamnějšími tištěnými médii jsou Mladá fronta DNES, Lidové noviny, Hospodářské noviny, Právo, Deník, Deník N, celosvětově vydávané Metro a bulvární Blesk, svůj význam si zachovaly i nejrůznější společenské časopisy. Novinkou se staly názorové tiskoviny, zejména časopisy Respekt a Reflex. V oblasti rozhlasu je zásadní veřejnoprávní Český rozhlas a komerční stanice, jako například Rádio Impuls, Evropa 2 nebo Frekvence 1. Nejvýznamnější pozici mezi českými televizními společnostmi získala veřejnoprávní Česká televize, významné jsou rovněž televize Nova, Prima a TV Barrandov. Monopol tištěných médií, rozhlasu a televize postupně ukončil nástup internetu. Zde jde především o společnost Seznam.cz prostřednictvím Seznam Zpráv a Televize Seznam, dále servery Novinky.cz, Blesk.cz, Idnes.cz, Aktuálně.cz nebo Forum24.

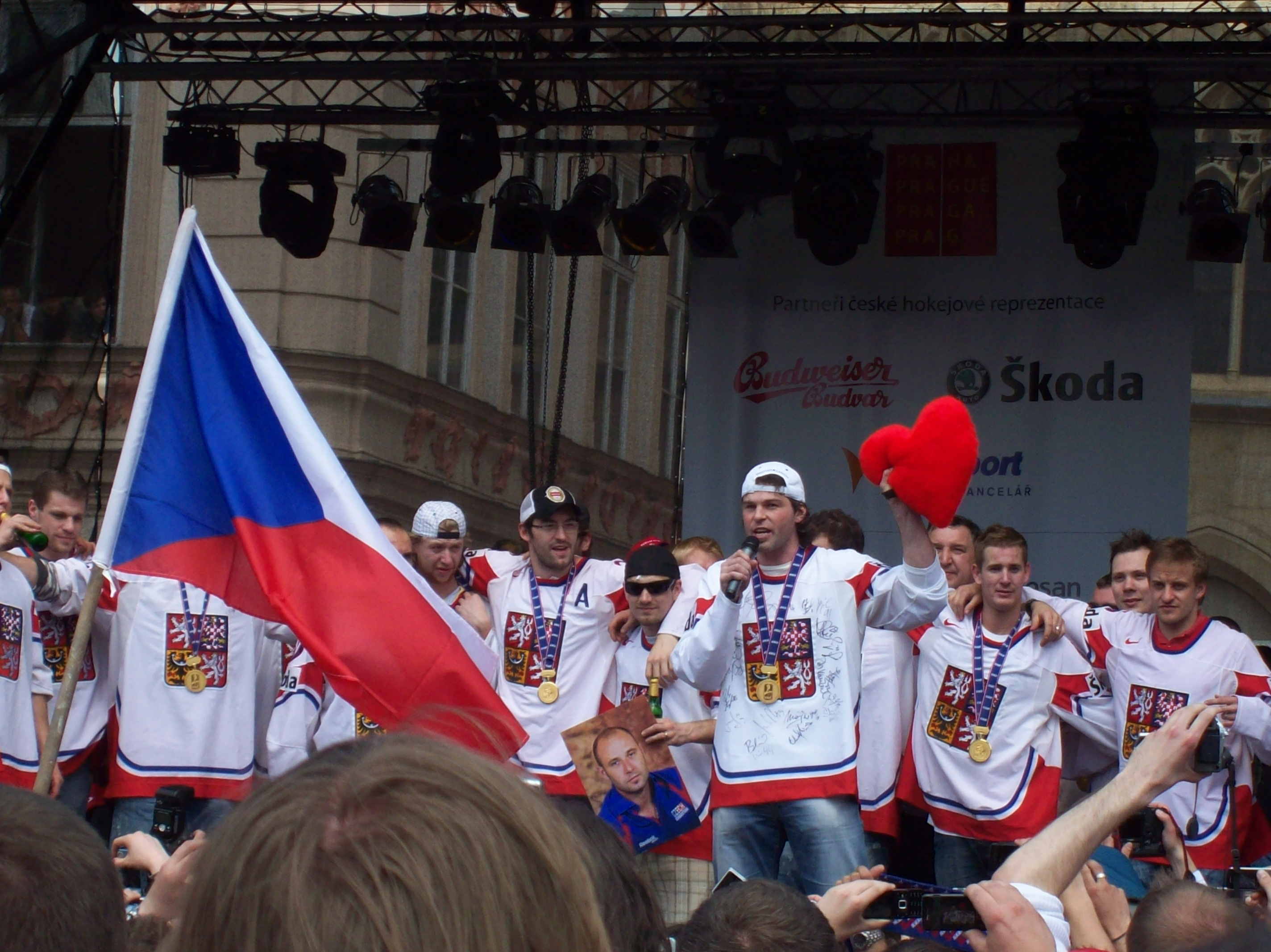
Hokejista Jaromír Jágr a další členové národního týmu po vítězném mistrovství světa roku 2010

#### Sport

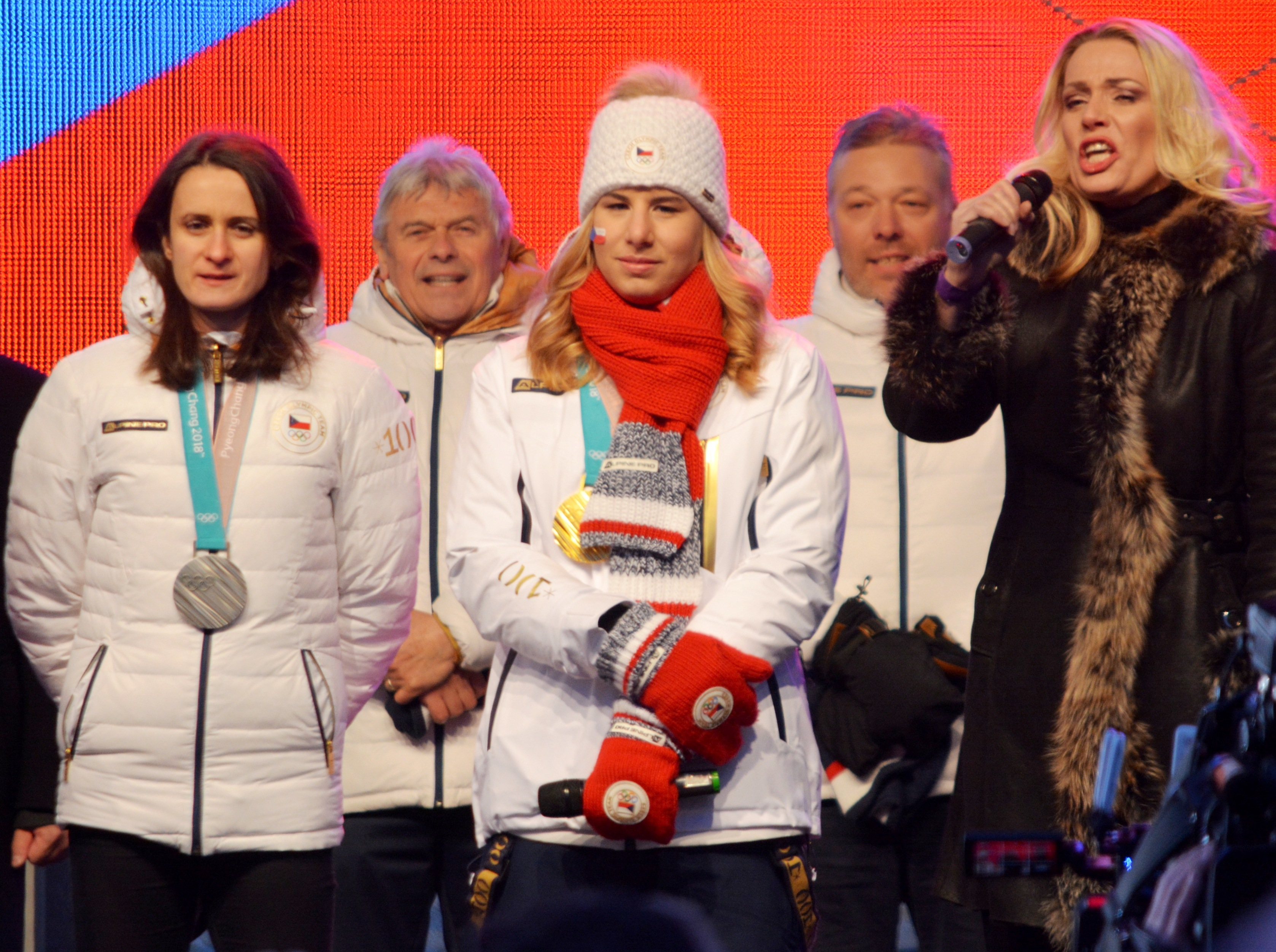
Rychlobruslařka Martina Sáblíková a lyžařka a snowboardistka Ester Ledecká v roce 2018

V prvním čtvrtstoletí samostatné ČR bylo dosaženo významných sportovních úspěchů, které výrazně přispěly k upevnění národní identity, otřesené po rozpadu Československa. Reprezentanti v kopané získali stříbro (1996) a bronz (2004) na mistrovství Evropy, přičemž klíčovými osobnostmi těchto dvou týmů byli Pavel Nedvěd, Karel Poborský, Vladimír Šmicer, Milan Baroš, Jan Koller, Petr Čech, Tomáš Rosický a Marek Jankulovski. V ledním hokeji národ výrazně prožíval zejména zisk zlatých medailí na olympiádě v Naganu roku 1998. Zde byli klíčovými osobnostmi Jaromír Jágr a brankář Dominik Hašek, oba se výrazně prosadili i v severoamerické NHL. Prestižní Wimbledon vyhráli tenistky Jana Novotná (1998) a Petra Kvitová (2011, 2014). Tři olympijská zlata má oštěpař Jan Železný (1992, 1996, 2000) a rychlobruslařka Martina Sáblíková (2010, 2014), dvě oštěpařka Barbora Špotáková (2008, 2012), rychlostní kanoista Martin Doktor (1996) a kanoistka Štěpánka Hilgertová (1996, 2000).

## Pojetí českých dějin

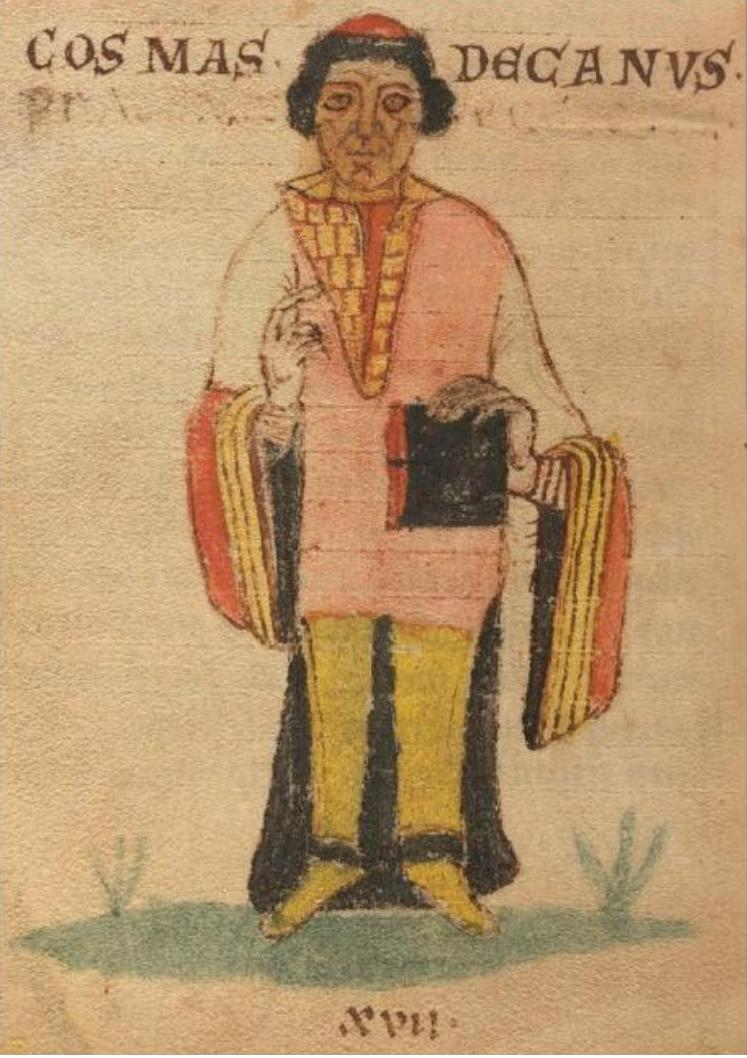
Kronikář Kosmas

České dějiny nelze chápat izolovaně. Jsou součástí dějin Evropy a jsou úzce propojeny s dějinami okolních států, především Německa a Rakouska. Český stát patřil téměř vždy do větších politických struktur a spoluutvářel jejich dějiny; byly to zejména Svatá říše římská, habsburská monarchie a její nástupce Rakousko-Uhersko, dále sovětský blok a Evropská unie.
České země jsou již od doby prvních Přemyslovců politicky i kulturně orientovány na západ a na západní křesťanskou kulturu. Od 18. století tak začalo být území Česka ovlivňováno osvícenstvím, od 19. století pak počátky parlamentarismu a demokratických hodnot. Toto západní směřování bylo v podstatě narušeno jen jednou, v letech 1938–1989, kdy byly České země nejdříve donuceny k orientaci na nacistické Německo a později na Sovětský svaz a ruskou a komunistickou kulturu.

I samotné území českého státu prošlo mnoha změnami a dělilo se na různé více či méně samostatné části s různou historií; zejména významné jsou dějiny Moravy a Slezska. Samostatné dějiny mají rovněž etnické a jiné skupiny, žijící na českém území, především „sudetští“ Němci a čeští Židé. Lze také zkoumat hospodářské dějiny Českých zemí, dějiny českého práva, české politiky, literatury, architektury a vůbec kultury, dále sportu, náboženství či feminismu a mnoha jiných oblastí.

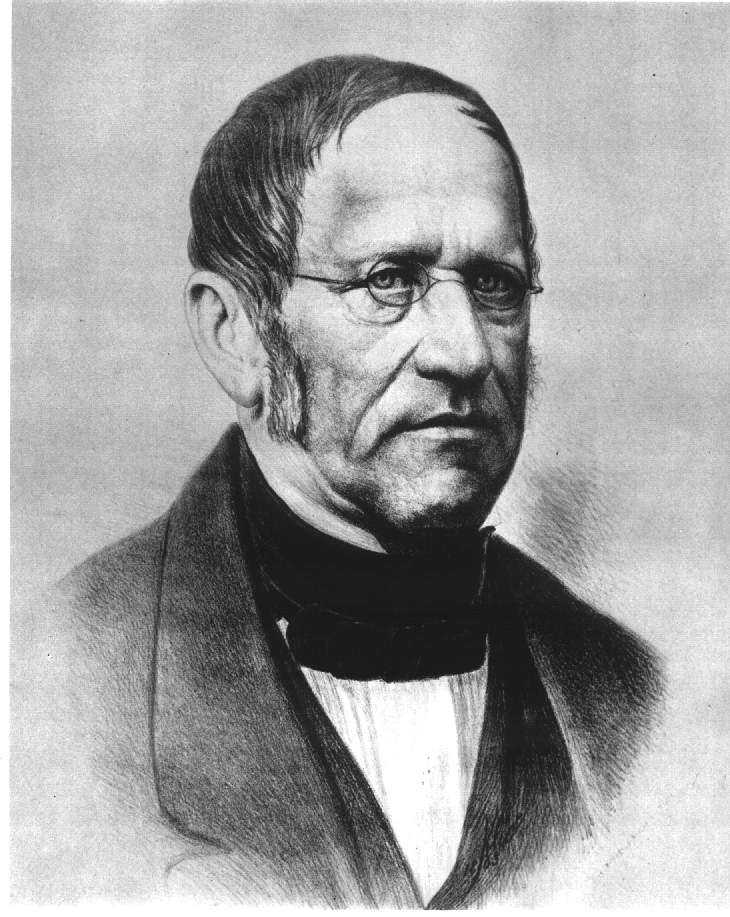
Historik a politik František Palacký

Nejstarší ucelenější literární pramen k počátkům české historie je latinská Kristiánova legenda snad z konce 10. století. Pokus o sepsání celých českých dějin podnikl na počátku 12. století pražský děkan Kosmas, autor rovněž latinsky psané kroniky Chronica Boemorum, a jeho pokračovatelé. V humanistické době působil Václav Hájek z Libočan, jehož rozsáhlá Kronika česká vyšla roku 1541. Zejména co se týče starších dějin byla značně nespolehlivá, jak prokázal jeden ze zakladatelů moderního českého dějepisectví Gelasius Dobner. Vrcholným zpracováním českých dějin v době obrozenské byly pětidílné Dějiny národu českého v Čechách a v Moravě (1848–1876) Františka Palackého, popisující českou historii do roku 1526. Z hlediska českých Němců psal Bertold Bretholz, autor čtyřsvazkového díla Geschichte Böhmens und Mährens (Dějiny Čech a Moravy, 1921–1925), s nímž polemizoval český historik Josef Pekař. Doposud nejpodrobnější jsou devatenáctisvazkové Velké dějiny zemí Koruny české, vydané nakladatelstvím Paseka (1998–2013).

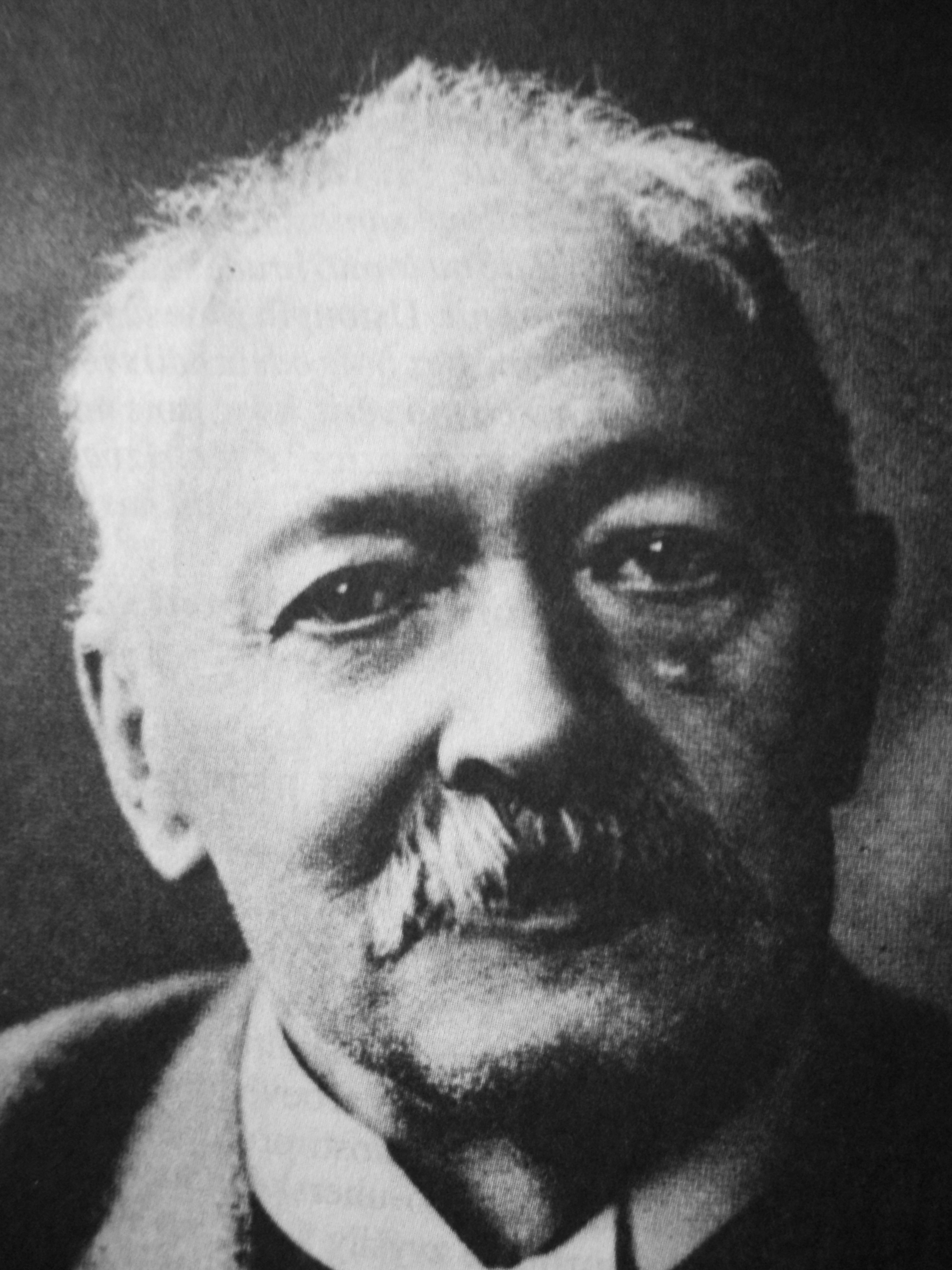
Historik Josef Pekař

Běžní obyvatelé Česka ovšem poznávali vlastní historii spíše ze školních učebnic, jako byly Pekařovy Dějiny československé (1921), a ještě více z různých uměleckých zpracování od obrozenských her Josefa Kajetána Tyla přes vlastenecké romány Aloise Jiráska, komunistickou propagandou ovlivněné učebnice a filmy ve druhé polovině 20. století až po filmy vznikající po Sametové revoluci, jako jeTmavomodrý svět režiséra Jana Svěráka, Musíme si pomáhat Jana Hřebejka, Všichni moji blízcí Matěje Mináče, Želary Ondřeje Trojana nebo koprodukční seriál Marie Terezie Roberta Dornhelma. Úspěch zaznamenaly rovněž kniha a animovaný seriál Dějiny udatného českého národa nebo ironicky pojatý komiks Opráski sčeskí historje.

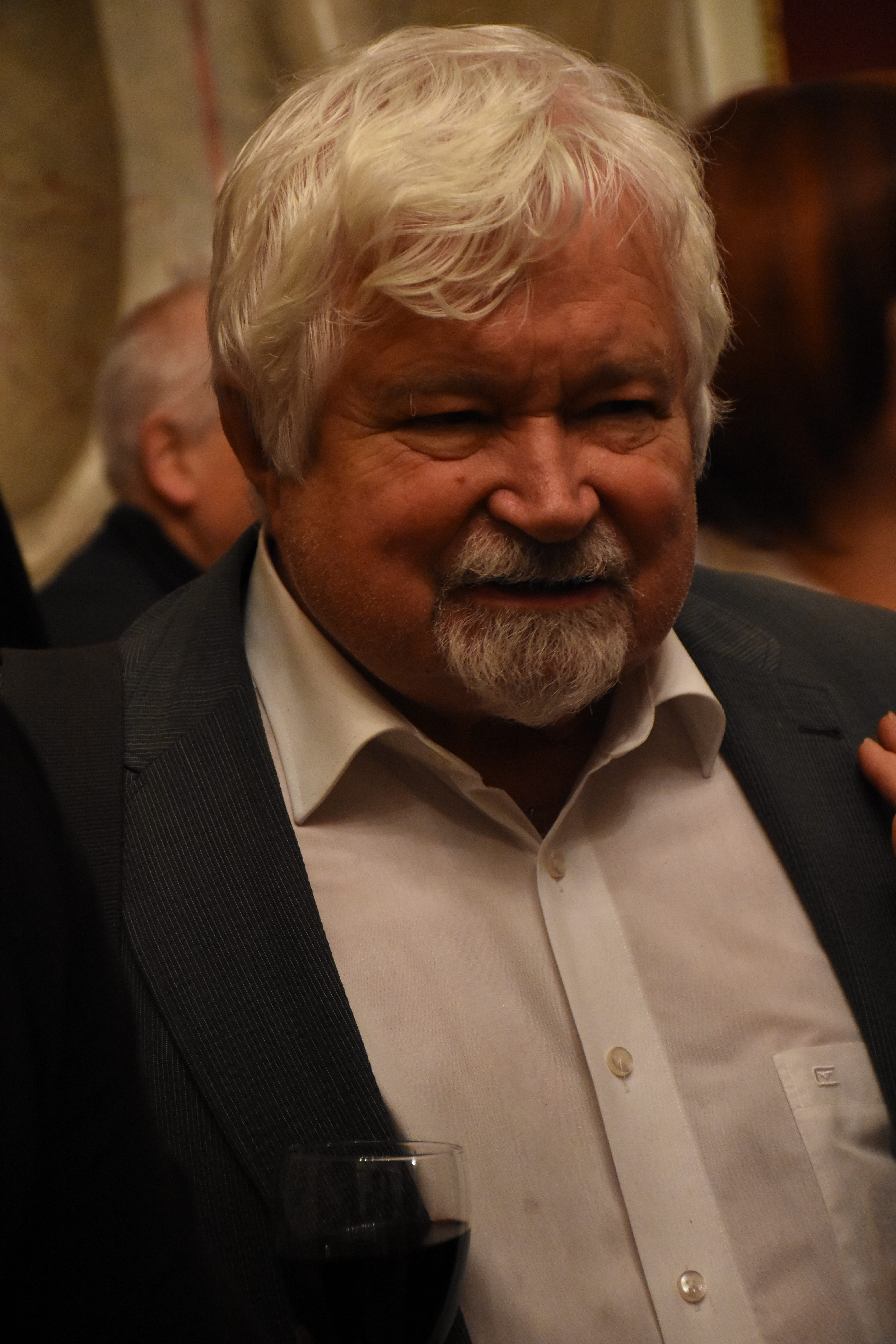
Historik a politik Petr Pithart

České dějiny nabízejí i řadu problémů a otevřených otázek. Důležitý byl spor o Rukopisy, v němž historici diskutovali pravost a původ domněle středověkých rukopisů Královédvorského a Zelenohorského. Tento spor byl v zásadě vyřešen, většina badatelů má nyní za to, že jde o podvrhy z 19. století. Neznají však ani dnes odpovědi na řadu jiných otázek, například kdo a proč zavraždil krále Václava III.
Kromě samotných faktů byl častým předmětem sporů výklad dějin a jednotlivých událostí. V období první republiky byl výklad dějin více či méně ovlivněn určitým mírně nacionalistickým pojetím a důrazem na husitské tradice, což komunisté později zneužili ve své propagandě, kdy husitské hnutí bylo označováno za první komunisty, ve výkladu národního obrození byla zdůrazňována idea panslovanství a spolupráce s Ruskem a období první republiky bylo líčeno v těch nejčernějších barvách. Po roce 1989 začaly být dějiny vykládány svobodně dle autorů, mnozí významní historici, jako například historik a politik Petr Pithart se začali dívat kriticky jak na národní obrození, tak na problematiku odsunu sudetských Němců. Je bitva u Lipan, v níž bojovali na obou stranách Češi, vítězstvím nebo porážkou? Bylo české baroko „dobou temna“ nebo naopak poválečné obnovy a rozkvětu? Znamenalo rozbití Rakouska-Uherska správný krok k národní suverenitě, nebo hazardní oslabení nárazníkového pásma mezi Ruskem a Německem? Měli Češi právo vysídlit Němce po druhé světové válce, nebo to byla odsouzeníhodná etnická čistka? Získali nebo ztratili Češi sametovou revolucí roku 1989, když vyměnili jistotu zaměstnání za více svobody? Bylo správné rozbít československou federaci? A dokonce, jak se roku 1886 zeptal Hubert Gordon Schauer, vyplatí se vůbec udržovat český národ při životě a nebylo by lépe se raději poněmčit a stát se součástí mohutnější kultury? Podobné otázky řešili čeští intelektuálové již od konce národního obrození v dlouhé polemice zvané spor o smysl českých dějin (1895–1938) a samozřejmě se budou řešit i nadále.